# Wallerfangen

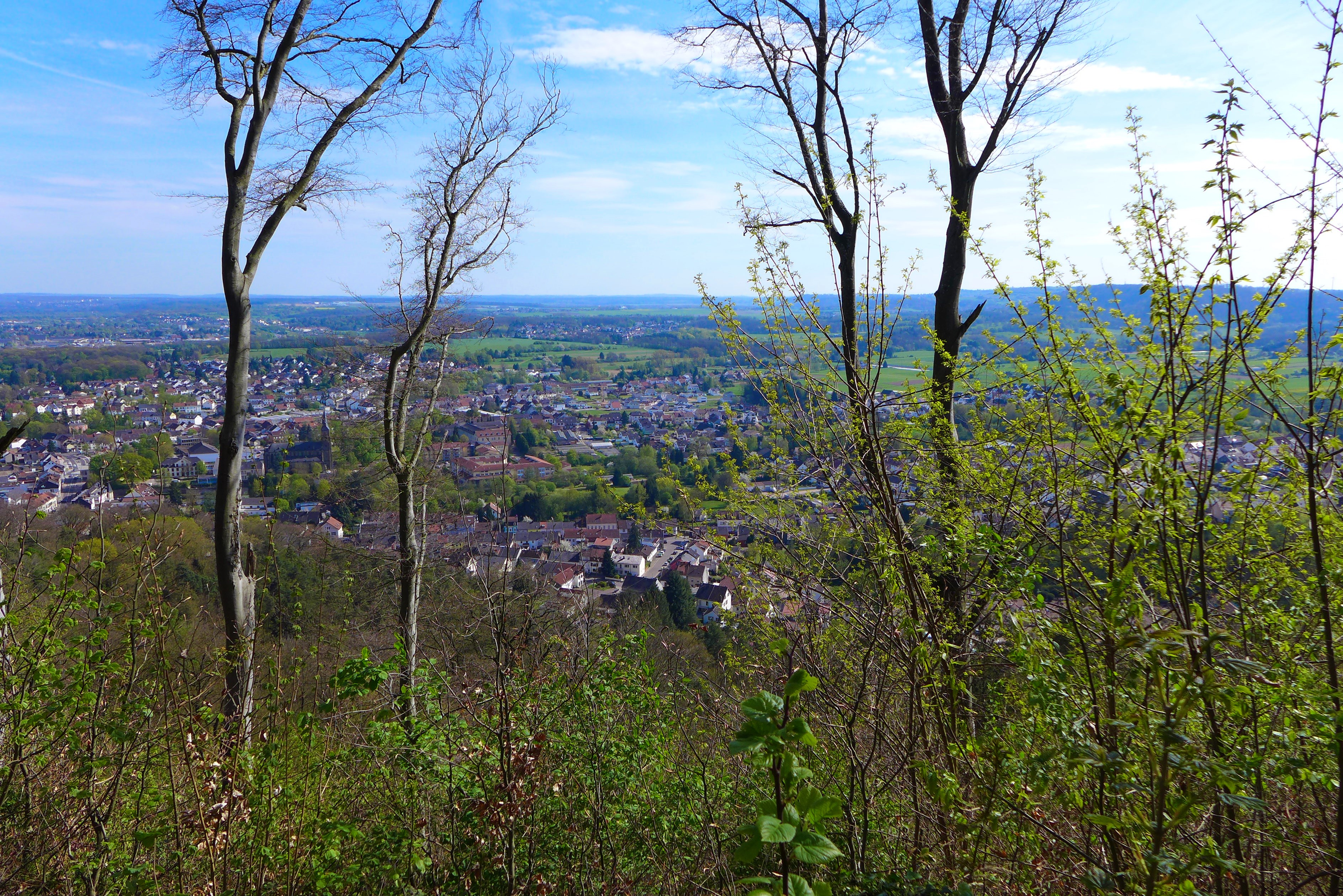
Ortszentrum von Wallerfangen mit der Pfarrkirche St. Katharina vom Limberg aus gesehen

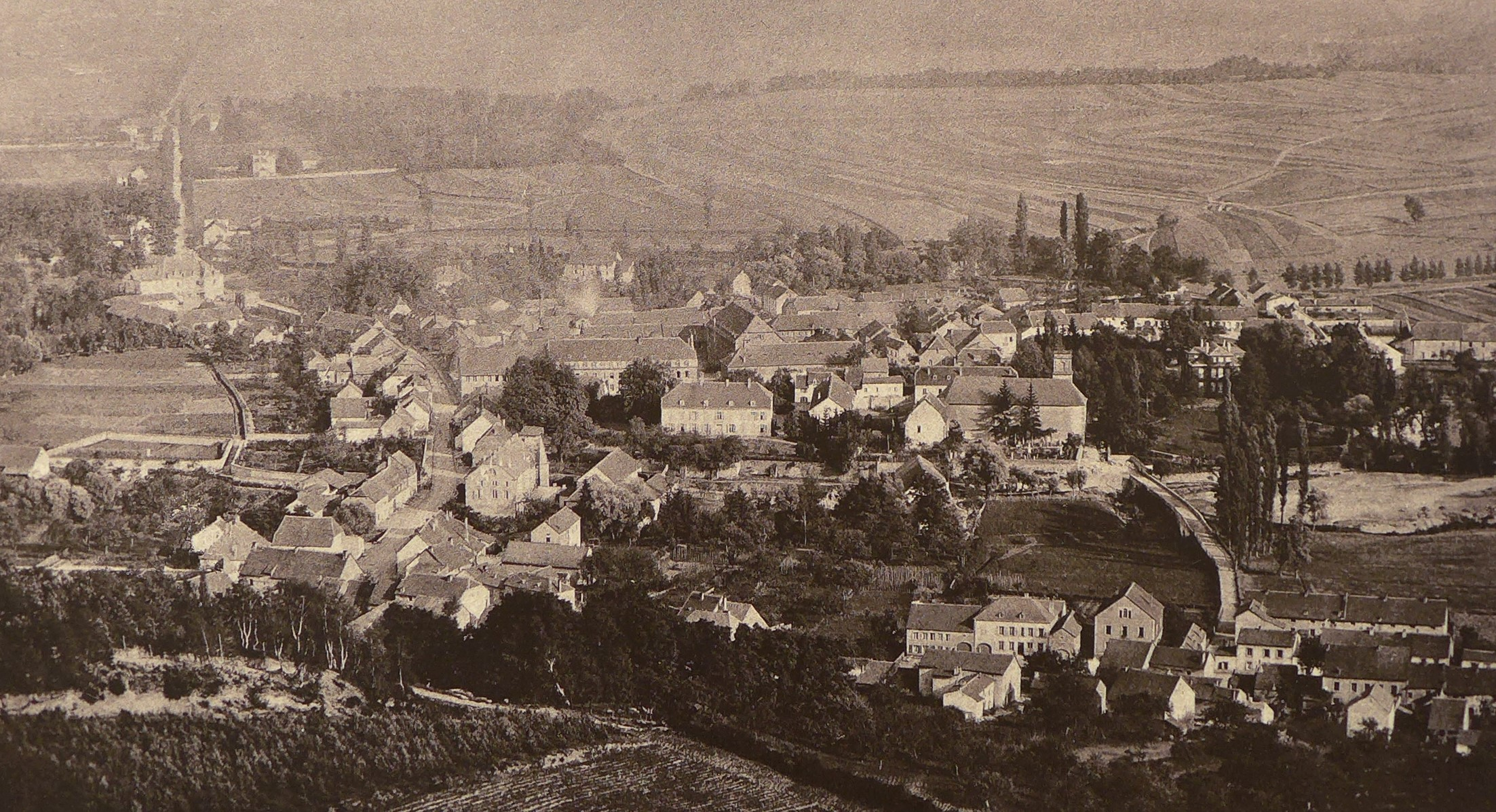
Wallerfangen um 1860, Blick vom Limberg aus auf die ehemalige gotische Augustinerklosterkirche mit erneuertem klassizistischen Turm kurz vor dem Abbruch der gesamten Anlage im Jahr 1861

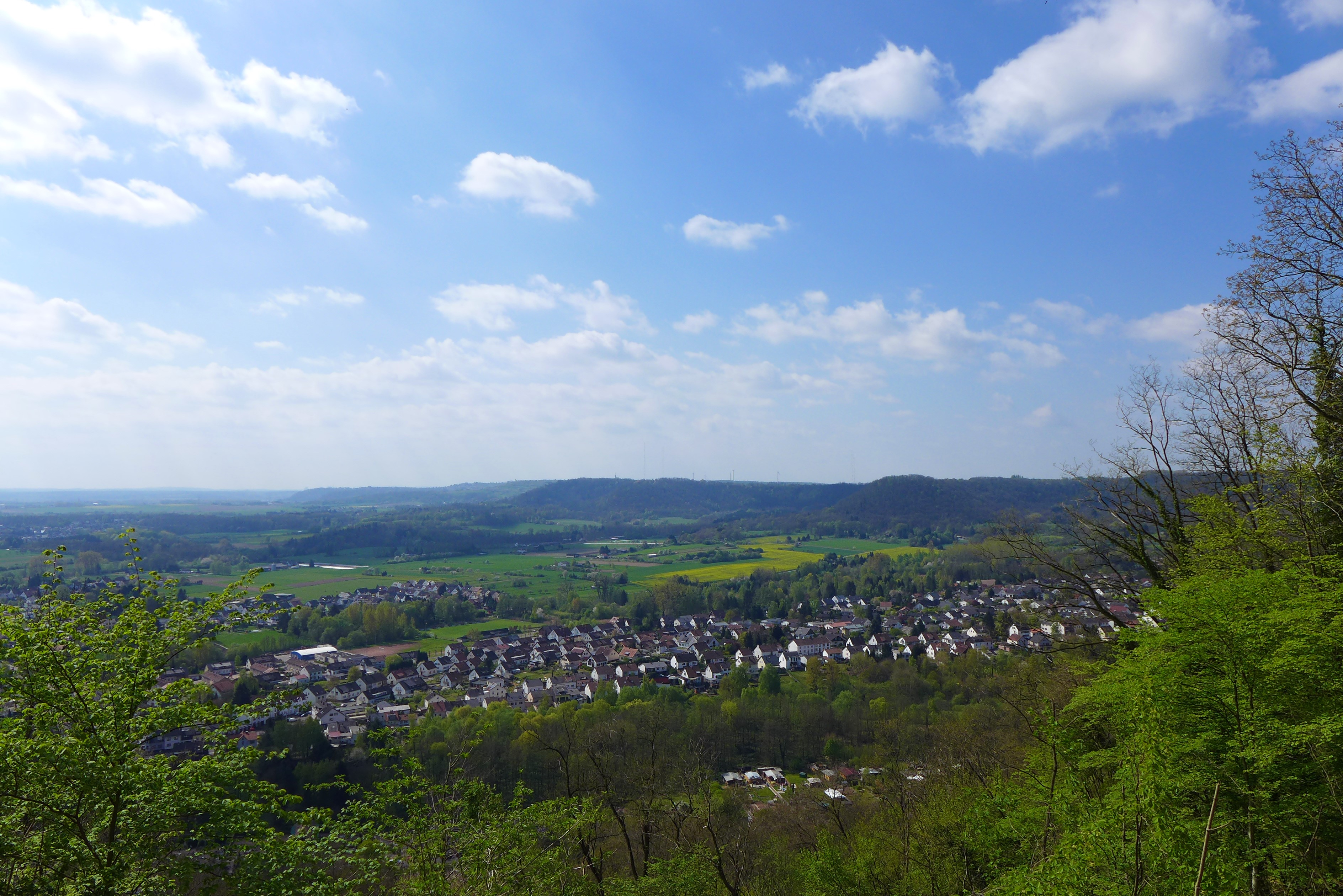
Wallerfangen, Blick vom Limberg zu den Gauhöhen

Wallerfangen (französisch Vaudrevange) ist eine Gemeinde im Landkreis Saarlouis rund 25 km nordwestlich von Saarbrücken unmittelbar an der Grenze zu Frankreich gelegen.

## Geographie

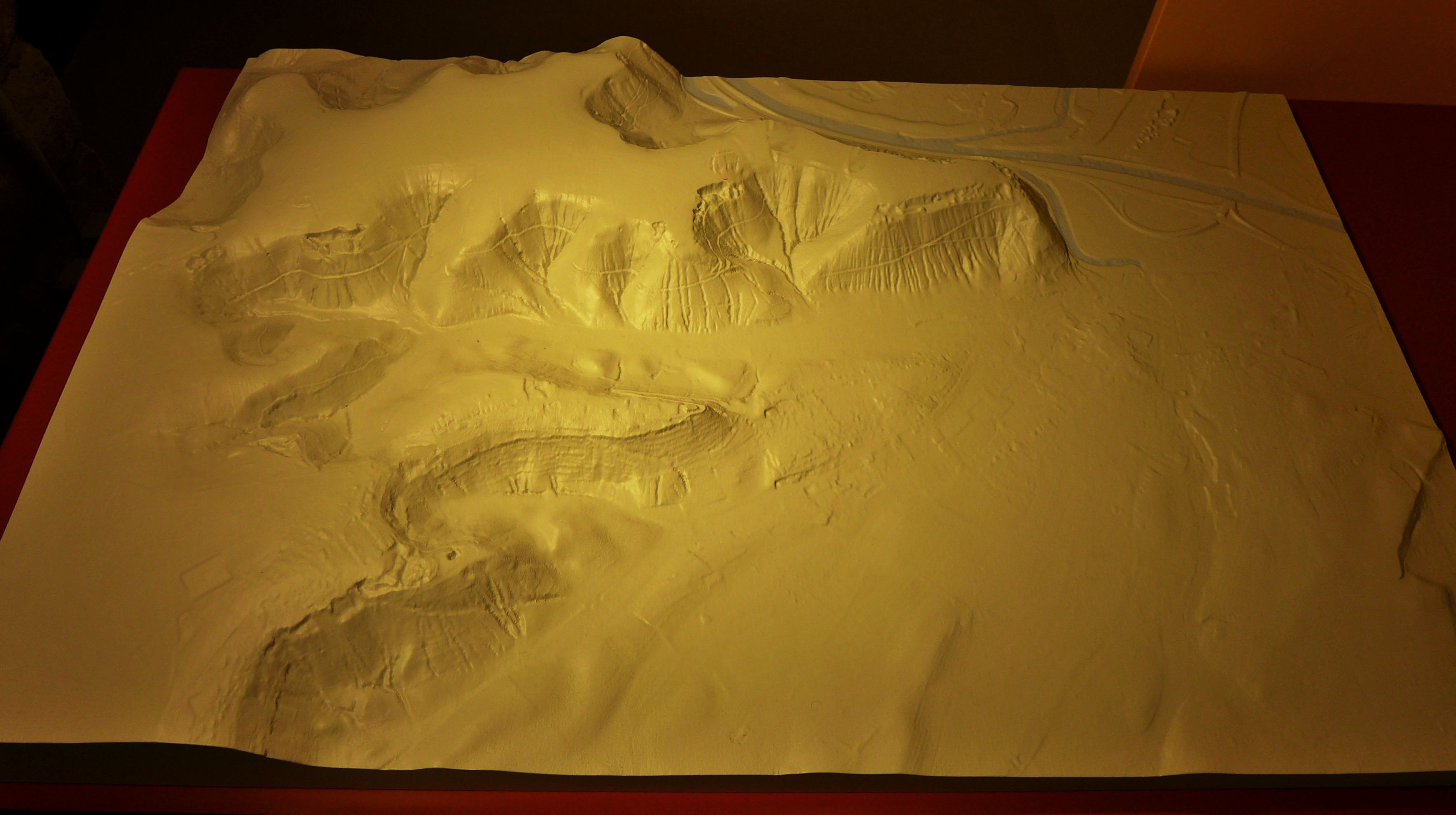
Wallerfangen, Geographisches Relief des Saartales und der Limberghöhen in der Gemarkung Wallerfangens (Historisches Museum Wallerfangen)

### Geographische Lage

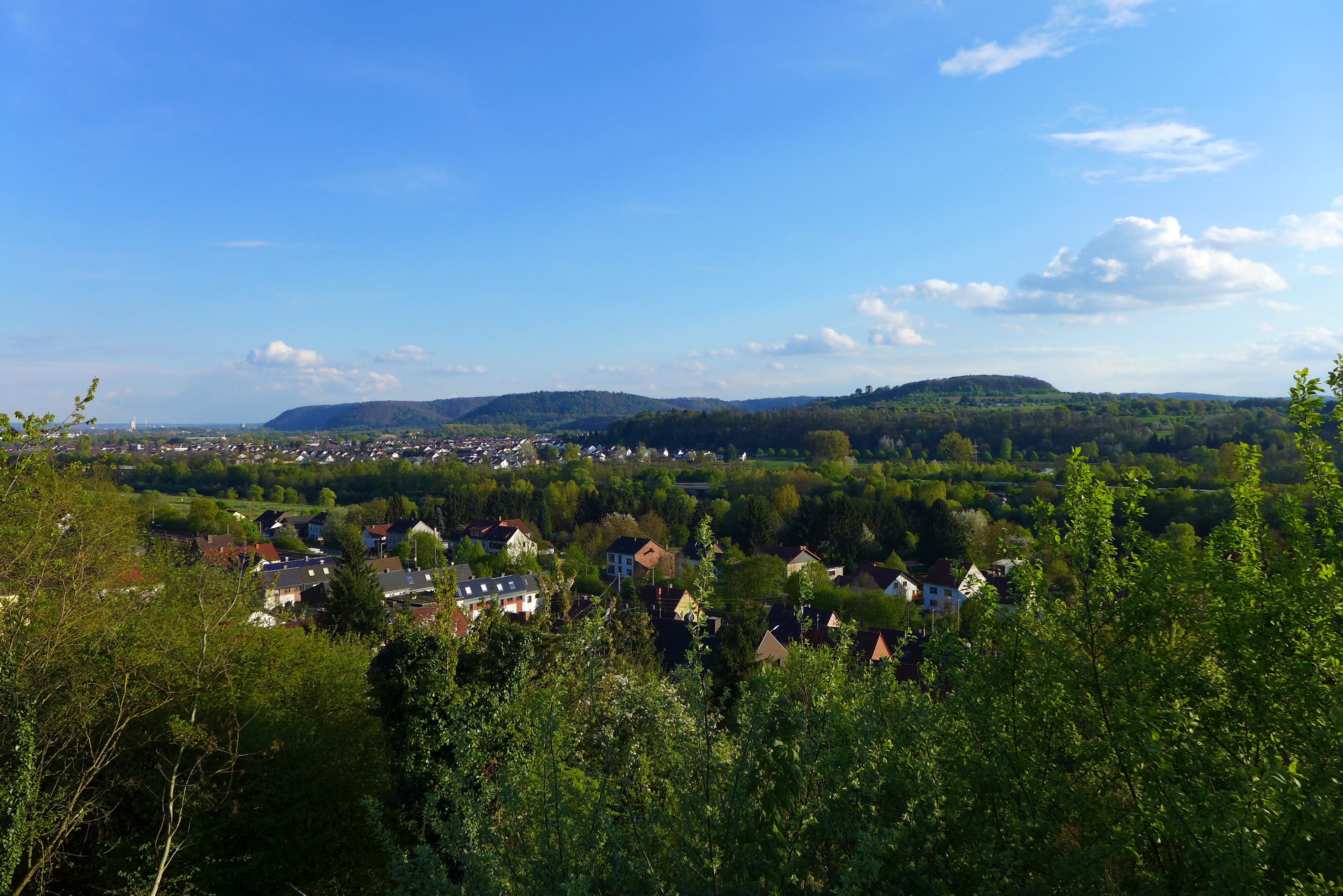
Wallerfangen, Blick auf das Limberg-Massiv von Saarfels aus

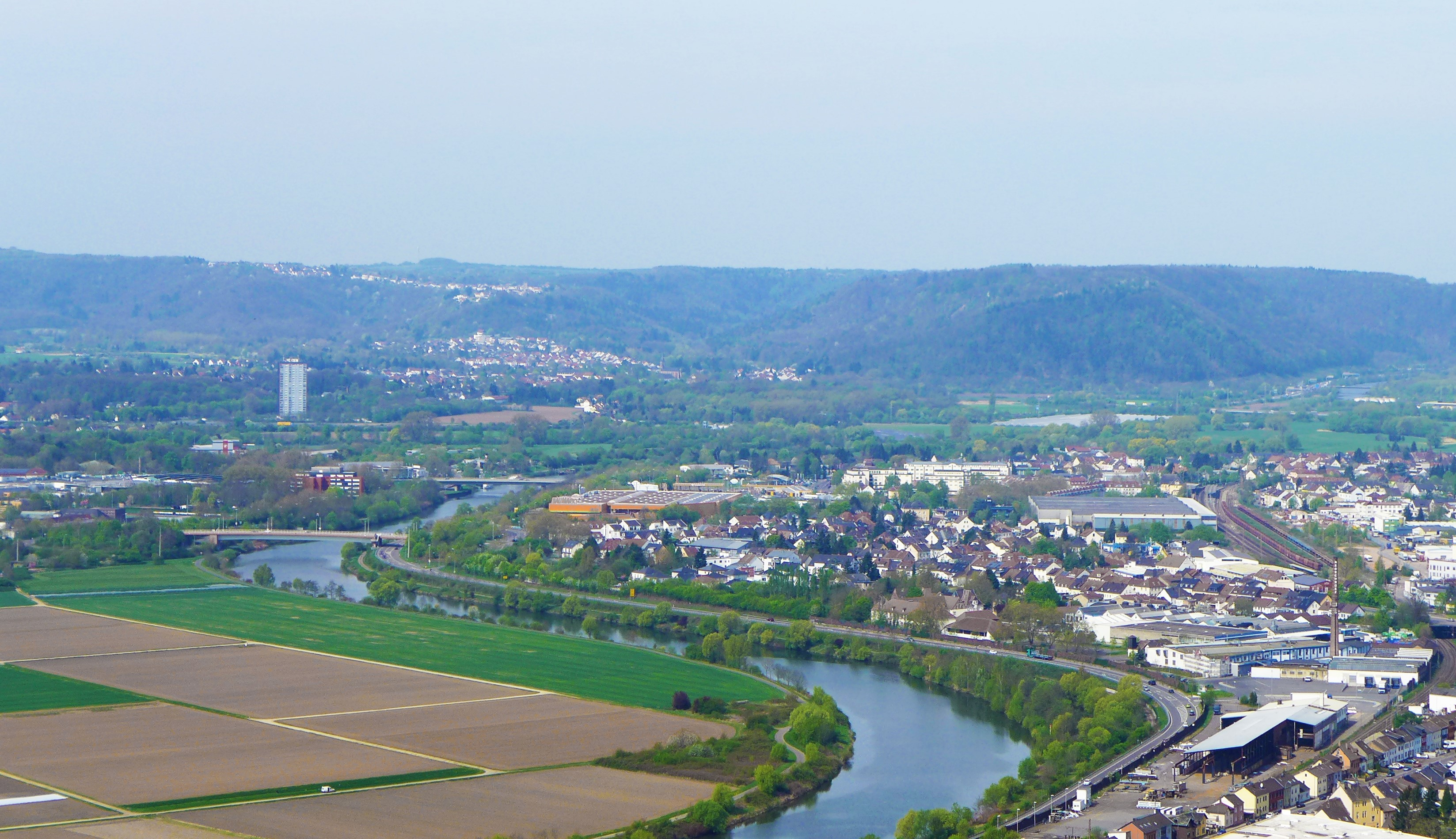
Wallerfangen, Blick vom Saarpolygon über die Lisdorfer Kapuzineraue (links der Saar) und Roden (rechts der Saar) nach Wallerfangen und die Gauhöhen

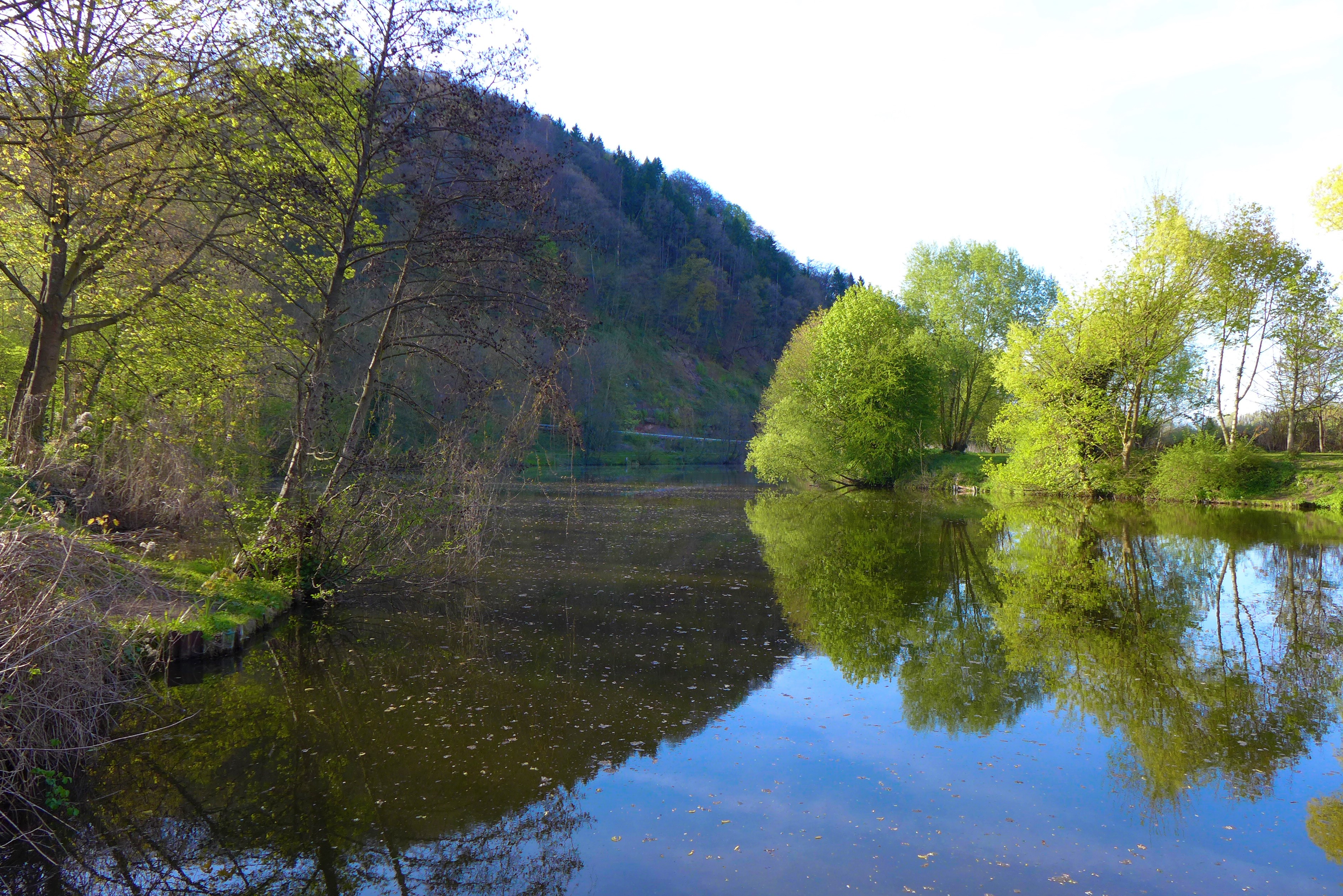
Wallerfangen, Saaraltarm in der Engt am Limberg

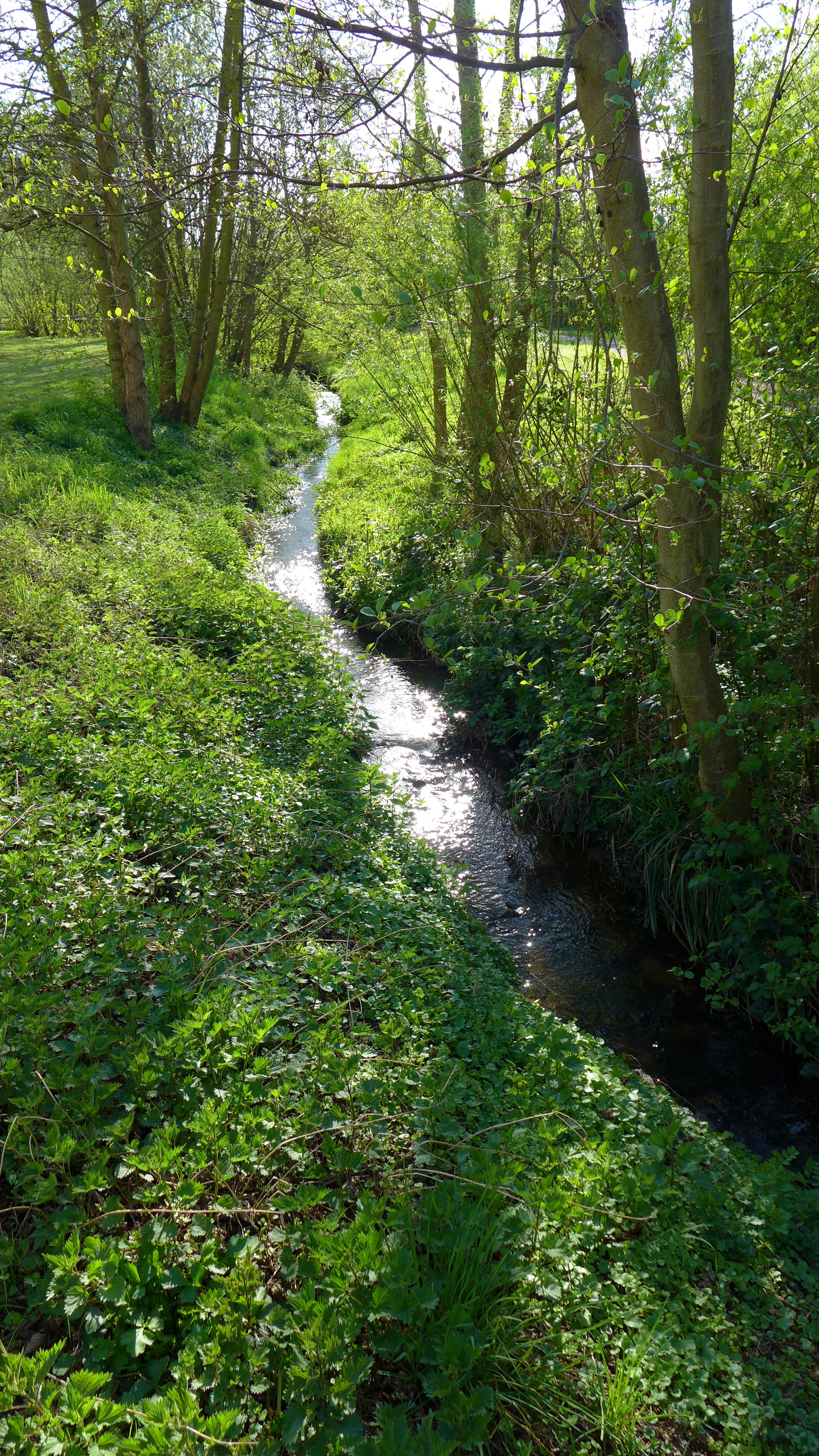
Wallerfangen, Wallerfanger Bach im Klinikareal

Wallerfangen liegt im mittleren Saartal gegenüber der Mündung der Prims in die Saar. Im Wallerfanger Sonnental entspringt der Lumpenbach, im Wallerfanger Blaulochtal der Wallerfanger Bach. Beide Bäche vereinigen sich im Park des St. Nikolaus-Hospitals. Der im Süden der Gemarkung entspringende Wallerfanger Mühlenbach vereinigt sich mit dem Wallerfanger Bach im Park Villeroy, bevor das Gewässer in den heutigen Saaraltarm mündet.
Die Gemarkung Wallerfangens ist Teil des 17 km langen und 9 km ausgeweiteten Saarlouis-Dillinger Saartales. Die Saar nimmt hier die von Nordosten kommende Prims auf, deren Unterlauf mit der Saar ein Talkreuz bildet. Der Primsmündungsbereich bildet hier eine geröllreiche und anmoorige Niederung, auf der die Ortschaften Pachten und Dillingen liegen. Die Gegend wird vom beherrschenden Limberg um 180 m überragt. Mit der scharfen Stufe des Ittersdorfer Gaues rahmt der Berg den sogenannten „Sand“ ein, eine lehmbedeckte, sandige agrarisch genutzte Ebene. Sie wird im Süden von der Bisttalweitung abgeschnitten und fällt mit zerschluchtetem Hang zur Niederung der Saar ab. Auf der gegenüberliegenden Seite steigen wesentlich flacher die zerschnittenen Terrassentreppen des sogenannten „Gries“ an. Die östliche Begrenzung dieser Terrassentreppen bilden die Schwarzenholzer Höhen, die als Randsaum des Prims-Blies-Hügellandes angesehen werden können. Die Prims hat am rechten Saarufer eine riesige Treppe aus Kiesen und Sanden aufgeschüttet. Während der Hauptort Wallerfangen auf einer Flussterrasse links der Saar liegt und damit zum Prims-Blies-Hügelland als Teil des Saar-Nahe-Berglandes gehört, liegen die übrigen Ortsteile allesamt auf dem Gau, dem vom Muschelkalk geprägten (Saargau) bzw. Saar-Nied-Gau, der den Saarländisch-pfälzischen Gäuhochflächen als Teil des Lothringisch-Pfälzischen Stufenlandes zuzuordnen ist. Im Westen grenzt die Gemeinde politisch an Frankreich. Der Ortsteil Leidingen ist politisch zweigeteilt; mitten durch das Dorf verläuft die deutsch-französische Grenze.
Die Gemarkung Wallerfangens war wohl bereits in der Bronzezeit (etwa 2200 bis 800 v. Chr.) von einem wichtigen Verkehrsweg, der von der Mosel an den Rhein führte, durchzogen. Der Weg verband die meisten keltischen Siedlungszentren des heutigen Saarlandes mit ihren Befestigungsanlagen und ihren Fürstengräbern. Innerhalb des heutigen Saarlandes führte er von Merten über Wallerfangen und Pachten durch das Nalbacher Tal. Ab der Mündung der Theel in die Prims folgte er dem rechten Theelufer nach Theley. Hier gabelte sich der Weg zum sogenannten Hunnenring von Otzenhausen, nach Reinheim, sowie nach Freisen und Schwarzerden.

#### Physisch-geographische Einordnung

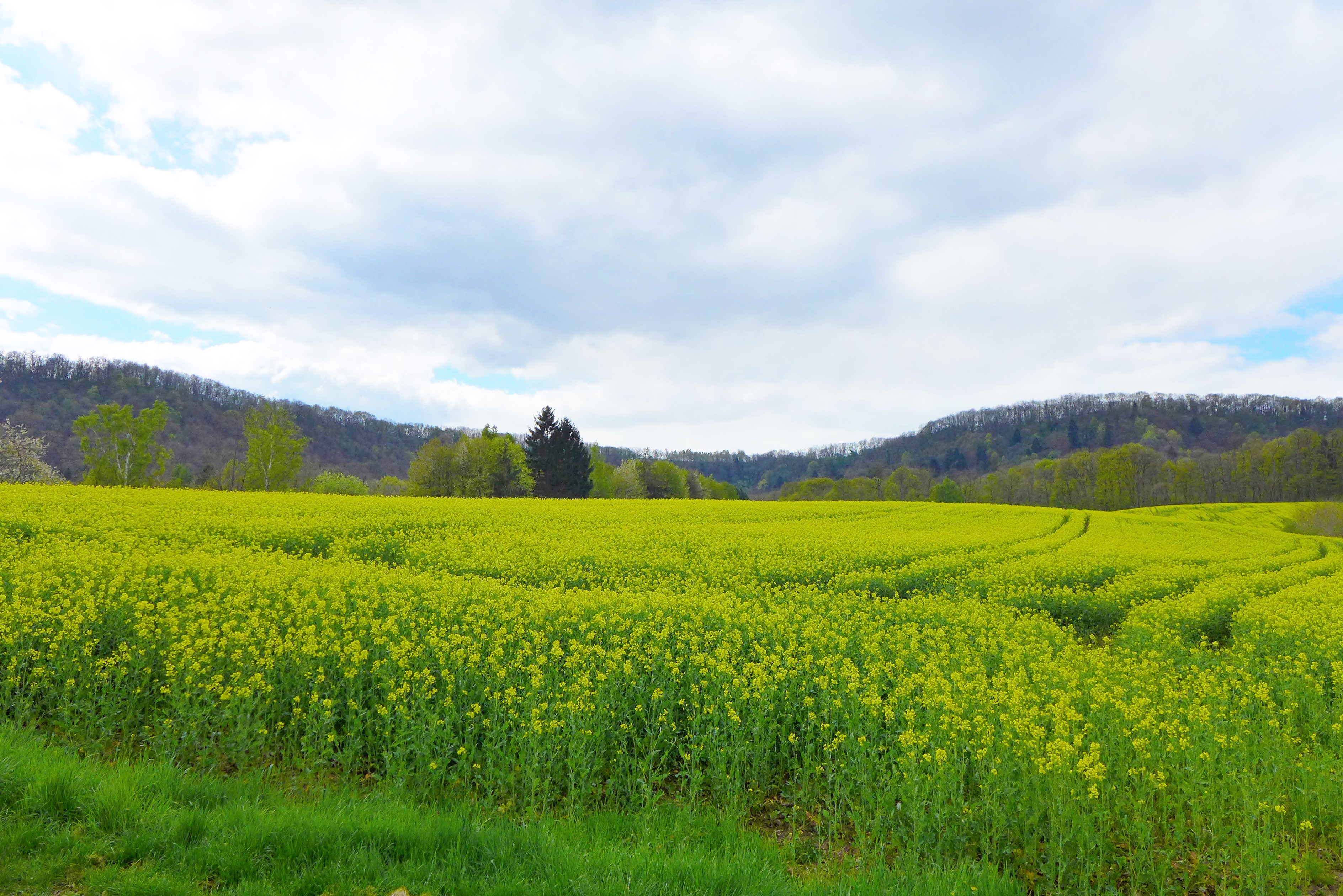
Wallerfangen, Blauloch

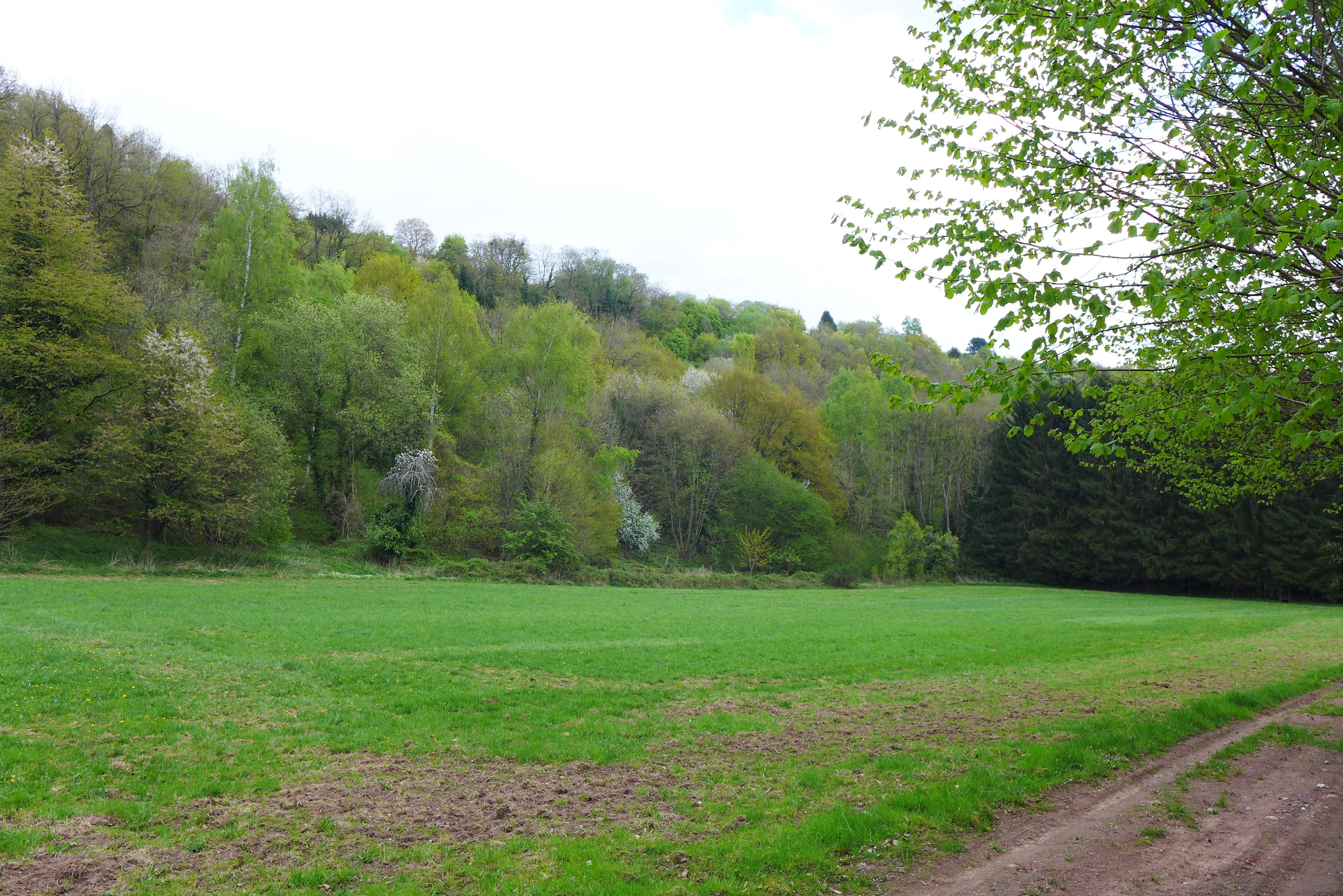
Wallerfangen, Blauloch

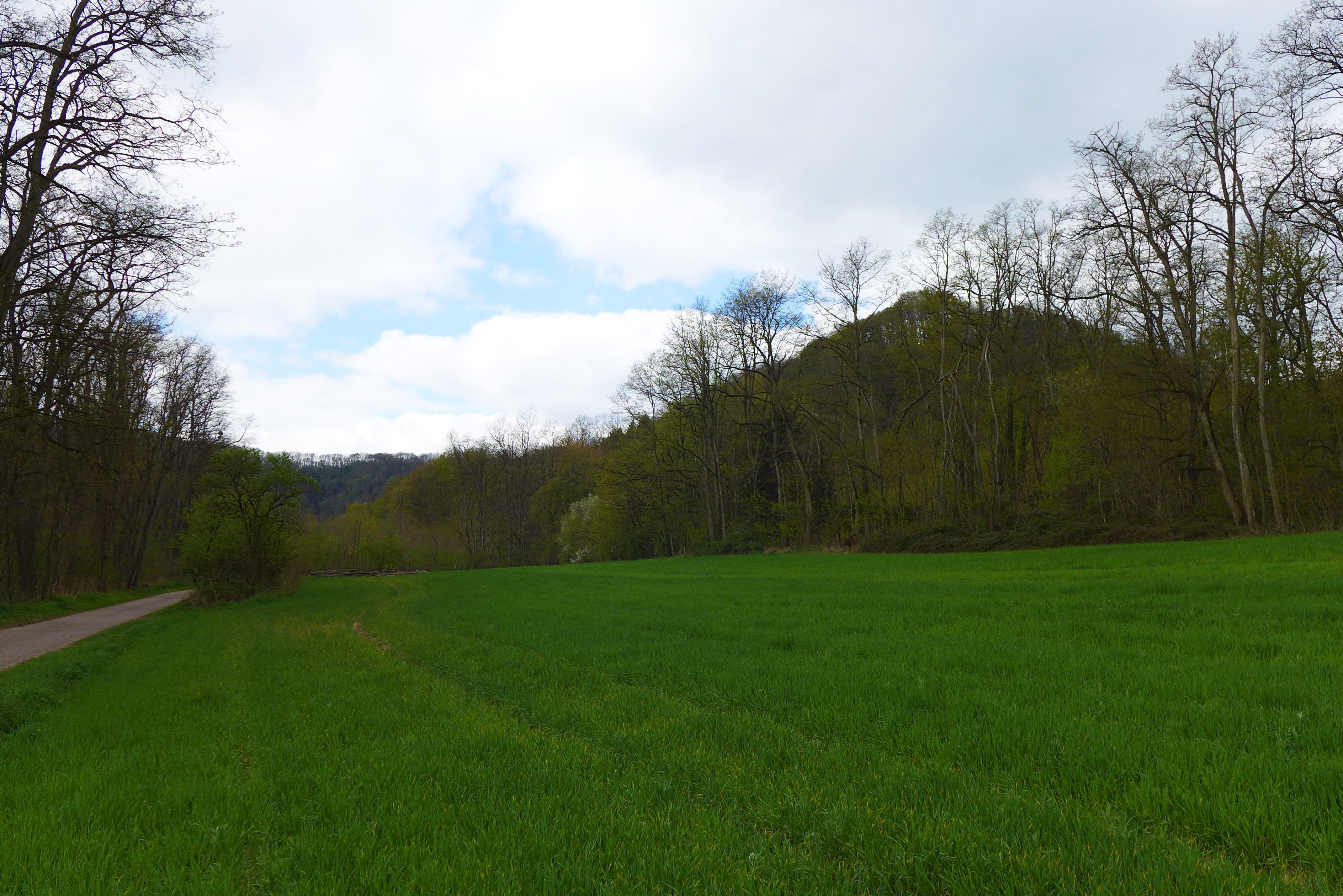
Wallerfangen, Blauloch

Wallerfangen im mittleren Saartal ist dem Hunsrück-Vorland und damit dem Saar-Nahe-Bergland sowie dem Lothringer Stufenland, dem östlichsten Glied des Pariser Beckens, zuzuordnen. Innerhalb der ostfranzösischen Stufenlandschaft, deren erste Stufe die das Zentrum des Pariser Beckens umgebende Eozän-Kalkstufe ist, verläuft mit dem Limbergmassiv die Stufe 9 des Pariser Beckens, die „Muschelkalkstufe westlich Saarbrücken und Trier“ bei Wallerfangen.
Charakteristisch für das Saar-Nahe-Bergland ist ein Gefüge aus Flächen in unterschiedlichen Höhenlagen, die durch größere Täler mit zugehörigen Seitentälern zerschnitten werden. Die Flächen werden zu Teilen von ausgeprägten Stufen voneinander abgegrenzt. Zu Beginn des Tertiärs vor etwa 65 Millionen Jahren bildete das heutige Gebiet eine leicht gewellte Ebene, die sich kaum vom variskischen Rumpf des Rheinischen Schiefergebirges unterschied. Damals lag der Raum nur wenig über Meeresniveau. Anschließend erfolgte in mehreren Phasen seine heutige Heraushebung.
Die Prims, die bei Wallerfangen auf der Pachtener Gemarkung in die Saar mündet, ist der größte Nebenfluss der Saar aus dem devonischen Hunsrückgebiet. In ihrem Unterlauf hat die Prims von Körprich abwärts in den weicheren oberen Kuseler Schichten und dem grobkörnigen Vogesensandstein eine weite Talung geschaffen. Im ausgedehnten Mündungstrichter in die Saar hat sie mächtige Schotter- und Lehmterrassen hinterlassen. Die breiten Talböden, die sich von einer gedachten Linie zwischen Litermont und Steinberg auf beiden Talflanken nach Südwesten hinziehen, sind sowohl gegen die Prims als auch gegen die Saar geneigt. Die Talflanken sind nur im äußersten Mündungsgebiet durch die Erosion der Saar entstanden. Die mächtigen Erosionsmassen aus Geröll, Sand und Lehm wurden durch die Ur-Prims mit ihren Parallelbächen (Lochbach, Rodener Bach, Kondeler Bach, Beckinger Bach bzw. deren Vorgängern) nach Südwesten zur Saar hin bewegt und haben dadurch den Lauf der Saar mitbestimmt.
In der Saarlouiser Talweitung ist das Saartal auf einer Länge von etwa 15 km und in durchschnittlicher Breite von 2 km von großen Schottermassen gefüllt. Bei Fundamentgründungsmaßnahmen im Zusammenhang mit Brückenbauten des ersten Drittels des 20. Jahrhunderts in Wallerfangen (1927), Fraulautern (1929), Dillingen (1933) sowie bei Eisenbahnbauten und Flussregulierungen bei Dillingen erreichte man den festen Buntsandstein erst bei einer Tiefe von 6 m. Diese Erosionsmassen können nicht der Saar zugeschrieben werden, da diese hier nur ein Gefälle von 0,36 ‰ aufweist. Ebenso kommen nicht die linken Saarnebenflüsse als Verursacher in Frage.
Die Ursache dieser starken Aufschotterung im Saartal durch die Ur-Prims liegt vermutlich in einer gegen Ende des Tertiär erfolgten stärkeren Hebung der Scholle des Ostflügels an der mittleren Saar. Die Saar glitt auf der rechten, stärker geneigten Scholle nach Westen ab und schuf an der linken, schwächer geneigten Triasplatte steile Prallhänge, wie z. B. die Wallerfanger Saarengt. Die Ur-Prims muss also als ein Fluss mit stärkerem Gefälle, als dies heute der Fall ist, gedacht werden. Im Diluvium übte die wasserreiche Ur-Prims von Osten her einen starken Druck auf den Flusslauf der Saar aus und zwang diese durch Ablagerung von Erosionsmaterial, teilweise nach Westen auszuweichen. So sind am Limberg (358,9 m) und am Hoesberg (325,7 m) links der Saar noch Spuren alter Flussbetten der Saar zu erkennen. Damals floss die Saar im Altdiluvium südlich von Itzbach, bog um den Itzbacher Königsberg (344,7 m) nach Norden um und floss über Eimersdorf in das heutige Saartal. Westlich von Büren nahm sie die Nied auf.
Die Gerölle der Prims bestehen hauptsächlich aus Gang- und Kluftquarzen, Quarziten, Quarzitschiefern, Kieselschiefern, permischen Kieselhölzern, Sandsteinen, Konglomeraten aus dem Rotliegenden, Porphyren sowie Melaphyren. Der charakteristische Primsschotter ist auch auf den Saarterrassen zu finden. In diluvialer und alluvialer Zeit haben die riesigen Schuttmassen das Flussbett öfter verbaut und die Mündung in die Saar mehrfach verlagert.
Der Wallerfanger Limberg ist eine aus dem Saar-Nied-Gau nach Osten hin vorgeschobene, größtenteils bewaldete, optisch markante Bergformation, die in mehreren breiten, scharfkantig gegliederten Bergspornen um etwa 180 m steil zum Saarlouis-Dillinger Saartal abfällt. Über eine Schwelle ist der Limberg mit dem Ittersdorfer Gau verbunden. Die fast ebene Hochfläche des Berges besteht aus mergeligem Muschelsandstein und erhebt sich bis 359 m. Der Limberg ist durch schluchtartig in den Hauptbuntsandstein eingeschnittene Kastentäler gegliedert. Die sternförmig zerfurchten, steilen Talschlüsse der Kastentäler liegen im Voltziensandstein. Der 326 m hohe Hoesberg ist nahezu vom Limberg abgetrennt und schließt das Siersburger Niedtal gegen das Saartal ab. Von Westen her springt der 345 m hohe Königsberg spornartig vor. Er wird von der Trochitenkalkstufe des Ittersdorfer Gaues um 30 m überragt. Nach Süden hin verkürzen sich die Bersporne und schließen in gleicher Höhe an den Gau an.
Der größte Teil der Bergeinheit ist von geschlossenem Laub-, Misch- und Nadelwald bestanden. Dabei überwiegen Buchen und Eichen. In untergeordneter Weise treten an den Südhängen Birken, Espen, Robinien hinzu. An den Nordhängen wachsen Ahorne, Eschen, Linden. An Nadelhölzbeständen siedeln hier Fichten, Douglasien und Lärchen. Die luftfeuchte Talniederung ist die Basis für farnreiche Wälder aus Ahornen, Linden, Eschen und Buchen. Der Boden besteht hier aus mesotropher, humoser Braunerde auf blockreichem, bewegtem Hangschutt. Dieser Hangschutt ist besonders in den zahlreichen, parallel verlaufenden Erosionsrinnen angereichert. Auf den nur schwach entwickelten Braunerden über dem ehemaligen Ackerland der Muschelsandsteinplatte ist artenreicher Perlgras-Buchenwald verbreitet. Ein geringer Teil der Limbergplatte ist von mittelmäßigem Ackerland mit einer Ackerwertzahl von 40 bis 55 und plantagenähnlichen Obsthainen bedeckt. Auf dem südlichen Bergsporn des Hansenberges in St. Barbara werden auf kleinsten, gedüngten und bewässerten Parzellen Erdbeerkulturen betrieben. In unmittelbarer Nähe zu den Industriestandorten des mittleren Saartales gelegen, dienen die Wälder des Limberges der Naherholung und der Luftverbesserung.

#### Geologisch-geomorphologische Situation

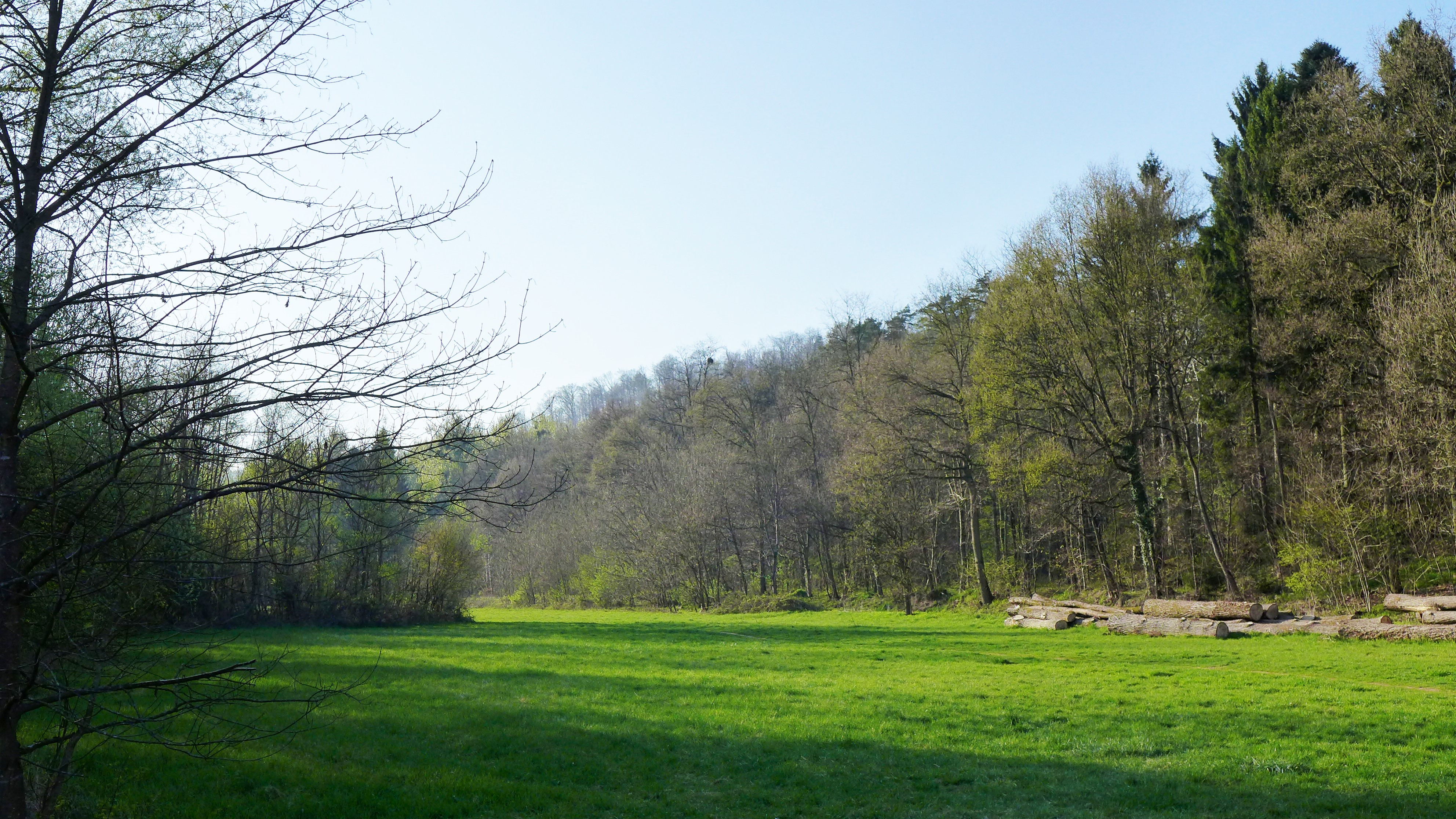
Wallerfangen, Sonnental

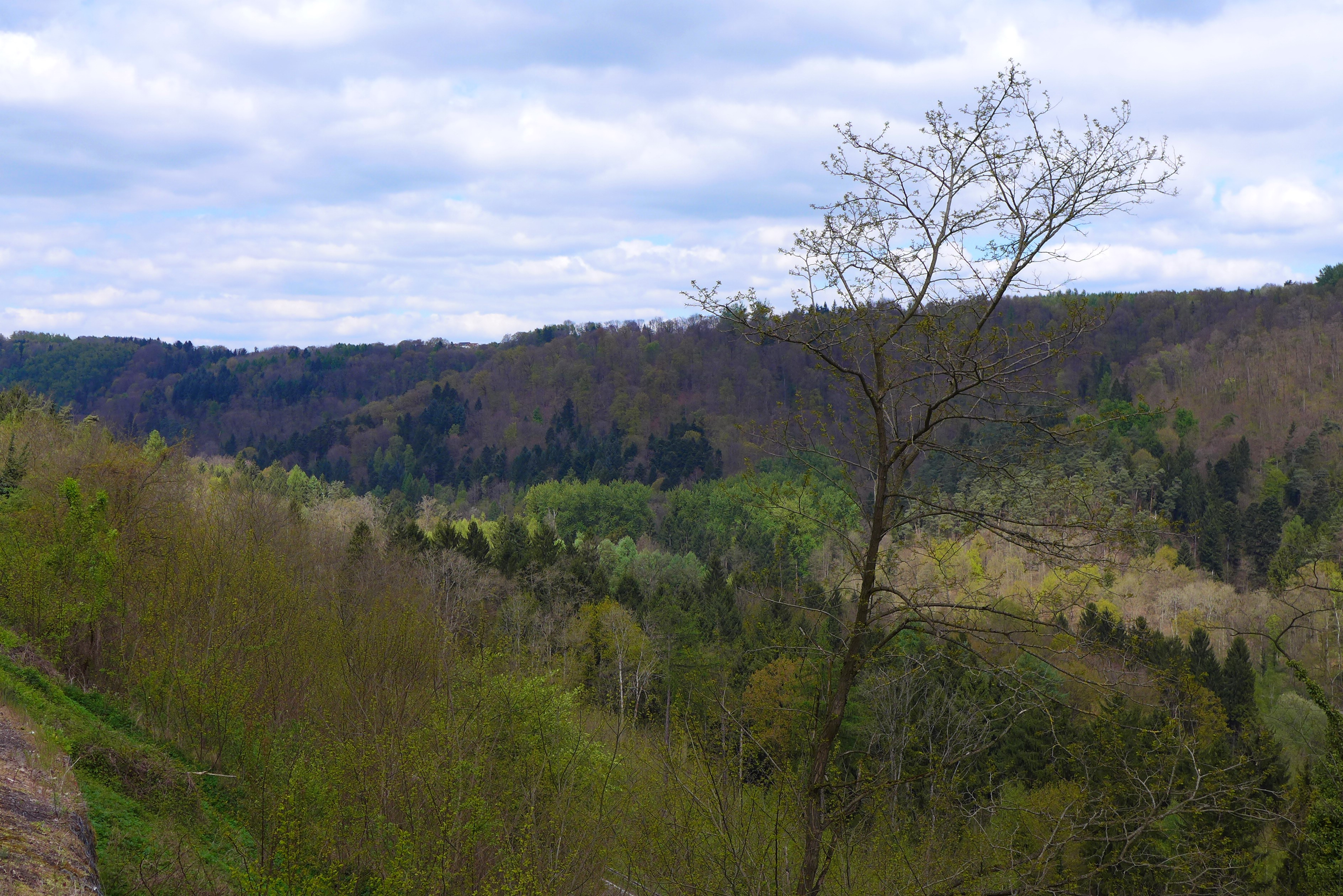
Wallerfangen, Blick ins Sonnental vom Hansenberg aus

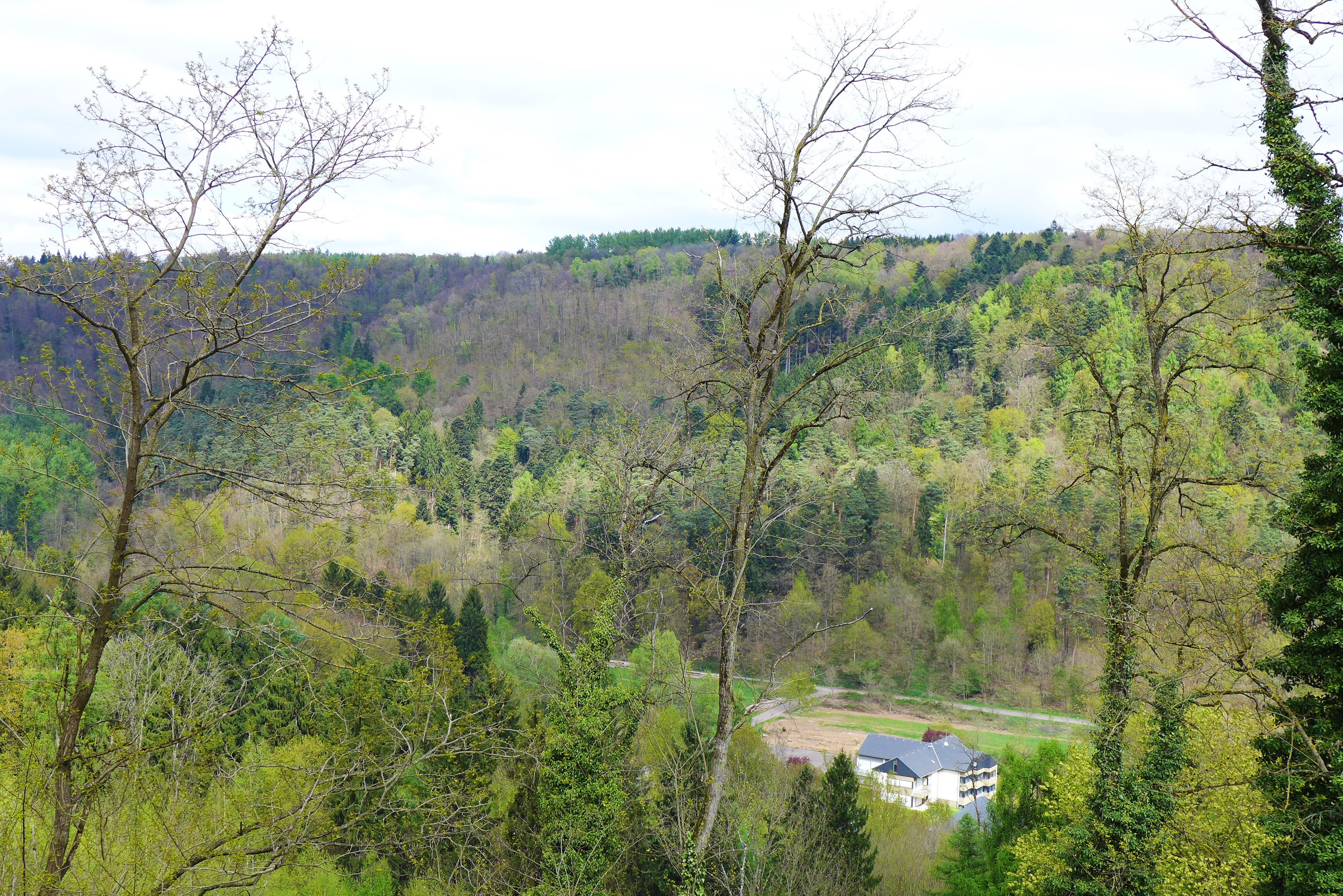
Wallerfangen, Blick ins Sonnental mit dem Gästehaus des Bildungszentrums Sonnental vom Hansenberg aus

Der geologische Untergrund des Hauptortes Wallerfangen ist der Mittlere Buntsandstein, in den sich die Täler der Saar und der Prims (auf der Wallerfangen gegenüberliegenden Saarseite) eingegraben haben. Die linke Talflanke der Saar bei Wallerfangen und Dillingen, der Limberg, wird von einer steilen Voltziensandsteinstufe gebildet, während eine rechte Talflanke ganz fehlt. Der Buntsandstein, ist das älteste Gesteinspaket der Trias und der äußerste Rand des Pariser Beckens. Die petrographische Beschaffenheit des Wallerfanger Buntsandsteins ist mittelfest bis sandig, wodurch eine freie Zirkulation des Grundwassers gewährleistet ist. Der Buntsandstein ist daher ein wichtiger Grundwasserträger, der wie ein riesiger Schwamm hohe Speicherkapazitäten für Wasser aufweist. Er ist rötlich gefärbt und fossilienfrei. Dies deutet darauf hin, dass er unter festländischen Bedingungen als Ablagerung in flachen Flusstälern oder Einschüttung in seichte Inlandseen entstanden ist. Die klimatischen Verhältnisse seiner Entstehungszeit vor ca. 220 Millionen Jahren sind mit dem heutigen trocken-subtropischen Klima vergleichbar.
Der vorwiegend mürbe, leicht erodierbare Buntsandstein verwittert zu nährstoffarmen, leichten Sandböden, die für eine landwirtschaftliche Nutzung wenig günstig sind und in der Geschichte weitgehend bewaldet blieben. Im Gegensatz zu den Waldbeständen auf den basischen Böden des Muschelkalks auf dem Saargau sind die Böden des Buntsandsteins eher sauer geprägt. Charakteristisch für die unteren Waldlagen ist ein Eichenmischwald mit Buchen, wobei in zunehmender Höhe die Buche die Oberhand gewinnt. Die Geschlossenheit des Waldes wurde dort vom Menschen aufgebrochen, wo dem Buntsandstein fleckenartig jüngere, tertiäre Sedimente, wie die Schwemmlehme, aufgelagert wurden. Dies geschah bis in die geologische Gegenwart hinein beiderseits des unteren Talabschnittes der Prims und im Mündungsgebiet der Prims in die Saar.
Über dem mittleren Buntsandstein liegt der Obere Buntsandstein (Röt-Formation), der sich aus festeren, zu Teilen tonig oder karbonatisch gebundenen Sandsteinen aufbaut. Diese wurden in früheren Zeiten in zahlreichen Steinbrüchen als Baustoff gewonnen. Darüber befinden sich Muschelkalk-Schichten: Die unterste Muschelkalkschicht bilden sandig-tonig-kalkige Gesteine. Die mittlere Muschelkalkschicht enthält Mergel mit Gips und Anhydrit. Die obere Muschelkalkschicht baut sich aus massigen Kalken und plattigen Kalken mit Mergellagen auf.
Über diesen festen Untergrundgesteinen sind flächenhaft Sedimentterrassen der Flüsse Saar und Prims abgelagert. Die unterschiedlichen Höhenlagen dieser Terrassen geben Zeugnis von verschiedenen Stadien der Eintiefung der beiden Flüsse und der Ablagerung von mitgeführtem Kiesschotter. Die jüngsten Ablagerungen bilden die Auenlehme der beiden Flusstäler.
Der Saargau ist eine Muschelkalkhochfläche, die keine Schichtfläche darstellt. Die Hochfläche erreicht auf dem Saargau maximale Höhen von 400 bis 420 m. Vermutlich ist die Muschelkalkhochfläche eine Einebnungsfläche des Oligozän (Beginn vor etwa 33,9 Millionen Jahren; Ende vor etwa 23,03 Millionen Jahren) bis zum Pliozän (Beginn vor etwa 5,333 Millionen Jahren; Ende vor etwa 2,588 Millionen Jahren), die durch Flusserosion in einem wechselfeuchttropischen Klima entstand. Die nicht gleichmäßige Heraushebung des Gebietes im Pliozän und im Quartär (Beginn vor etwa 2,6 Millionen Jahren und Andauer bis heute) führte zur Zerschneidung der Fläche und präparierte einzelne Schichtstufen heraus: Quarzit im Osten und Muschelkalk, Buntsandstein bis Keuper im Westen. Die Hochfläche ist sanft gewellt. Die Vollformen sind breit gelagert und erreichen Höhen von 350 bis 370 m. Dazwischen liegen nur sanft eingeschnittene Täler. Der Wald tritt auf der Hochfläche nur noch inselhaft auf. Typische Vegetation ist der Echte Halbtrockenrasen im Vorfeld des Waldes und an Abhängen. Die dortigen Pflanzengesellschaften weisen submediterrane Elemente auf. Durch Verwitterung bildet der Kalkstein schwere, lehmige Böden. Sie sind sowohl bei Trockenheit als auch bei Nässe schwer zu bearbeiten. Der Boden ist für Niederschläge so durchlässig, dass sich nur wenige oberflächliche Abflussrinnen bilden. Da die Bodenwertzahl Werte von 60 bis 70 erreicht, hat der Mensch die Hochfläche schon seit dem Neolithikum stärker mit einer Feld-Gras-Wechselwirtschaft besiedelt und die landwirtschaftliche Nutzfläche zu Ungunsten des Waldes ausgedehnt. Am Ende von postglazialen Trockenperioden war das Muschelkalkgebiet mit Pflanzen der pontischen Flora besiedelt und mit Wald durchsetzt. Hinsichtlich der menschlichen Besiedelung ist der Saargau zusammen mit dem Bliesgau das ältestbesiedelte Gebiet des Saarlandes. Seit der gallo-römischen Zeit ist es durch die wichtige Verkehrsverbindung von Metz nach Trier erschlossen. In der Zeit der fränkischen Landnahme wurden hier mehrere Orte gegründet, worauf die Dorfnamen auf „-ingen“ und „-dorf“, Bestattungsriten sowie die fränkischen Patrozinien hinweisen. Dabei könnten die „-ingen“-Orte, die vermutlich nach dem Namen eines Gruppenanführers oder eines Sippenältesten benannt sind, früher gegründet sein als die „-dorf“-Orte.
Während der Weinanbau, vornehmlich Rotwein, um 1820 noch auf die Täler beschränkt war, griff er um 1835 auf die Hochfläche über. Infolge der Abwanderung billiger Arbeitskräfte in die Industrie im Saartal setzte um das Jahr 1850 eine rückläufige Entwicklung ein. Beschleunigt durch die Reblauskrise um das Jahr 1880 (im Saar-Moselraum erst verstärkt zu Beginn des 20. Jahrhunderts), wurde der Weinbau im Saartal und auf den Gauhochflächen aufgegeben. Im Wallerfanger Ortsteil St. Barbara bildete man gegen Ende des 19. Jahrhunderts die Wingerte zu Bungerten um, und ab 1911 wurden diese durch Erdbeerkulturen ersetzt. Hier erhält der nach Süden gerichtete steile Anbauhang eine hohe Sonneneinstrahlung.

#### Klima
Wallerfangen liegt im klimatisch begünstigten und gering bewaldeten Talraum der mittleren Saar. Das mittlere Saartal liegt tiefer als alle Nachbarräume und ist durch den Windschutz der umlaufenden Landstufe im Westen besonders begünstigt. Die Luftfeuchte der Talniederung kommt dem Gemüseanbau zugute. Gefahren für die Vegetation können durch Spätfröste auftreten. Die Vegetationsperiode ist mit 171 bis 174 Tagen relativ lang. Der mittlere Beginn der Apfelblüte liegt zwischen dem 25. April und dem 5. Mai. Der Winterroggen kann vor dem Johannistag am 24. Juni geerntet werden. Auf den von der Sonne begünstigten Hängen wurde bis zur Reblauskrise des beginnenden 20. Jahrhunderts verbreitet Wein angebaut. Die natürliche Vegetation wäre an den Hängen ein kolliner Eichen-Buchen-Mischwald. In den Flussauen der Saar und der Prims würde sich ohne das Zutun des Menschen ein feuchter Auenwald ausbreiten. Das Klima in Wallerfangen ist gemäßigt ozeanisch, aber warm. Es gibt das ganze Jahr über deutliche Niederschläge. Selbst der trockenste Monat weist noch hohe Niederschlagsmengen auf. Im Jahresdurchschnitt herrscht eine Temperatur von 9,7 °C. An Niederschlag fallen im Durchschnitt innerhalb eines Jahres 724 mm. Der geringste Niederschlag mit 48 mm fällt im Monat April. Im Gegensatz dazu ist der August der niederschlagsreichste Monat des Jahres mit 71 mm Niederschlag. Zwischen dem trockensten Monat April und dem niederschlagsreichsten Monat August liegt eine Differenz von 23 mm.
Hinsichtlich der Temperatur ist der Juli der wärmste Monat mit einer durchschnittlichen Temperatur von 18,3 °C. Mit durchschnittlich 0,9 °C ist der Januar der kälteste Monat des ganzen Jahres. Hinsichtlich der Temperatur schwanken die durchschnittlichen Werte im Jahresverlauf um 17,4 °C. Die Niederschlagswerte entstammen der Station Saarlouis im Jahr 2016.
|                        | Jan   | Feb   | Mär  | Apr  | Mai  | Jun   | Jul  | Aug  | Sep  | Okt  | Nov  | Dez  |   |       |
| Mittl. Temperatur (°C) | 0,9   | 2,2   | 5,5  | 9,2  | 13,2 | 16,6  | 18,3 | 17,6 | 14,9 | 10,3 | 5,2  | 2,7  | ⌀ | 9,8   |
| Mittl. Tagesmax. (°C)  | 3,5   | 5,6   | 10,0 | 14,3 | 18,9 | 22,2  | 23,9 | 23,2 | 20,4 | 14,7 | 8,2  | 4,9  | ⌀ | 14,2  |
| Mittl. Tagesmin. (°C)  | −1,6  | −1,2  | 1,1  | 4,1  | 7,6  | 11,1  | 12,7 | 12,1 | 9,5  | 5,9  | 2,3  | 0,6  | ⌀ | 5,4   |
|                        |       |       |      |      |      |       |      |      |      |      |      |      |   |       |
| Niederschlag (mm)      | 110,6 | 143,3 | 79,4 | 70,2 | 86,1 | 217,9 | 17,5 | 8,5  | 13,9 | 80,0 | 81,8 | 13,6 | Σ | 922,8 |

| −1,6 |

| −1,2 |

| 1,1 |

| 4,1 |

| 7,6 |

| 11,1 |

| 12,7 |

| 12,1 |

| 9,5 |

| 5,9 |

| 2,3 |

| 0,6 |

| −1,6 |

| −1,2 |

| 1,1 |

| 4,1 |

| 7,6 |

| 11,1 |

| 12,7 |

| 12,1 |

| 9,5 |

| 5,9 |

| 2,3 |

| 0,6 |

### Nachbarkommunen
Die Gemeinde hat folgende deutsche Nachbarkommunen: Im Uhrzeigersinn sind das die Gemeinde Rehlingen-Siersburg, die Stadt Dillingen/Saar, die Stadt Saarlouis und die Gemeinde Überherrn. Auf französischer Seite sind es die Gemeinden: Villing, Vœlfling-lès-Bouzonville, Heining-lès-Bouzonville und Guerstling.

### Gemeindegliederung
Die Gemeinde setzt sich (in alphabetischer Reihenfolge) aus folgenden Einzelorten zusammen:
Bedersdorf, Düren, Gisingen, Ihn, Ittersdorf, Kerlingen, Leidingen, Oberlimberg, Rammelfangen, St. Barbara, Wallerfangen.
| Ortsteil     | Einwohner | Fläche   |
| ------------ | --------- | -------- |
| Bedersdorf   | 280       | 2,21 km2 |
| Düren        | 463       | 2,57 km2 |
| Gisingen     | 748       | 4,28 km2 |
| Ihn          | 395       | 5,71 km2 |
| Ittersdorf   | 903       | 6,55 km2 |
| Kerlingen    | 553       | 4,26 km2 |
| Leidingen    | 178       | 2,33 km2 |
| Oberlimberg  | 122       | ---      |
| Rammelfangen | 241       | 2,66 km2 |
| St. Barbara  | 793       | 1,68 km2 |
| Wallerfangen | 4753      | 9,75 km2 |

Oberlimberg wird dem Gemeindebezirk Wallerfangen zugerechnet.

## Geschichte
Auswahl von weiterführenden Artikeln zur Geschichte Wallerfangens:
- Übersicht zur Gesamtgeschichte Wallerfangens:

- Übersicht zur Vor- und Frühgeschichte Wallerfangens:

- Römische Geschichte des Raumes Wallerfangen-Dillingen:

- Mittelalter und Frühe Neuzeit:

- Industriegeschichte:

- NS-Geschichte:

## Politik

### Gemeinderat
Der Gemeinderat mit 27 Sitzen setzt sich nach der Kommunalwahl vom 9. Juni 2024 wie folgt zusammen:
- SPD: 10 Sitze (−1)
- CDU: 10 Sitze (+1)
- GRÜNE: 1 Sitz (−2)
- LINKE: 1 Sitz (±0)
- FW Wallerfangen: 5 Sitze (+2)

### Bürgermeister
- 1816–1816: Peter Wagner
- 1816–1820: Franz von Lasalle
- 1820–1833: Philipp Bertrand
- 1833–1841: August Winter
- 1841–1851: Matthias Mungen
- 1851–1889: Adolf von Galhau
- 1889–1908: René von Boch-Galhau
- 1909–1917: Freiherr von Korff
- 1917–1920: Neß (Vertreter)
- 1920–1924: Emanuel Villeroy de Galhau
- 1925–1935: Peter Jacob
- 1936–1939: Erich Spengler
- 1939–1943: Norbert Engel
- 1946–1949: Nikolaus Adler
- 1949–1956: Jakob Bruß
- 1956–1964: Albert Baldauf (CDU)
- 1964–1969: Walter Büschel (SPD)
- 1969–1973: Erwin Müller (CDU)
- 1974–1977: Rudolf Klein (CDU)
- 1977–1994: Walter Hettinger (CDU)
- 1994–2010: Wolfgang Wiltz (CDU)
- 2010–2019: Günter Zahn (SPD)
- 2019–heute: Horst Trenz (SPD)

### Rathaus

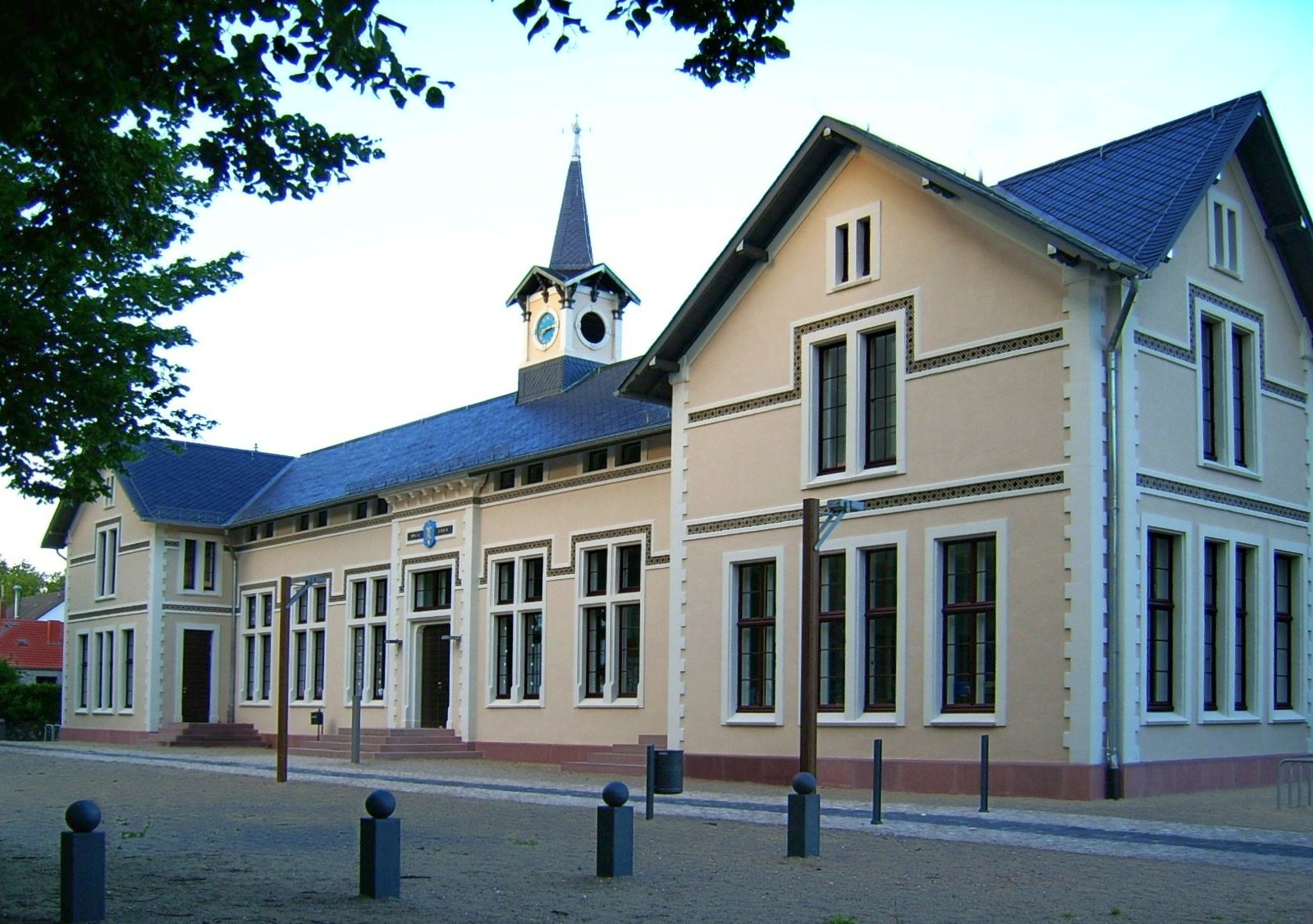
Wallerfangen, Altes Rathausgebäude auf der Adolphshöhe, seit 2005 Grundschule

Wallerfanger Rathaus

In den Jahren 1816 bis 1851 war die kommunale Verwaltung in einem Gebäude aus dem Jahr 1739 an der Einmündung der Hospital- und der Villeroystraße in die Wallerfanger Hauptstraße untergebracht. Das zweigeschossige und dreiachsige Gebäude mit Mansardenwalmdach stand in unmittelbarer Nachbarschaft des im Jahr 2011 abgerissenen Gasthauses zum goldenen Schwan. Nachdem Nicolas Adolphe de Galhau im Jahr 1851 die Verwaltung in ein Gebäude in der Hauptstraße (heute Hauptstraße 13) verlegt hatte, diente das bisherige Rathaus als Verkaufsstelle des Wallerfanger Konsumvereins. Der Verein organisierte die günstigen Beschaffung von Lebensmitteln und häuslichen Bedarfsartikeln und betrieb auch eine Mühle. Im Jahr 1874 wurde die Leitung des Konsumvereins durch die Wallerfanger Steingutfabrik übernommen. Nach dem Abriss der Steingutfabrik, legte man auch das Barockgebäude im Jahr 1937 nieder. Der Platz vor dem Gebäude diente im Mittelalter unter der Bezeichnung „Plan“ als Marktplatz der kleinen Stadt.
Auf die Initiative von Nicolas Adolphe de Galhau begann man im Jahr 1872 mit dem Bau eines neuen Rathausgebäudes auf der heutigen Adolphshöhe. Das Rathaus bildet ein denkmalgeschütztes Platzensemble mit drei Schulhäusern und weist alten Baumbestand auf. Die Fertigstellung des Verwaltungsgebäudes konnte im Jahr 1874 gefeiert werden. Bis zum Jahr 1876 errichtete man an den Platzseiten drei Schulgebäude. Das von 1851 bis 1874 genutzte Rathausgebäude in der Hauptstraße wurde anschließend als Hotel-Restaurant geführt.
Das Rathaus auf der Adolphshöhe sollte ursprünglich auch das Amtsgericht des Landkreises Saarlouis beherbergen, um dessen Verlegung nach Wallerfangen sich Adolph de Galhau bemüht hatte. Dazu kam es jedoch nicht. Platz fand aber hier das Friedensgericht für Wallerfangen und die umgebenden Gemeinden. Das Friedensgericht, das bisher in der Sonnenstraße (heute Sonnenstraße 18) beheimatet gewesen war, tagte auf der Adolphshöhe von 1874 bis 1879, bevor es nach einer verwaltungsmäßigen Neuordnung der Gerichte im Amtsgericht Saarlouis aufging. Der Gerichtssaal wurde danach als Schulsaal genutzt. Seit der Unterbringung der Grundschule Wallerfangen in dem renovierten ehemaligen Rathausgebäude im Jahr 2005 dient der alte Gerichtssaal als Schulaula. Die Keramikbilder, die der lothringische Künstler Aimé Morot im Jahr 1874 für den Gerichtssaal geschaffen hatte, befinden sich heute im Besitz des Wallerfanger Heimatmuseums. Die drei Keramikbilder stellen in kobaltblauer Farbe Tierszenen (Wildschweine sowie Hirsch und Hirschkühe) im Wald dar. In den übrigen Räumen des Rathauses war die Kommunalverwaltung bis zum Jahr 1961 untergebracht. Mit dem Bau des neuen Rathauses auf dem ehemaligen Gelände der Wallerfanger Steingutfabrik zog die Verwaltung dorthin um. So stand das spätklassizistische Bauensemble aus vier Gebäudeteilen lange weitgehend ungenutzt. Da das im Jahr 1958 errichtete Schulgebäude für die Schüler der Grundschule und der weiterführenden Schule nicht mehr ausreichte, beschloss man die Grundschule ins ehemalige Rathaus zu verlegen. So wurde das Rathaus auf der Adolphshöhe aufwändig restauriert und modernisiert, so dass zu Beginn des Schuljahres 2005/2006 die Grundschule Wallerfangen einziehen konnte.
Im Hauptgebäude des Gebäudekomplexes befinden sich nun acht Klassenräume, ein Lehrerzimmer sowie eine Aula. In dem Nebengebäude sind die Betreuungsräume der Freiwilligen Ganztagsschule und eine Turnhalle untergebracht. Seit dem 2011 steht der Schule in einem zweiten Nebengebäude ein Bistro für die Schüler der Nachmittagsbetreuung zur Verfügung. Das dritte Nebengebäude beherbergt das Wallerfanger Heimatmuseum. Zuvor war hier die Gemeindebücherei untergebracht. Nach einer umfassenden Neugestaltung wurde das Museum am 18. September 2015 wiedereröffnet.
Das eingeschossige ehemalige Rathausgebäude, das seitliche Flügel besitzt, ist mit Eckquaderungen und Keramikfriesen geschmückt. Die Friese umgürten den Bau und legen sich bügelartig um die obere Sandsteinrahmungen der hochrechteckigen Kreuzstockfenster. Das Portal mit dem Wallerfanger Wappenschild und der lateinischen Zahlen-Inschrift „MDCCCLXXIV“ (1874) ist zentral positioniert und wird von jeweils drei Fenstern flankiert. Die beiden Zwerchhäuser an den Seiten öffnen sich im Untergeschoss mit drei Fenstern, wobei ein mittiges Zwillingsfenster von zwei einfachen Fenstern umgeben ist, im Obergeschoss mit einem großen Zwillingsfenster und im Giebel mit einer kleinen Zwillingsfensterluke. Unter der Dachtraufe des Mittelteils sind über den sechs Kreuzstockfenstern jeweils sechs kleine, querrechteckige Zwillings-Kniestockfenster angeordnet. Über dem verschieferten Dach erhebt sich mittig über der Portalachse ein kleiner spitzer Dachreiter mit Uhrengeschoss. In der Zeit des Dritten Reiches hatte man über der Dachtraufe des Portals ein Hakenkreuz angebracht.
An der Rückseite des Gebäudes treten die Zwerchhäuser wesentlich weiter hervor als an der Vorderseite. Darüber hinaus schieben sich aus den Zwerchhäusern an den Außenseite weitere Zwerchhausgiebel, wobei die Zwerchhäuser der Rückseite weiter aus der Flucht der Seitenfassade hervortreten.
Die Schulhäuser sind architektonisch ähnlich wie das Rathaus gestaltet. Sie bestehen jeweils aus einem großen Schulsaal und angegliederter Lehrerwohnung. Die Gestaltung der Schule mit drei getrennten Schulhäusern in der Art einer Pavillon-Schule, war zu ihrer Zeit ein bemerkenswertes Experiment.
Zum aktuellen Rathaus siehe Abschnitt „Kunst im öffentlichen Raum“

### Wappen
Blasonierung
„In Blau ein silbernes Mühleisen, begleitet oben von einem goldenen Doppelkreuz mit verkürztem oberen Querbalken, unten von einem sechsstrahligen goldenen Stern.“
Die Ortsfarben Wallerfangens sind Blau-Weiß.
Geschichte
Die Wappensymbole sind bereits in einem als „Stadtsiegel“ bezeichneten Abdruck von 1614 enthalten und verweisen wahrscheinlich auf die früheren vier Mühlen im Ort (Mühleisen), den Sitz des deutschen Bellistums des Herzogtums Lothringen im Ort (Lothringerkreuz) und einen früheren Gerichtssitz (Stern). Die blaue Grundfarbe des Wappens kann auch als Hinweis auf das in Wallerfangen abgebaute Wallerfanger Blau gedeutet werden.
Durch die Zerstörung Wallerfangens nach der Gründung von Saarlouis und das Wappenverbot während der französischen Verwaltung (1793–1815) dürfte das Wappen untergegangen sein. Seit 1954 wird es mit Erlaubnis des saarländischen Innenministers wieder geführt.

### Gemeindepartnerschaft
Mit der Gemeinde Saint-Vallier im Département Saône-et-Loire in Frankreich wurde im Jahr 1992 eine Gemeindepartnerschaft geschlossen. Die Partnerschaftsgemeinde liegt in der Region Bourgogne-Franche-Comté. Saint-Vallier gehört zum Arrondissement Chalon-sur-Saône. Die Pflege der Partnerschaft liegt in der Obhut des Wallerfanger Vereins zur Förderung der Partnerschaft Wallerfangen-Saint-Vallier. Vereinsvorsitzender ist der jeweils amtierende Ortsbürgermeister. Der Verein bemüht sich um den Austausch von Vereinen und Gruppen, sportliche Begegnungen, Veranstaltung von Konzerten, Sprachkursen, Exkursionen und den gegenseitigen Besuch von Schulklassen.

## Kultur und Sehenswürdigkeiten

### Museen und kulturelle Gebäude
Historisches Museum Wallerfangen

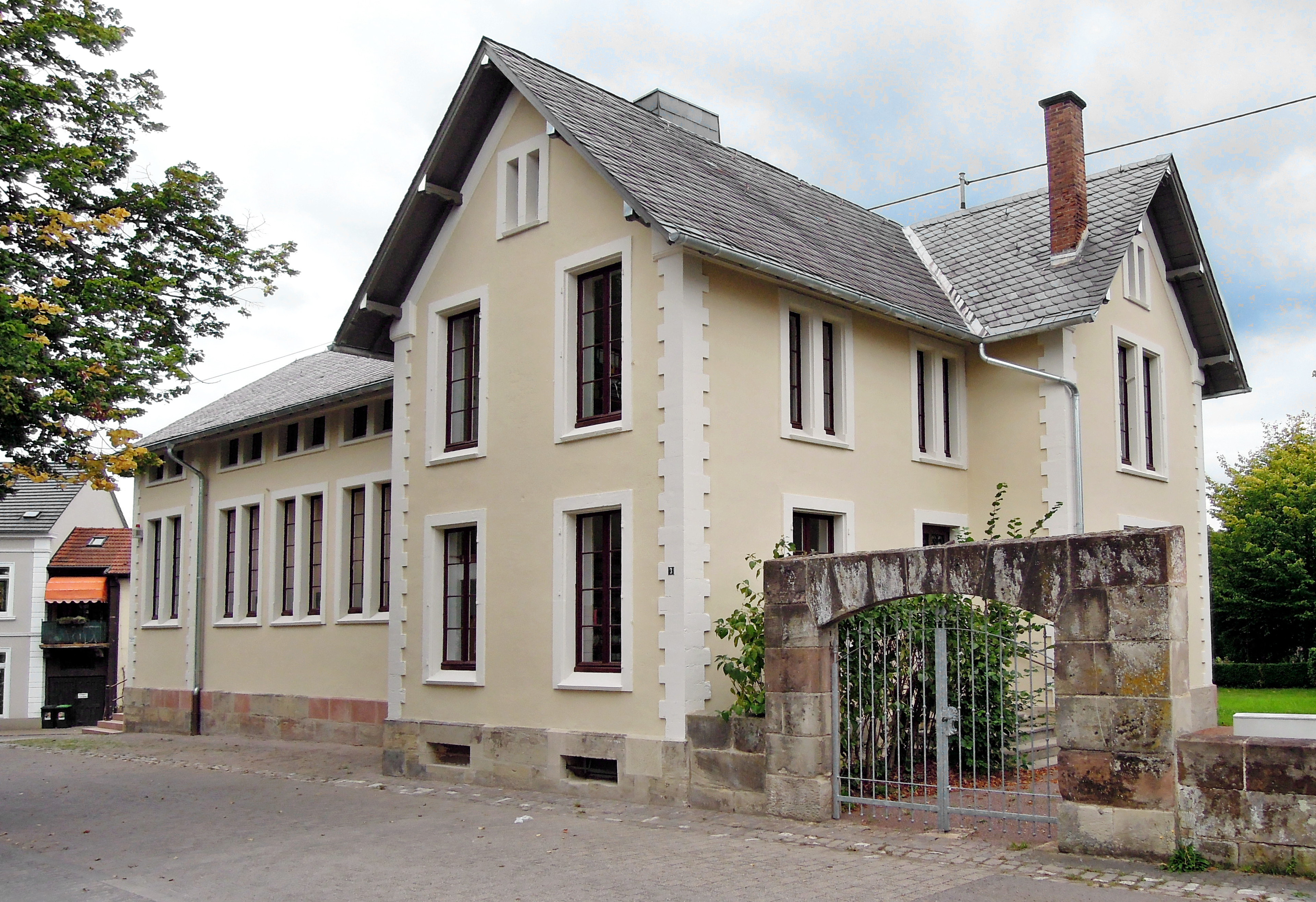
Wallerfangen, Heimatmuseum

Das Museum auf der Adolphshöhe wurde am 9. März 1983 als Heimatmuseum gegründet, das bereits vom Wallerfanger Heimatforscher Theodor Liebertz am Ende des 19. Jahrhunderts angedacht worden war. So hatte Liebertz schon im Jahr 1892 begonnen, Erzeugnisse der Wallerfanger Keramikfabrik aufzukaufen, um diese in einem Museum vor Ort auszustellen. Ende des Jahres 1955 übergab er aufgrund seines vorangeschrittenen Alters dem Wallerfanger Verkehrsverein seinen gesamten wissenschaftlichen Nachlass. 1976 fand sich auf Initiative von Hans Neis ein regionalhistorischer Personenkreis zusammen, der am 8. November 1976 den „Verein für Heimatforschung Wallerfangen e. V.“ gründete. In einem ehemaligen Schulgebäude auf der Adolphshöhe fand man schließlich eine Bleibe für die bisher gesammelten Exponate. Im Jahr 2011 renovierte man die Fassade des Gebäudes und passte sie wieder der architektonischen Gestalt des Platzensembles Adolphshöhe an. Nach zweijähriger Umbauzeit von 2013 bis 2015 konnte das Heimatmuseum als Historisches Museum Wallerfangen neu eröffnet werden. Es präsentiert 3000 Jahre Geschichte des Ortes und der Region. Untergebracht in einem ehemaligen Schulgebäude, ist das Museum Teil des denkmalgeschützten Forum-Ensembles „Adolphshöhe“, das in der zweiten Hälfte des 19. Jahrhunderts entstand. Am ersten Sonntag im Juli organisiert der Verein seit 1990 jährlich auf der Adolphshöhe den Wallerfanger Keramikmarkt.
Bauernhausmuseum „Haus Saargau“
Im Ortsteil Gisingen hat der Landkreis Saarlouis ein für den ehemals lothringischen Teil des Saarlandes typisches Lothringer Bauernhaus restauriert und ein Bauernhausmuseum eingerichtet. Der älteste Teil des Hauses, der zwischen 1735 und 1750 erbaut wurde, zeigt historisches Mobiliar aus dem 18. Jahrhundert. Die Möbelstücke entstammen der Sammlung des lothringischen Heimatkundlers und Priesters Louis Pinck. Integriert im bäuerlichen Museum ist eine Sammlung von Takenplatten aus dem 19. Jahrhundert. Sie sind Zeugnisse des Eisengusses, wie er in zahlreichen Eisengießereien im Saarland und Lothringen ausgeübt wurde.
Hinter dem Bauernhaus befindet sich ein nach historischen Vorlagen angelegter Bauerngarten mit Einzelgehölzen, Heckenfluchten und blühenden Sträuchern. In den einzelnen Beetanlagen findet man Kräuter- und Gewürzpflanzen. An den Garten schließen sich Streuobstwiese mit Bienenvölkern und Schaukasten an. Der Garten gehört zum internationalen Projekt „Gärten ohne Grenzen“.
Ehemalige Synagoge

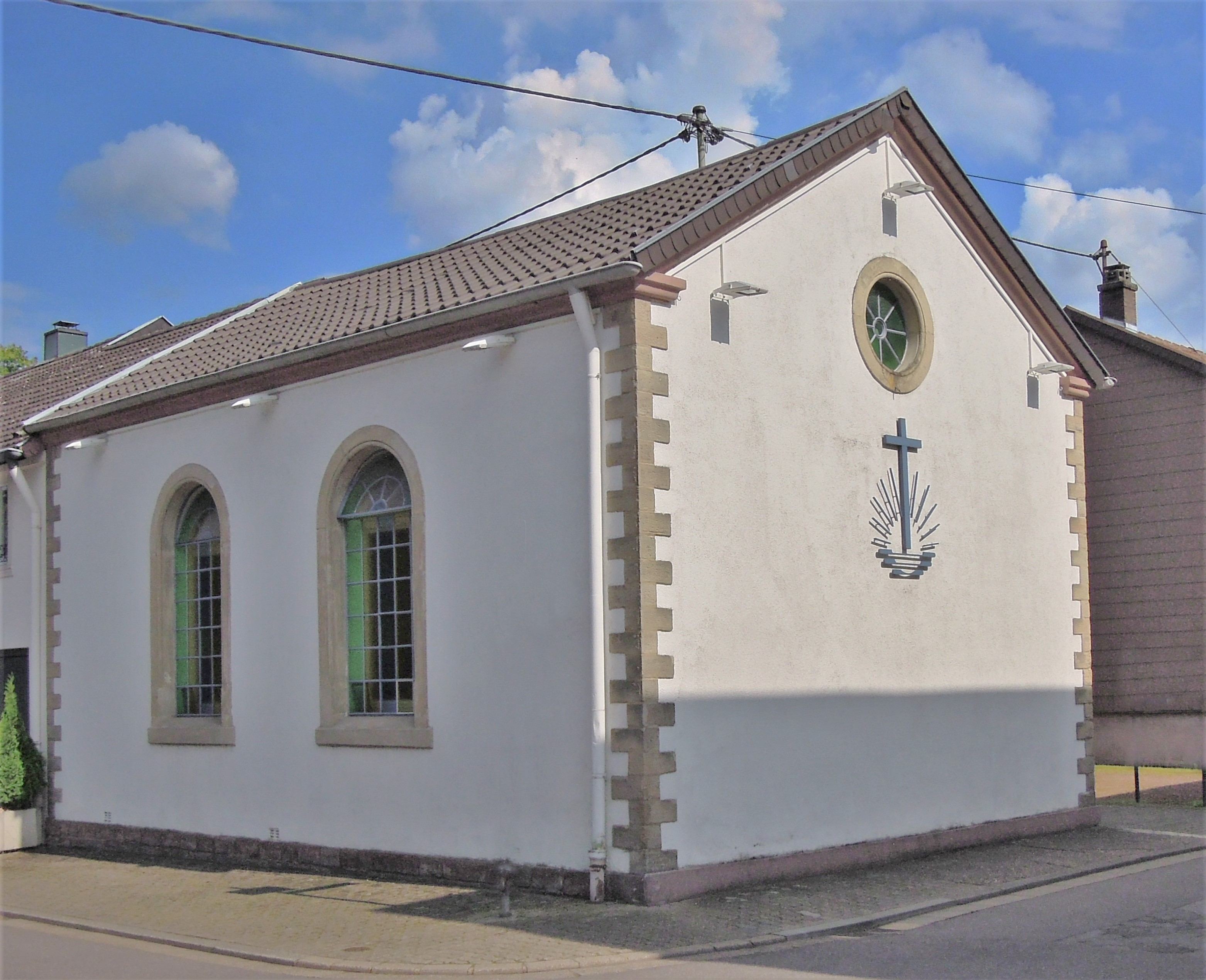
Ehemalige Synagoge (heute Neuapostolische Kirche); an der Stelle des Kreuzemblems befand sich ursprünglich das Eingangsportal der Synagoge

Zu den historisch wichtigen Bauwerken zählt die ehemalige Synagoge Wallerfangen in der Gartenstraße 2, Ecke Saarstraße. Sie ist der einzig nach dem Krieg erhaltene und nicht profanierte Synagogenbau des Saarlandes und wird heute als Gotteshaus der Neuapostolischen Kirche genutzt. Das Gebäude steht unter Denkmalschutz und wird für kulturelle Veranstaltungen im angepassten Rahmen für Konzerte, Vorträge und insbesondere den christlich-jüdischen Dialog Saarlouis genutzt. Der kleine Rechteckbau mit Satteldach, vier rundbogige Fenster und an der Schmalseite ein Rundfenster wurde im Jahr 1893 erbaut.
Emilianusstollen:
Bei dem historischen Stollen handelt es sich um eines der wenigen erhaltenen Zeugnisse römischen Bergbaues nördlich der Alpen. Im Mittelalter wurde in Wallerfangen Azurabbau zum Zwecke der Gewinnung der Malerfarbe „Azurblau“ (Wallerfanger Blau) betrieben, mit der auch der Nürnberger Maler Albrecht Dürer arbeitete.
Festhalle Walderfingia
Für kulturelle oder politische Veranstaltungen steht die Festhalle „Walderfingia“ in der Bungertstraße zur Verfügung.

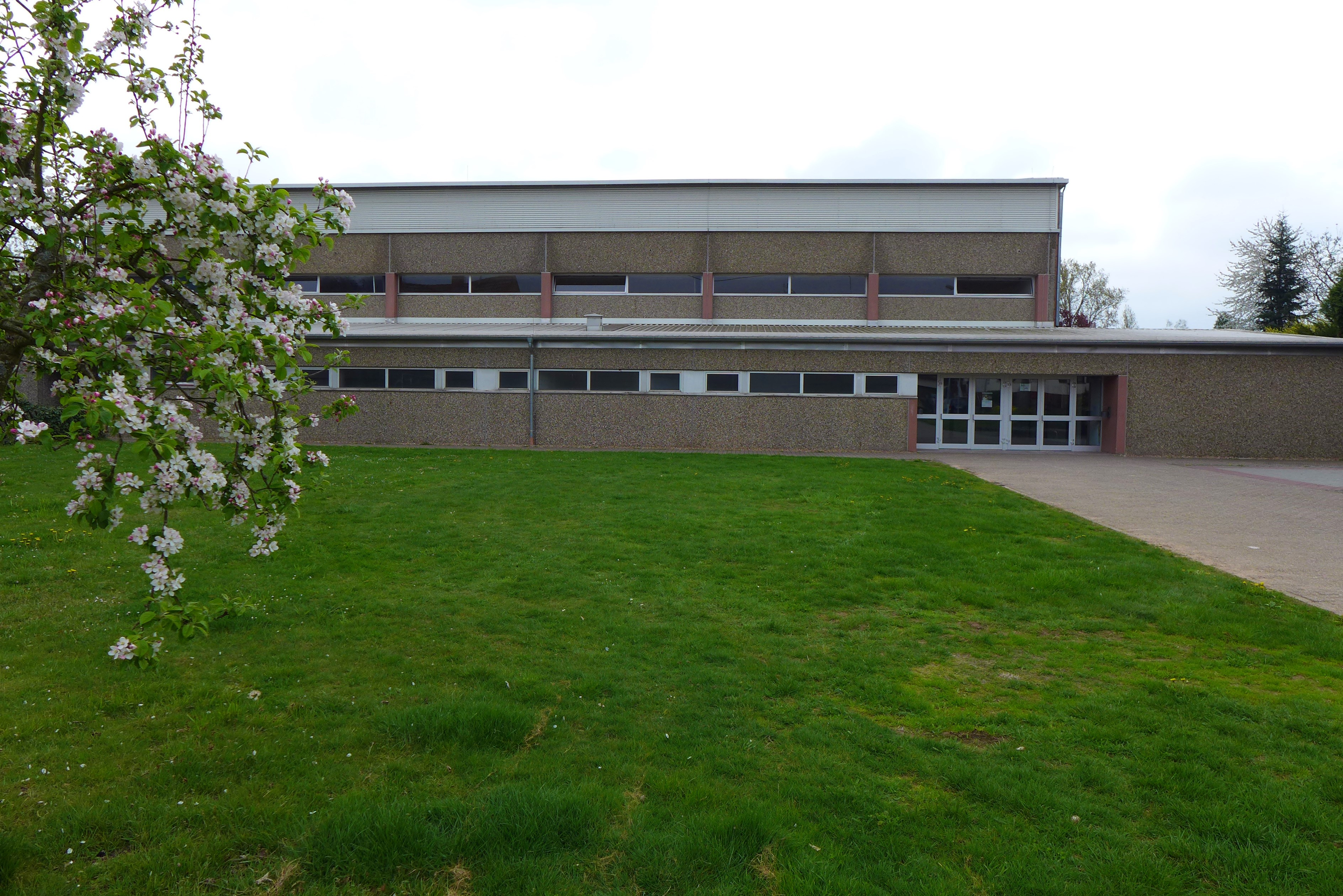
Wallerfangen, Festhalle Walderfingia

### Kunst im öffentlichen Raum

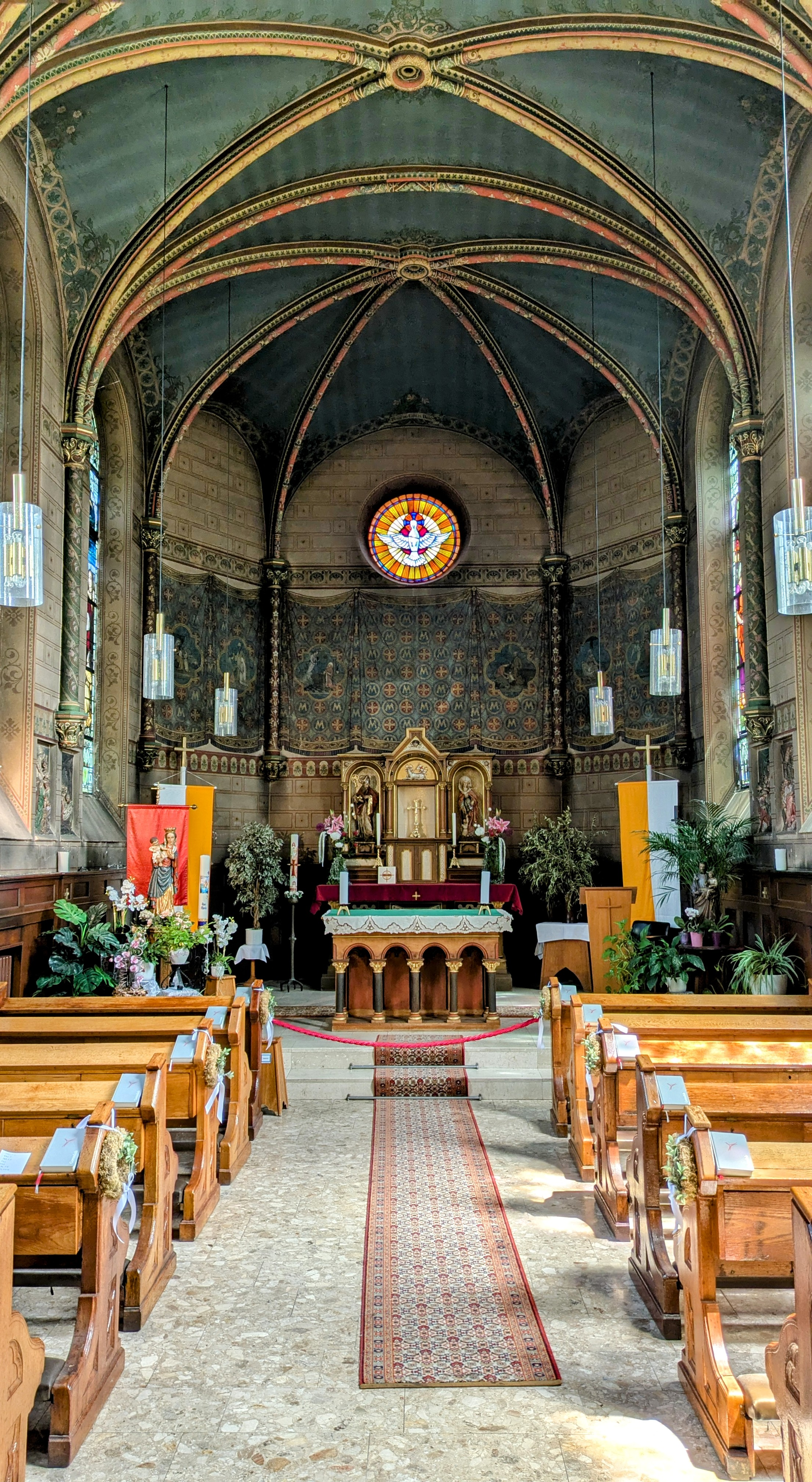
Hospitalkapelle

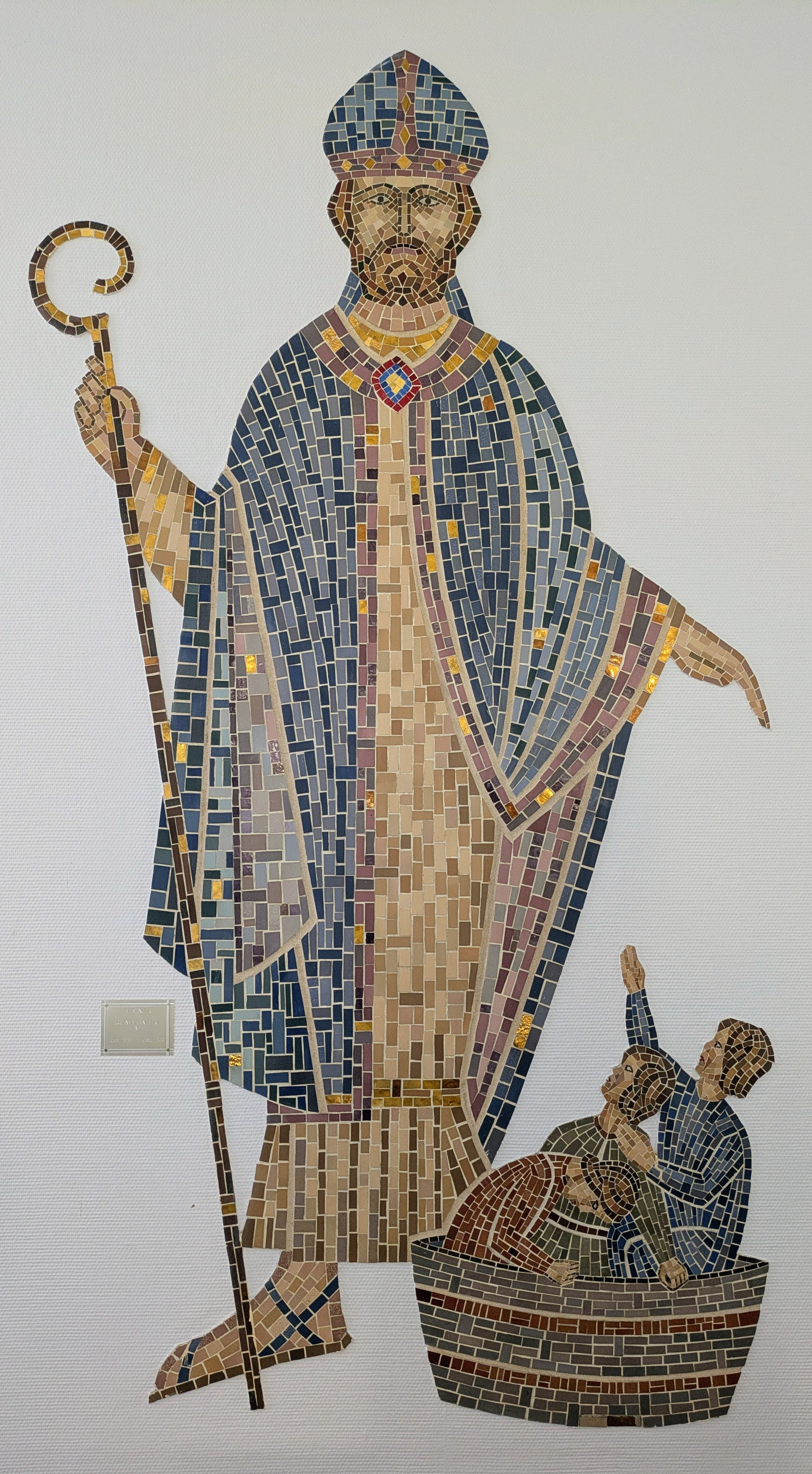
Mosaik von Albert Johannes Zapp

Rathausplatz
Nach der Schließung der Steingutfabrik im Ortszentrum von Wallerfangen im Mai 1931 standen die Fabrikgebäude einige Jahre leer, da man sich noch nicht im Klaren war, ob und wie man die Gebäude fortan nutzen könnte. Da sich in der Folgezeit keine Alternativnutzung ergab und die Erhaltung des Areals dem Unternehmen Villeroy & Boch als Besitzer immer größere Kosten verursachte, entschied man sich schließlich für den Abbruch. Im Dezember 1935 begann man mit dem Abriss der ersten Gebäude an der heutigen Rathaus- und Maschinenstraße und verfüllte mit dem Abbruchmaterial die tiefen Keller der Gebäudetrakte. Zunächst sollte jedoch das historische Schloss Warsberg auf dem Firmengelände sowie die übrigen Gebäude an der Haupt- und Hospitalstraße erhalten werden. Da keine anderweitige Verwendung gefunden werden konnte, wurde das Schloss Warsberg allerdings dann auch abgebrochen. Das eingeebnete Areal kaufte anschließend die Gemeinde Wallerfangen auf. Nach Planungen von Gartenbauinspektor Lenzen legte man auf dem ehemaligen Fabrikgelände eine Parkanlage an. Es entstand eine einfache, anspruchslose Anlage mit Rasenflächen, die durch gerade Wege durchschnitten wurden, lockere Strauchgruppierungen und einige Baumanpflanzungen. Der erhöhte Teil des Areals zur Katharinenkirche hin war planiert und durch Treppenanlagen mit dem niedrigeren Teil des Parks verbunden.
Mitte der 1950er Jahre trug sich die Gemeindeleitung mit dem Gedanken, hier in zentraler Lage ein neues Schulgebäude oder eine Sportanlage zu erstellen. Zur Findung einer Lösung schrieb die Gemeinde im Jahr 1959 einen städtebaulichen Ideenwettbewerb zur Neubebauung der Parkfläche aus. Das Programm beinhaltete ein Gebäude für die Kommunalverwaltung und die Polizei mit zugehörigen Dienstwohnungen, ein Kulturhaus mit Saalbau und Gastronomiebetrieb, ein Hotel-Restaurant sowie zwei Geschäftshäuser mit zugehörigen Wohnungen. Den ausgeschriebenen Wettbewerb konnte der Saarlouiser Architekt Karl Hanus für sich entscheiden. In einem ersten Bauabschnitt sollten das Rathaus, das Polizeigebäude und die zugehörigen Dienstwohnbauten erstellt werden. Das Kulturhaus, das Hotel sowie die beiden Wohn- und Geschäftshäuser waren für den zweiten Bauabschnitt vorgesehen. Dieser zweite Abschnitt wurde allerdings nicht mehr umgesetzt.
In der Folge entstand bis zum Jahr 1961 das neue Rathaus sowie ein pavillonartiger Baukomplex für Post, Polizei und Wohnungen.
Das Rathaus, das heute unter Denkmalschutz steht, ist als streng axial gegliederter, zweigeschossiger Baukörper gestaltet. Im Obergeschoss schiebt sich risalitartig ein leicht erhöhter Block heraus, der die Baumitte akzentuiert. Er beherbergt den Sitzungssaal und das Trauzimmer. Unter seiner Auskragung befindet sich der Gebäudeeingang. Der im Unter- und Obergeschoss vollständig verglaste Mittelteil wird flankiert von Wandflächen, die mit glasierten Keramikplatten verkleidet sind. Sie erinnern an die ehemals sich hier befindliche Keramikfabrik. Die Seitenansichten des Gebäudes sind durch zwei übereinander liegende Fensterbänder schlicht gestaltet. Die Hangabstützung öffnet sich mit großformatigen, aus der Wand hervortretenden Pflanzkübeln und einer Freitreppe.
Die neue, dazugehörige terrassierte Gartenanlage mit Brunnen geht auf den aus Wiesbaden stammenden Saarbrücker Gartenarchitekten Wolfgang Walter zurück. In den Boden ist ein langes, schmales Wasserbassin aus Beton eingelassen, das im rechten Winkel abknickt und sich sowohl in diesem Winkel als auch jeweils an den Enden quadratförmig erweitert. Darin erhebt sich ein zweites Betonbassin, das die Form des unteren Beckens etwas verschmälert aufnimmt und über ihm zu schweben scheint. In den Erweiterungen des oberen Beckens sprüht das Wasser aus zahlreichen, feinen Düsen, die jeweils als quadratisches Feld angeordnet sind. In diesen Bereichen sind die Ränder des oberen Beckens zum Teil abgesenkt und lassen das Wasser als Vorhang in das untere Bassin fließen. Alle Becken sind innen türkisblau gestrichen, um dem fließenden Wasser einen frischen und klaren Effekt zu verleihen. Zusammen mit den Außenanlagen wurde das Rathaus im Juli 2008 unter Denkmalschutz gestellt.
Unweit der Brunnenanlage von Wolfgang Walter steht seit dem Jahr 1991 in der Grünanlage des Fabrikplatzes eine abstrakte, farbig gefasste Plastik (2,30 × 2,95 × 1,90 m). Entwurf und Ausführung stammen von dem in Meißen und Dresden ausgebildeten Keramiker Andreas-Josef Kutsche. Quader, Würfel, Viertel-, Halb- und Vollzylinder verschränken und verzahnen sich, türmen sich auf zu einer massiven, vielgliedrigen Gestalt, deren Form an einen Tonbrennofen angelehnt ist. Die Glasur in gedecktem Schwarz, Braun, Grün, Blau und Gelb ist so angelegt, dass der Eindruck entsteht, die Plastik sei mit farbigen Fliesen oder Kacheln verkleidet. Zum 200. Jahrestag der Gründung der Wallerfanger Faiencerie wurde die Skulptur von der Gemeinde und dem Verein für Heimatkunde Wallerfangen initiiert, um die Erinnerung an die von Nikolaus Villeroy gegründete Steingutfabrik wachzuhalten, die an dieser Stelle von 1791 bis 1931 in Betrieb war. Unterstützung gab die Firma Villeroy & Boch, Mettlach.
Nikolaushospital
Im Foyer des St. Nikolaus-Hospitals befindet sich ein Wandmosaik mit der Figur des Namensgebers. Der Heilige ist als Bischof mit Mitra und Stab dargestellt. Über der Albe trägt er einen blauen Mantel. Neben ihm steht ein Bottich, in dem drei Knaben hocken. Der Legende nach hat Nikolaus drei Jünglinge zum Leben erweckt, die von einem bösen Wirt zerstückelt worden waren. Das Mosaik setzt sich vorwiegend aus schmalen Rechtecken in den Farben Beige, Blau und Rot zusammen. Goldene Mosaiksteine in Mitra und Stab sowie in Bordüre und Schließe des Mantels beleben die zurückhaltende Farbigkeit. Die Inschrift rechts neben dem Wandbild lautet: „IM JAHRE 1883 STIFTETE ADOLPHE VON GALHAU / DIESES HAUS IM ANDENKEN AN SEINE MUTTER / SOPHIE VILLEROY UND DEREN VATER NICOLAS“. Das Wandmosaik (2,45 × 1,35 m) geht auf einen Entwurf des 1963 verstorbenen Bildhauers Albert Johannes Zapp zurück.

### Regelmäßige Veranstaltungen
- Jedes Jahr am ersten Sonntag im Juli führt der Keramikflohmarkt des Vereins für Heimatforschung Wallerfangen e. V. Sammler und Aussteller aus Deutschland, Frankreich und der Schweiz zusammen.
- Alljährlich am 2. Adventswochenende stattfindender Christkindlmarkt auf der Adolphshöhe am alten Rathaus (jetzige Grundschule)
- Die Partei Die Linke richtet ihren politischen Aschermittwoch jährlich u. a. in Wallerfangen aus.

### Bildung

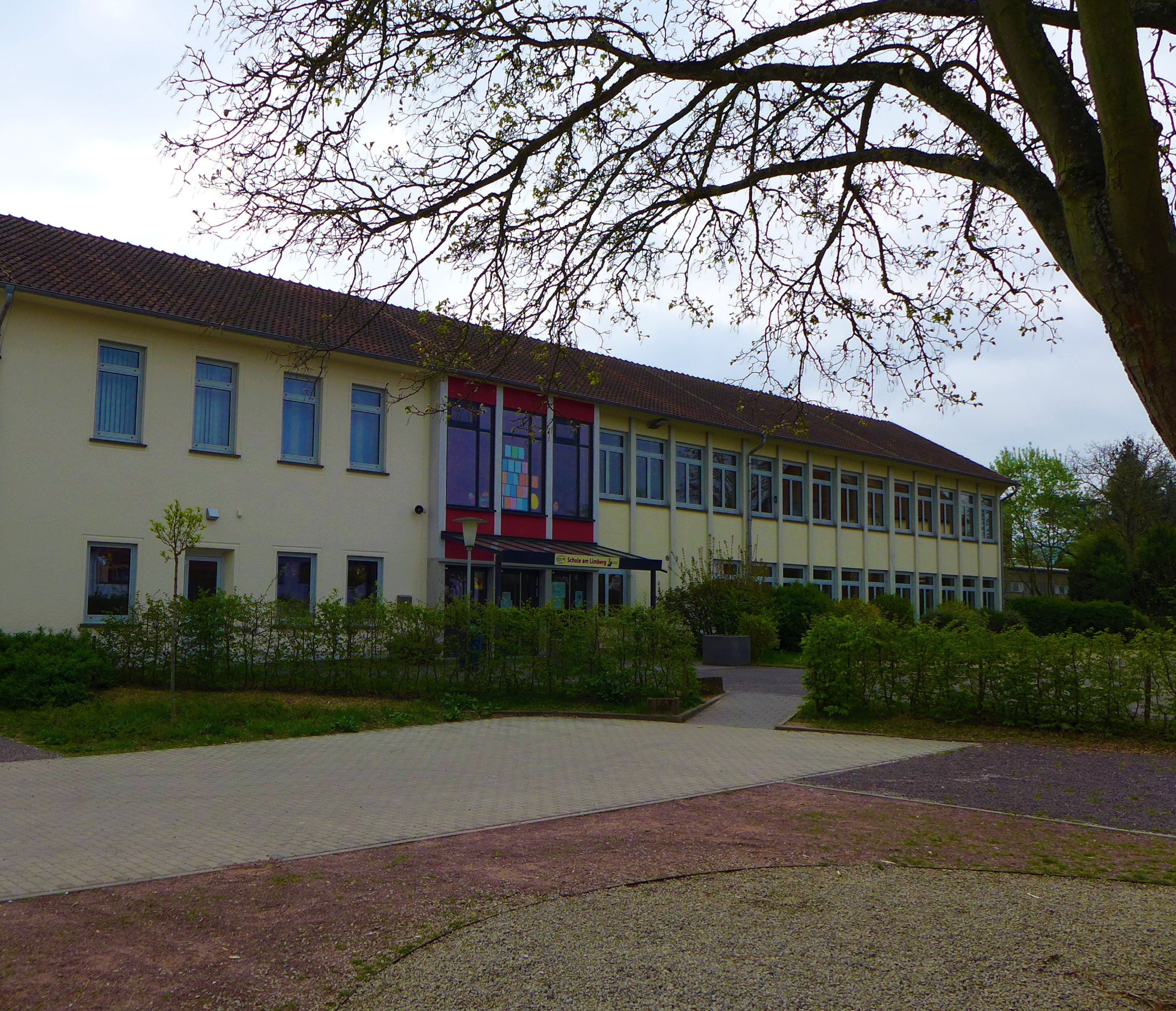
Wallerfangen, Schule am Limberg
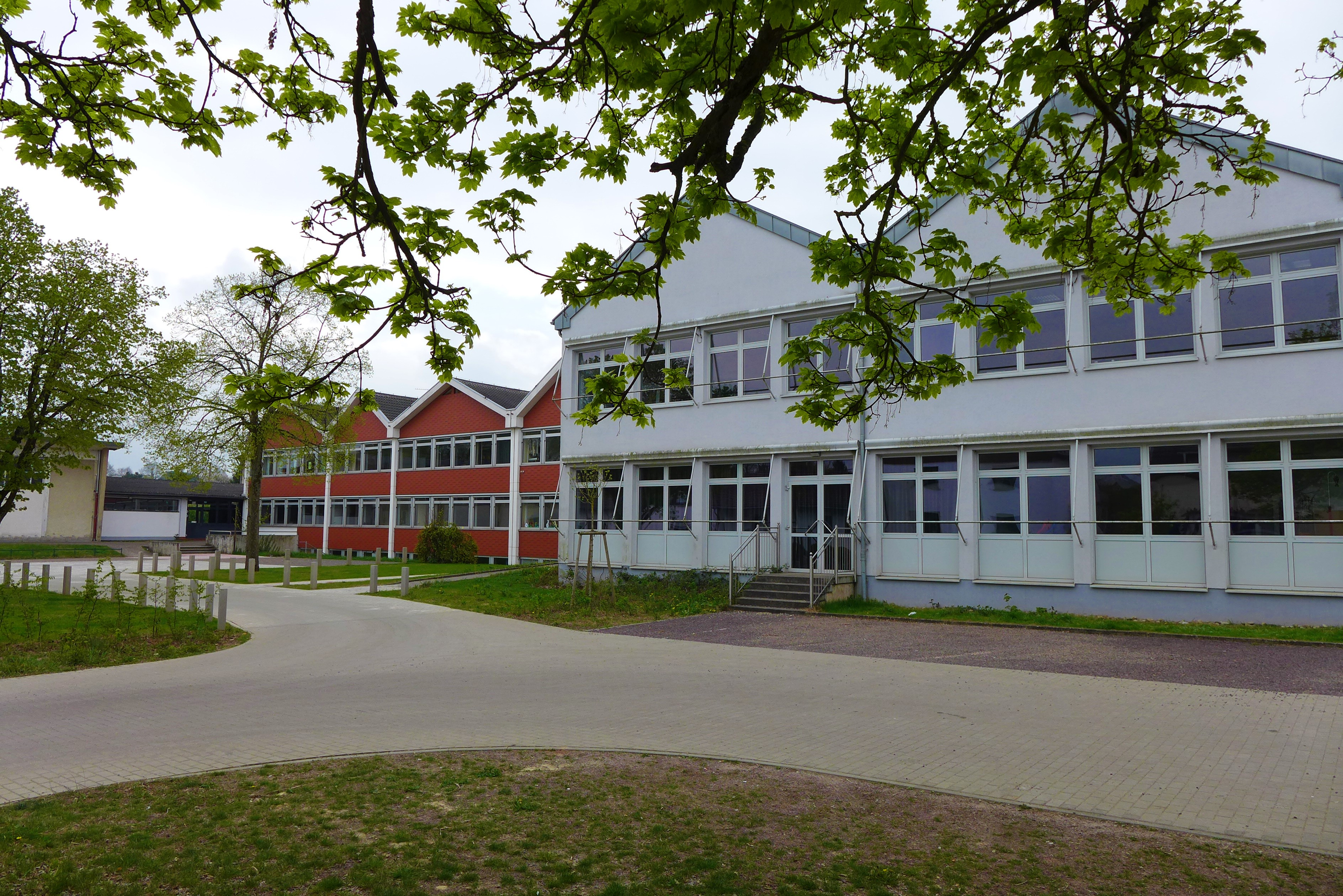
Wallerfangen, Schule am Limberg
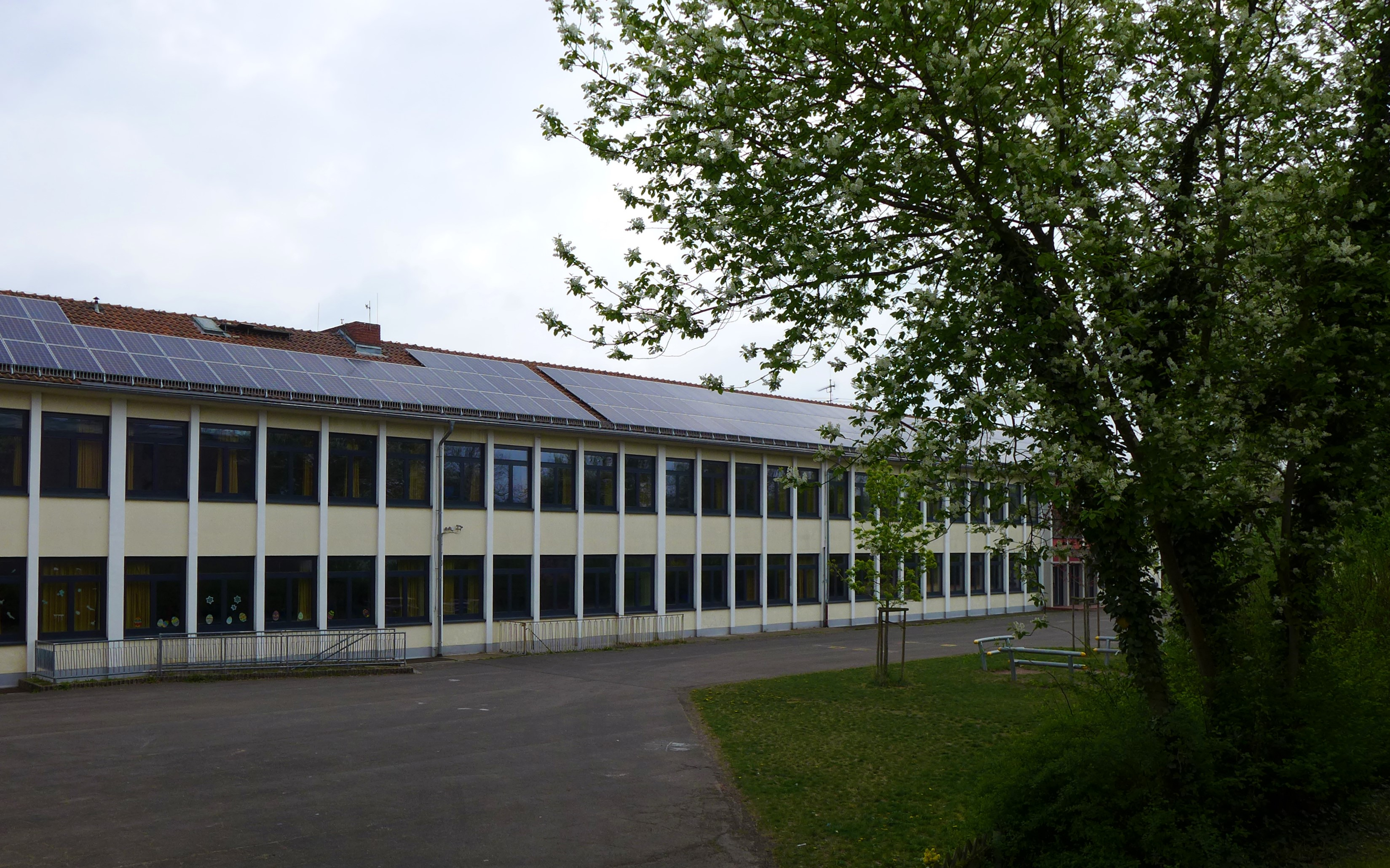
Wallerfangen, Schule am Limberg
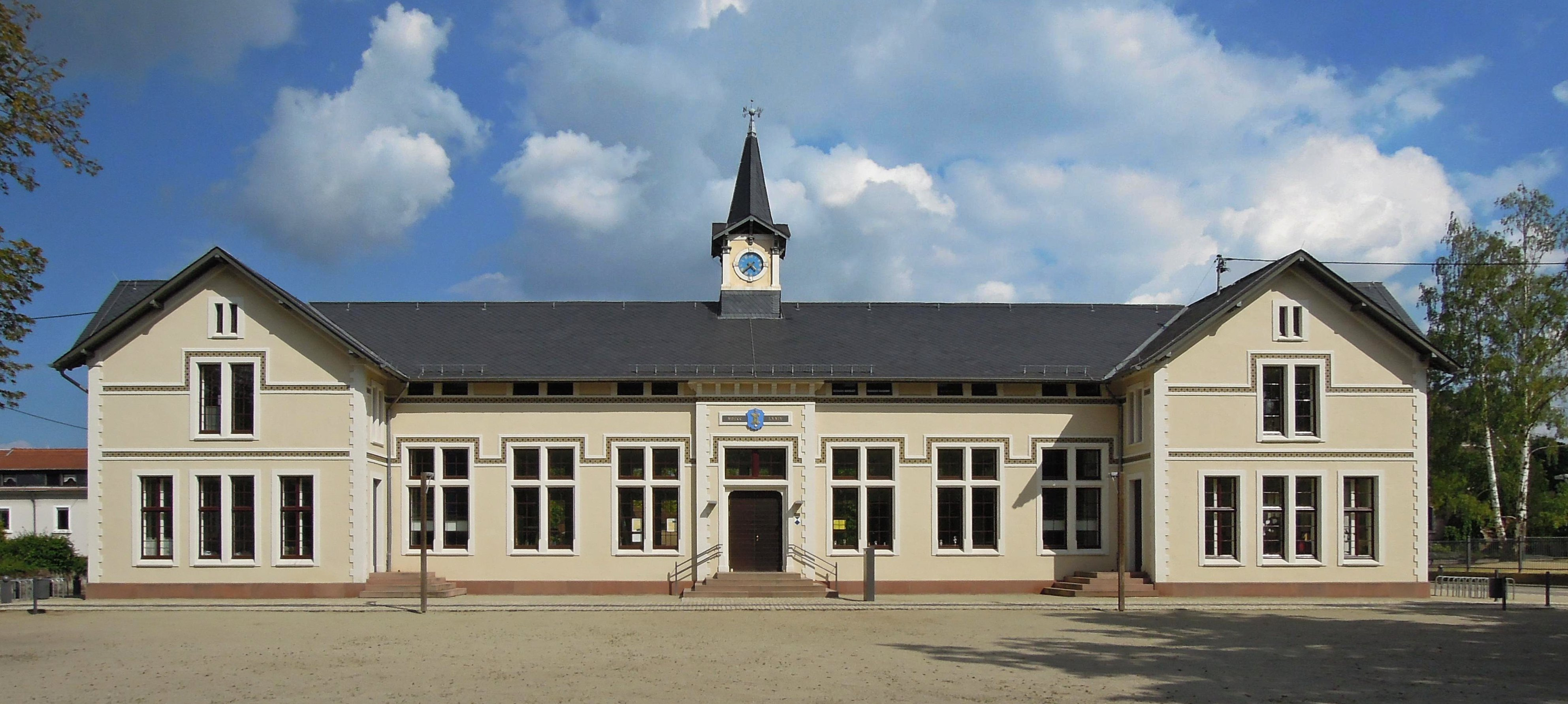
Wallerfangen, Grundschule im ehemaligen Rathaus auf der Adolphshöhe

Zu Beginn des 20. Jahrhunderts wurden die Wallerfanger Schüler noch in verschiedenen Schulgebäuden unterrichtet: in Schulgebäuden auf der Adolphshöhe, in Gebäuden in der Dorfmitte und im Vorgängerbau des jetzigen Pfarrgemeindehauses an der Katharinenkirche. Im Jahr 1953 standen für 13 Schulklassen nur zehn Unterrichtsräume zur Verfügung. So beschloss die Gemeinde den Neubau eines sechzehnklassigen Schulhauses mit Turnhalle in der Bungertstraße. Die Schule, die am 28. April 1958 feierlich eingeweiht worden war, beherbergte nun Grund- und Hauptschule.
Durch zahlreiche Schulreformen, z. B. die Schaffung der damaligen Schulform „Erweiterte Realschule“ durch die saarländische Landesregierung, erlebte die Schule einen immer größeren Zulauf an Schülern. Das Gebäude aus den 1950er Jahren konnte den gewachsenen Anforderungen nicht mehr gerecht werden, sodass der Ruf nach einem eigenen Schulgebäude für die Grundschule größer wurde. Daraufhin restaurierte man das spätklassizistische Bauensemble aus ehemaligem Rathaus mit Schulpavillons auf der Adolphshöhe aus den 1870er Jahren, sodass zu Beginn des Schuljahres 2005/06 die Grundschule Wallerfangen einziehen konnte. Im Hauptgebäude sind nun acht Klassenräume, ein Lehrerzimmer sowie eine Aula untergebracht. Die Nebengebäude beherbergen die Freiwillige Ganztagsschule, die Turnhalle sowie eine Schulmensa.
Kindergärten:
Im Gemeindegebiet gibt es folgende Kindertagesstätten:
- Kindertagesstätte Ittersdorf
- Kindergarten Gisingen
- Katholischer Kindergarten St. Katharina, Wallerfangen

Grundschulen:
Die Gemeinde Wallerfangen betreibt zwei Grundschulen:
- Grundschule Wallerfangen
- Grundschule Gisingen

Weiterführende Schule:
An weiterführenden Bildungsmöglichkeiten gibt es in Wallerfangen eine Gemeinschaftsschule:
- Gemeinschaftsschule „Schule am Limberg“, Wallerfangen

Gymnasium:
Die Gemeinde Wallerfangen verfügt selbst nicht über ein Gymnasium. Die nächsten Gymnasien befinden sich in den Nachbarorten Dillingen und Saarlouis
- Albert-Schweitzer-Gymnasium, Dillingen
- Max-Planck-Gymnasium, Saarlouis
- Robert-Schuman-Gymnasium, Saarlouis
- Gymnasium am Stadtgarten, Saarlouis

Förderschule:
- Staatliche Förderschule soziale Entwicklung Wallerfangen (gegründet 1964, seit 2011 ist die Johann-Hinrich-Wichern-Schule nach Saarlouis umgezogen)[47]
- Anne-Frank-Schule, Förderschule Lernen, Saarlouis

Volkshochschule:
Die Gemeinde bietet zahlreiche Kurse zur außerschulischen Weiterbildung an einer Volkshochschule an.
Musikschule:
Die Kreismusikschule Saarlouis betreibt in Wallerfangen eine Außenstelle.
Tagungsstätten:

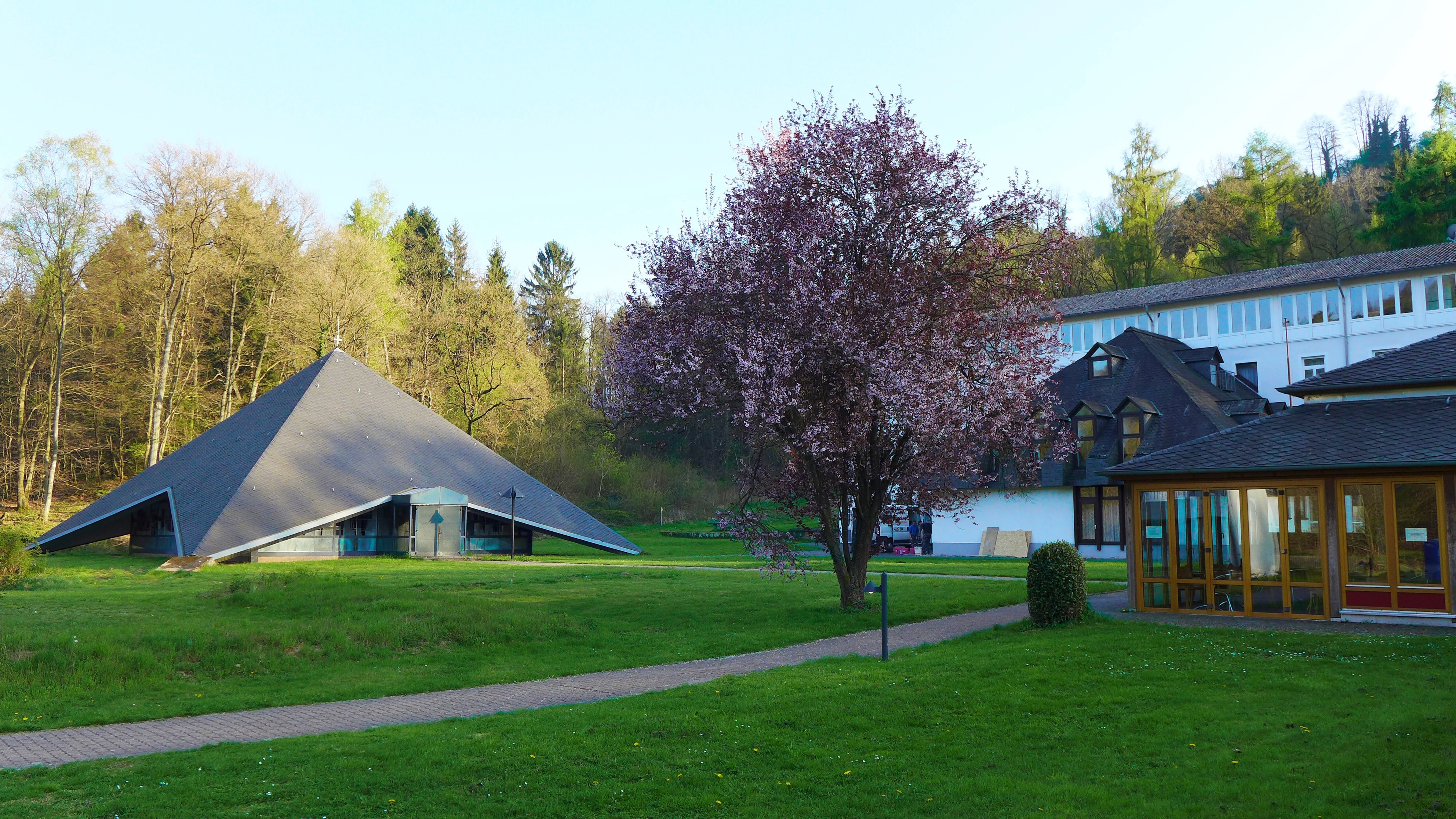
Wallerfangen, Haus Sonnental mit der Kapelle St. Michael
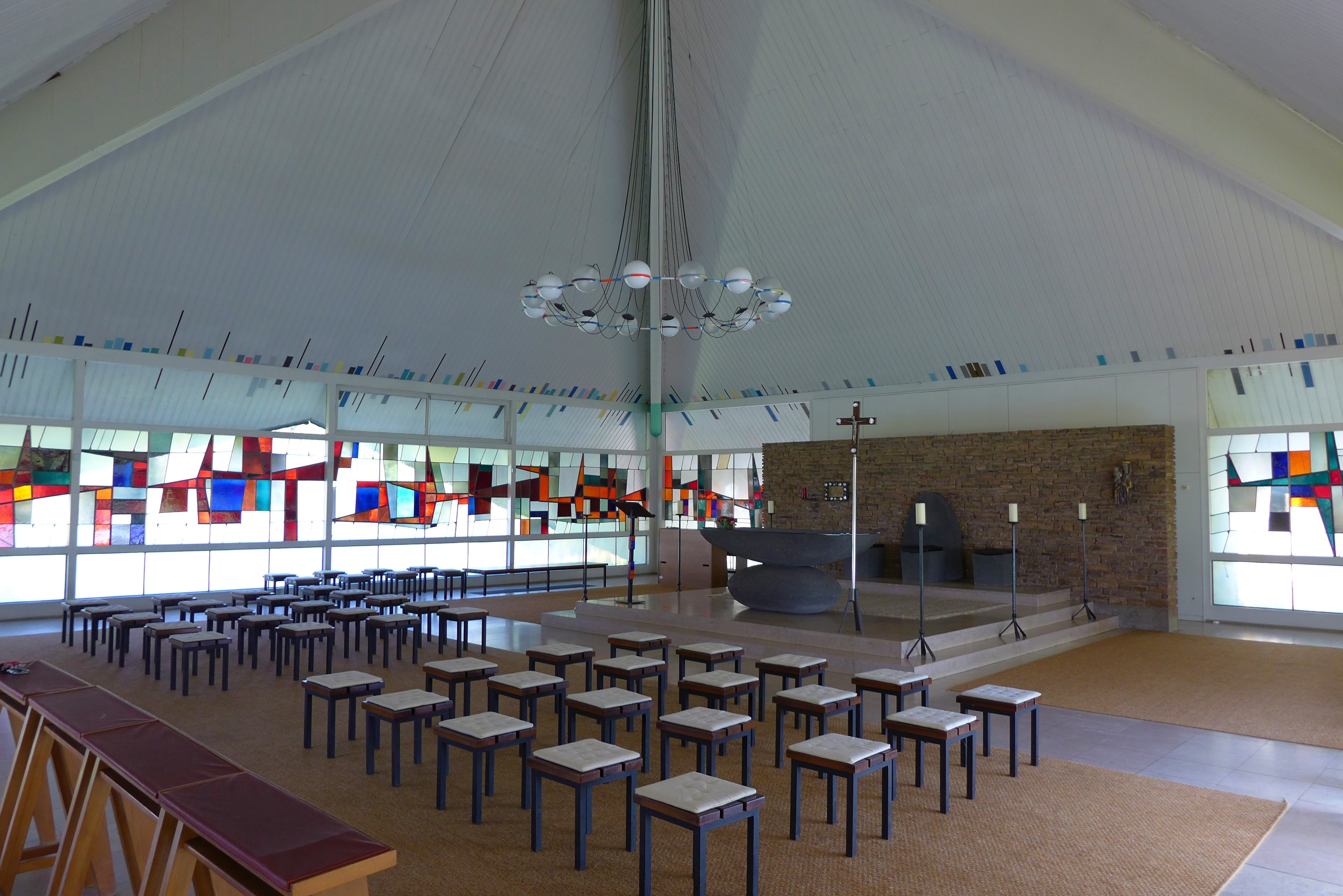
Kapelle des Bildungshauses im Sonnental
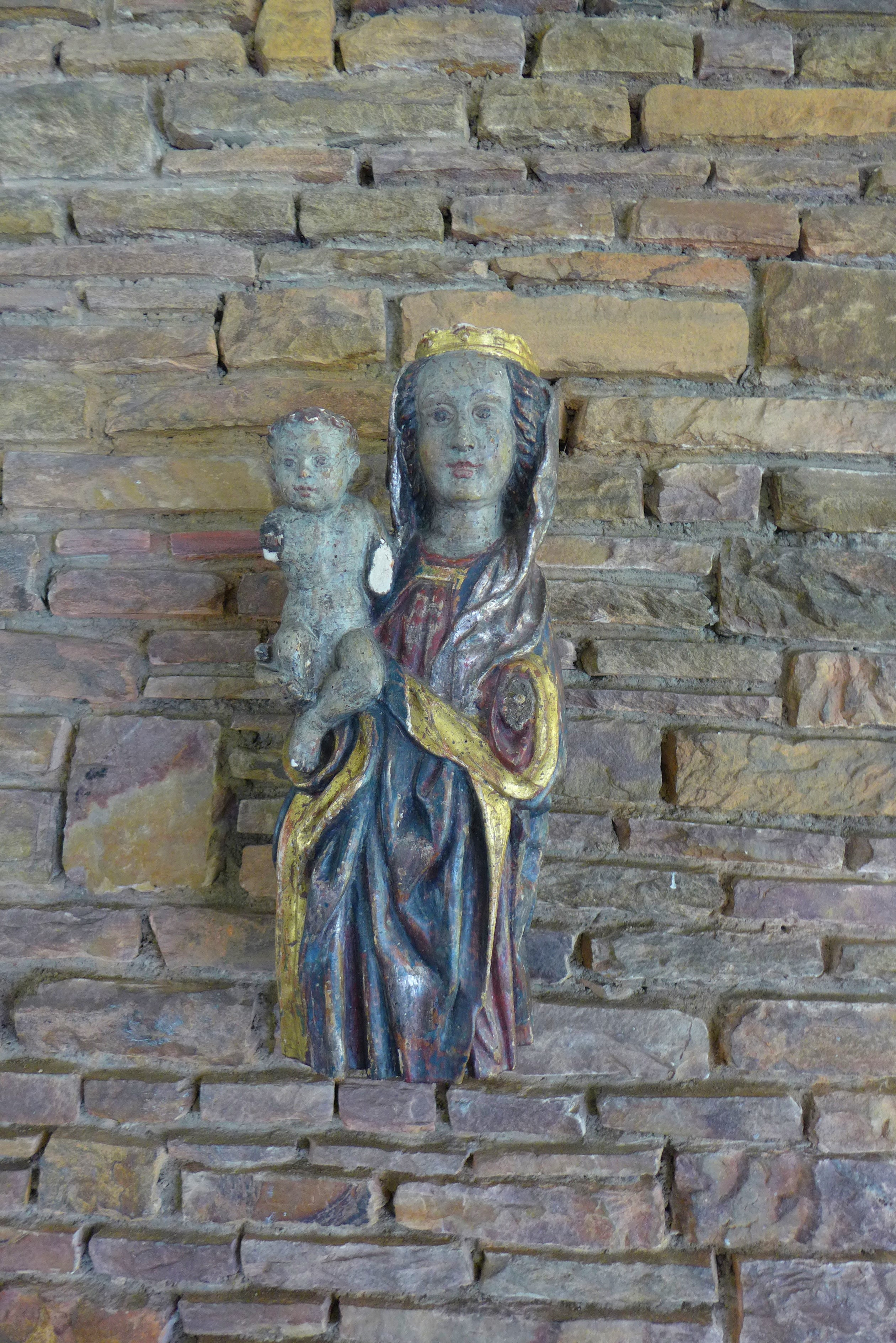
Kapelle des Bildungshauses im Sonnental, Marienfigur
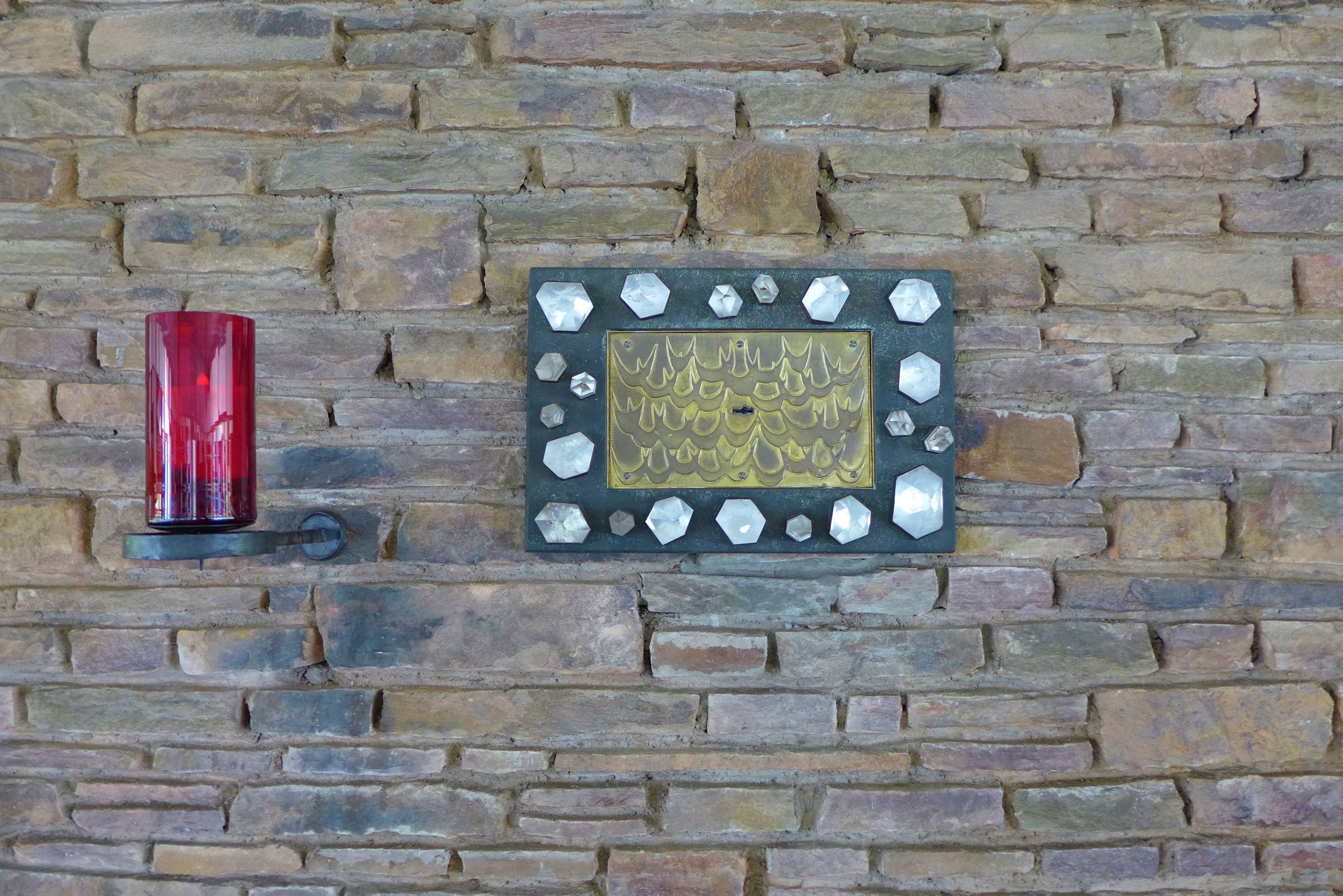
Kapelle des Bildungshauses im Sonnental, Tabernakel
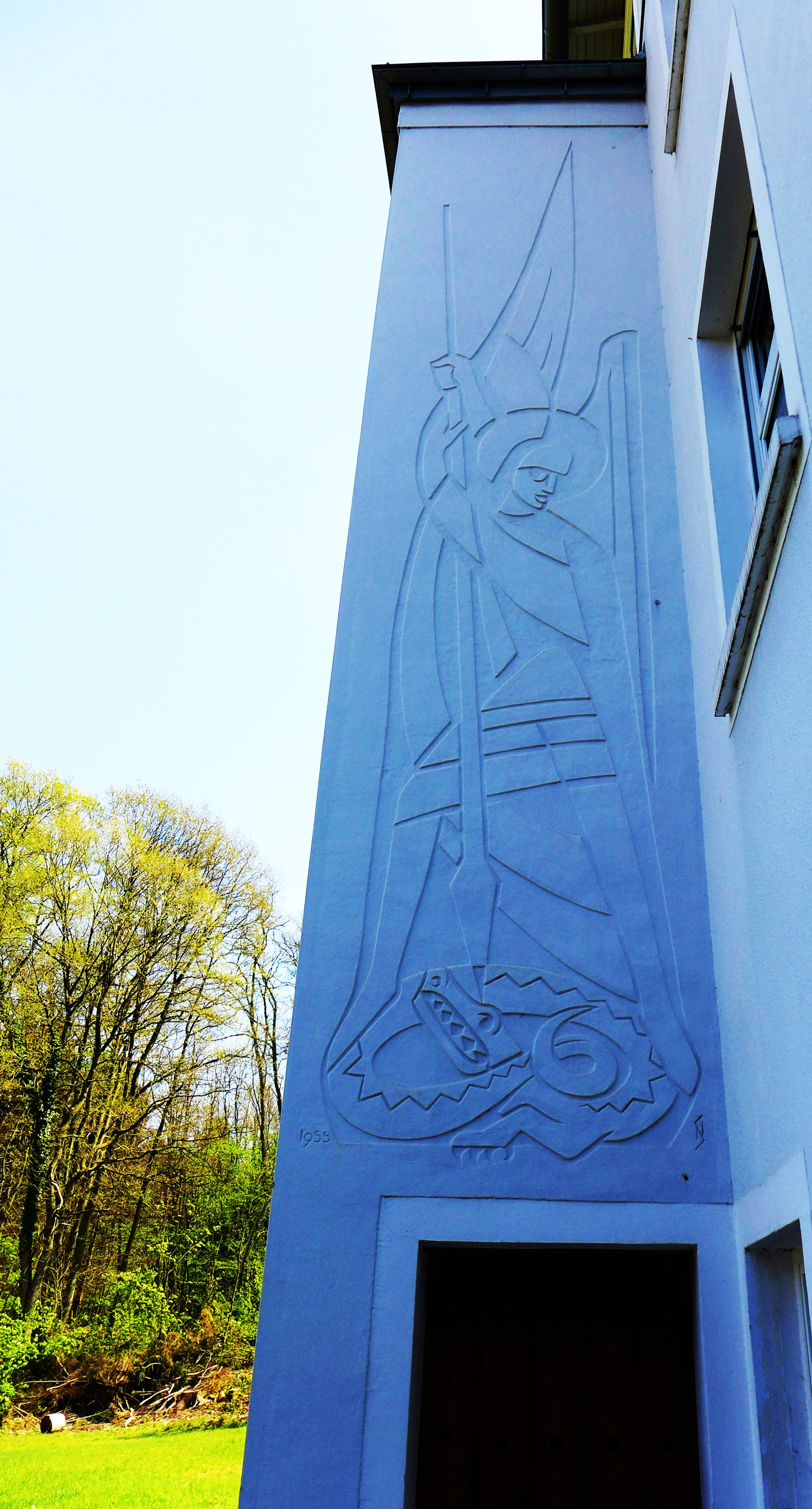
Bildungshaus im Sonnental, Sgraffito mit Darstellung des Erzengels Michael im Kampf mit dem Drachen aus dem Jahr 1955 von Nikolaus Schmitt-Nennig an der Fassade

Im Jahr 1949 äußerten Vertreter des Katholischen Jugendverbandes des Saarlandes den Wunsch, für die katholischen Jugendlichen des Saarlandes ein zentrales Bildungshaus an der Saar zu errichten. Im Folgejahr 1950 erwarb das Bistum Trier das Gelände eines ehemaligen Hofes im Wallerfanger Sonnental und errichtete ein erstes kleines Jugendhaus mit einem Tagungsraum und einer Schlafstätte für 30 Jugendliche. Am 2. Mai 1952 erfolgte der erste Spatenstich zum Bau eines neuen Bildungshauses, das im Jahr 1954 fertiggestellt wurde. Architekt war der Saarwellinger Toni Laub. Eine erste, dem Erzengel Michael geweihte, kleine Kapelle richtete man im Jahr 1955 im Erdgeschoss ein. Der Orscholzer Bildhauer N. Herzberger fertigte dazu eine Madonna mit Kind aus Lindenholz (90 cm). Der Saarbrücker Goldschmiedemeister Karl Mittermüller schuf für die Hauskapelle einen Tabernakel (Treibarbeit aus Messing mit Silberauflage, 45 × 45 cm). Die Tabernakeltür zeigt 8 kleinere Fische in angedeuteten Wellenlinien. Darüber sind in leichter Bogenform die Buchstaben ΙΧΘΥΣ (ICHTHYS) zu sehen. Ein größerer Fisch richtet sich auf und scheint mit seinem Maul nach dem kreuzförmigen Buchstaben Y zu schnappen.
Der aus Nennig stammende Künstler Nikolaus Schmitt-Nennig fertigte in diesem Zusammenhang an der Fassade des Hauses ein großformatiges Sgraffito, das den heiligen Michael im Kampf mit dem Satansdrachen darstellt. Eine ähnliche Komposition schuf der Künstler im Jahr 1960 für die Glockenturmhalle der in den Jahren 1955–1960 errichteten Odilienkapelle in Mettlach-Bethingen.
Am 1. Mai 1956 weihte der Trierer Bischof Matthias Wehr im Beisein des saarländischen Ministerpräsidenten Hubert Ney und des Bundespräses des BDKJ Willy Bokler das neue Bildungshaus im Wallerfanger Sonnental ein. Am 12. September 1965 konsekrierte der Trierer Weihbischof Carl Schmidt die Jugendkirche St. Michael. Aufgrund des großen Zuspruches von Tagungsgruppen musste man das Haus in den Jahren 1966/1967 um eine dritte Etage aufstocken. In der neuen Etage wurde im Jahr 1975 ein zweiter großer Tagungsraum eingerichtet. Ein erster Anbau an den Altbau erfolge im Jahr 1972. Im Jahr 1973 konnte ein Gästehaus im Park fertiggestellt werden. Vor die Fassade des Gebäudes setzte man im Jahr 1983 einen Anbau mit verschiedenen Tagungsräumen. Im Zusammenhang mit dieser Umgestaltung wurden in den Jahren 1984/1985 neue Parkplätze geschaffen und die Außenanlagen neu gestaltet. Das Haus Sonnental befindet sich seit dem 1. April 1998 im Besitz der Trägergesellschaft des Bistums Trier (TBTmbH).
Als Freizeit- und Tagungsstätte bietet das Haus Sonnental in Wallerfangen aktuell 48 Zimmer mit 110 Betten, mehrere Tagungsräume, eine Kirche sowie Sport- und Freizeitmöglichkeiten. Die sich innerhalb der weitläufigen Anlage des Bildungshauses im Wallerfanger Sonnental befindliche Jugendkirche St. Michael, die nach Plänen des Wadgasser Architekten Karl Rösinger im Jahr 1965 gebaut wurde, ist als verschiefertes Pyramidendach auf quadratischem Grundriss gestaltet. Auf der Spitze der Pyramide erhebt sich ein kupfernes Kreuz. Während sich die Ecken der Schieferpyramide bis auf den Boden ziehen, spreizen sich die vier Seitenflächen auf, um Licht ins Innere eines gläsernen Raumes zu lassen, dessen Wände der Saarbrücker Künstler Gero Koellmann in farbintensivem Antik- und Opalglas gestaltete. Rechtecke und spitze Dreiecke bilden abstrakte Muster, die von farblosen Glasflächen gerahmt werden. Bildhauer Günther Oellers aus Linz am Rhein fertigte den Altar des Sakralbaues aus Basalt: Über einem liegenden, eiförmigen Stein als Altarstipes scheint eine halbierte Eiform als Mensa zu balancieren. Die zeltartige, hölzerne Decke des Innenraumes ist weiß gestrichen und weist wenige bunte Farbakzente auf. Ein großer Radleuchter mit weißen Kugellampen hängt vom zentralen Kreuzungspunkt der Dachbinder herab. Vor einer rustikal gemauerten Wand, die den Zugang zur Sakristei verdeckt, sind die Sedilien aus schwarzem Basalt zentral angeordnet. Die Rückenlehne des Priestersitzes ist parabelförmig ausgebildet. Links daneben befindet sich ein goldfarbener, querrechteckiger Tabernakel, dessen Türen mit flammenartigen Ornamenten gestaltet sind und dessen dunkler Rahmen mit 20 Bergkristallen besetzt ist. Rechts von den Sedilien ist ein Fragment einer spätmittelalterlichen Marienfigur scheinbar vor der Wand schwebend angebracht. Zu den weiteren Ausstattungsstücken gehören ein Standkreuz aus Edelstahl und Holz, das mit vier Bergkristallen besetzt ist und große Kerzenleuchter aus Schmiedeeisen. Der schlichte Ambo ist am Schaft mit bunten Emailflächen verziert. Die Besucher nehmen auf lehnenlosen Hockern Platz. Die Architektur des Sakralbaues im Sonnental weist eine gewisse Ähnlichkeit mit der in den Jahren 1961–1962 durch das Saarbrücker Architekturbüro Günther Mönke und Hubert Wandel errichteten evangelischen Kirche in Mettlach-Keuchingen auf, die allerdings in der Form eines Tetraeders ausgebildet worden war.

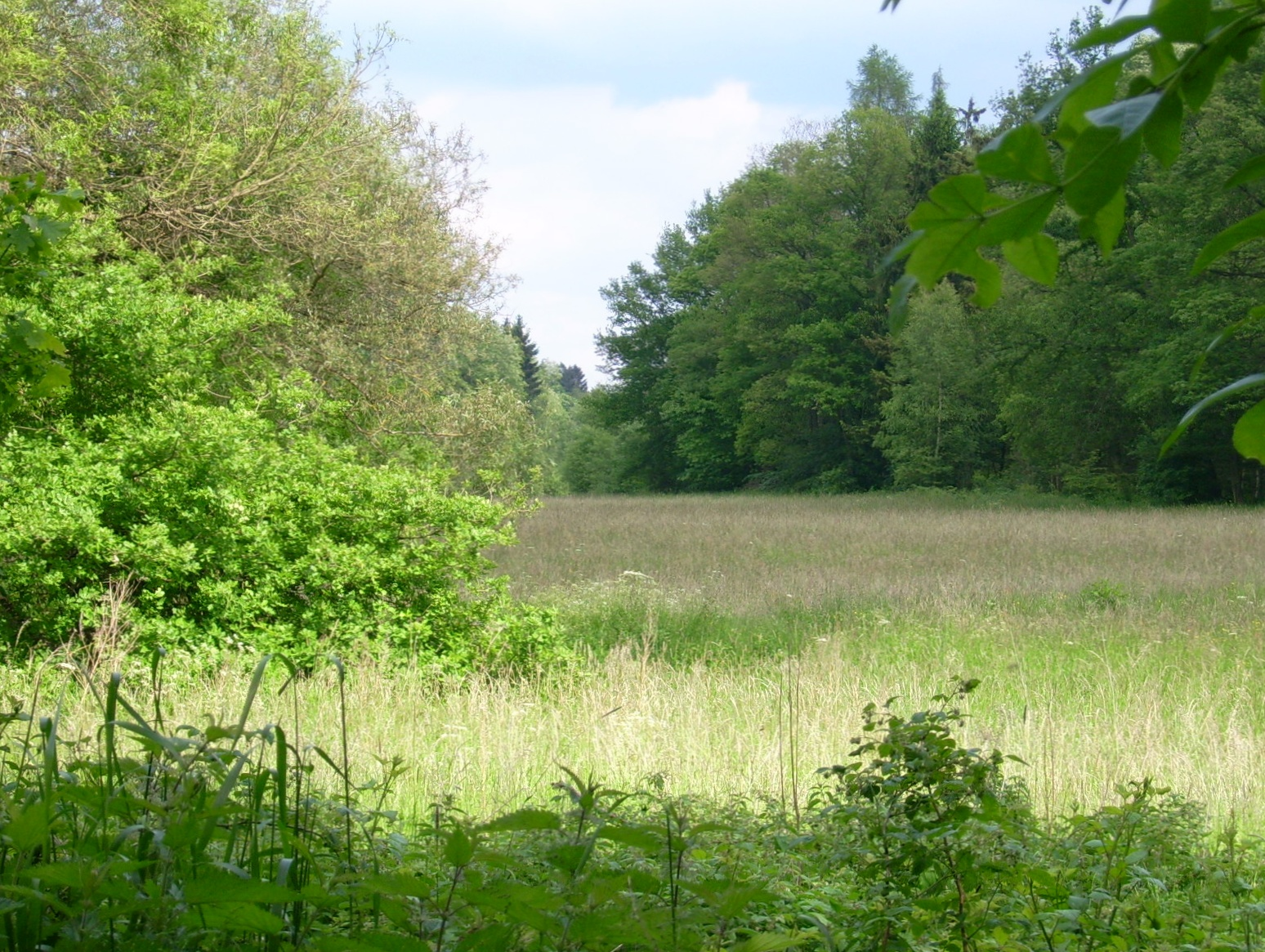
Wallerfangen, Sonnental
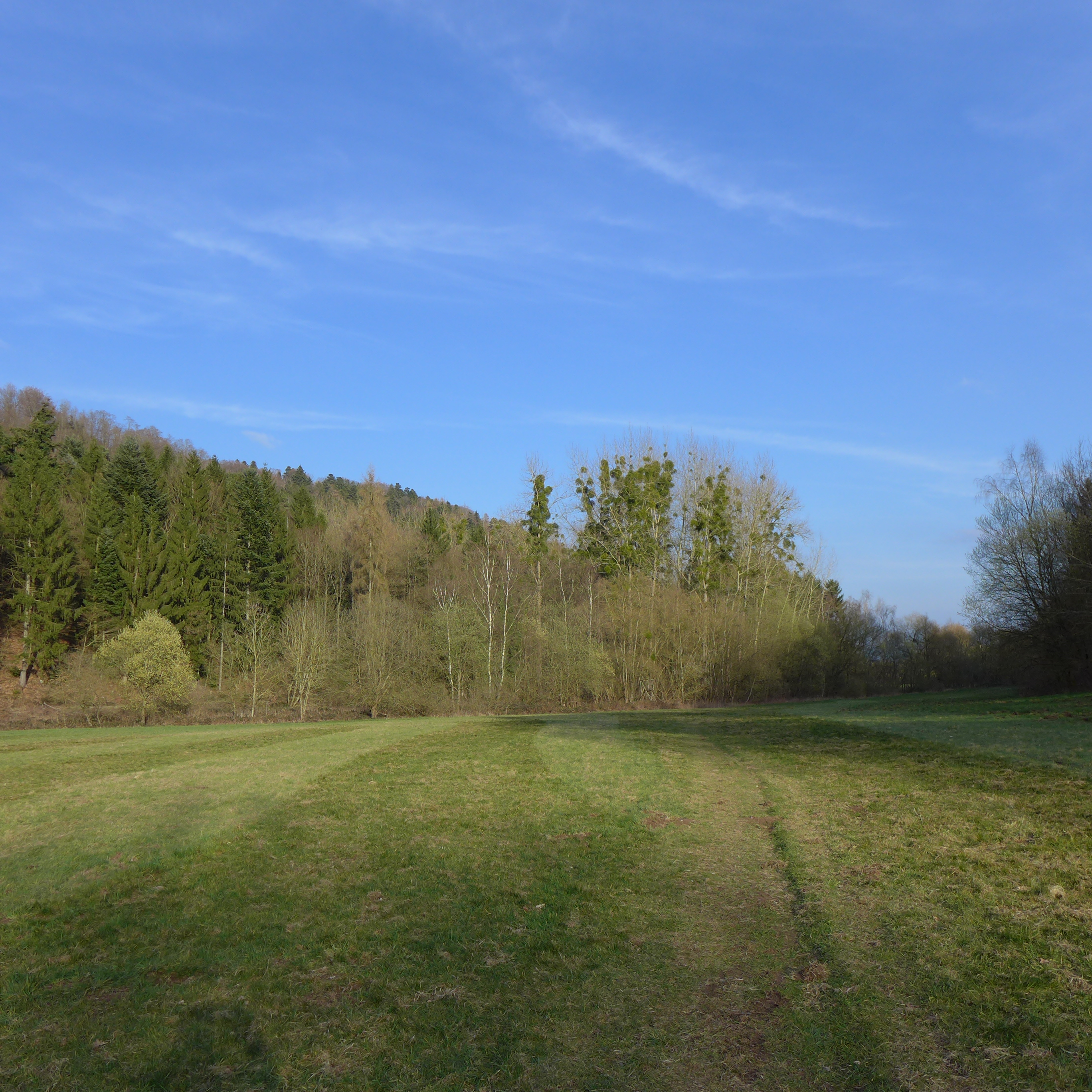
Wallerfangen, Sonnental
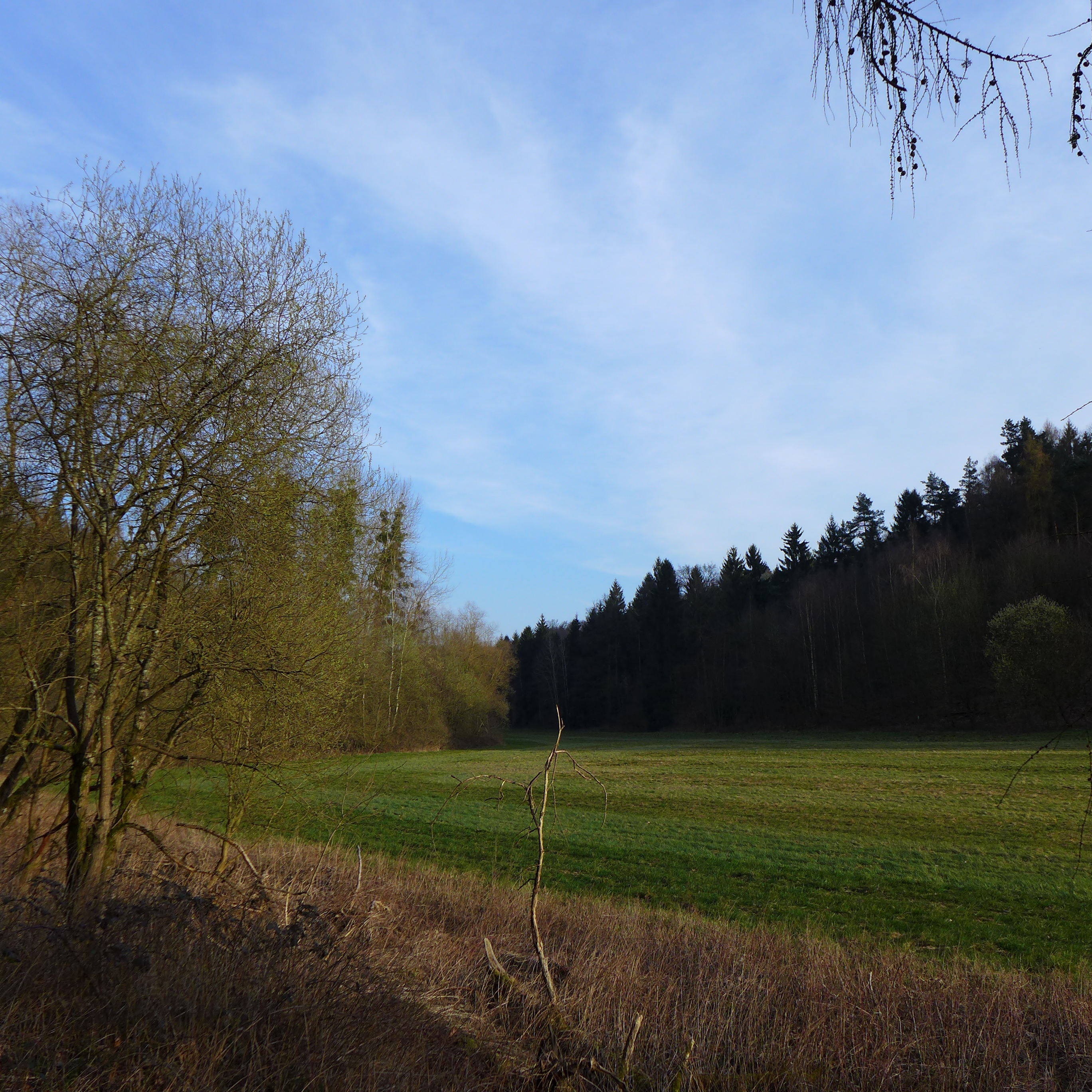
Wallerfangen, Sonnental
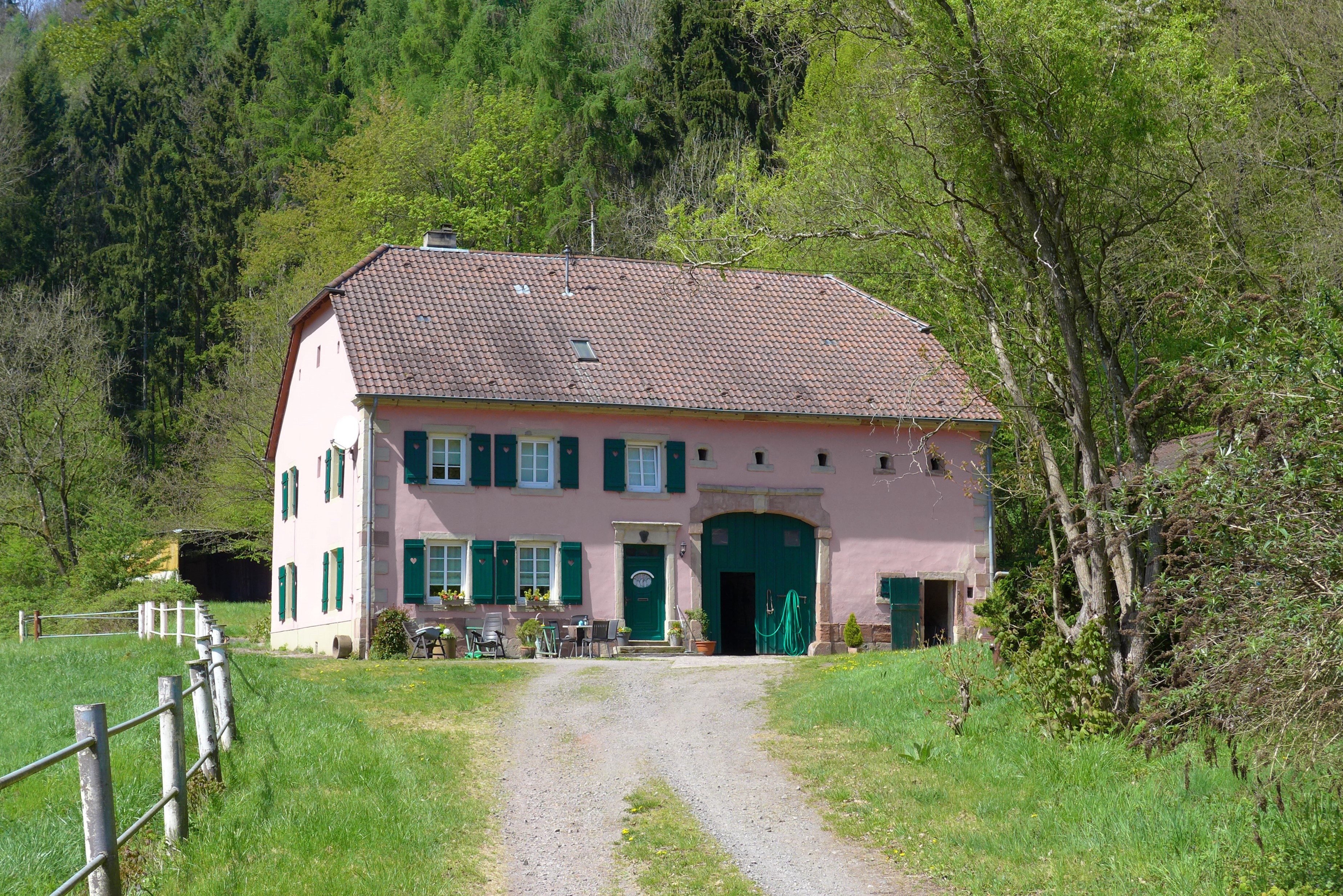
Wallerfangen, Ehemaliges Forsthaus im Sonnental

In unmittelbarer Nähe zum heutigen Bildungshaus Sonnental stand bis zu seinem Abriss Anfang der 1960er Jahr ein Gutshof, den Isidor-Charles Pillar de Requin im Jahr 1869 hatte errichten lassen. Die Grundmauern des Anwesens haben den Abriss überstanden. In einem kleinen Nebental des Sonnentales, im sogenannten Mookenloch, befindet sich das ehemalige Forsthaus der Gemeinde Wallerfangen in der Form eines Südwestdeutschen Quereinhauses.
Bibliothek:
Die katholische Gemeinde St. Katharina betreibt eine öffentliche Bücherei im Wallerfanger Pfarr- und Jugendheim.

## Religion
Durch archäologische Funde lässt sich belegen, dass bereits im 3. bzw. 4. Jahrhundert n. Chr. Menschen christlichen Glaubens in der unmittelbaren Umgebung lebten. Historisch bedingt ist der Katholizismus in Wallerfangen vorherrschend. Zur Geschichte der Kirchen und Klöster des Ortes Wallerfangen siehe: 

### Kirchen

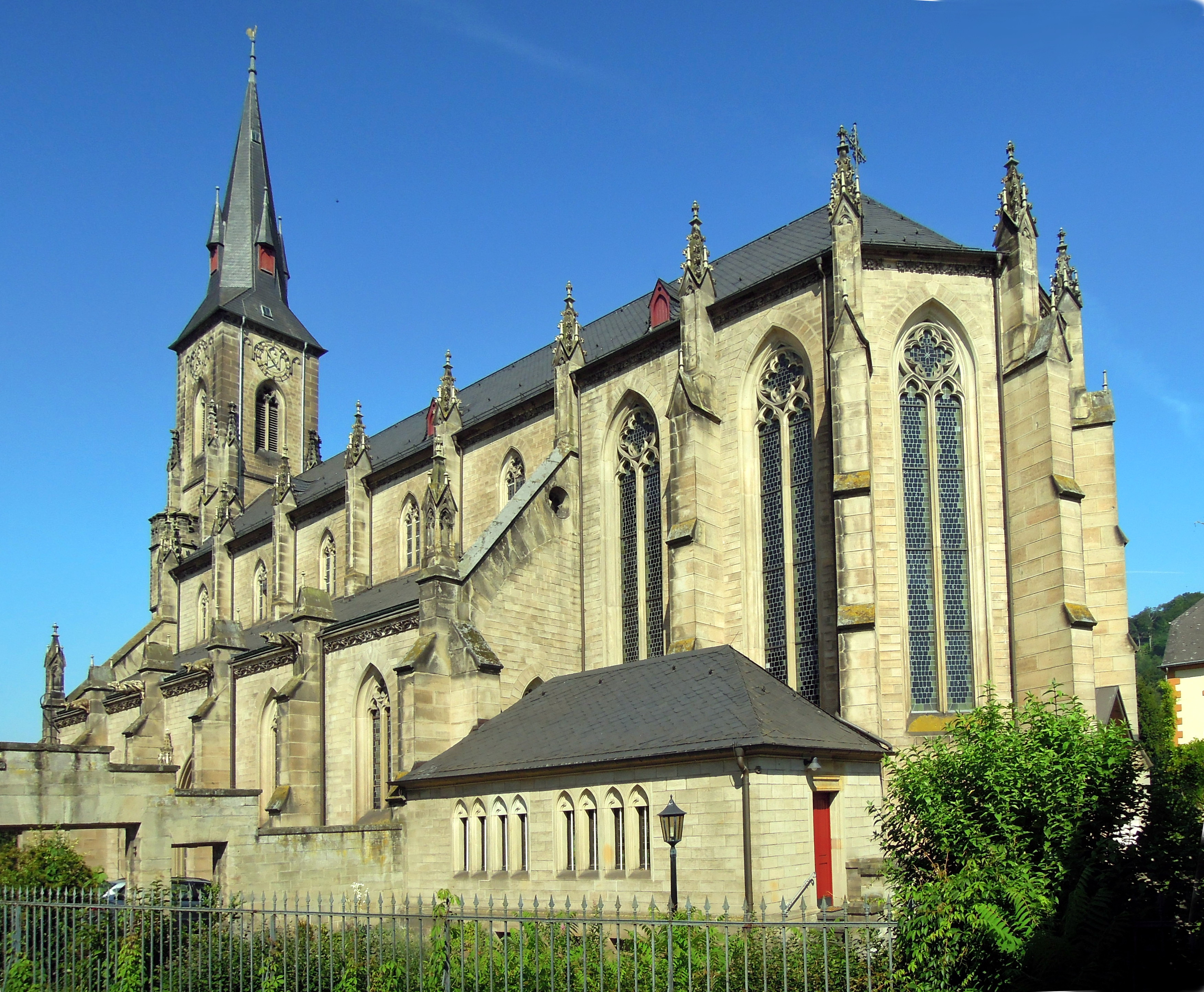
Wallerfangen, St. Katharina und St. Barbara
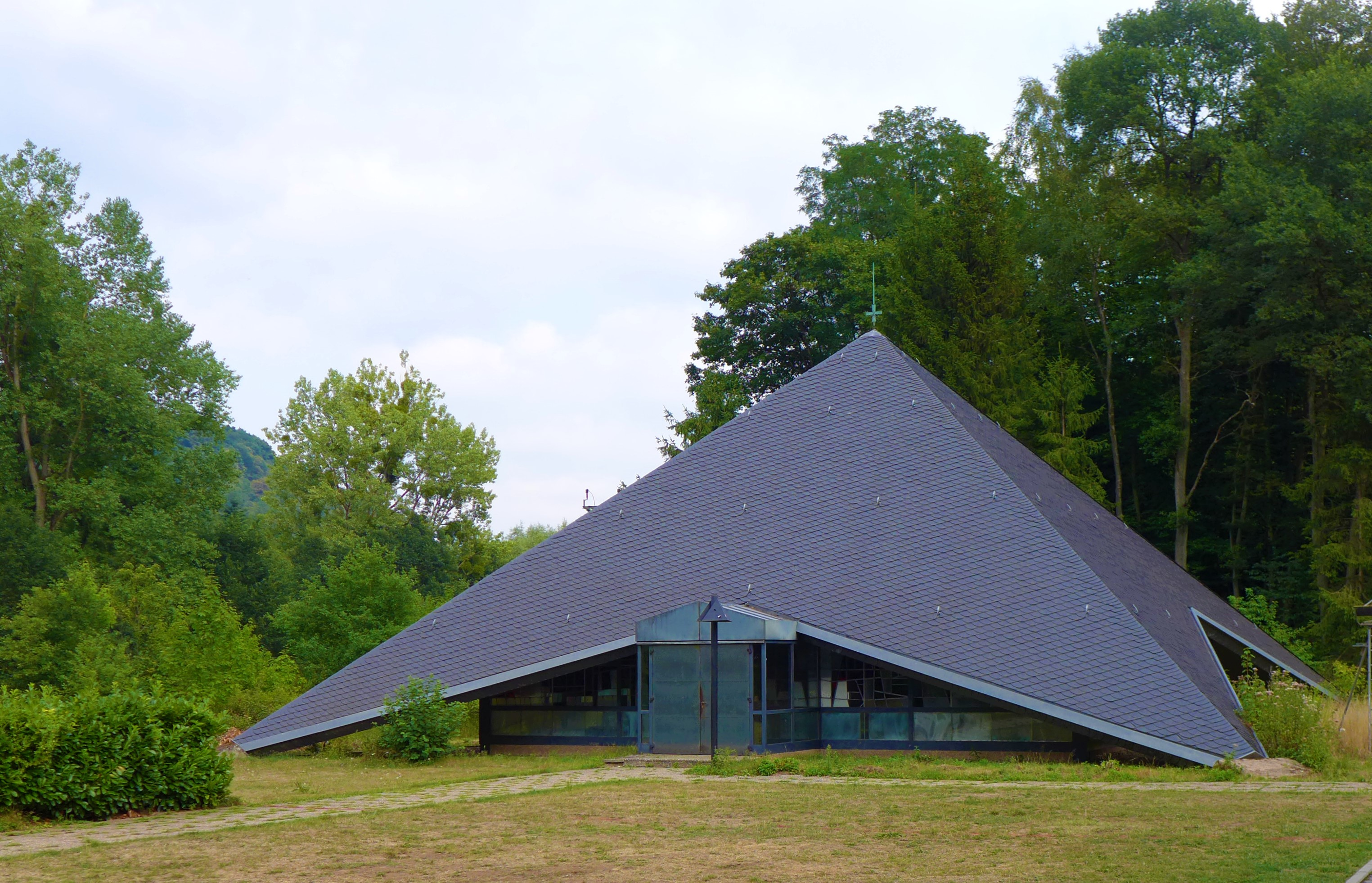
Wallerfangen, St. Michael, errichtet im Jahr 1965 von Karl Rösinger
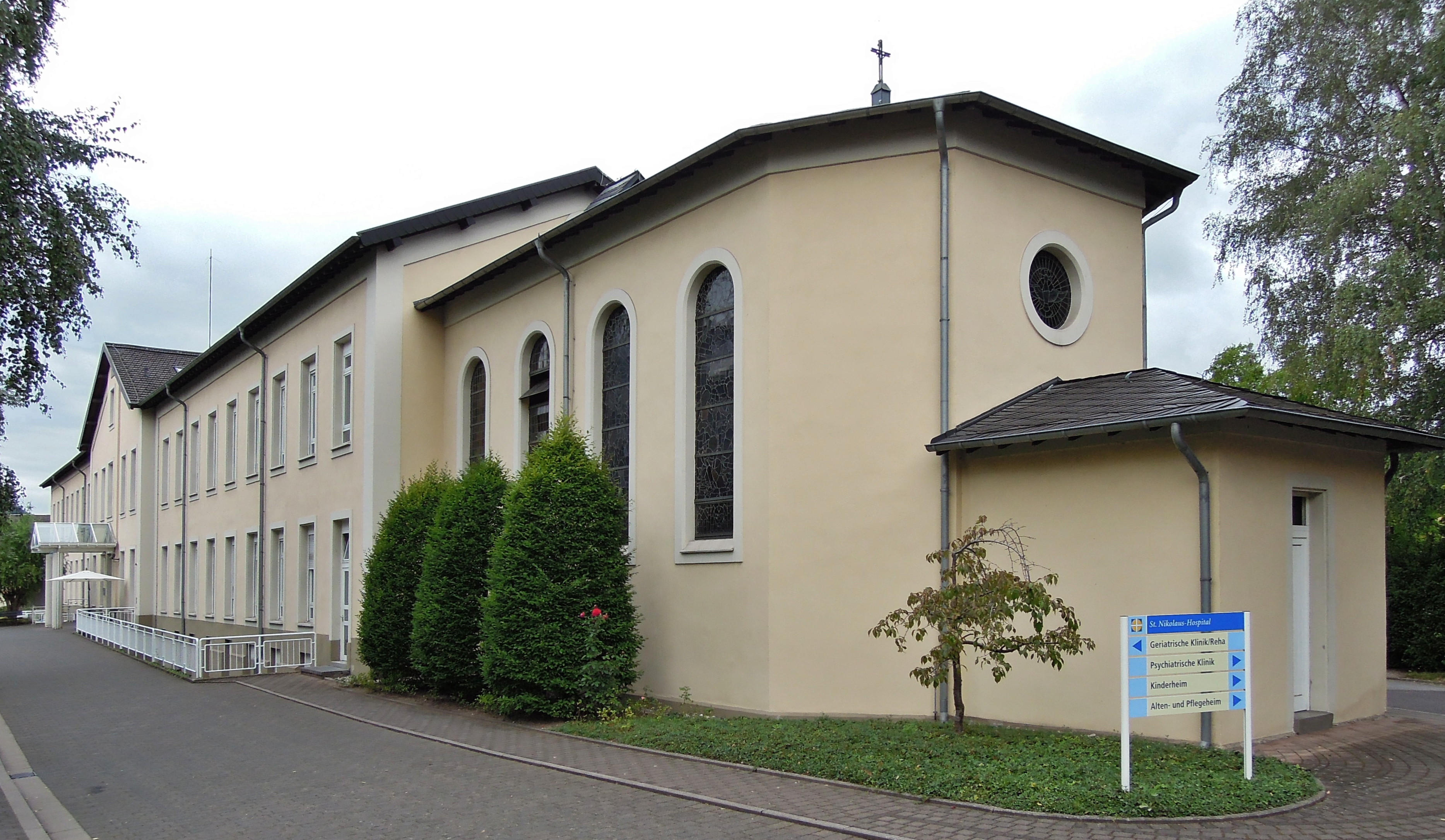
Wallerfangen, Hospitalkirche St. Nikolaus
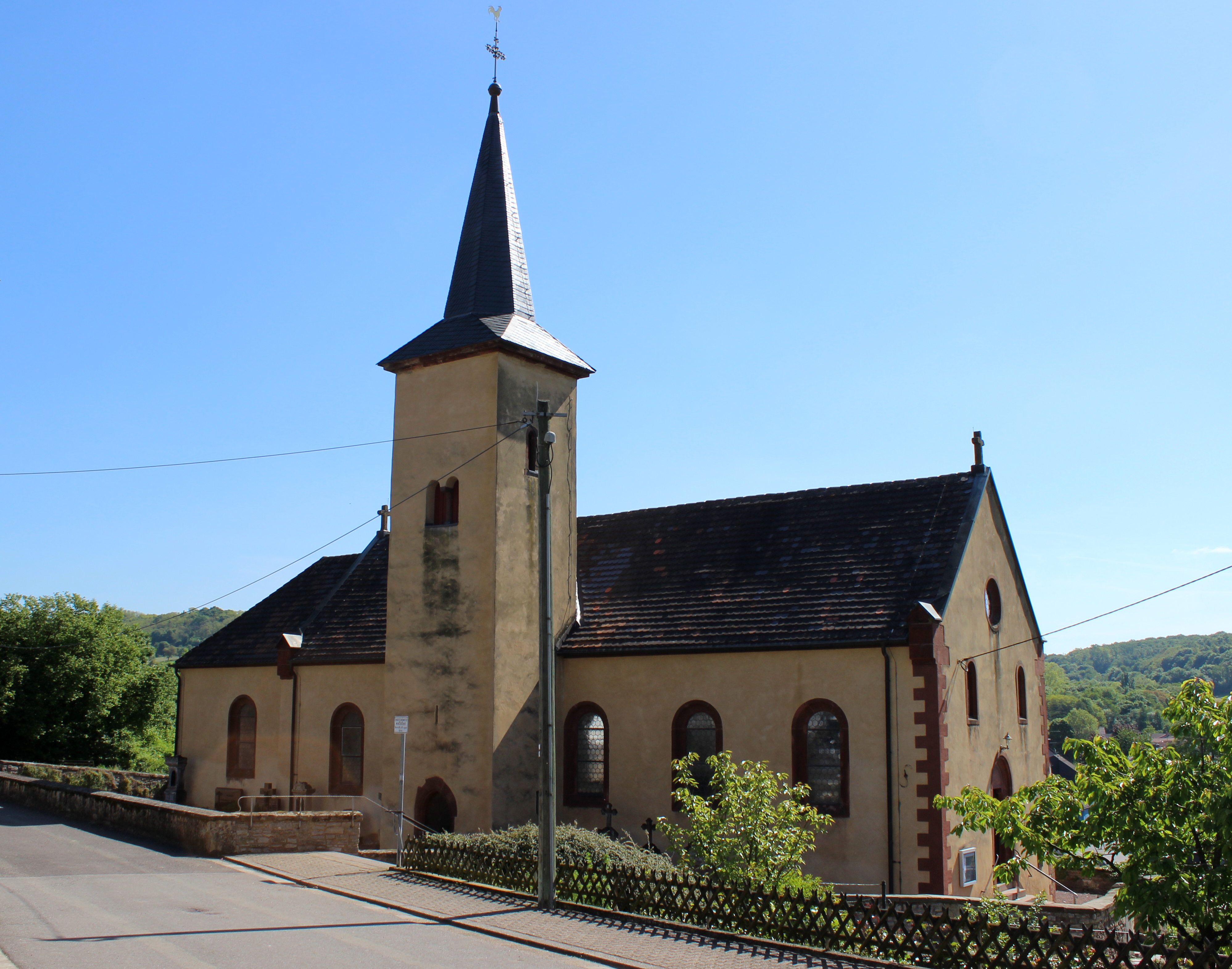
Ihn, St. Hubertus
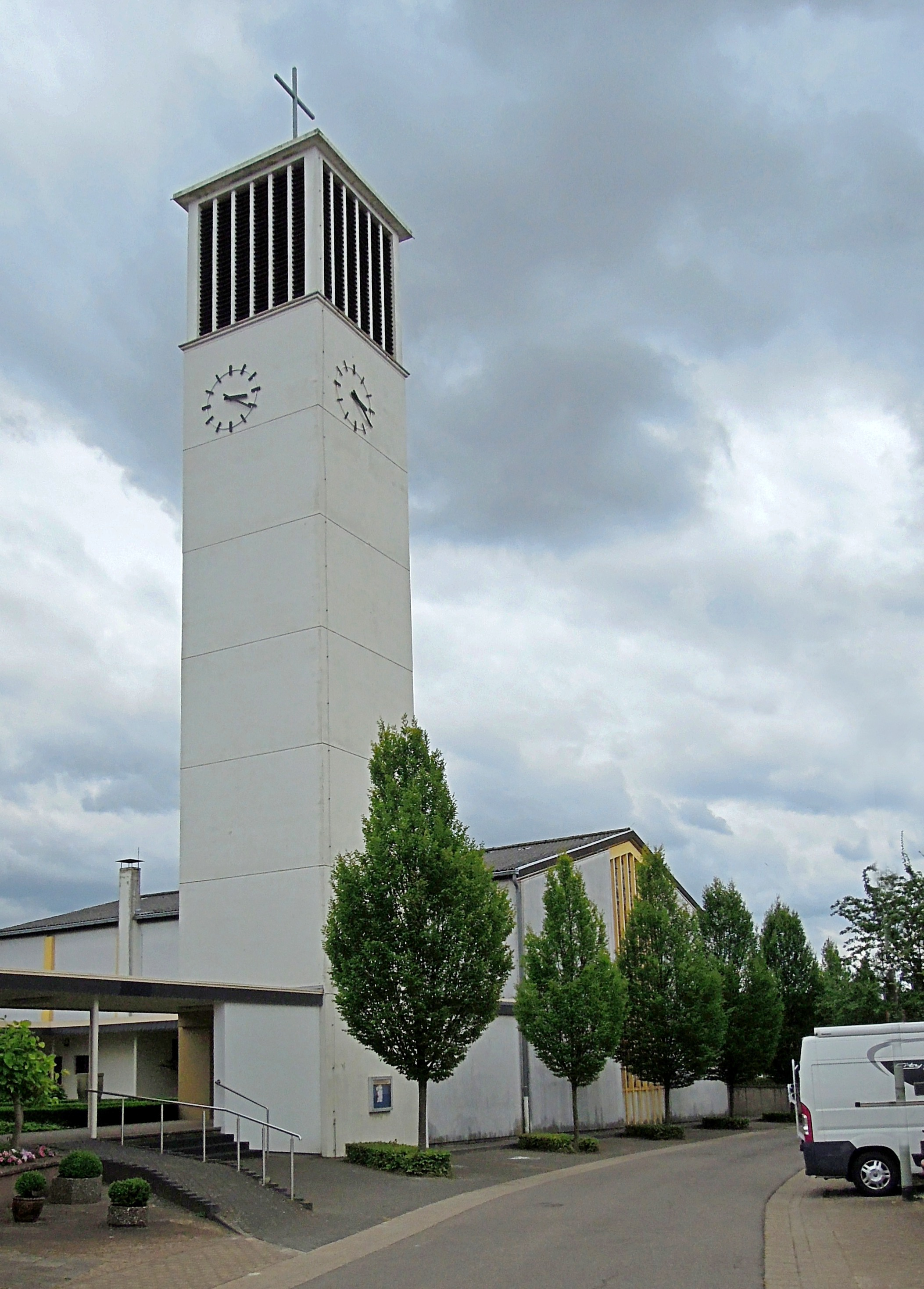
Gisingen, St. Andreas
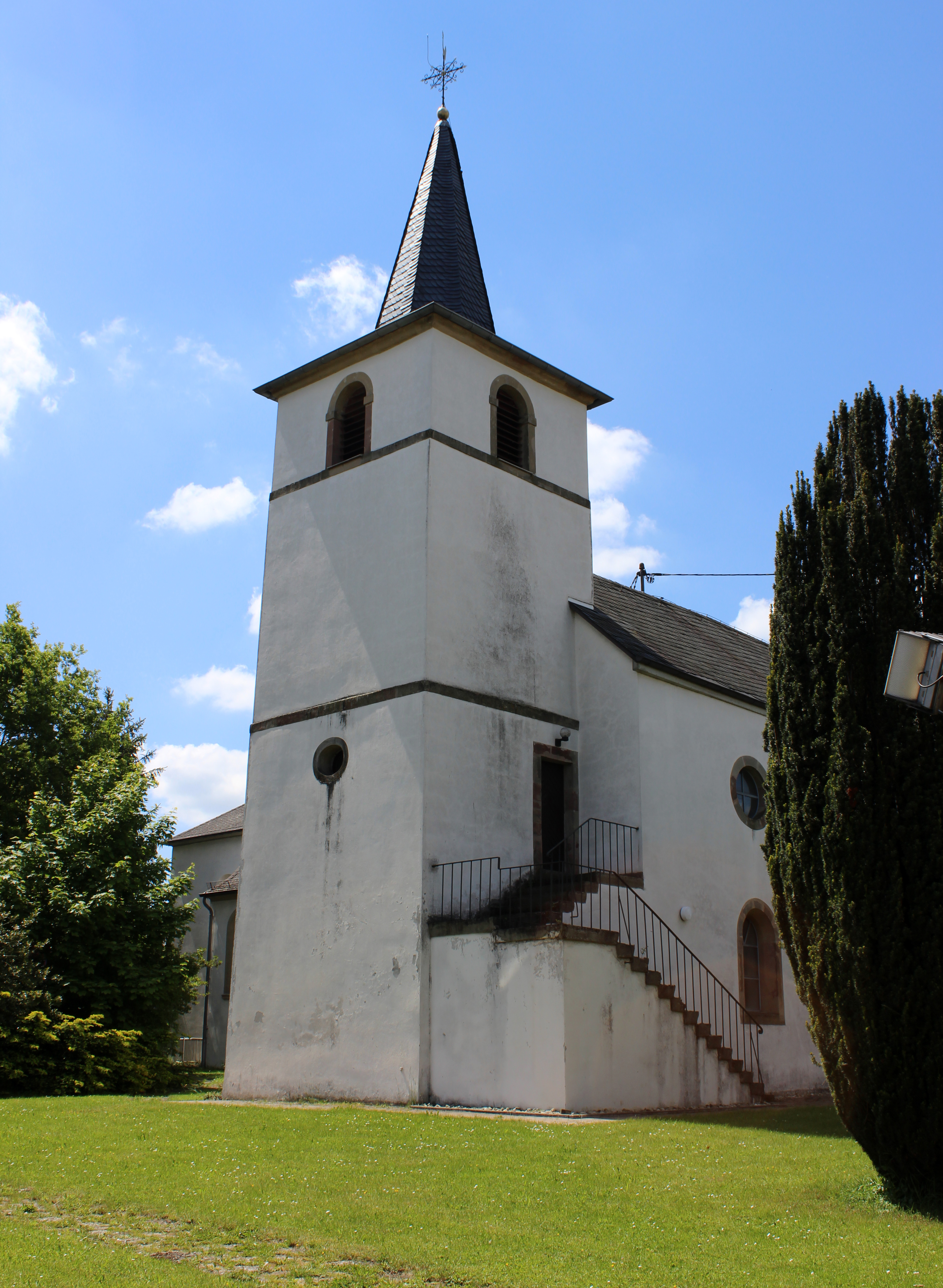
Ittersdorf, St. Martin von Tours
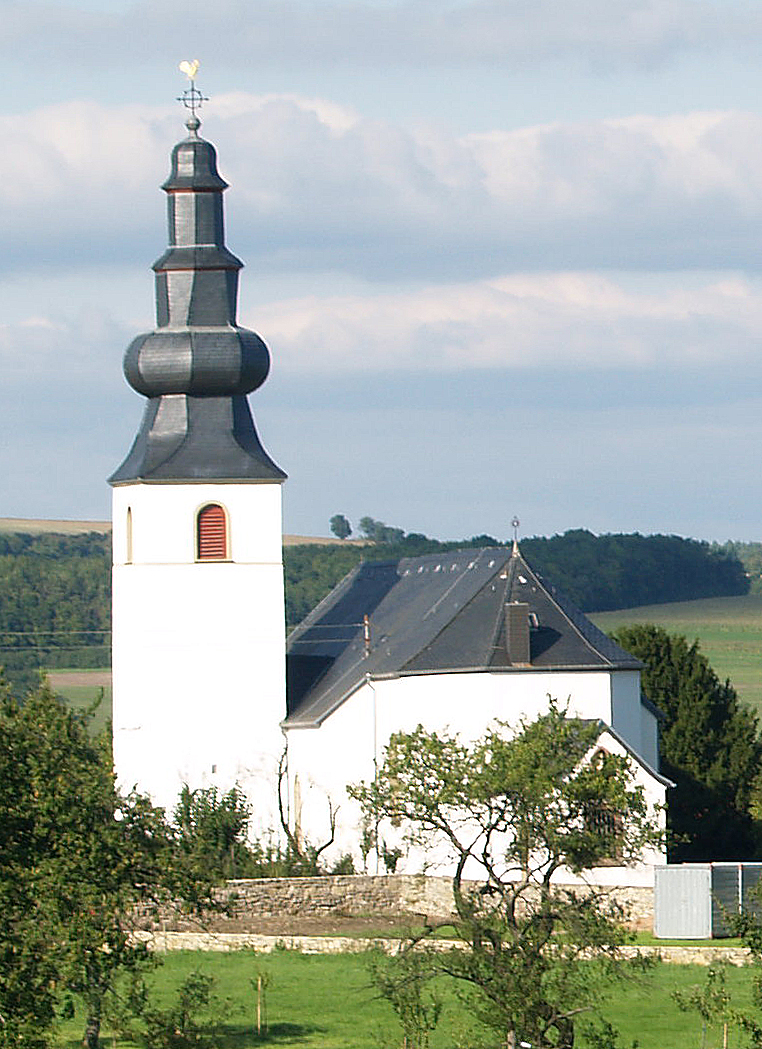
Leidingen, St. Remigius
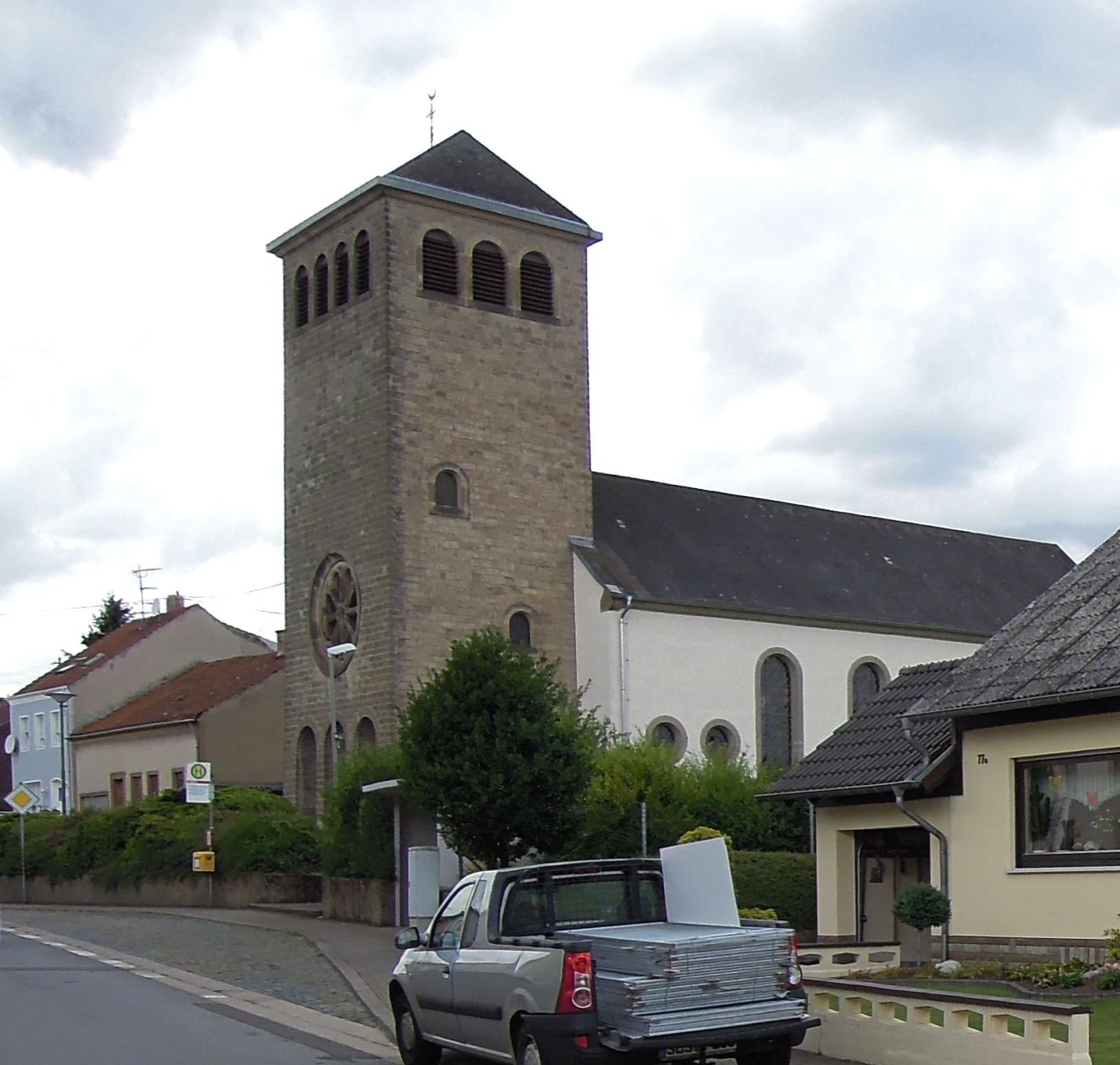
St. Barbara, St. Salvator
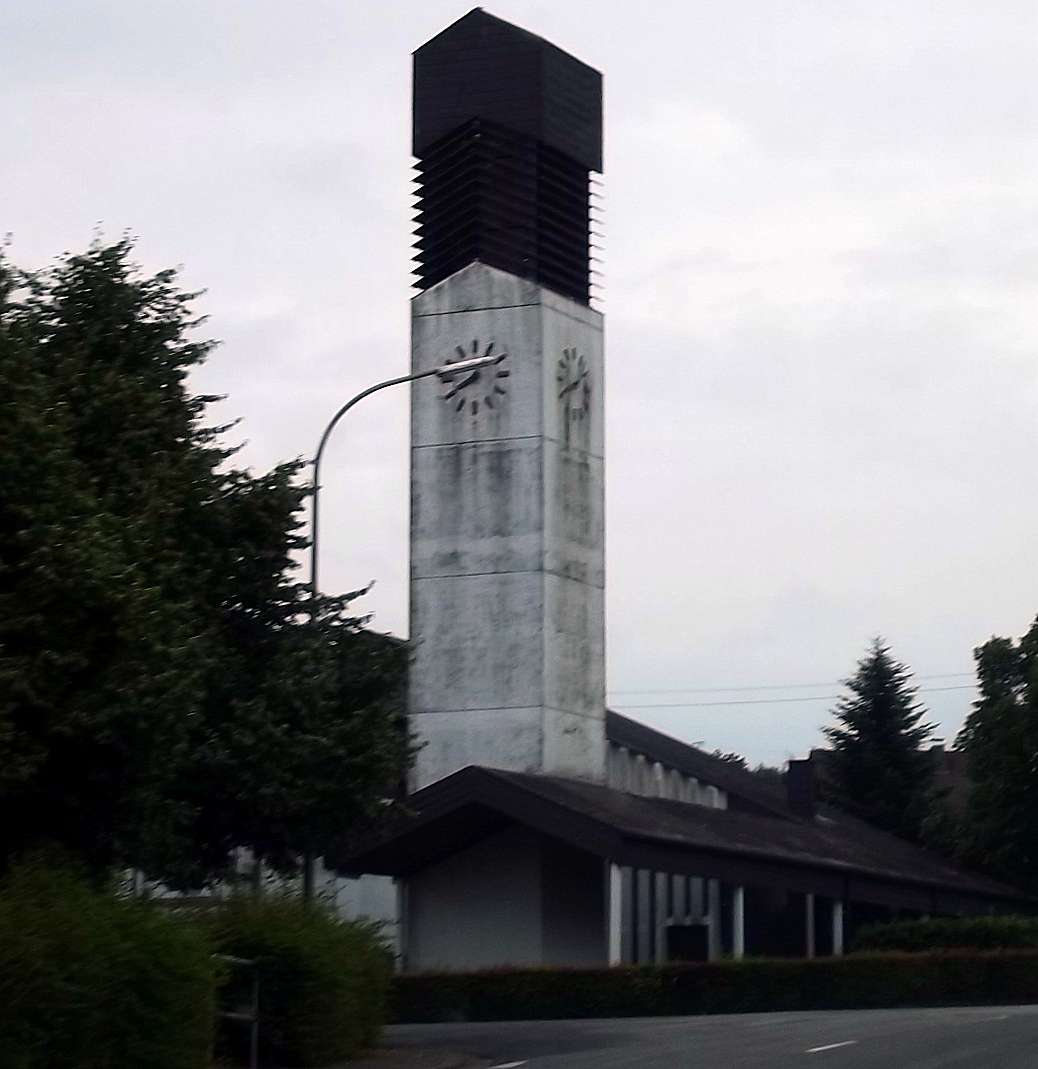
Kerlingen, St. Jakobus der Ältere und St. Wendelin
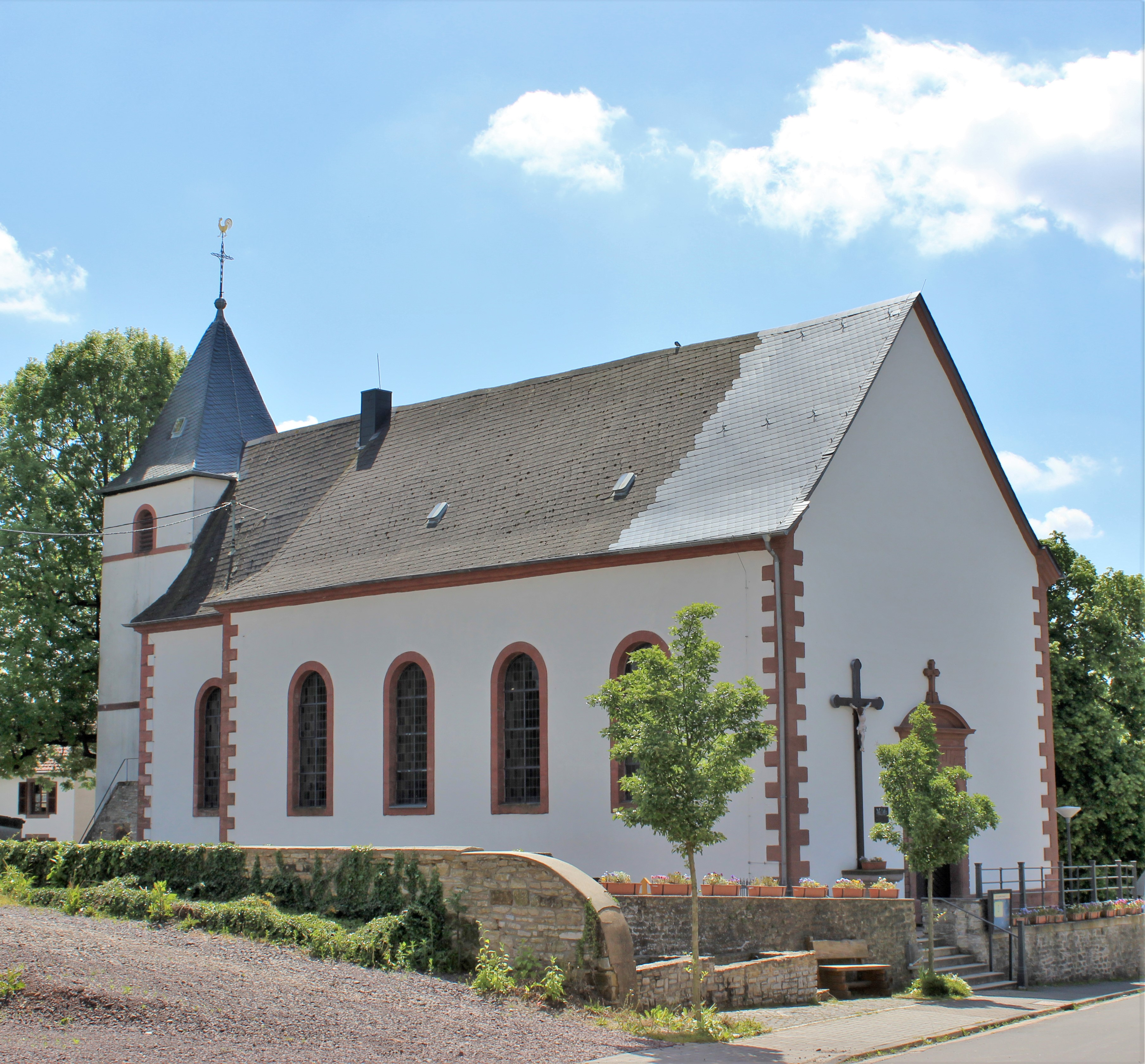
Bedersdorf, St. Margaretha
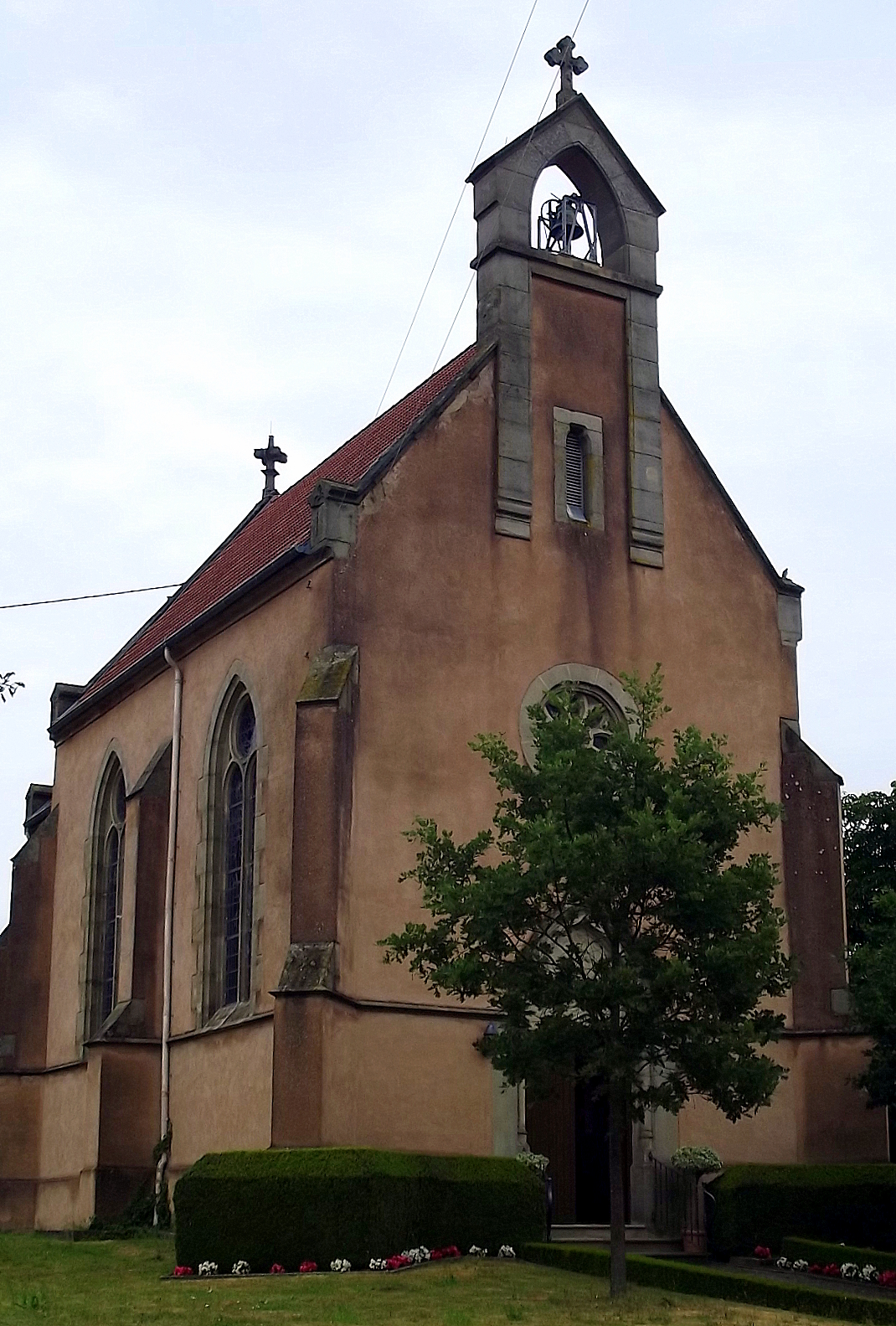
Düren, Unsere Liebe Frau von Lourdes
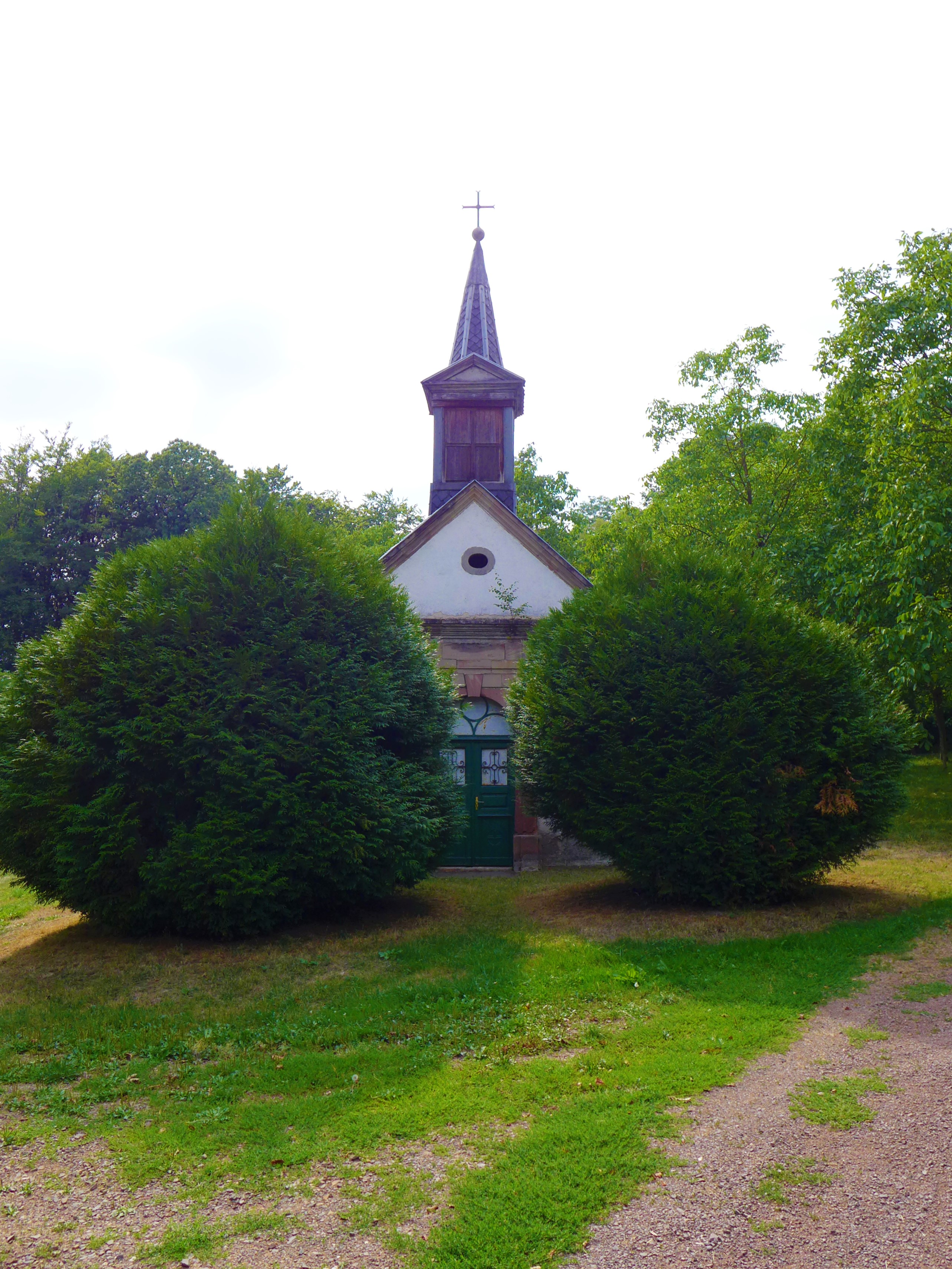
Hof Limberg, Wallfahrtskapelle Gekreuzigter Christus

Katholische Kirchen existieren in folgenden Ortsteilen:
- St. Katharina, Wallerfangen, 1862
- St. Michael, Wallerfangen, 1965
- Wallerfangen, Hospitalkirche St. Nikolaus, 1883–1885
- St. Hubertus, Ihn, älteste Teile aus 12. Jh./um 1500/1616/1726/1836/1846
- St. Andreas, Gisingen, 1959–1960
- St. Martinus, Ittersdorf, 1703/1828/1927–28
- St. Remigius, Leidingen, 1530/1742
- St. Salvator, Sankt Barbara, 1949–1954
- St. Jakobus der Ältere und St. Wendelin, Kerlingen, 1928–1930
- St. Margaretha, Bedersdorf, 1732
- Unsere Liebe Frau von Lourdes, Düren, 1884–1886
- Maria Königin, Rammelfangen, 1960
- Kapelle Zur Lieben Frau, Oberlimberg, 1960
- Wallfahrtskapelle Gekreuzigter Christus, Hof Limberg, 1827

Andere christliche Konfessionen:
- Neuapostolische Kirche Wallerfangen im Gebäude der ehemaligen Synagoge

### Synagoge
Die Entstehung einer jüdischen Gemeinde geht in die Zeit des 17. Jahrhunderts zurück. Im Jahr 1685 wird eine jüdische Familie aus Wallerfangen genannt, die sich in der neu gegründeten Festungsstadt Saarlouis ansiedelte. Bereits im Jahr 1783 wurden in Wallerfangen und dem benachbarten Beaumarais zusammen zwölf jüdische Familien gezählt. Die in Beaumarais lebenden Juden besuchten einen kleinen Betsaal in Wallerfangen. Im Jahr 1817 wird erstmals eine Synagoge genannt, die damals bereits seit längerer Zeit vorhanden gewesen sei und auch von den in Beaumarais, Felsberg und Niederlimberg lebenden jüdischen Personen besucht wurde. Auch in den folgenden Jahrzehnten blieb Wallerfangen Hauptort der Gemeinden der unmittelbaren Umgebung. Im Jahr 1838 wurde hier eine neue Synagoge im Garten des Herz Kahn gebaut. Die jüdischen Familien lebten überwiegend vom Viehhandel und der Metzgerei. Die Gemeinde blieb im 19. Jahrhundert klein. Die höchste Zahl wurde im Jahr 1895 mit 39 Personen erreicht. Zur Wallerfanger Gemeinde gehörten die in Beaumarais, Felsberg sowie die in Niederlimberg lebenden jüdischen Einwohner. Die Toten der jüdischen Gemeinde wurden in Dillingen, nach 1905 auch in Saarlouis beigesetzt.
Nach 1890 stand die alte Synagoge einer Firmenerweiterung des Wallerfanger Betriebes der Firma Villeroy & Boch im Weg. Die Firma übernahm die Kosten für eine neue Synagoge, die 1892 in der heutigen Gartenstraße erbaut und am Sabbat, dem 24./25. Februar 1893 im Rahmen einer Feierlichkeit für den ganzen Ort eingeweiht wurde. Oberrabbiner Baßfreund aus Trier hielt die Einweihungspredigt, der Synagogenchor aus Merzig und eine Regimentskapelle aus Saarlouis übernahmen die musikalische Umrahmung. Die symbolische Eröffnung des neuen Sakralbaues nahm der Wallerfanger Bürgermeister René von Boch-Galhau vor, nachdem ihm vorher in feierlicher Weise der Schlüssel überreicht worden war. Anlässlich der Feier hatten zahlreiche Wallerfanger ihre Häuser mit Flaggen geschmückt, ein Festzug mit Böllerschüssen zog durch den Ort und ein Feuerwerk wurde abgebrannt. Mehrere christliche Vereine veranstalteten einen Fackelzug zur Feier des Anlasses. Bei der Synagoge handelt es sich um einen einfachen, ca. 10 m langen und 7 m breiten Saalbau mit einem niedrigen Satteldach. Auf der Ostseite befand sich in einer kleinen Nische der Toraschrein. Auf der Langseite sind zwei Fensterachsen mit Rundbogenfenstern. Der ursprüngliche Eingang lag auf der Stirnseite unter einem Rundfenster. Er wurde durch den späteren Besitzer, die Neuapolstolissche Gemeinde, inzwischen verlegt, das Okulusfenster blieb erhalten. Der Putzbau ist mit Eckquadern geschmückt.
Die Gemeinde unterhielt eine Synagoge, eine Religionsschule sowie eine Mikwe in der Kirchhofstraße. Ein Religionslehrer fungierte zugleich als Vorbeter und Tierschächter. Zu Beginn des 20. Jahrhunderts wurde die Stelle nicht mehr besetzt, da aufgrund der zurückgegangenen Zahl der Gemeindemitglieder kaum noch Gottesdienste abgehalten wurden. Durch die zurückgegangene Zahl der jüdischen Gemeindemitglieder war die obligatorische Zehnzahl von jüdischen Männern im Gottesdienst bereits um 1913 nicht mehr erreichbar. Als in den 1920er Jahren zur Wallerfanger Gemeinde nur noch elf Personen gehörten, besuchten diese die Synagoge in Beaumarais.
In den 1930er-Jahren lebten in Wallerfangen nur noch wenige Juden: Moses Kahn mit seiner Frau Rosa und der Adoptivtochter Anneliese in der Sonnenstraße, Gertrud Hanau und ihre Schwester Rosalie Feiner (geb. Hanau) mit Tochter Clementine, die in der Villeroystraße ein Weiß- und Kurzwarengeschäft betrieben, Selma Schömann, die in der Hauptstraße ein Kurz-, Weiß- und Wollwarengeschäft führte, Raphael Kahn sowie Josef Deutsch, der als Metzger tätig war und an der Ecke Hauptstraße/Schlachthausstraße wohnte.
Die Synagoge Wallerfangen wurde bereits vor 1935 aufgegeben und zunächst als Lagerhaus benutzt.
Von den in Wallerfangen geborenen bzw. längere Zeit am Ort wohnhaften jüdischen Personen sind in der NS-Zeit umgekommen: Clementine Feiner (* 1902, verschleppt ins Warschauer Ghetto, dort verschollen) Gertrud Hanau (* 1863, umgekommen im Ghetto Theresienstadt), Ruth Hirsch (* 1928, verschleppt ins KZ Auschwitz), Rosa Kahn (* 1892, ermordet im KZ Auschwitz), Anneliese Kahn (* 1922, ermordet im KZ Auschwitz), Moses Kahn (* 1877, auf der Flucht in Frankreich von seinen Angehörigen Rosa und Anneliese Kahn getrennt), Simon Kahn (* 1871, umgekommen im Ghetto Theresienstadt), Selma Schömann (* 1881, verschleppt ins Ghetto Piaski, ermordet in Trawniki), Simon Stiefelzieher (* 1896, verschleppt ins KZ Majdanek, dort verschollen).
Nach dem Ende der nationalsozialistischen Judenverfolgung im Jahr 1945 ließ sich die aus Niedaltdorf stammende Familie von Leo Michel (1893–1967) in Wallerfangen nieder, die in Frankreich die NS-Zeit überlebt hatte. Die Familie wohnte in der Entengasse.
Das ehemalige Synagogengebäude wurde im Jahr 1945 beschlagnahmt und zunächst der Synagogengemeinde Saar zurückgegeben. Im Jahr 1950 wurde das Synagogengebäude durch die Neuapostolische Kirche gepachtet und sechs Jahre später im Jahr 1956 käuflich erworben. Seitdem ist die ehemalige Synagoge Zentrum der Neuapostolischen Kirchengemeinde Wallerfangen. Der Bau steht seit 1990 unter Denkmalschutz. Das Gebäude wurde mehrfach renoviert, zuletzt 2004. Am 25. Februar 2015 wurde eine Gedenktafel zur Erinnerung an die letzten jüdischen Gemeindemitglieder am Gebäude angebracht.

### Friedhöfe im Ort Wallerfangen

#### Mittelalterlicher Kirchhof

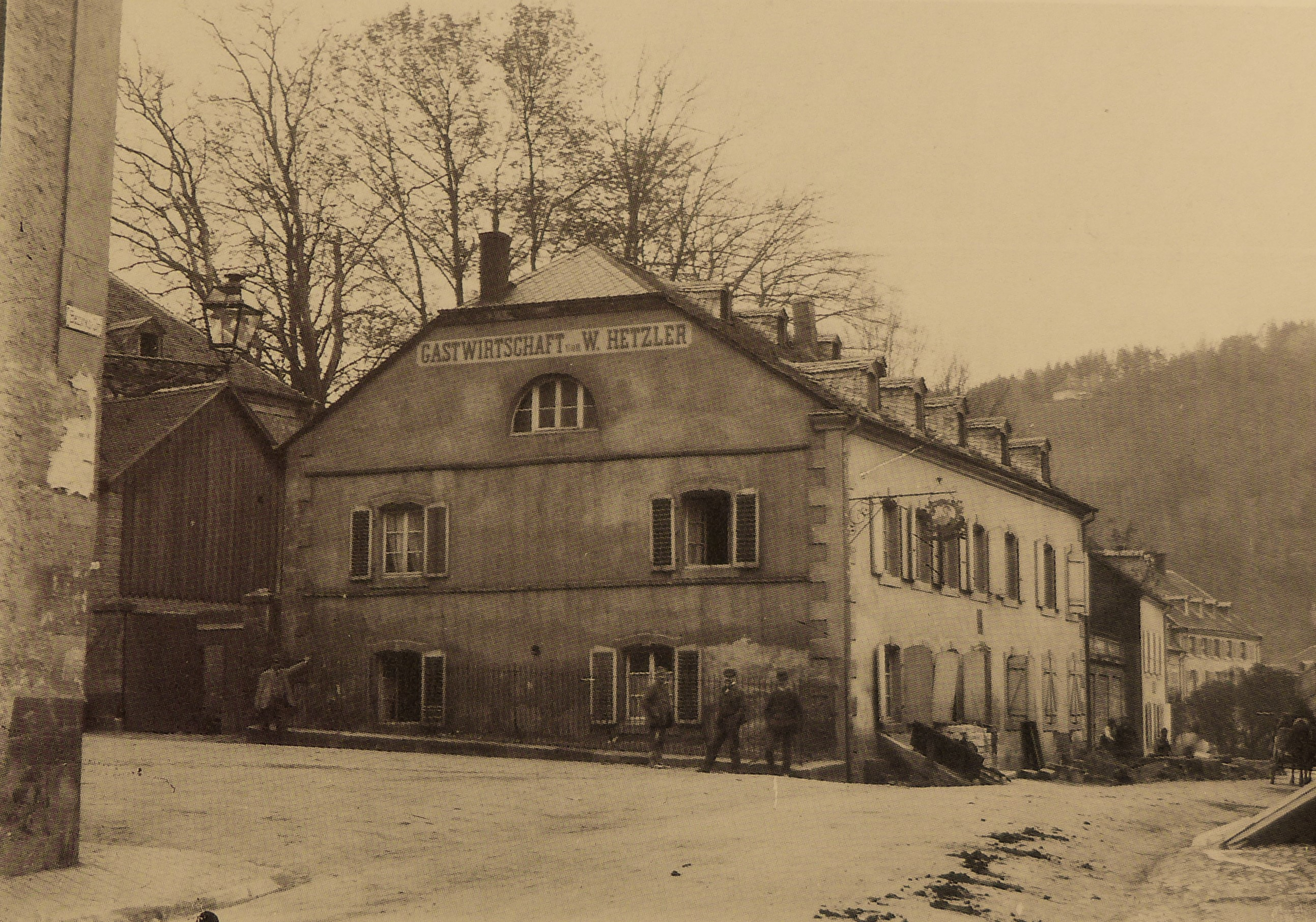
Wallerfangen, Gasthof zum goldenen Schwan um 1890 vor dem Neubau des Jahres 1897 am Ort des alten Wallerfanger Kirchhofes (Archiv des Vereins für Heimatforschung Wallerfangen e. V.)

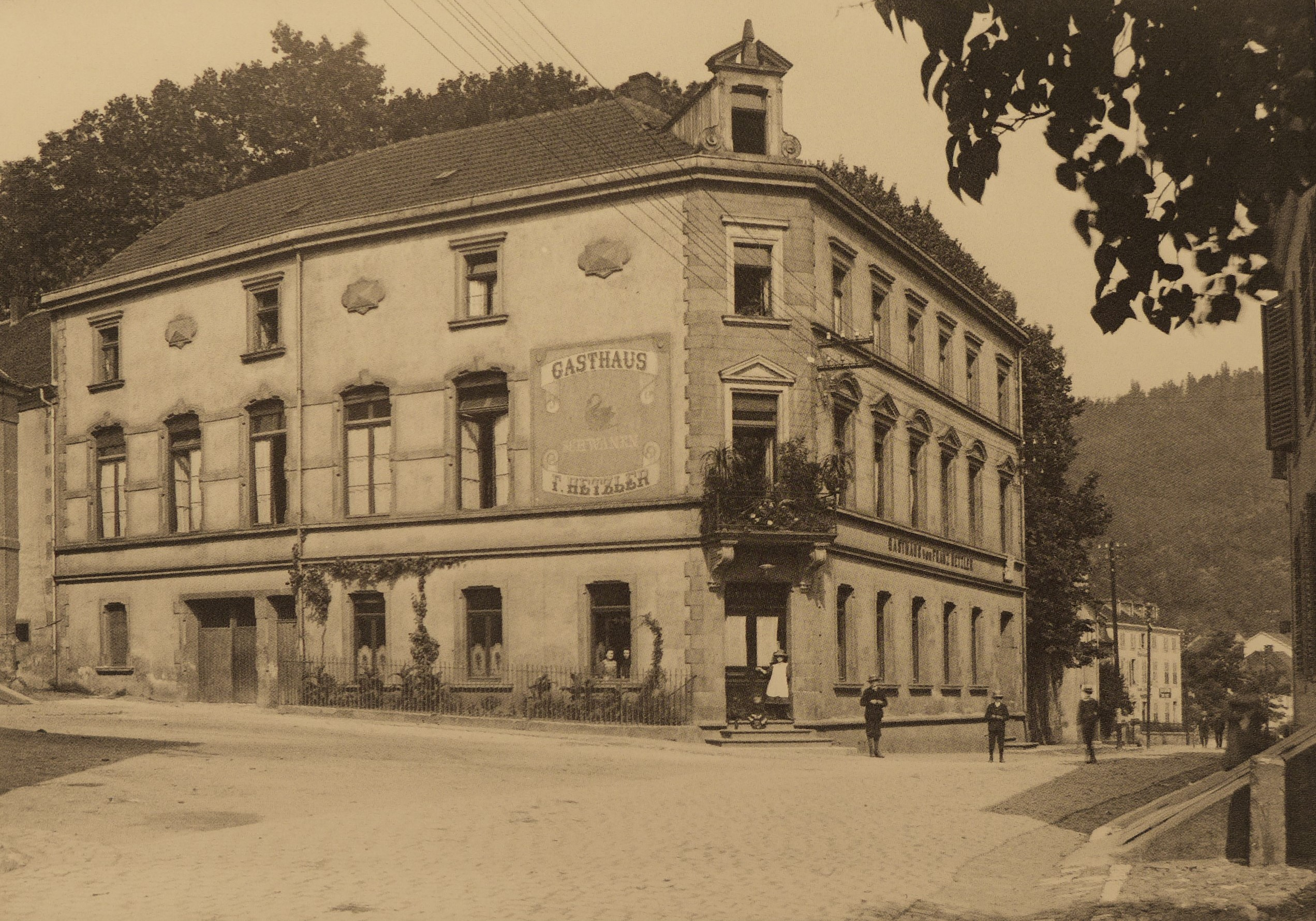
Wallerfangen, Gasthaus zum goldenen Schwanen (Hauptstraße 26), historistischer Neorenaissance-Bau des Jahres 1897 anstelle eines barocken Gasthofes, abgerissen 2011 zu Gunsten eines Sparkassengebäudes, Standort des mittelalterlichen Wallerfanger Stadtpfarrfriedhofes

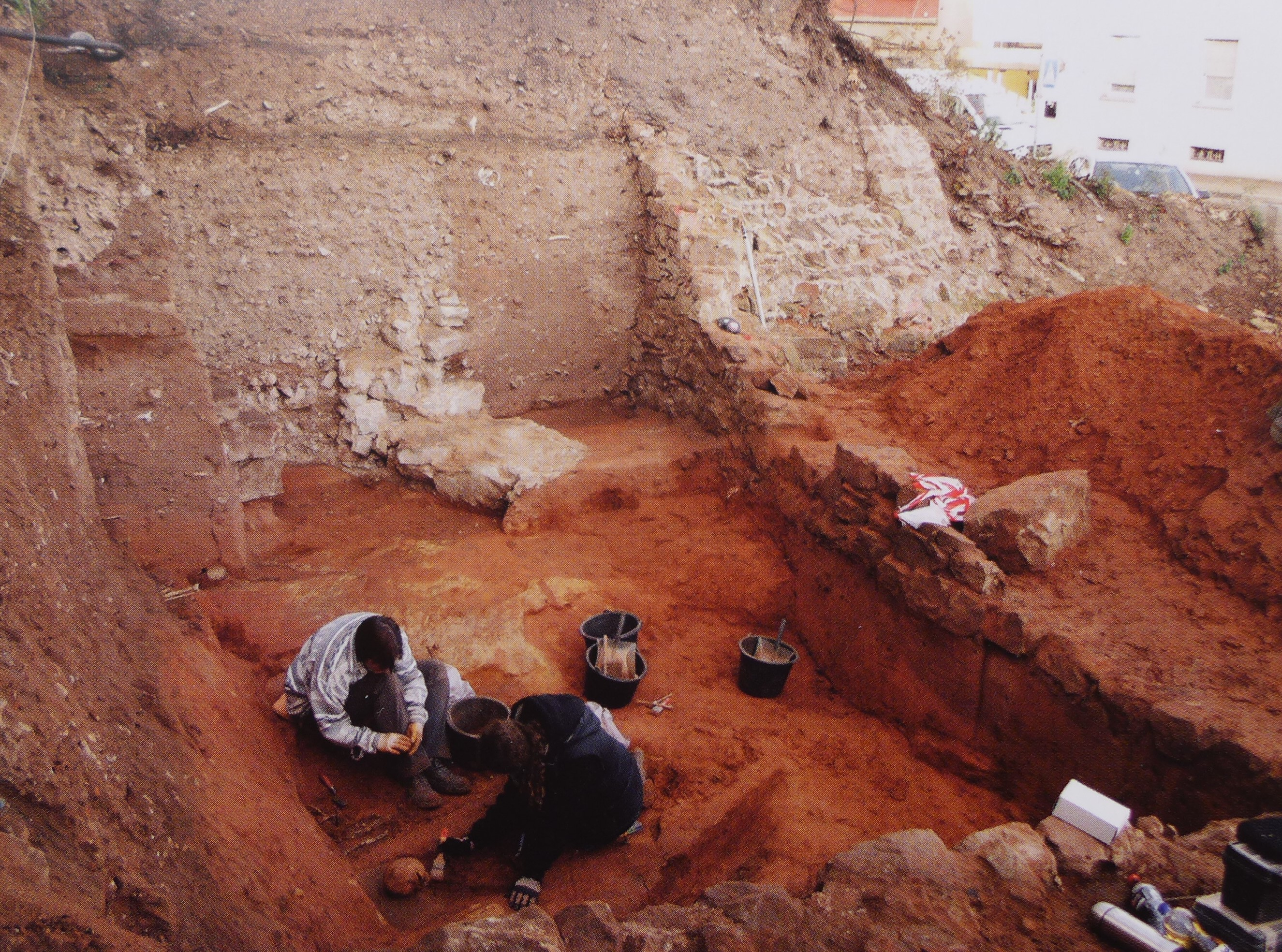
Wallerfangen, archäologische Ausgrabungen am ehemaligen Friedhof der alten Wallerfanger Stadtpfarrkirche St. Peter und Paul im Jahr 2011

Als im Jahr 1987 das Haus Hauptstraße 28 (neben dem im Jahr 2011 ebenfalls abgerissenen Gasthaus zum Goldenen Schwan gelegen) abgebrochen und sein Hofraum zur Anlage eines Parkplatzes erweitert wurde, kamen beim Anschnitt des dort ansteigenden Geländes große Mengen menschlicher Gebeine zum Vorschein. Nachdem die ursprüngliche Wallerfanger Pfarrkirche ab dem Jahr 1687 mit den übrigen Gebäuden der Festung Walderfingen geschleift worden war, hatte man den Friedhof aufgelassen. Über den Grablegen errichtete man in der Barockzeit den „Gasthof zum goldenen Schwanen“.
Das zweigeschossige, siebenachsige Gebäude hatte ein verschiefertes Krüppelwalmdach. Da sich der Gasthof großer Beliebtheit erfreute, war das Gebäude Ende des 19. Jahrhunderts für die zahlreichen Gäste zu klein geworden. So ersetzte man es im Jahr 1897 durch einen wesentlich größeren, dreigeschossigen Gasthof im Stil der Neorenaissance, wobei allerdings die barocken Gewölbekeller erhalten blieben. Die Fassade war sowohl in der Hauptstraße als auch im Flügel der Villeroystraße sechsachsig angelegt. Die Beletage war hinsichtlich der Raumhöhe und der Fassadengestaltung am reichsten ausgestaltet. Die Gebäudeecke war hier mit einem schmiedeeisernen Balkon sowie einem kleinen Zwerchhaus mit flankierenden Voluten und einer Sprenggiebelverdachung mit zentralem Obelisken akzentuiert. Das historistische Gebäude verfügte über einen Festsaal mit Bühne, wo Familienfeste, Honoratiorentreffen, Fasnachtsveranstaltungen und die jährlichen Kirmesfeierlichkeiten des Ortes begangen wurden. Am 20. Juli 2011 begann man mit dem Abriss des zuvor denkmalgeschützten Gebäudes, um hier eine neue Sparkasse zu errichten und um die Hauptstraße geringfügig zu verbreitern. Vom Verein für Heimatforschung Wallerfangen konnten aus den Trümmern noch die Hausnummer des Gebäudes und die Jahreszahl „1897“ geborgen werden.
Unmittelbar nach dem Abriss des traditionsreichen Gasthofes zu Gunsten eines puristischen Neubaues der Kreissparkasse Saarlouis wurden bei archäologischen Grabungen durch das Landesdenkmalamt des Saarlandes sowohl die Fundamentreste der Südostpartie der mittelalterlichen Wallerfanger Stadtpfarrkirche St. Peter und Paul als auch weit über fünfzig Grablegen des ehemaligen Kirchhofes aus einem vermuteten Zeitraum von 1000 Jahren sowie zahlreiche weitere Fundgegenstände entdeckt. Der innere Bereich des früheren Wallerfanger Kirchengebäudes wurde einer stadtarchäologischen Untersuchung nicht unterzogen. Bereits im Jahr 1937 hatte man im Areal eine Grablege aus dem Jahr 1629 entdeckt.
Das Areal des ehemaligen Kirchhofes wurde im Jahr 2011 nur in einem kleinen Bereich systematisch untersucht. Die Grablegen wiesen zahlreiche Überlagerungen auf, sodass man vermuten kann, dass beim Ausschachten neuer Gräber ältere Bestattungen gestört worden waren. Die Arme der Toten waren oft in Gebetshaltung angewinkelt. Zahlreiche Grablegen wiesen Grabbeigaben wie Totenkronen (Grabbeigabe für Kinder und jung verstorbene Ledige), Reste der Totentracht, Schmuck sowie Rosenkränze und Medaillen auf. Eine Gewandspange konnte der Karolingerzeit zugeordnet werden. Keramikscherben datieren von der späten Bronzezeit über die römische Kaiserzeit und das Mittelalter bis in die Neuzeit hinein. Ein Model einer Ofenkachel mit einer Kampfszene datiert aus der Renaissance. Von den etwa 100 Münzfunde von der römischen Zeit bis in die erste Hälfte des 17. Jahrhunderts ragt eine besonders gut erhaltene Silbermünze des Trierer Erzbischofs Balduin von Luxemburg aus der ersten Hälfte des 14. Jahrhunderts hervor. Ebenfalls gefunden wurde ein Kopfteil einer spätbronzezeitlichen Gewandnadel sowie ein Teil eines Tongefäßes, beide aus der Zeit um 1000 v. Chr.
Im Zuge der Wiederbesiedelung Wallerfangens ab dem Jahr 1705, gehörte der Ort zur Pfarrei St. Peter und Paul des mit der Festungsstadt Saarlouis entstandenen Dorfes Beaumarais. Die Verstorbenen der Orte Wallerfangen, Niederlimberg und St. Barbara mussten seit der Auflassung des Wallerfanger Friedhofes in Beaumarais beigesetzt werden. Da der Transport der Toten nach Beaumarais beschwerlich war, legten die Wallerfanger um das Jahr 1786 vor dem Westeingang der von der Schleifung des Jahres 1687 verschont gebliebenen Augustinerklosterkirche, dem Ort der heutigen Pfarrkirche St. Katharina, einen neuen Friedhof an.

#### Pestfriedhof

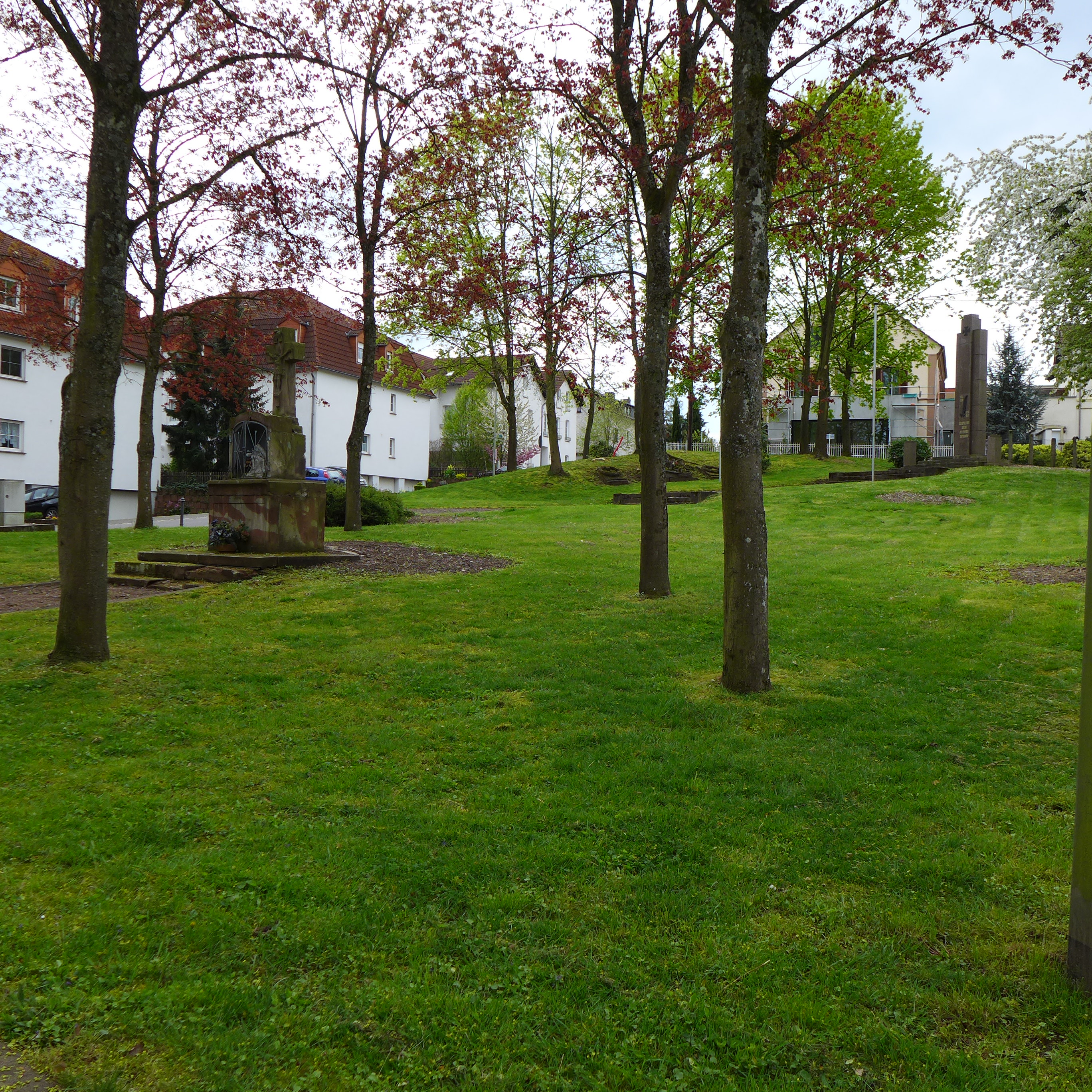
Wallerfangen, Pestfriedhof
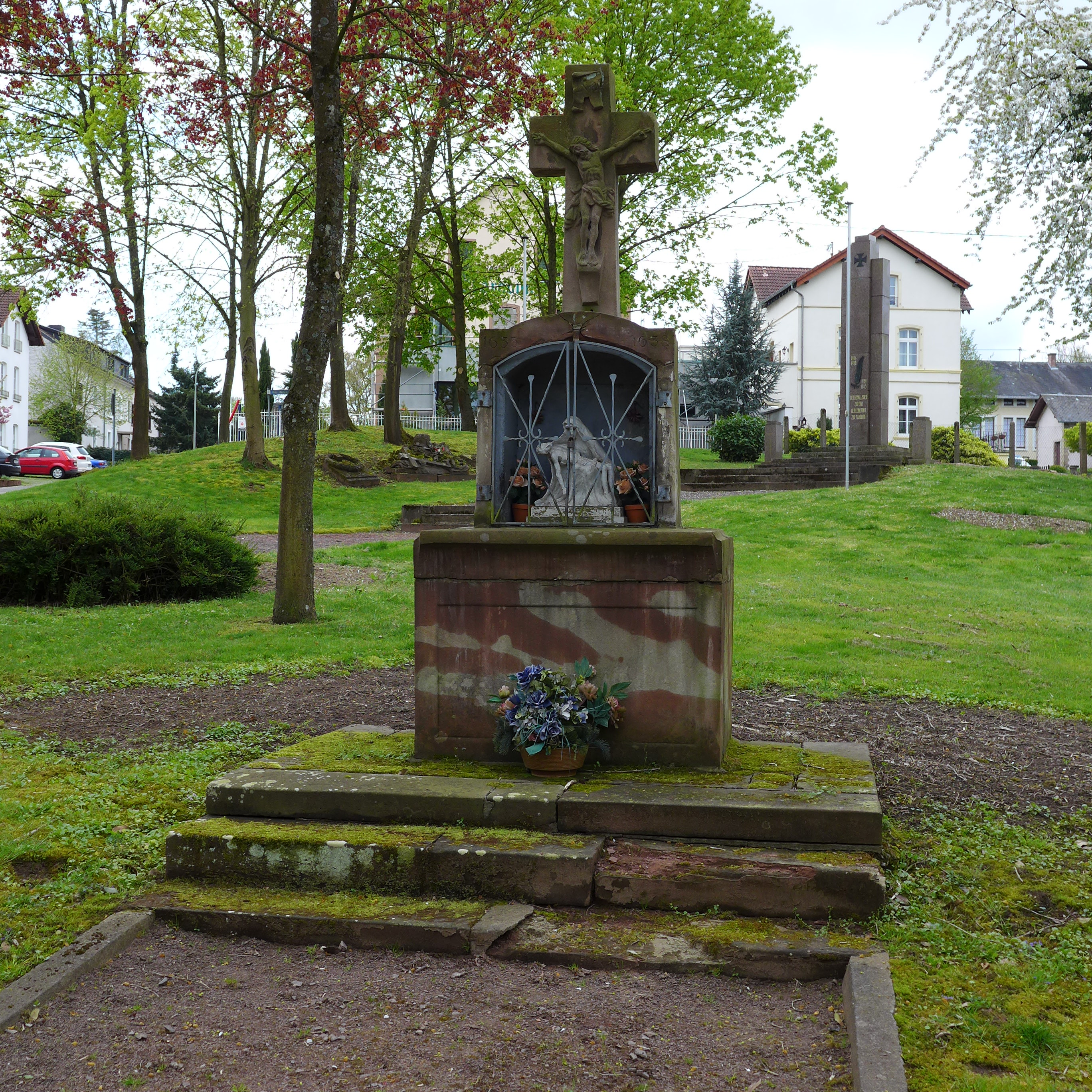
Wallerfangen, Pestfriedhof, Bildstock im Vordergrund, Kriegerdenkmale im Hintergrund
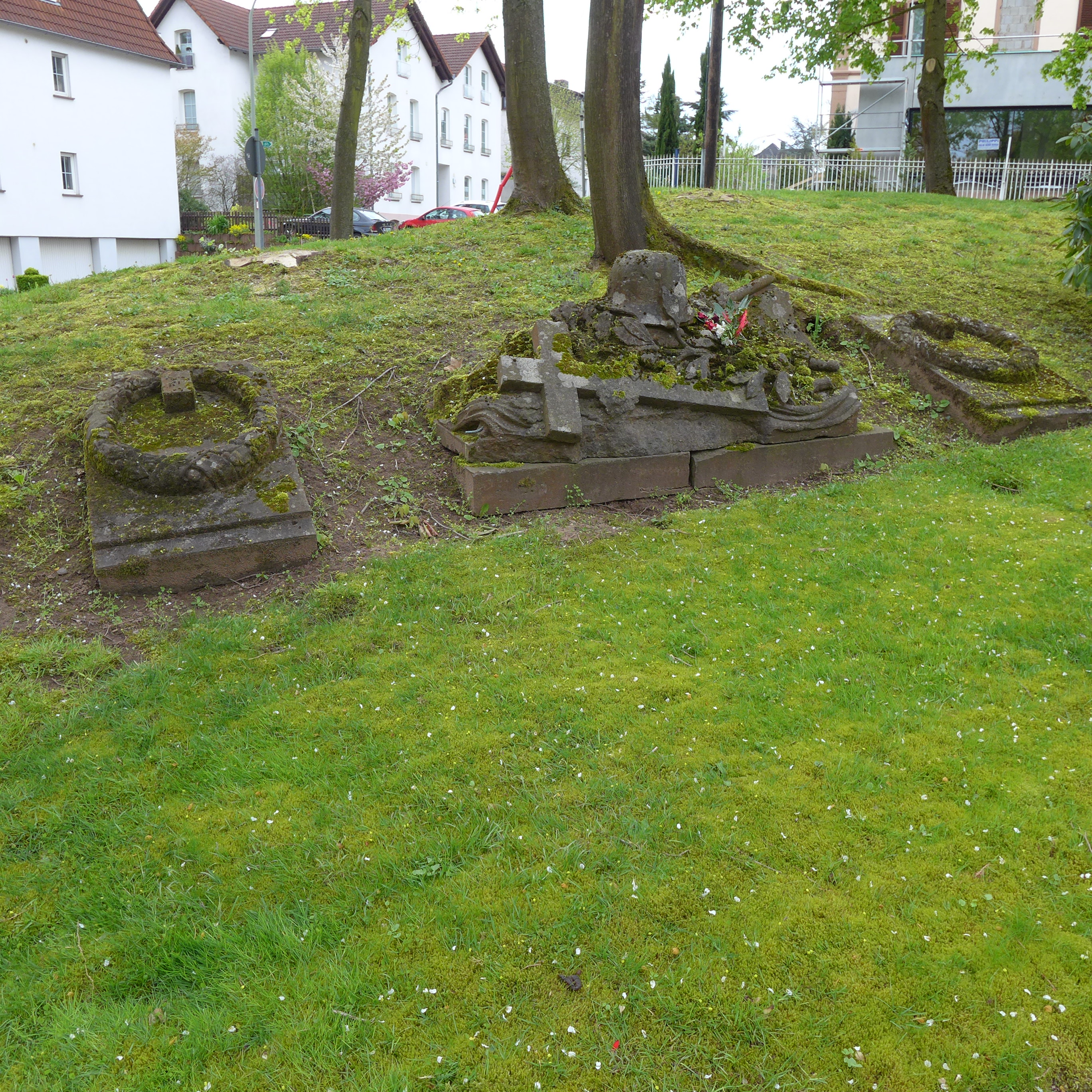
Wallerfangen, Pestfriedhof, Reste des Wallerfanger Kriegerdenkmales zum Andenken an die Toten des Ersten Weltkrieges
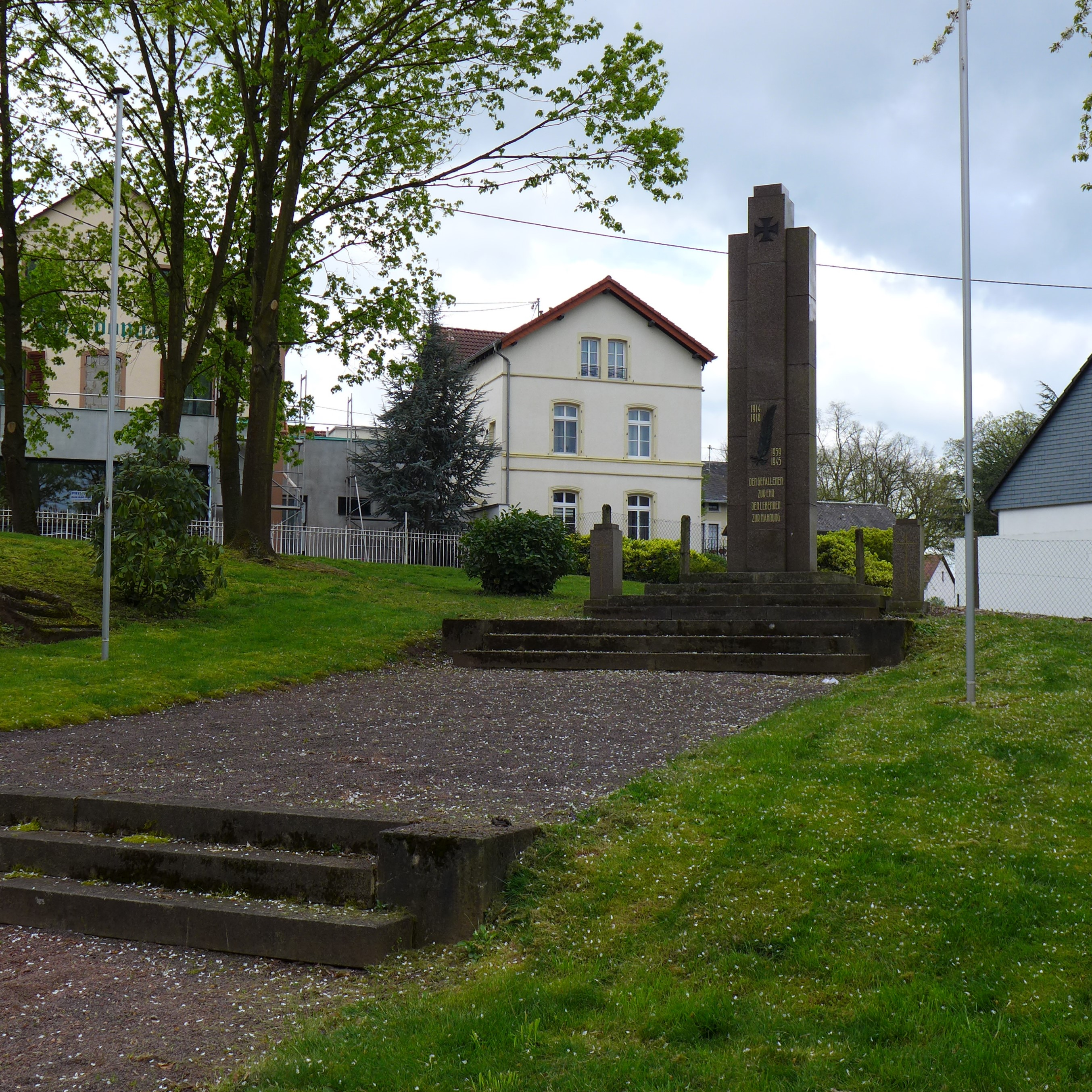
Wallerfangen, Gefallenenmahnmal von 1956

Für die Seuchentoten des 17. Jahrhunderts hatte man ab dem Jahr 1635 außerhalb der Stadtmauern einen provisorischen Friedhof angelegt. Er befand sich auf dem Eckgrundstück zwischen der Haupt- und der Estherstraße. Ein Pestkreuz erinnert noch heute an die von den Seuchen dahingerafften und hier bestatteten Wallerfanger. Das heute Kreuz wurde von Nicolas Adolphe de Galhau errichtet. Er ließ das ursprünglich schmale Hochkreuz um eine Nische und einen Sockel ergänzen. In die Nische stellte er eine Pietà-Darstellung. Bei der Errichtung des Kriegerdenkmals im Jahr 1932 wurde das Kreuz in die Anlage miteinbezogen. Damals meißelte man auch die Jahreszahlen 1635–1638 ein. Nachdem das Pietá-Bild durch Vandalismus in der Nachkriegszeit zerstört worden war, stellte man zunächst ein Schöntatt-Bild (Mater Ter Admirabilis) in die Nische. Aktuell ist wieder eine Pietà-Darstellung in der vergitterten Nische zu sehen.
In der Nähe des Kriegerdenkmals für die toten Soldaten des Ersten Weltkrieges wurde im Jahr 1956 mit finanzieller Unterstützung der Regierung des Saarlandes unter Ministerpräsident Hubert Ney das Ehrenmal der Gemeinde Wallerfangen für die Gefallenen beider Weltkriege des 20. Jahrhunderts errichtet. Sieben Stufen führen auf eine Plattform, auf der das Denkmal steht. Ein hoher Pfeiler aus rotem Granit (Mittelstele: 5,20 × 1,10 × 0,50 m) nennt an seiner Vorderseite auf einem hervortretenden und erhöhten Vorsprung die Jahreszahlen und die Inschrift „DEN GEFALLENEN / ZUR EHR / DEN LEBENDEN / ZUR MAHNUNG“. Zur Ehrenbezeugung sind ein bronzener Palmwedel und ein Eisernes Kreuz appliziert. Zwei kleinere Stelen (seitliche Stele je: 1,00 × 0,32 × 0,32 m) mit eingravierten lateinischen Kreuzen flankieren neben dem Stufensockel die hohe Stele. Die Ausführung übernahm ein Steinmetzbetrieb aus Fürstenhausen. Der Urheber des Denkmals ist unbekannt.

#### Kapuzinerklosterfriedhof

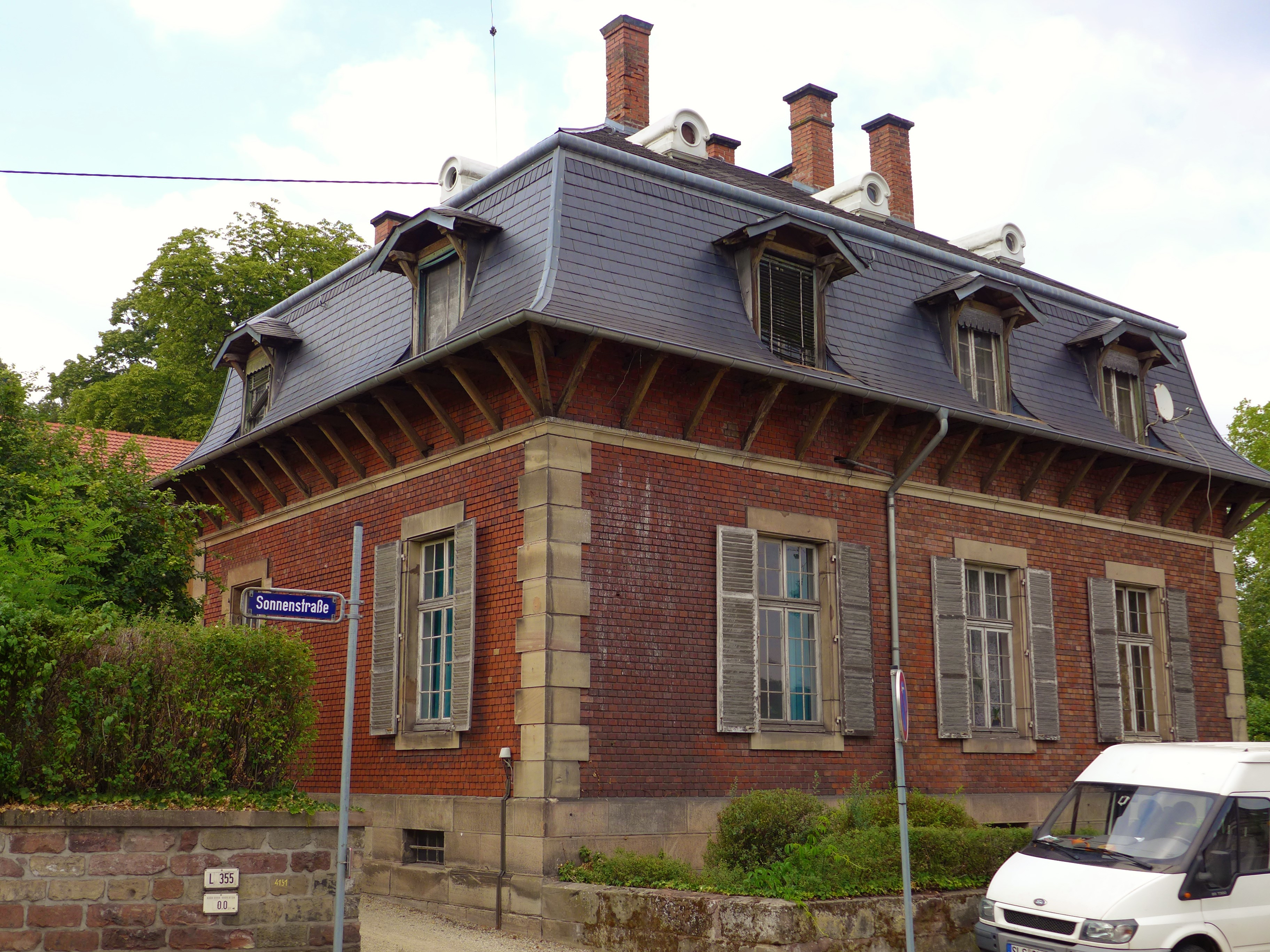
Wallerfangen, Villeroysches Rentamt, Ort des ehemaligen Kapuzinerklosterfriedhofes

Beim Bau des Villeroysche Rentamtes, auf dem Eckgrundstück zwischen Haupt- und Sonnenstraße (Zillkens Eck), wurde ein weiterer historischer Begräbnisplatz entdeckt. Am Aufstieg zum Limberg, nahe der Saarengt am heutigen Schloss Villeroy, mussten um 1900 mehrere ältere Bauernhäuser abgebrochen werden. Beim Aushub fand man größere Mengen menschlicher Gebeine. Vermutlich handelte es sich dabei um den Friedhof des Kapuzinerklosters, das von 1628 bis 1692 an Stelle des heutigen Schlosses Villeroy stand. Bei Ausschachtungsarbeiten im Jahr 2008 an einem Neubau hinter dem Villeroyschen Rentamt stießen Bauarbeiter wiederum auf menschliche Gebeine. Im Rahmen einer Sicherungsgrabung ergruben Archäologen zahlreiche Skelette. Eine Datierung der Funde konnte nicht erfolgen.
Am Areal des ehemaligen Rentamtes beginnt der Kreuzweg zum Limbergplateau.

#### Gemeindefriedhof Niederlimberg

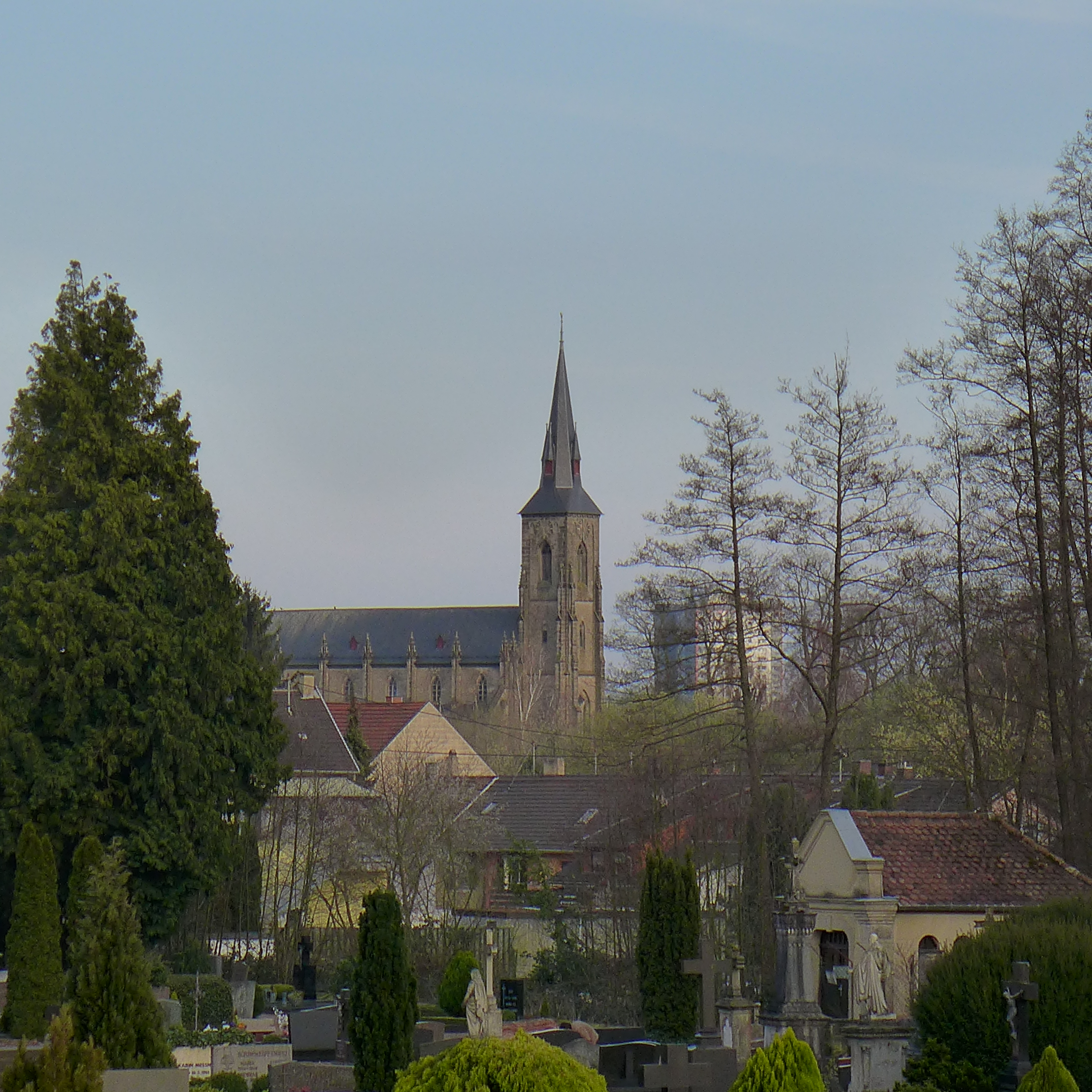
St. Katharina (Wallerfangen), Blick zur Kirche vom heutigen Friedhof aus

Der heutige Friedhof Wallerfangens entstand im Jahr 1853 zwischen dem Lumpenbach und der Kirchhofstraße am Fuß des Limbergs auf der Gemarkung des heute mit Wallerfangen zusammengewachsenen Ortes Niederlimberg. Da das Gelände zum Lumpenbach abschüssig verläuft, musste der Höhenunterschied in Terrassen aufgefangen werden. Nach zwei Erweiterungen in Richtung des Sonnentales im Jahr 1958 (ca. 47 × 53 m) und 1986 besteht der Friedhof heute aus drei Teilen und weist insgesamt den Grundriss eines lang gedehnten Rechteckes auf. Die kleine ehemalige Friedhofskapelle aus den 1920er Jahren befindet sich am südlichen Rand des ältesten Teiles der Begräbnisanlage. Sie wird seit dem Jahr 1961 als Wirtschaftsraum genutzt.
Eine neue Leichenhalle wurde mit der Friedhofserweiterung des Jahres 1958 erbaut und im Jahr 1996 erweitert, unterkellert sowie auf ein neues Betonpfahlfundament gestellt.
Im Jahr 2013 errichtete die Gemeinde Wallerfangen auf dem Friedhof an der Stelle einer verwitterten früheren „Heldengedenkstätte“ mit 27 Grablegen eine neue Gedenkstätte für die in den Weltkriegen des 20. Jahrhunderts getöteten Wallerfanger Soldaten und Zivilpersonen. Die Kosten betrugen 31.000 €.
Die moderne Gedenkstätte wurde von der Saarlouiser Bildhauerwerkstatt Uwe Hassdenteufel & Willi Kasakow ausgeführt. Die Aufschrift des Steines lautet: „Zum Gedächtnis unserer im Kriege 1914–1918 gefallenen Söhne.“ Darunter befinden sich die Namen von 18 Wallerfangern, die als Soldaten im Ersten Weltkrieg gefallen sind. Die Liste beginnt mit Willi Witzmann (gestorben am 26. November 1914) und endet mit Gustav Östreicher (gestorben am 10. Dezember 1918). Die historisierende Heldengedenkstele (heller Sandstein aus Luxemburg; Gewicht: 2,6 Tonnen) scheint von einem Säge- oder Schwertblatt aus rostrot oxydiertem Cortenstahl demoliert zu werden. Abgeschlagene Stücke der „Heldengedenkstätte“ haben die Bildhauer am Boden der Grünanlage positioniert. Jedes der Trümmerstücke trägt Namen von Wallerfanger Soldaten aus dem Zweiten Weltkrieg. Um die Individualität jedes Getöteten auszudrücken, haben die Bildhauer jeden der neun Namen in einer anderen Schrift eingemeißelt. Die mit einem Stahlrahmen abgegrenzte Fläche der Anlage ist 8,2 mal 4,9 Meter groß und bepflanzt. Der Wallerfanger Pfarrer Herbert Gräff segnete die neue Gedenkstätte für die Wallerfanger Opfer der beiden Weltkriege im Rahmen einer Feier im April 2014 ein. Die moderne Gedenkstätte soll den Pathos der Kriegergedenkstätten der 1920er Jahre in Frage stellen und zum Nachdenken über Tod, Zerstörung und Elend aufrufen.

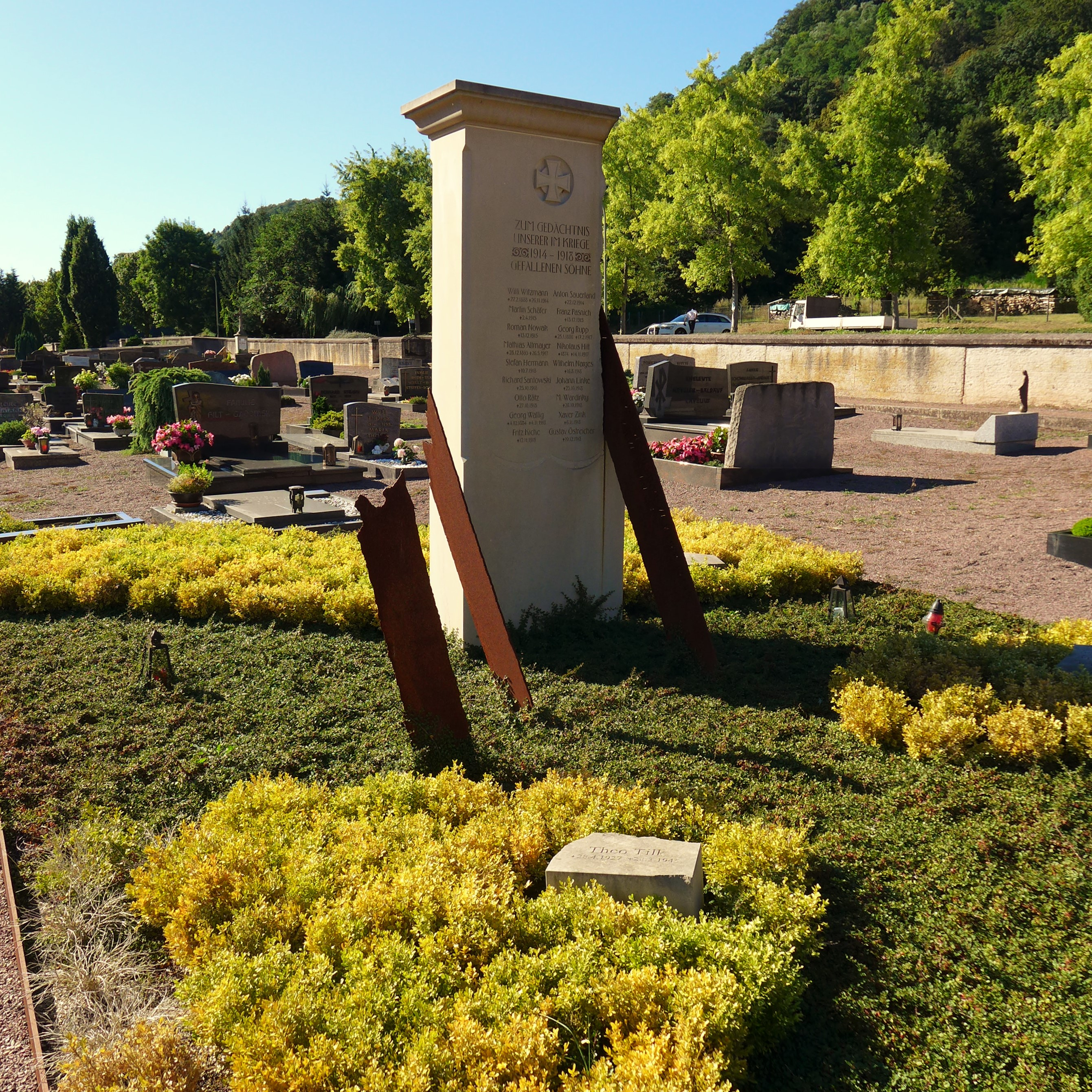
Kriegsopfergedenkstätte auf dem Gemeindefriedhof
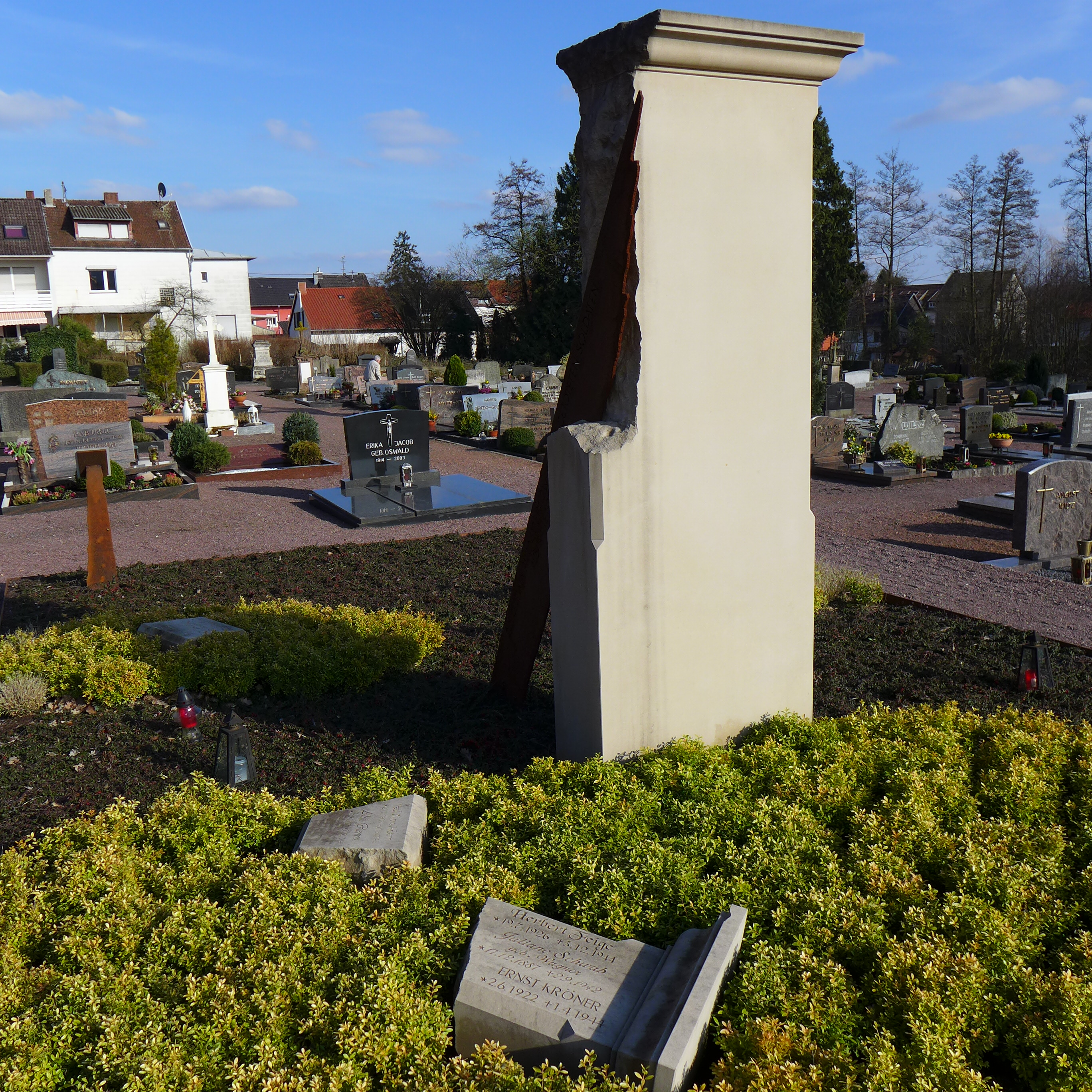
Kriegsopfergedenkstätte auf dem Gemeindefriedhof, Bildhauer Uwe Hassdenteufel & Willi Kasakow, 2013
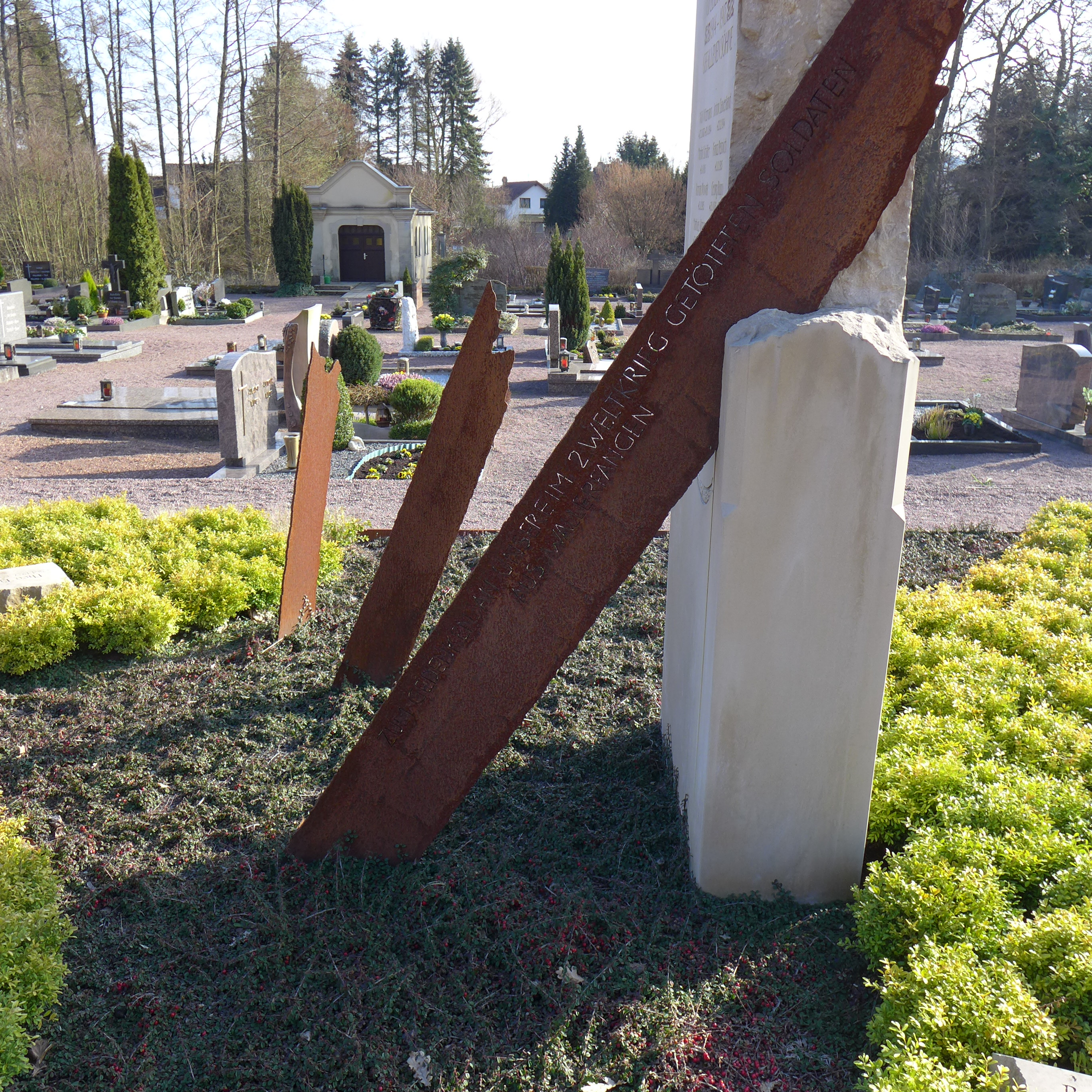
Kriegsopfergedenkstätte auf dem Wallerfanger Gemeindefriedhof
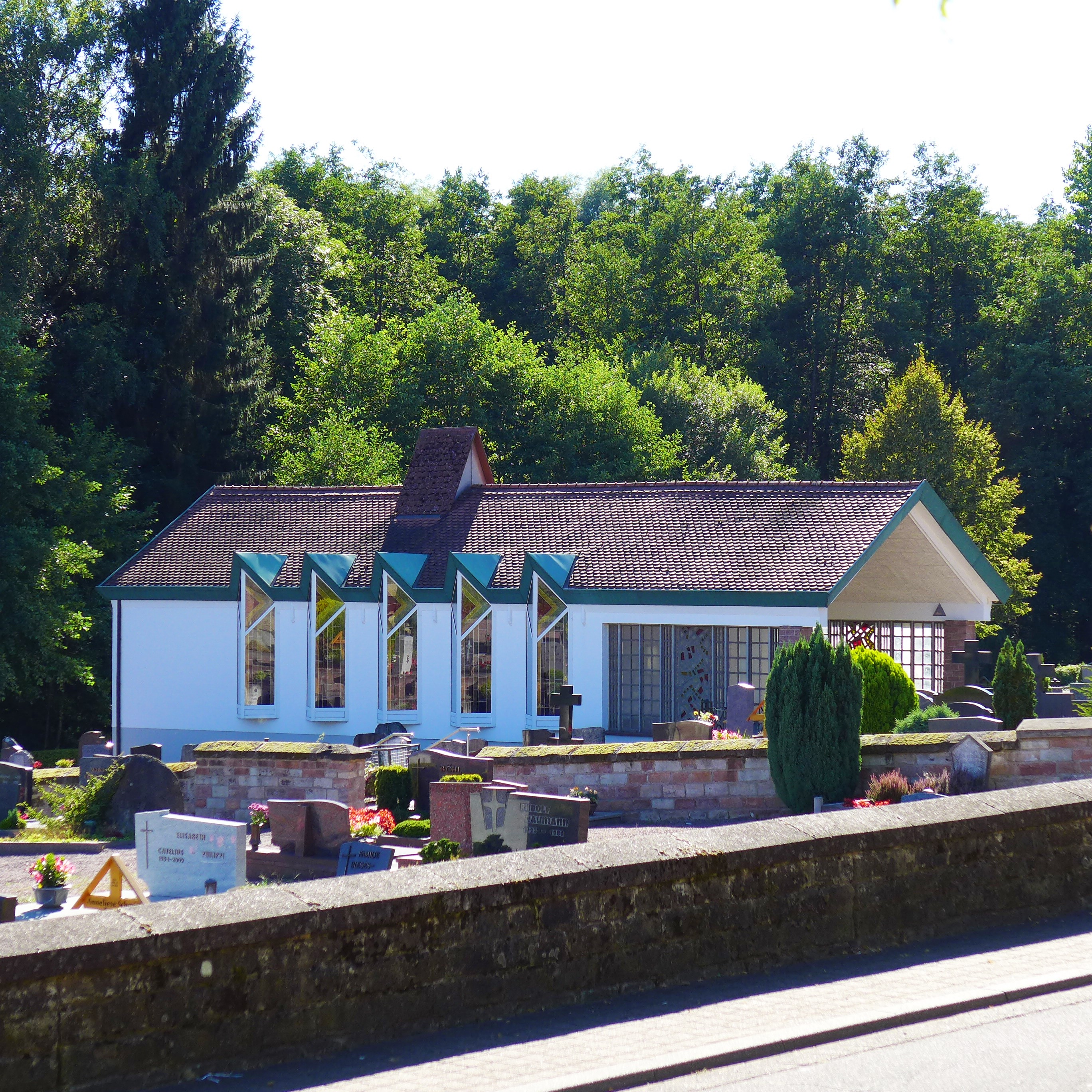
Gemeindefriedhofskapelle
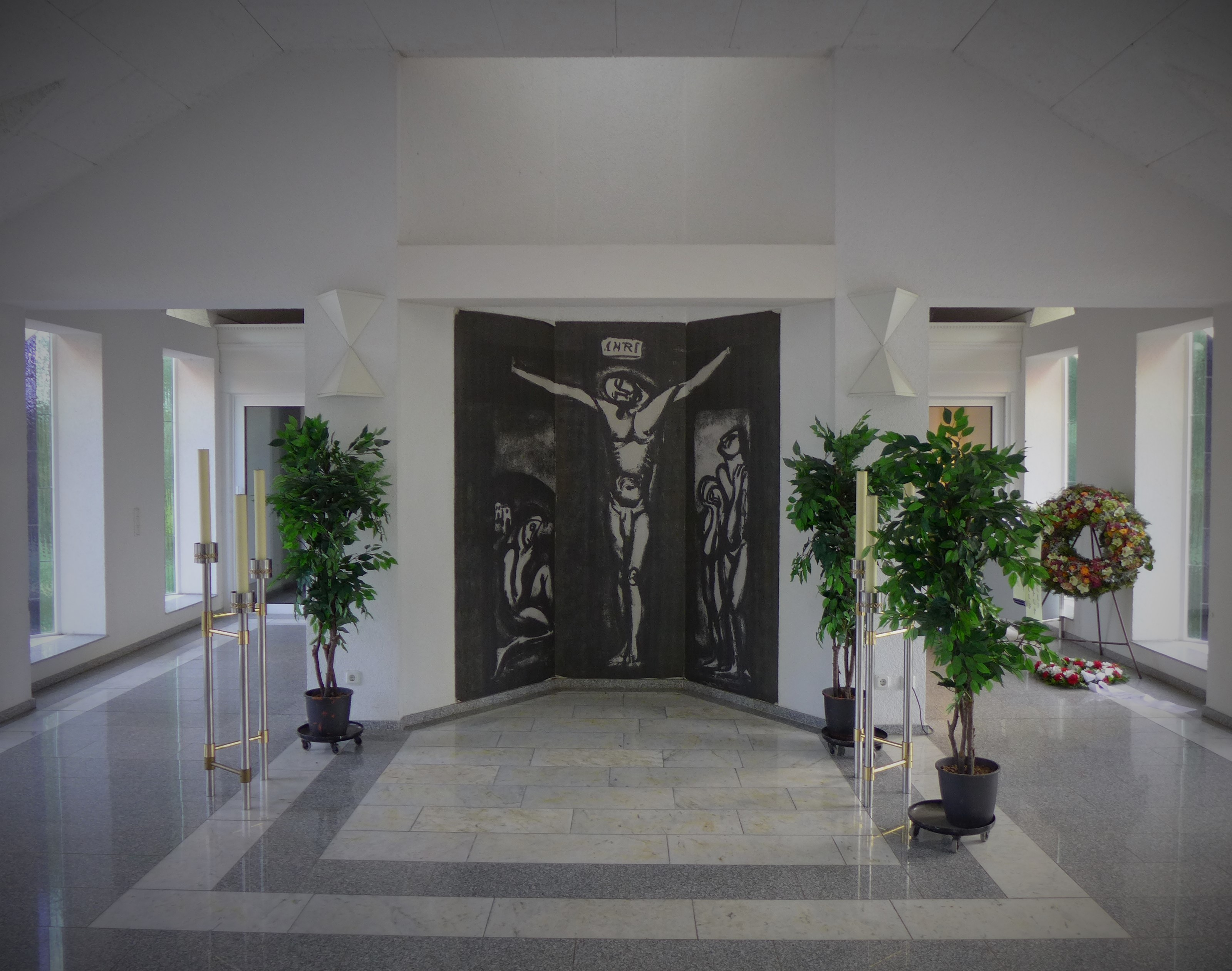
Inneres der Leichenhalle auf dem Gemeindefriedhof
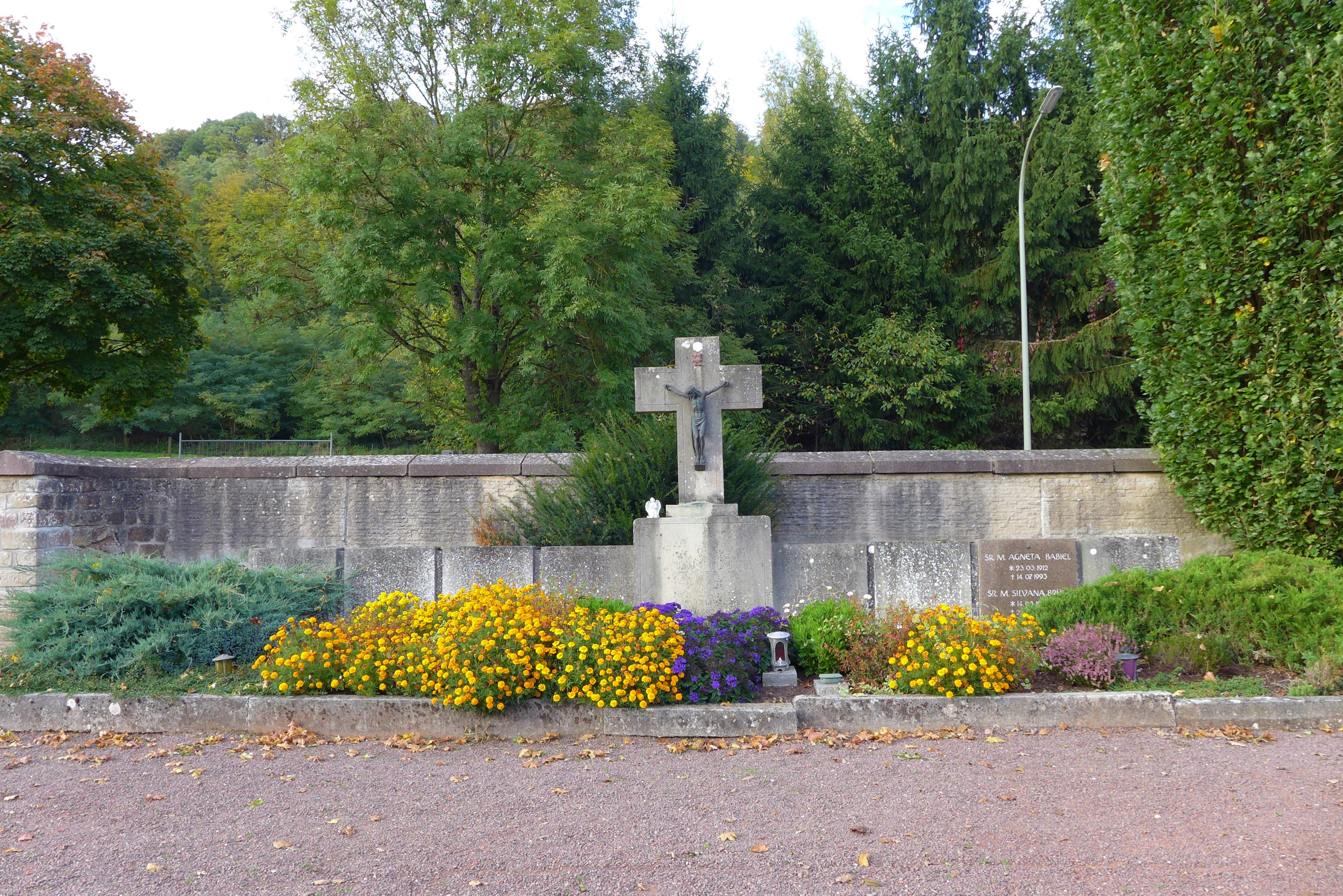
Grabstätte der Wallerfanger Borromäerinnen auf dem Gemeindefriedhof

### Religiöses Brauchtum

#### Limbergprozession

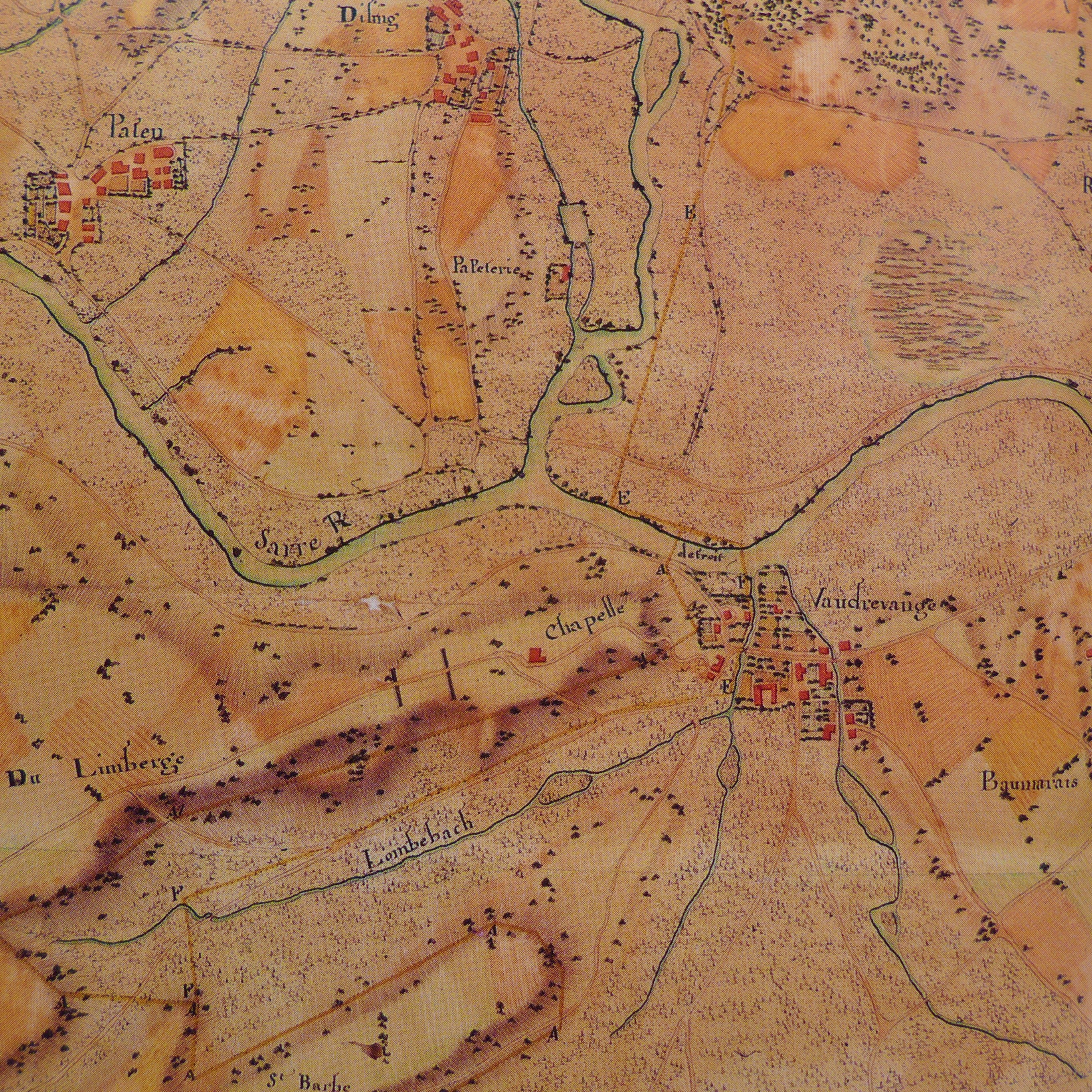
Kloster auf dem Limberg, Carte des environs de Sarrelouis, 1765 (Städtisches Museum und Stadtarchiv Saarlouis)

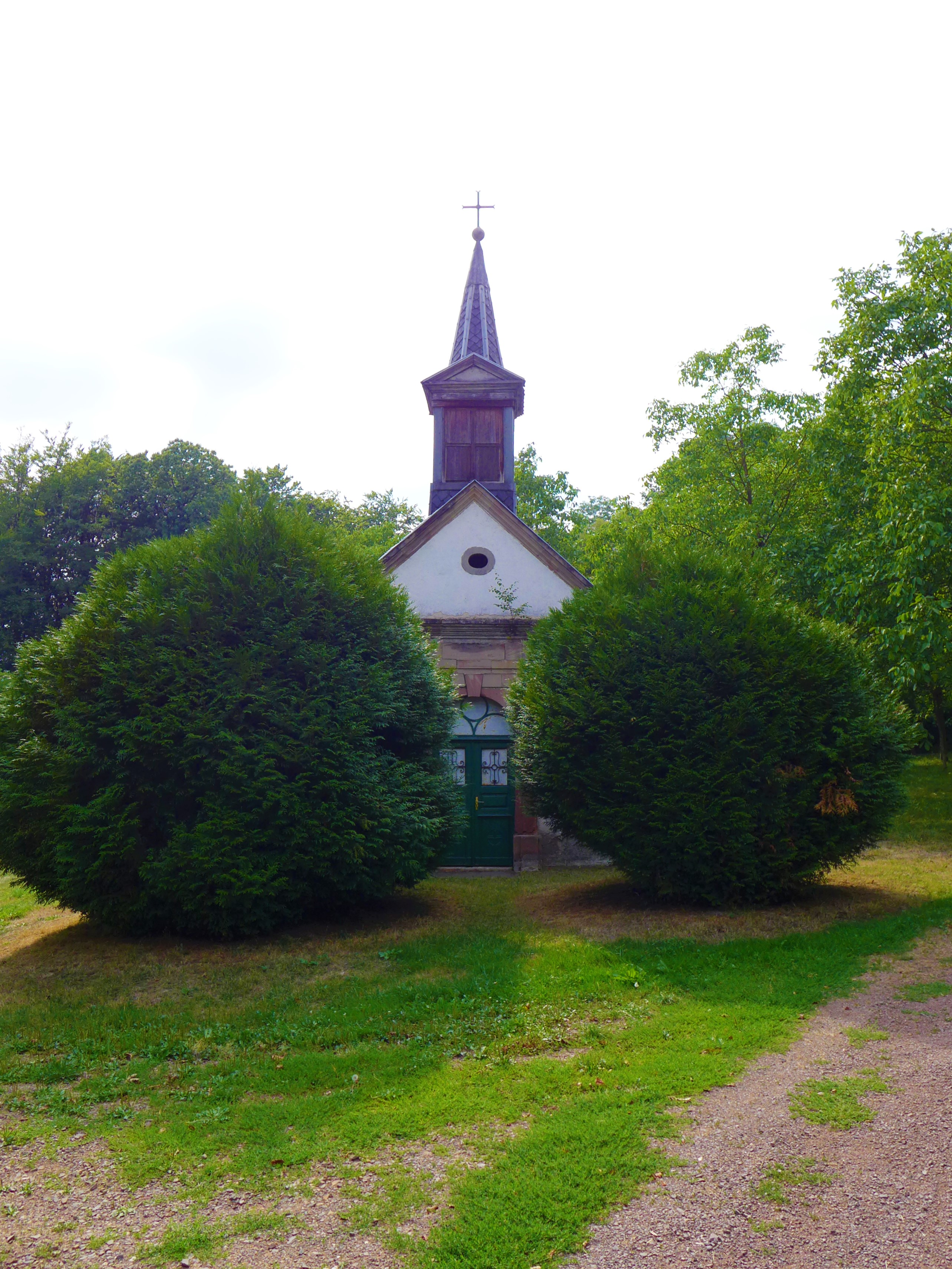
Kapelle auf dem Limberg, erbaut 1827 durch Louis Villeroy

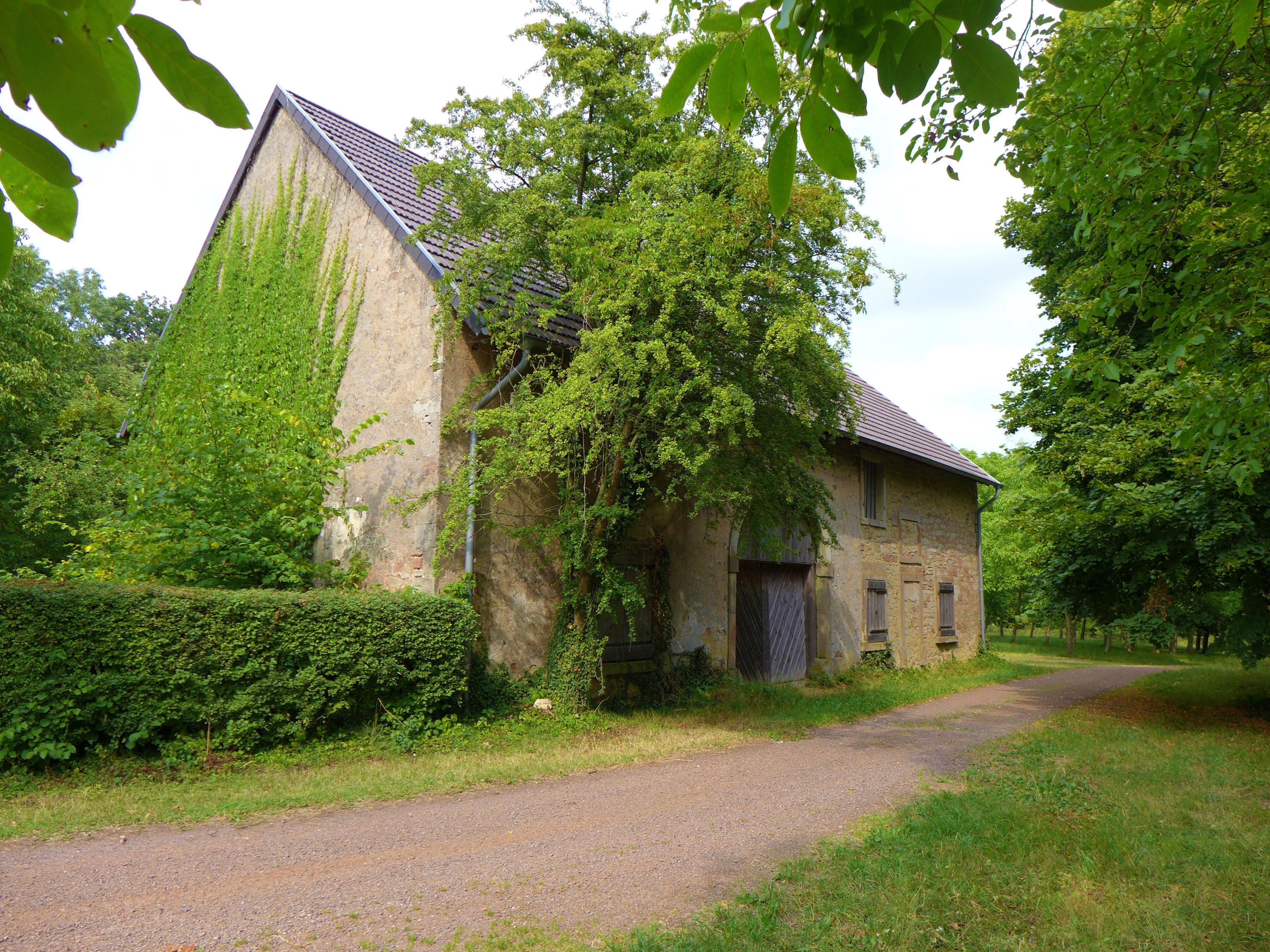
Scheune des Hofgutes auf dem Limberg, Reste der ehemaligen barocken Kalvarienberg-Wallfahrtskapelle

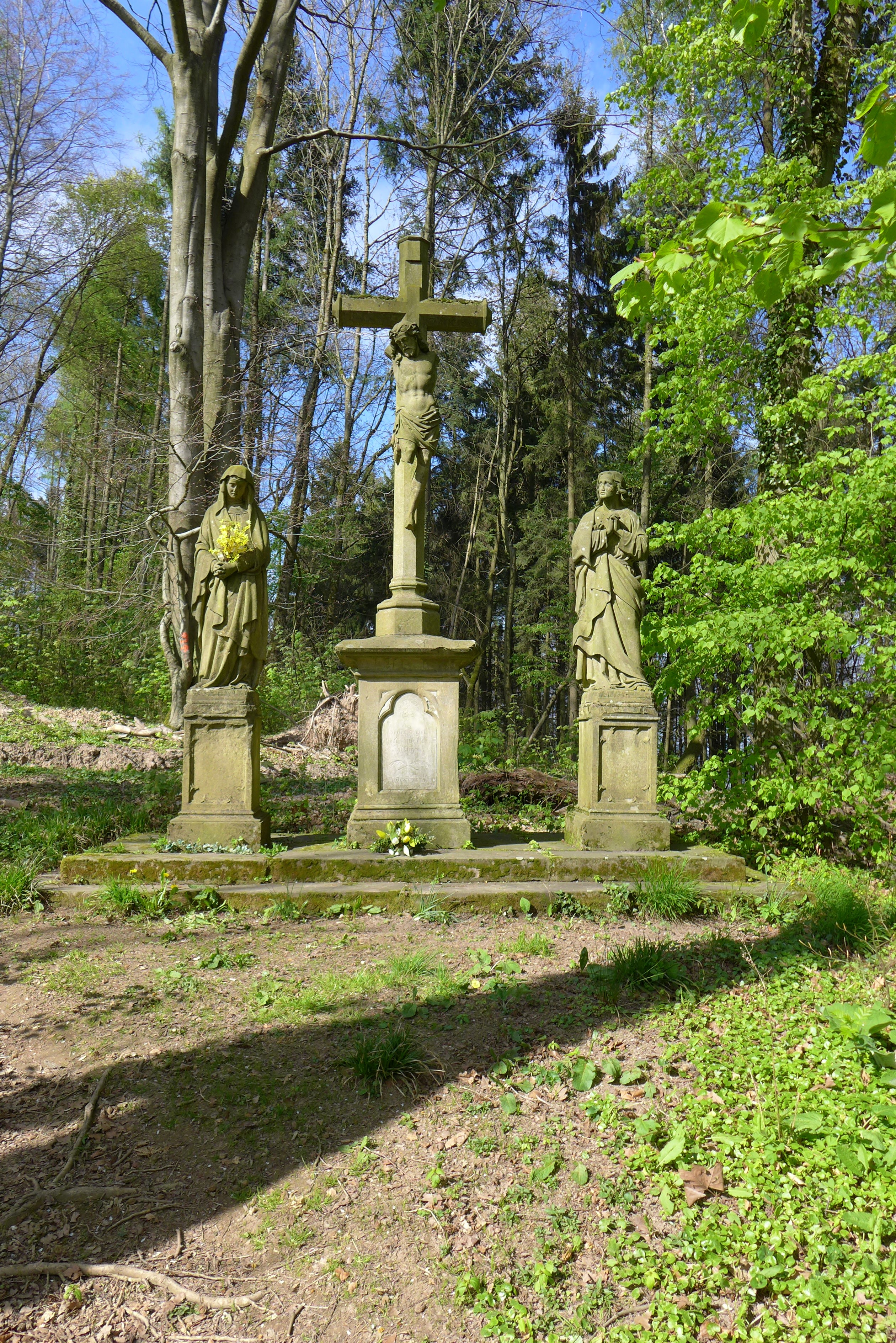
Wallerfangen, Limberg, Kreuzweg mit neogotischer Kreuzigungsgruppe von 1840

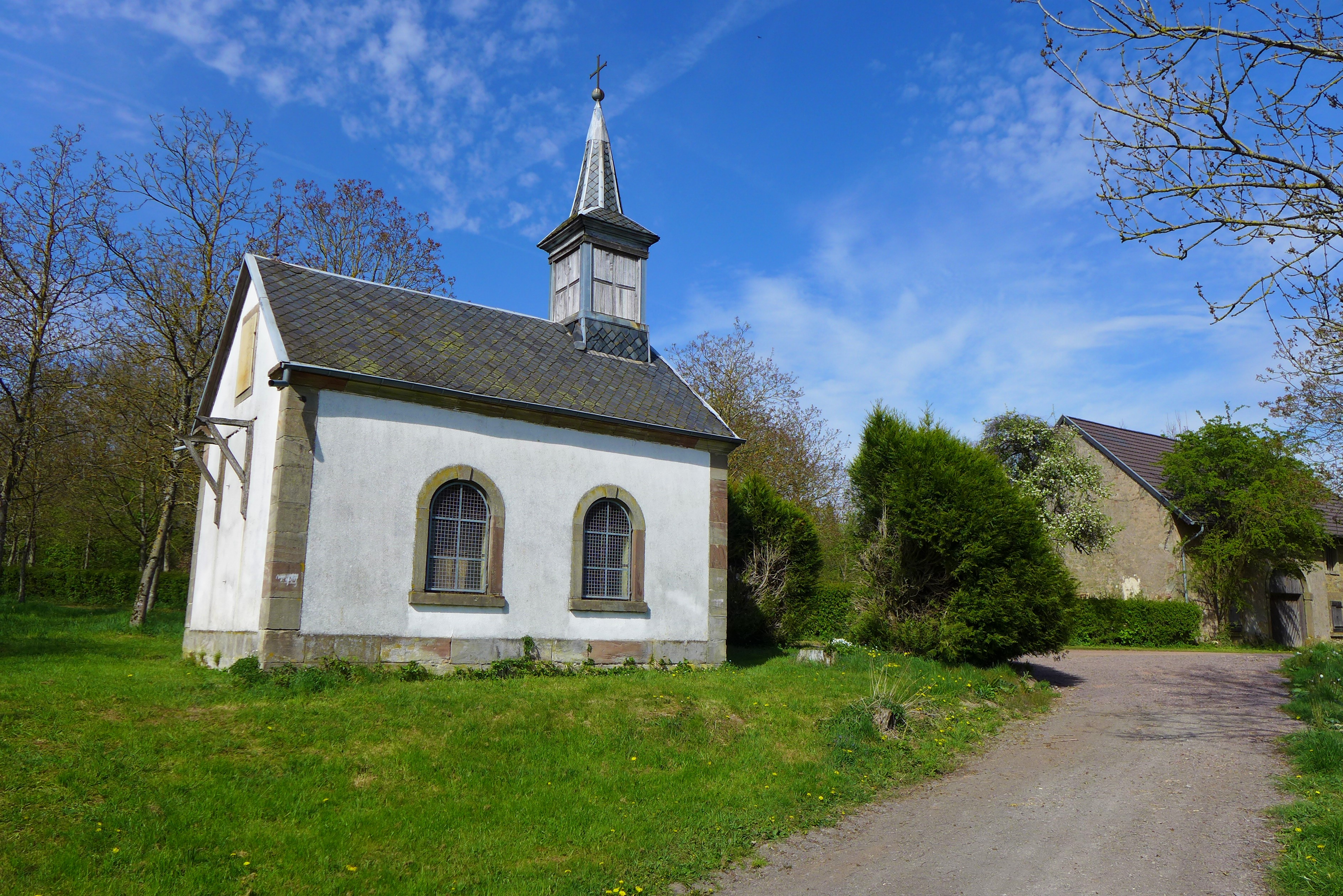
Wallerfangen, Limberg, Wallfahrtskapelle

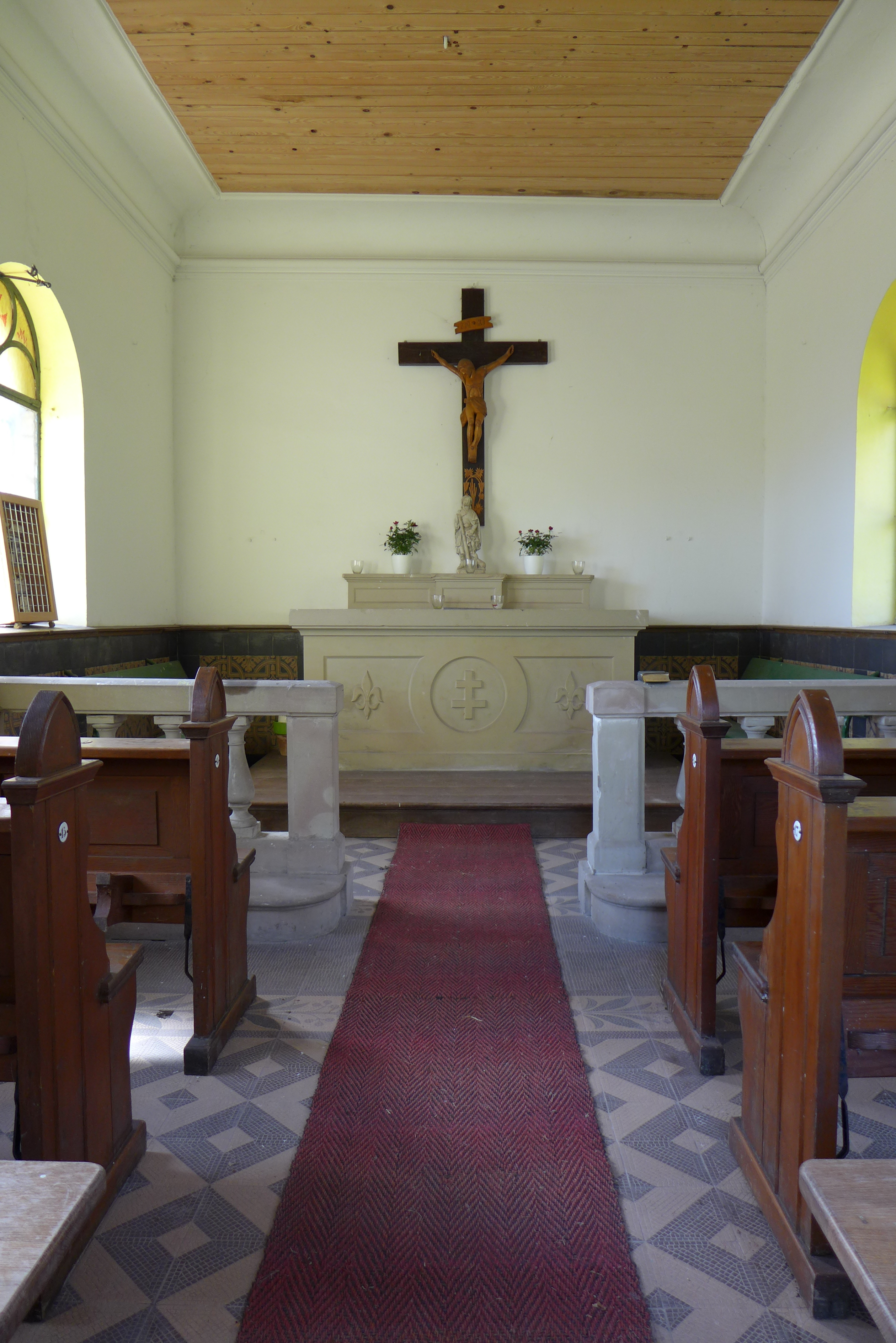
Wallerfangen, Limberg, Blick ins Innere der Wallfahrtskapelle, Altarstipes mit Lothringerkreuz und flankierenden französischen Lilien

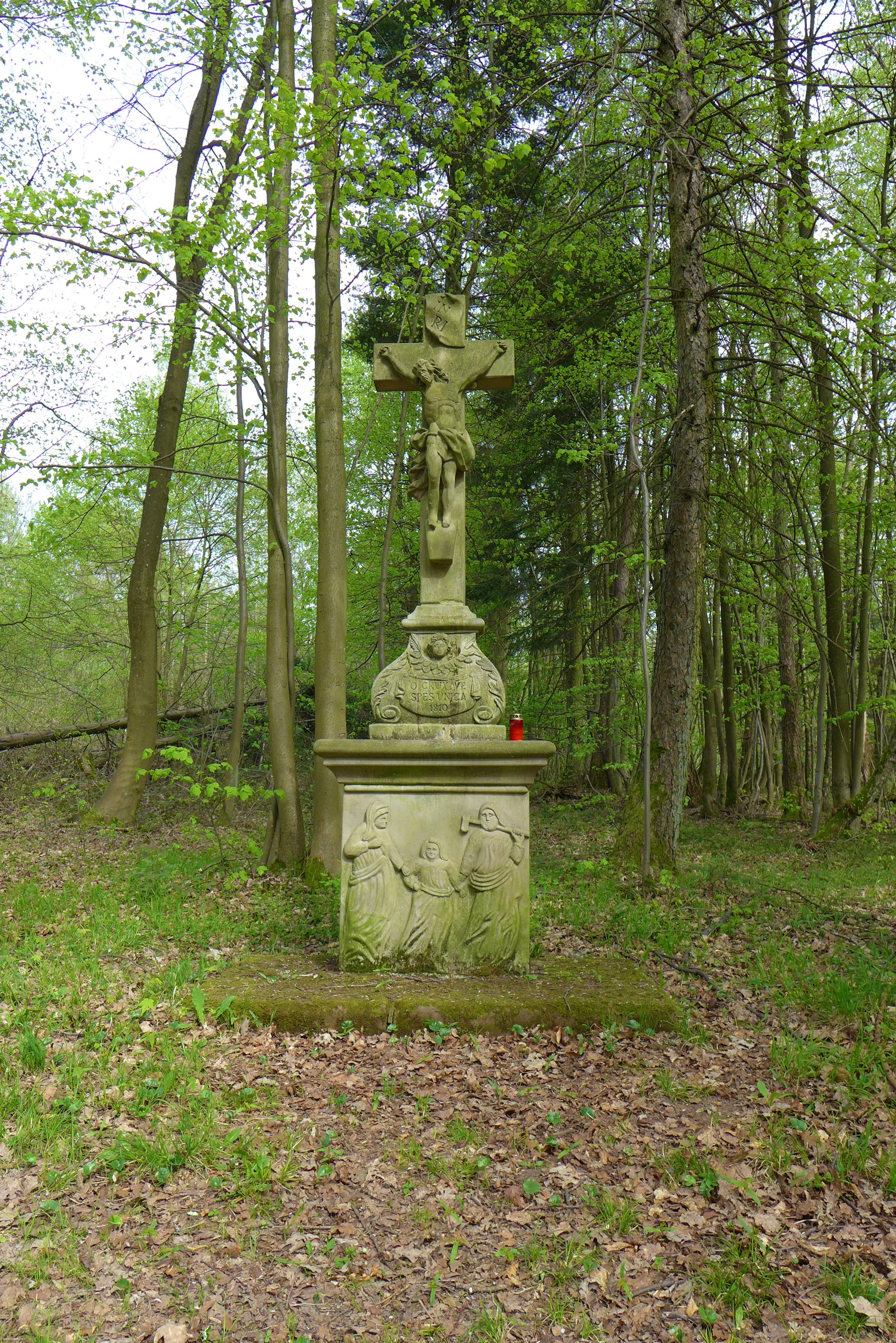
Wallerfangen, Limberg, Wegekreuz von 1810 mit Relief der Heiligen Familie im Sockelbereich zur Erinnerung an ein Unglück von einem Forstbeamten gestiftet; sogenannter „Großer Herrgott“

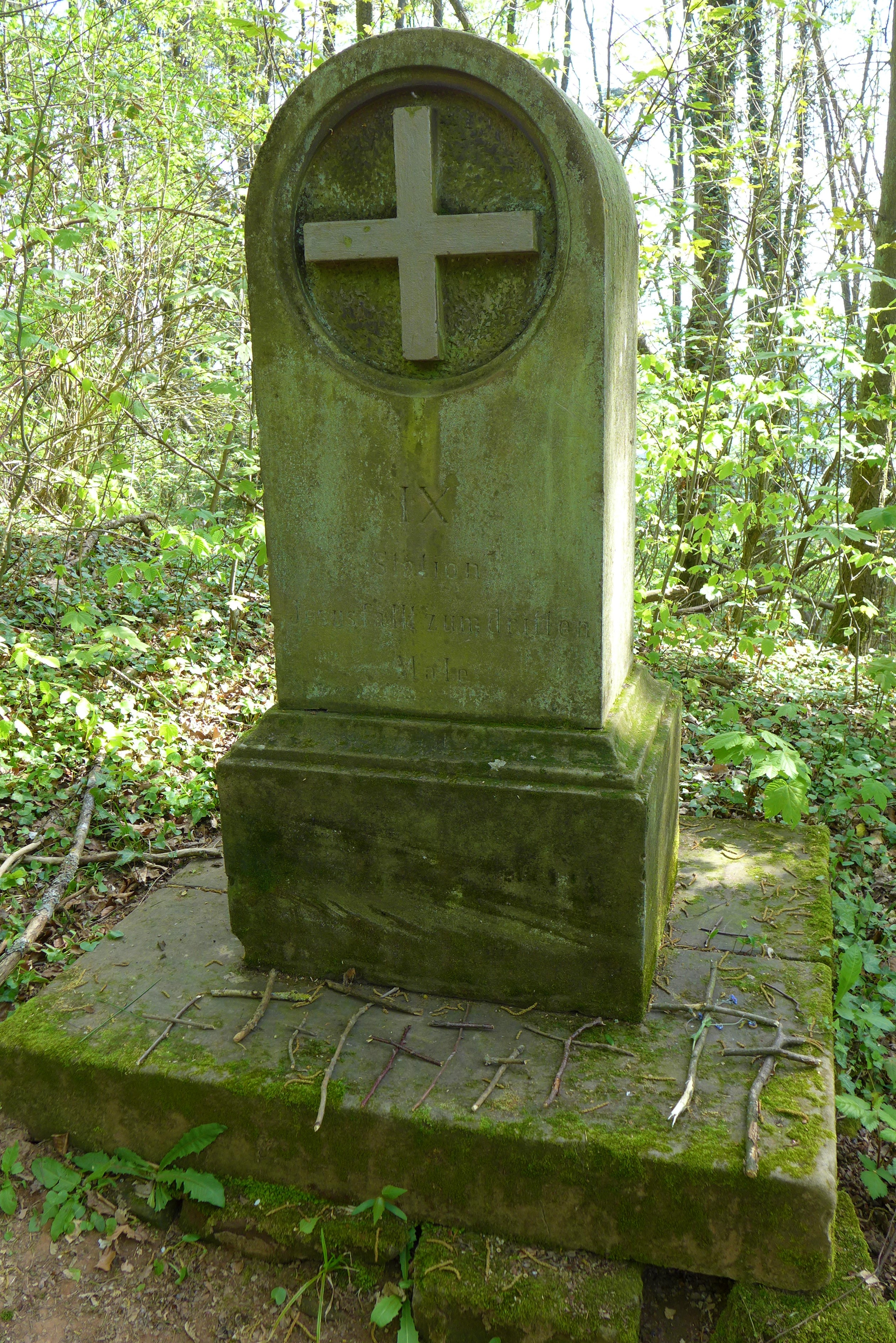
Wallerfangen, Kreuzwegstation am Limberg; Die Limbergpilger legen nach Verrichtung eines Gebetes aus kleinen Ästen gebildete Kreuze nieder.

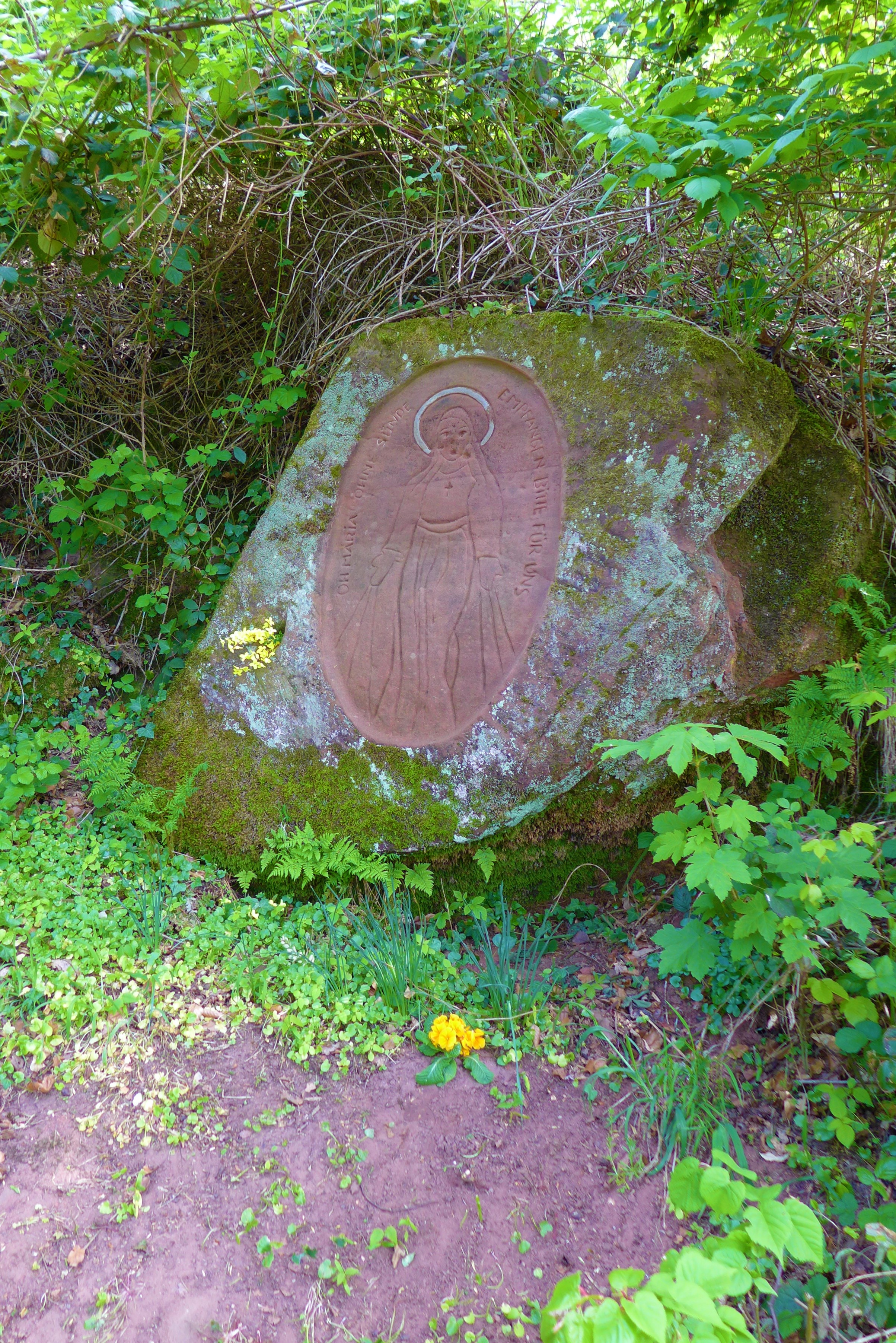
Wallerfangen, Kreuzweg am Limberg, Marianischer Gedenkstein mit der Darstellung der Muttergottes von der „Wundertätigen Medaille“

Die erstmals für das Jahr 1687 dokumentierte Limbergprozession der neuvermählten Paare der Pfarreien St. Ludwig und St. Peter und Paul in Beaumarais fand jedes Jahr am ersten Fastensonntag statt. Der Zug wurde vom Saarlouiser Maire, den Schöffen, sowie den ehemaligen Maires angeführt. Es folgten die Neuvermählten und eine große Menge von Zuschauern. Die jungen Paare, die unter Androhung einer Strafzahlung von zwei Franken an der Teilnahme der Prozession verpflichtet waren, trugen Strohbündel, die sie am Gipfel des 343 m hohen Limberges in Form des Lothringer Kreuzes aufstellten. Das Paar, das als letztes die Ehe geschlossen hatte, durfte abends das Strohkreuz anzünden. Die erste Station der Wallfahrt war der Platz des früheren Wallerfanger Kapuzinerklosters in der Wallerfanger Engt, heute der Standort des Villeroyschen Schlosses. Anschließend zog die Prozession weiter auf den Berg. Die Neuvermählten entrichteten der Stadtverwaltung von Saarlouis eine Geldgebühr, dem Förster auf der Siersburg eine Kanne mit Wein, ein Weißbrot und einen Hering und zahlten dem Herzog von Lothringen eine kleine Steuer. Die Wallfahrt der Neuvermählten wurde in dieser Form im Jahr 1741 abgeschafft. Der Brauch dürfte ein älterer Wallerfanger Volksbrauch gewesen sein, den man dann nach Saarlouis übertrug.
Der Saarlouiser Festungsgouverneur Thomas de Choisy hatte bereits im Jahr 1680 eine Kapelle auf dem Limberg für Bauarbeiter und Soldaten der zu errichtenden Festungsstadt bauen lassen, in der heilige Messen durch einen Karmeliterpater abgehalten wurden, doch bereits seit dem Mittelalter hatte hier ein von Mönchen betreutes Kirchlein gestanden. Der Limberg wurde von Choisy als Steinbruch für die Festung Saarlouis benutzt. Die Bauarbeiter waren in Baracken auf dem Berg untergebracht. Am 31. August 1682 gab die erzbischöfliche Behörde in Trier die Erlaubnis zur Benediktion einer neuen Kapelle auf dem Limberg, die durch Franziskanereremiten betreut wurde. Mit dem Ende der Festungsarbeiten wurde die Bauarbeitersiedlung auf dem Limberg mitsamt der behelfsmäßigen Kapelle abgebrochen. Allerdings errichtete man auf Initiative eines Einsiedlers und verschiedener Saarlouiser Bürger auf dem Limberg eine steinerne Kapelle, die von der Pfarrei Itzbach (1937 in Siersburg umbenannt) bzw. Rehlingen betreut wurde.
In den Jahren 1722 bis 1727 fertigte der Metzer Steinbildhauer Pierrar de Corail mit seinen Gesellen im Auftrag des Eremiten Claude Virion eine Kalvarienberg-Anlage mit zunächst sieben, dann acht Fußfall-Stationen, die am Fuß des Limberges mit einer Ölbergszene begann und auf dem Gipfel des Berges mit einer Heilig-Grab-Kapelle endete. Die steinernen Figurengruppen waren in annähernder Lebensgröße ausgeführt.
Die Einsiedelei auf dem Limberg schloss sich in Regel und Lebensweise der deutschen Kongregation der Eremitenbrüder vom heiligen Johannes dem Täufer an. Alle drei Jahre führte die Trierer erzbischöfliche Behörde eine Visitation der Limberger Eremitage durch. Die Heilig-Grab-Kapelle wurde in den Jahren 1738 bis 1741 um eine Muttergotteskapelle mit Gartenanlage erweitert. Der Sakralbau verfügte über drei Altäre (Muttergottes-Hochaltar, Nebenaltäre für den hl. Josef und den hl. Antonius), Beichtstühle, eine Glocke, ausreichende Vasa sacra sowie Paramente. Unter dem Hochaltar der Kapelle befand sich in einer Krypta das Heilige Grab. Allerdings scheint die Kapelle, die sich zunehmend zu einer Wallfahrtskapelle entwickelte, nie geweiht worden zu sein. Patroziniumsfest der Kapelle war der 16. April. Zusätzlich befand sich in einiger Entfernung zur Kapelle eine Statio, die der heiligen Maria Magdalena gewidmet war. In dieser Statio war eine angeblich wundertätige Quelle gefasst, die von Mädchen und Witwen aufgesucht wurde, um einen Ehegatten zu erbitten. Als Opfergaben ließ man diesbezüglich kleine Holzkreuze an der Quelle zurück. Da sich der Weg von Itzbach bis zum Oberlimberg für den betreuenden Priester als zu weit herausgestellt hatte, versahen die Wallerfanger Augustinerchorherren zunehmend die gottesdienstlichen Handlungen.
Patronatsherr der Kapelle war laut Visitationsprotokoll des Jahres 1741 der Herzog von Lothringen und vormalige König von Polen, Stanislaus I. Leszczyński, der am 30. Juni 1751 die unbeschuhten Karmeliter der lothringischen Ordensprovinz zur Seelsorge auf den Limberg berief. In der Eremitage wurde mit Zustimmung der bischöflichen Behörde in Trier vom 29. August 1759 ein kleines Hospiz eingerichtet, das von zwei Patres und einem Laienbruder betreut wurde. Der Trierer Erzbischof Franz Georg von Schönborn gab der Anlage den Titel „Maria vom Berge Karmel“. Patroziniumstag dieser Kapelle war nun der 16. Juli, das Fest Unsere Liebe Frau auf dem Berge Karmel, das sogenannte Skapulierfest.
Der Klosterbau auf dem Limberg war an die Nordseite der Kirche angebaut. Er war unterkellert und erhob sich über zwei Stockwerke. Reste der Kapelle haben sich bis heute in der Hofscheune des ehemaligen Gutshofes bei der Kapelle des Jahres 1827 erhalten. Die Krypta unter der Scheune wurde bei einer Neueindeckung des Scheunendaches in den 1970er Jahren von den Bauarbeitern zu großen Teilen mit Ziegelschutt verfüllt, sodass man sie heute nur noch gebückt begehen kann.
Für das Jahr 1783 berichtet der Itzbacher Pfarrer Motte, dass es bei den Wallfahrten am Josefstag (19. März), an Mariae Verkündigung (25. März) sowie an Mariae Geburt (8. September) im Anschluss an die Wallfahrten vermehrt zu Ausschweifungen „zum Verderben der Jugend beiderlei Geschlechts und zum Ärger des Guten“ gekommen sei. Im Jahr 1784 gaben die Karmeliter die Niederlassung auf dem Limberg aus Mangel an geeignetem Ordensnachwuchs auf und die Anlage ging mit Wirkung vom 18. Dezember 1788 durch königlichen Erlass Ludwigs XVI. in die Obhut des Franziskanerklosters in Sierck über, das im Jahr 1627 gegründet worden war und zur Kölnischen Ordensprovinz gehörte. Doch bereits seit dem Jahr 1785 hatten die Siercker Mönche die Limberger Kapelle seelsorglich betreut.
Im Zuge der Französischen Revolution wurde die Anlage auf dem Limberg mit einer Fläche von etwa 10 Morgen im Jahr 1791 enteignet und verpachtet und die Mönche wurden vertrieben, wobei der Pächter Poligny aus Niederlimberg die Kapelle für Pilger offen ließ. Dagegen schritt die revolutionäre Distriktsverwaltung ein und verkaufte das Areal am 16. März 1792 für 3500 Livres an die Gebrüder Antonius und Matthias Capitaine aus Felsberg, die die Gebäude verkommen ließen und die Ländereien weiterveräußerten. Während des antikirchlichen Kampfes der Französischen Revolution wurden die acht Skulpturengruppen des Pierrar de Corail und seiner Schüler von Revolutionsaktivisten zerschlagen. Die Trümmer befinden sich nach einer Sicherung im Jahr 1930 noch heute auf dem Limberg. Skulpturen der schlafenden Jünger werden im Villeroyschen Gutshof auf dem Limberg aufbewahrt, die übrigen Jünger und eine Pietà-Darstellung in der Scheune auf dem Limbergplateau. Auf dem Torso der Muttergottes ist noch die Inschrift „Corail fecit 1722“ erkennbar. Die zerstörte Gruppe der schlafenden Jünger Jesu hatten Corails Schüler in den Jahren 1726/1727 gefertigt. Die Wallerfanger Gewannnamen „Beim Kloster“ sowie „Kapellenberg“ erinnern in ihrer Namensgebung bis heute an die religiöse Geschichte des Ortes.
Die Ordensprovinz gab den Anspruch auf die Anlage allerdings auch noch in der Revolution nicht auf und ernannte weiterhin Obere: bis 1794 war dies Pater Ananias Helbron aus Hilbringen und im Jahr 1797 wurde Pater Chrysostomus Jansen aus Oberleuken ernannt. Im Jahr 1802 löste man die Ordensprovinz selbst auf.
Erst im Jahr 1827 ließ Louis Villeroy die heute noch bestehende Kapelle für sein Hofgut auf dem Limberg errichten. Im Jahr 1840 wurde durch die Familie von Louis Villeroy ebenfalls ein neuer Kreuzweg errichtet. Zwischen der neunten und zehnten Kreuzwegstation steht eine neogotische Kreuzigungsgruppe. Im Kriegswinter 1944/1945 wurde die Skulpturengruppe bei den schweren Kämpfen zwischen der deutschen Wehrmacht und der US-Armee stark beschädigt. In neogotischer Rahmung ist auf dem Sockel des Kruzifixus eine weiße Marmortafel angebracht. Ihre französische Inschrift, die sich an Mt 11,28  orientiert, lautet: „Venez à moi vous qui êtes affligés MDCCCXXXX“ (dt. Übersetzung: Kommt zu mir, die ihr betrübt seid, 1840.) Die Kreuzigungsszene thematisiert eine Stelle der Passionsgeschichte nach dem Johannesevangelium (Joh 19,25-27 ):

„Bei dem Kreuz Jesu standen seine Mutter und die Schwester seiner Mutter, Maria, die Frau des Klopas, und Maria von Magdala. Als Jesus seine Mutter sah und bei ihr den Jünger, den er liebte, sagte er zu seiner Mutter: Frau, siehe, dein Sohn! Dann sagte er zu dem Jünger: Siehe, deine Mutter! Und von jener Stunde an nahm sie der Jünger zu sich.“

Während die Mutter Jesu mit ineinandergreifenden Fingern in Hüfthöhe im Schmerz versunken zu Boden blickt, wendet sich der gekreuzigte Jesus ihr zu. Der neben dem Kreuz stehende jugendliche Jünger, der in der christlichen Tradition mit dem Lieblingsjünger Johannes identifiziert wird, schaut mit leidvollem Blick zu Jesus auf und hat die Hände vor seiner Brust gefaltet.
Ein weiteres steinernes Kreuz, der sogenannte „Große Herrgott“, steht auf dem Plateau des Limberges am Waldweg von Oberlimberg zur Limbergkapelle. Das in den Stilformen des späten Barock im Jahr 1810 errichtete Wegekreuz wurde der Überlieferung nach von einem Forstbeamten errichtet. Er soll im Wald auf dem Limberg ein Wolffangeisen ausgelegt haben, das unglücklicherweise hier einem Familienmitglied zum tödlichen Vergängnis wurde. Der Sockel des Wegekreuzes zeigt ein Relief der Heiligen Familie beim sogenannten Heiligen Wandel. Die Darstellung der Heiligen Familie könnte sich auf das zerstörte Familienglück des Forstbeamten beziehen. Oberhalb der Sockelmensa hält ein Putto eine volutenflankierte Banderole mit der Inschrift „O crux ave spes unica“ (dt. Übersetzung: Sei gegrüßt, oh Kreuz, du einzige Hoffnung). Das Wegekreuz „Großer Herrgott“ wurde im Jahr 1979 restauriert.
Bis zum heutigen Tage ziehen zahlreiche Menschen traditionell am Karfreitag auf den Limberg. Der knapp zwei Kilometer lange Herrgottsweg hoch zur Kapelle wird von Kreuzwegstationen gesäumt. Die Gläubigen basteln aus Zweigen kleine Kreuzchen und legen sie am Fuße der Stationen nach der Verrichtung von stillen Gebeten nieder. Anschließend stärken sich die Pilger am Gipfel des Berges mit Quarkbroten („Kässchmieren“) oder Kartoffelpuffern („Grumbeerkeïchelcha“). Beim Verzehr der Karfreitagspeisen darf in Rücksicht auf den Todestag Jesu Christi keine Musik gespielt werden.

Reste der von Revolutionsaktivisten geschändeten Fußfälle von Pierrar de Corail
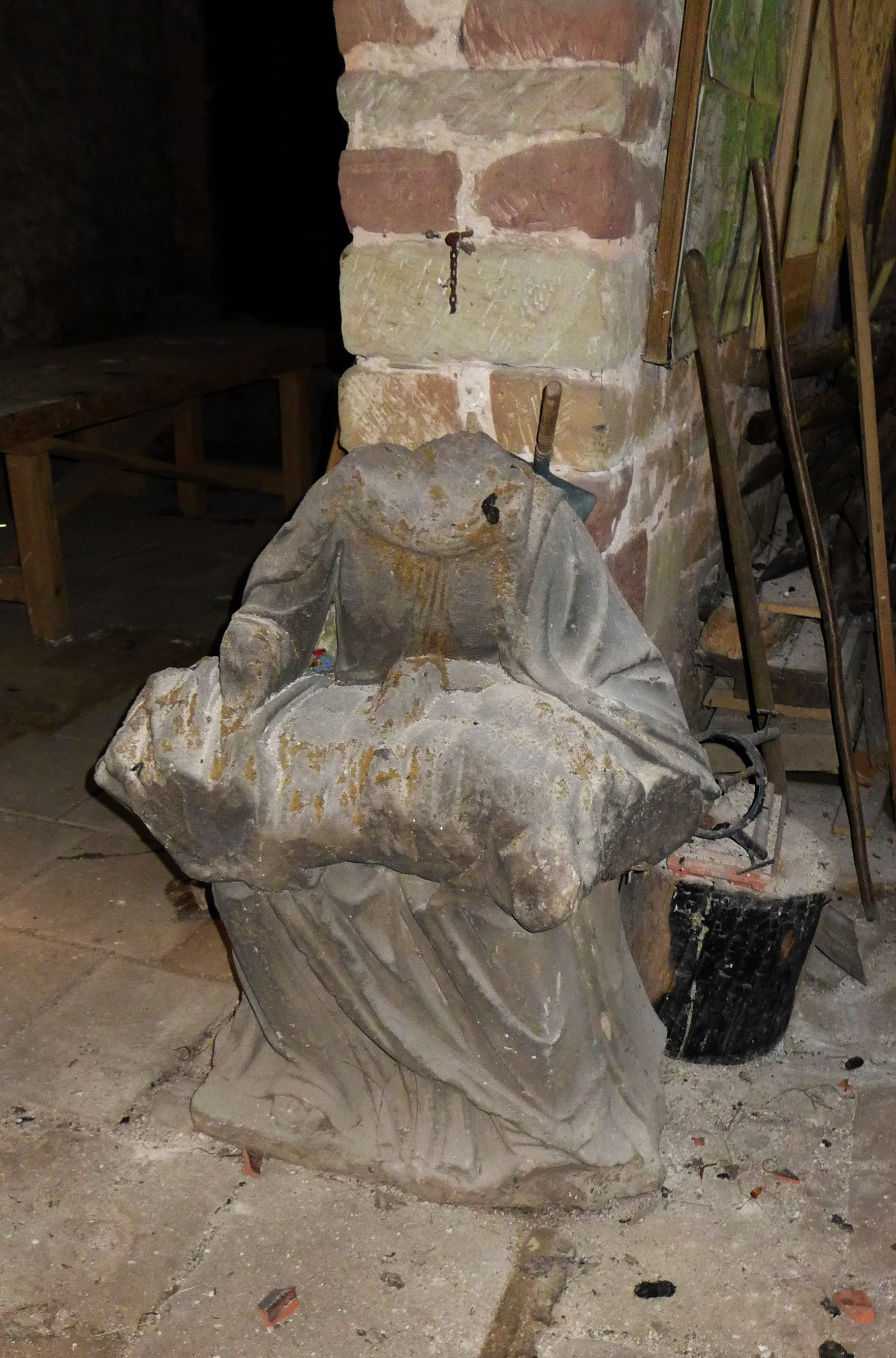
Wallerfangen, Reste der von Revolutionsaktivisten geschändeten Fußfälle von Pierrar de Corail, Pietà-Darstellung
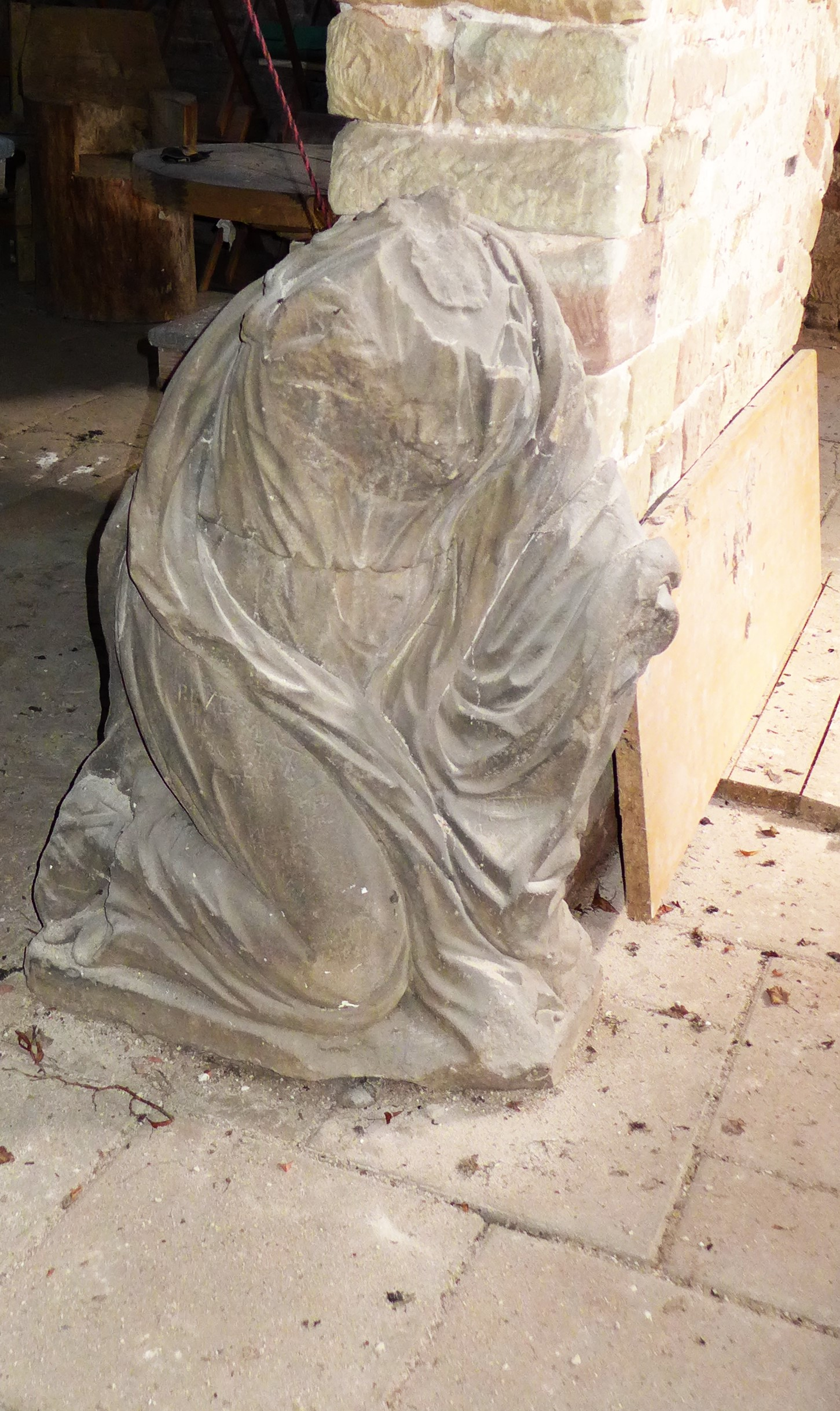
Wallerfangen, Reste der von Revolutionsaktivisten geschändeten Fußfälle von Pierrar de Corail, Kniender Jünger
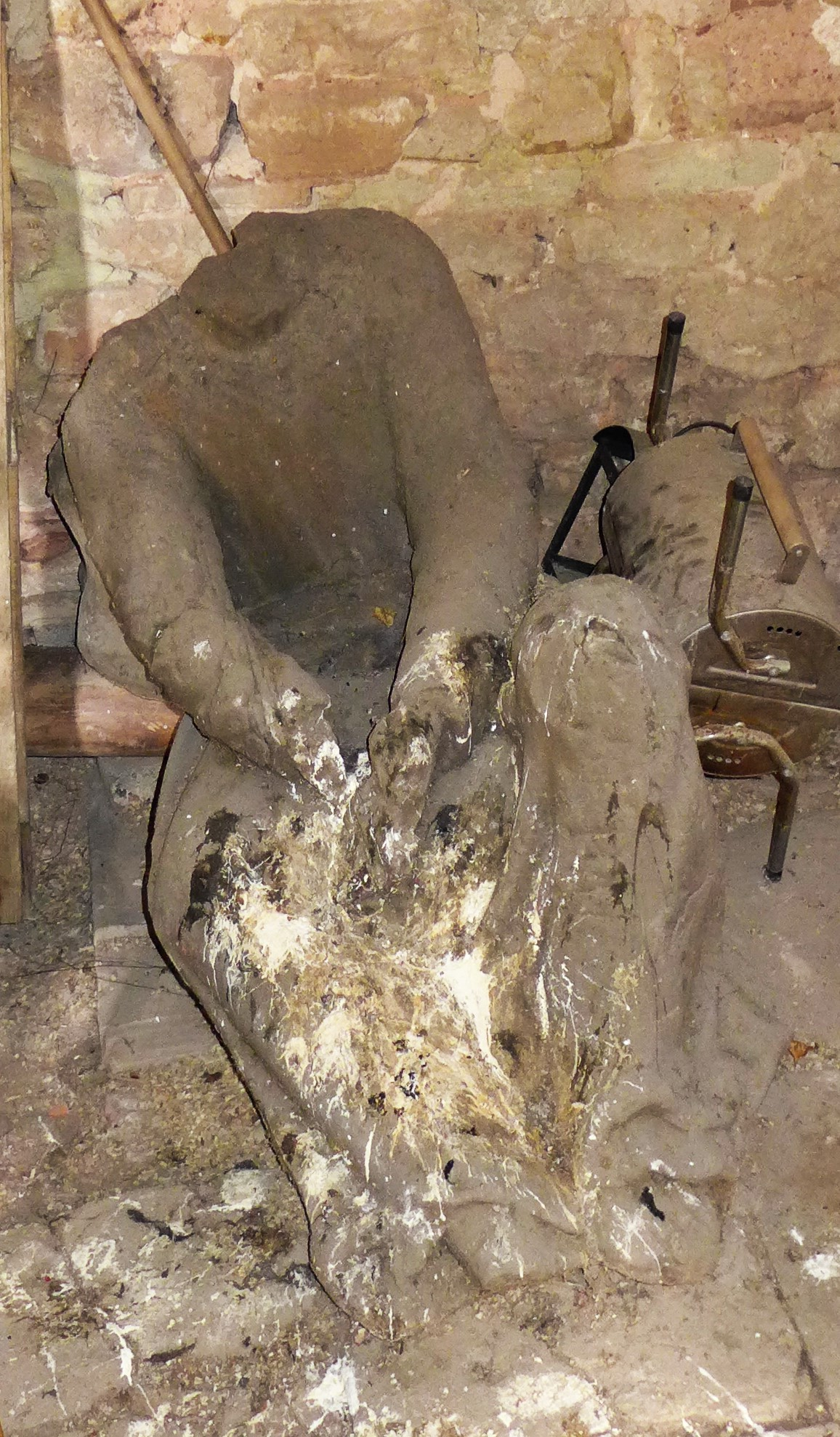
Wallerfangen, Reste der von Revolutionsaktivisten geschändeten Fußfälle von Pierrar de Corail, Sitzender Jünger
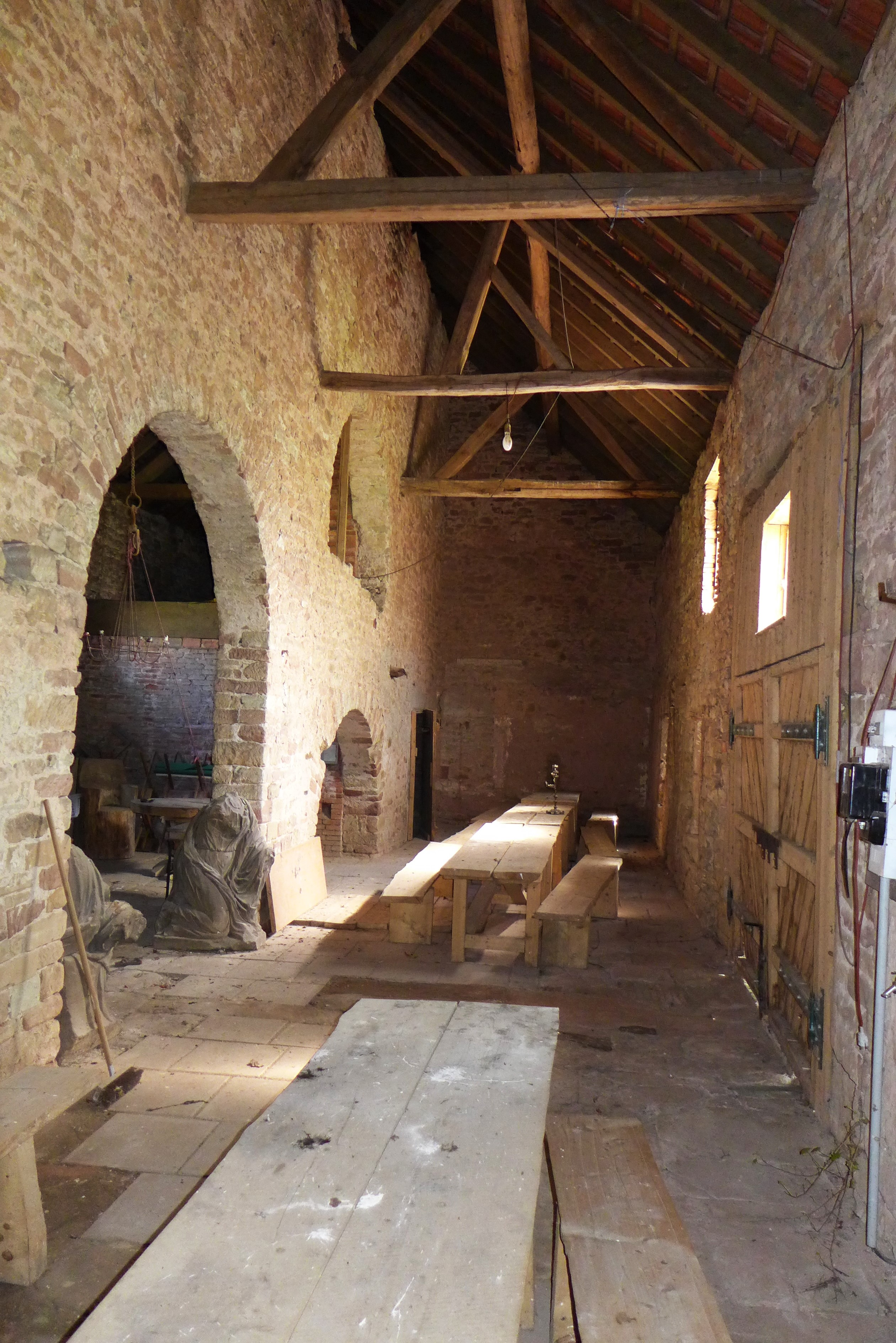
Wallerfangen, Scheune im ehemaligen Klosterareal auf dem Limberg, wo die geschändeten Fußfälle von Pierrar de Corail, teilweise aufbewahrt werden

## Infrastruktur und Wirtschaft

### Verkehr
Antike
In der Antike bildete die gallo-römischen Siedlung Contiomagus, heute Pachten, auf der Wallerfangen gegenüberliegenden Saarseite den Kreuzungspunkt der Fernstraßen Metz-Mainz und Trier-Straßburg. Unmittelbar saarabwärts des Kastells von Contiomagus befand sich bis zum Beginn des 20. Jahrhunderts eine Saarfurt. An dieser Stelle unternahmen die US-amerikanischen Truppen im Kriegswinter 1944/45 auch den Übergang über die Saar. Die 90. US-Infanteriedivision konnte in der Nikolausnacht (5./6. Dezember) 1944 frühmorgens die Hochwasser führende Saar zwischen der Wallerfanger Brücke und Rehlingen an vier Stellen mit Sturmbooten überqueren und einen Brückenkopf bilden. Im Laufe des Tages gelang es den US-Amerikanern darüber hinaus, einen provisorischen Fußsteg über die Saar zu schlagen.
Die Trasse der Römerstraße von Metz nach Mainz lief durch das Niedtal und überquerte bei Contiomagus die Saar, um im weiteren Verlauf an den Ufern der Prims und der Theel über Lebach und Tholey an den Rhein zu führen. Im Jahr 244 n. Chr. wurde der Saarübergang durch den Bau einer Holzbrücke bei Contiomagus verbessert. Die Straße von Trier nach Straßburg teilte sich bei Zerf. Die südliche Trasse traf bei Beckingen auf das Saartal und ging über Contiomagus und Saarbrücken nach Straßburg, während die nördliche Trasse über Tholey und Schwarzenacker verlief, um sich dann wieder mit der Saartalroute zu vereinigen. Beide Trassen waren über die Querverbindungen Contiomagus-Tholey und Saarbrücken-Schwarzenacker miteinander verbunden.
Mittelalter und frühe Neuzeit
Zur Kontrolle der Fernstraßenkreuzung wurde im Mittelalter, vermutlich um 1100, die Siersburg gebaut. In der frühen Neuzeit führte ein Fernhandelsweg von Italien nach Flandern am Limberg entlang. Der Weg führte von Mailand über Straßburg nach Saarbrücken, verließ das Saartal am Fuße der Siersburg, überquerte die Niedbrücke bei Siersdorf, lief über Sierck an der Mosel nach Luxemburg und von dort über Brüssel an die untere Schelde.
Auf der rechten Saarseite lief durch Dillingen die mittelalterliche Straße, die Saarbrücken über Fraulautern mit Trier verband.
Darüber hinaus führte eine Straße aus dem Tal der lothringischen Seille über Wallerfangen nach Dillingen. Auf dieser Straße wurde Holz von der oberen und mittleren Saar, Salz aus Château-Salins und Dieuze sowie Kohle aus der Umgebung von Saarbrücken transportiert.

#### Straßenverkehr
Wallerfangen ist über mehrere Autobahnanschlussstellen an das nationale und internationale Fernstraßennetz angebunden. Dies geschieht über die A 8 und die A 620. Über die B 405 besteht ab Ittersdorf eine direkte Verbindung nach Frankreich.

#### Eisenbahn
Die nächsten Bahnhöfe sind:
- Der im Jahr 1858 eröffnete Bahnhof Dillingen (Saar). Er ist ein Bahnknoten an der Saarstrecke der Deutschen Bahn (Saarbrücken-Trier-Koblenz) mit Abzweig der Niedtalbahn ins französische Thionville sowie der Primstalbahn.
- Der Saarlouiser Hauptbahnhof (zuerst 1858 in Fraulautern, ab 1912 in Roden)

Der Hauptbahnhof Saarlouis und der Bahnhof Dillingen/Saar sind mit öffentlichen Verkehrsmitteln von Wallerfangen aus zu erreichen.

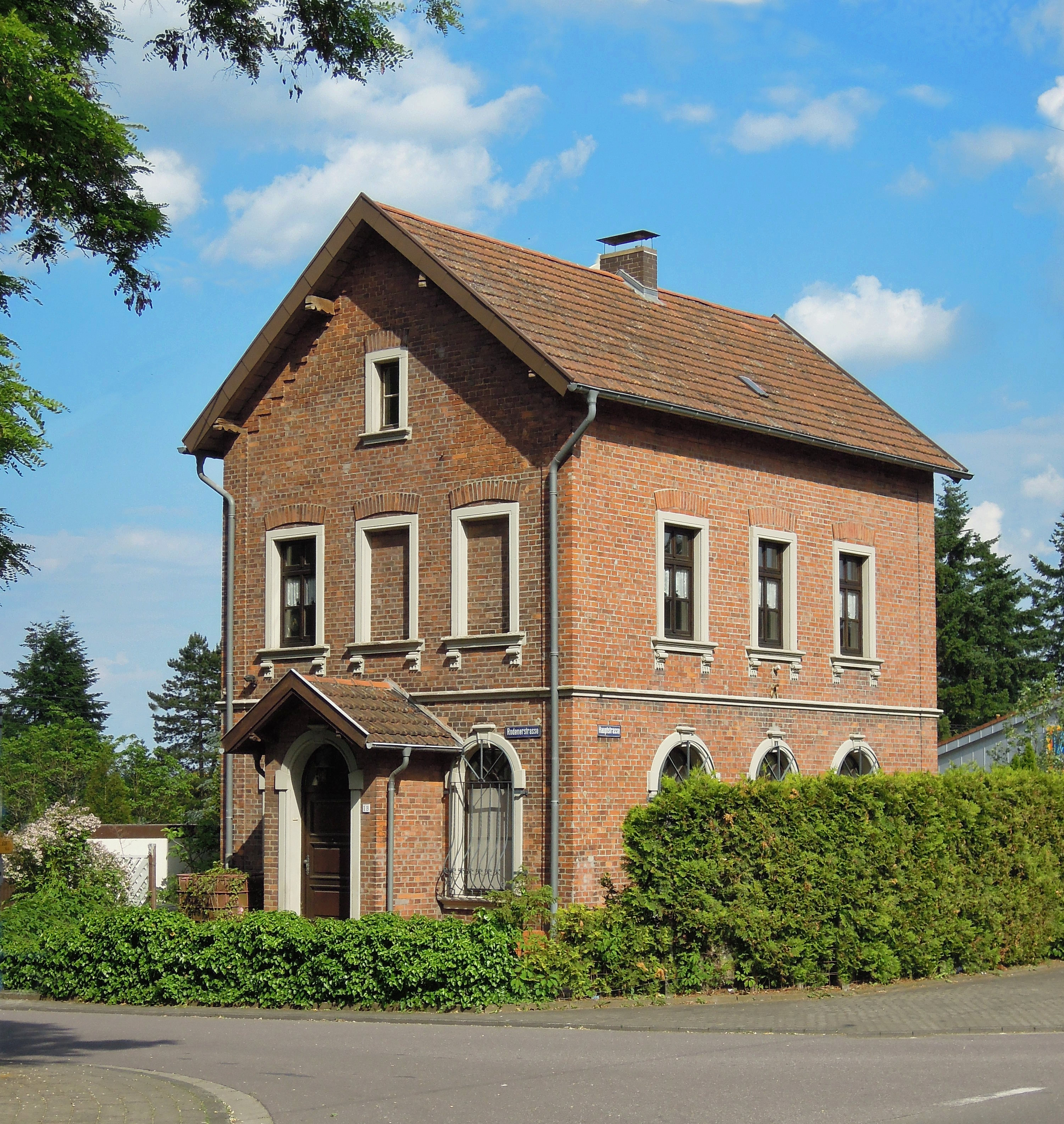
Wallerfangen, Bahnhof
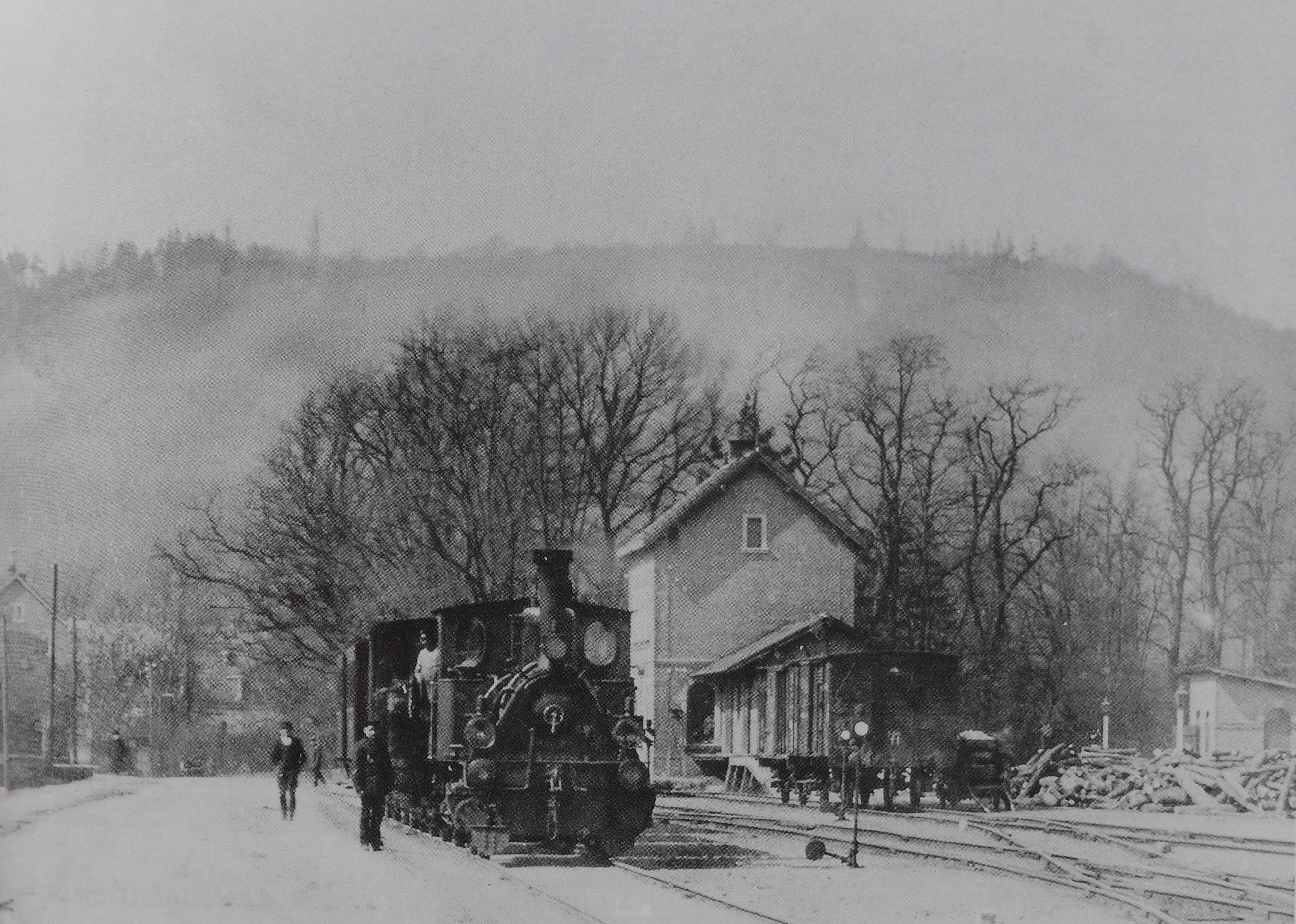
Wallerfangen, Bahnhof mit Eisenbahnwagons um das Jahr 1897, im Hintergrund der Limberg (Archiv des Vereins für Heimatforschung Wallerfangen)
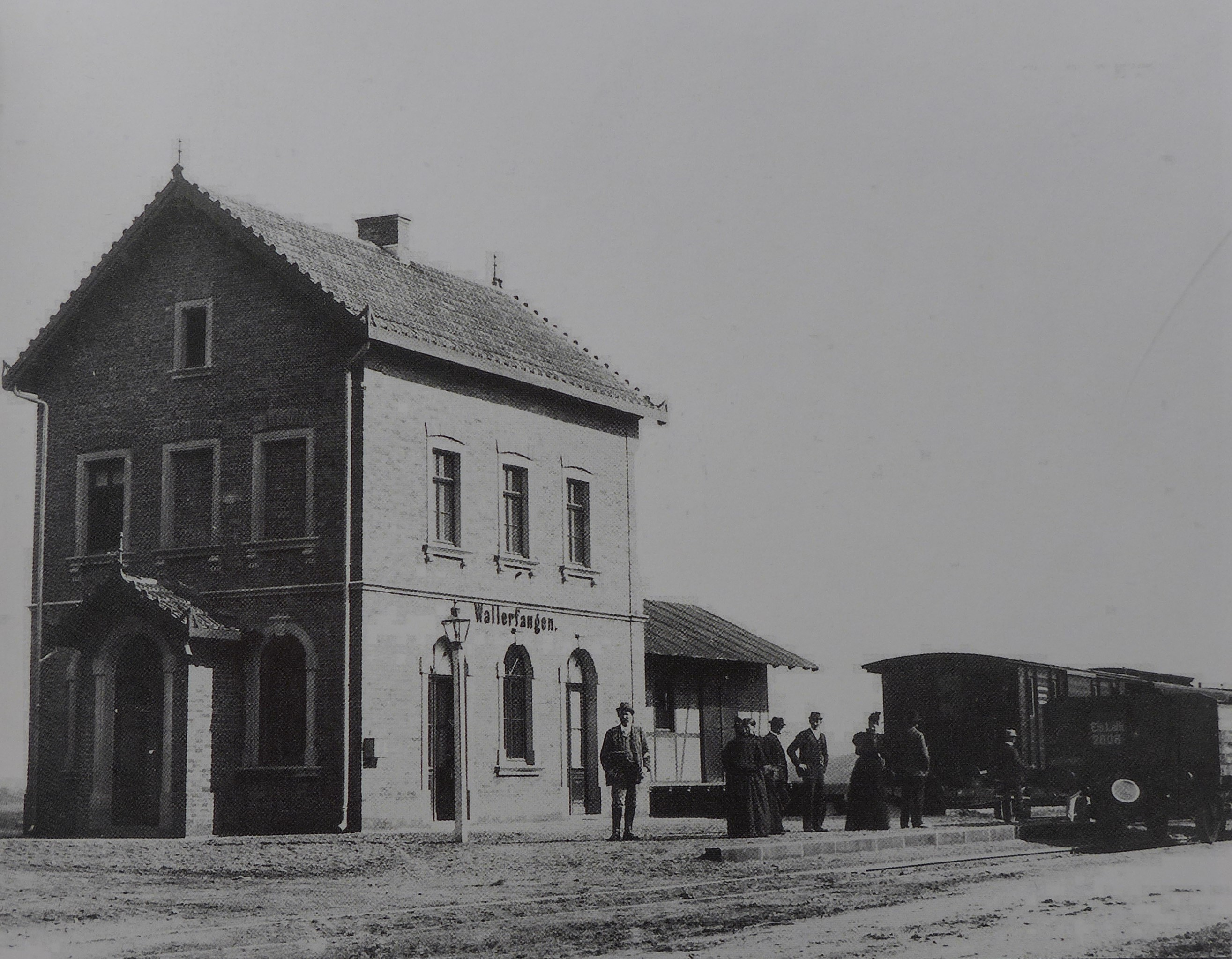
Wallerfangen, Empfangsgebäude des Bahnhofes um das Jahr 1897 (Archiv des Vereins für Heimatforschung Wallerfangen)

Bis zum Jahr 1955 hatte Wallerfangen noch einen eigenen Bahnanschluss. Im Jahr 1894 hatte der Saarlouiser Stadtrat beschlossen, eine normalspurige, dampfbetriebene Kleinbahn von Wallerfangen über Saarlouis nach Ensdorf zu bauen. Mit dieser Bahn sollte die Wallerfanger Steingutfabrik über Saarlouis an die Saarstrecke zwischen Trier und Saarbrücken angebunden werden. Der Vertrag zur Herstellung der Bahnverbindung wurde am 7. April 1894 unterzeichnet. Die Genehmigung der königlich-preußischen Regierungsbehörde in Trier erging am 10. Dezember 1895. Die Bauarbeiten für die 10,17 km lange Strecke von Ensdorf nach Wallerfangen begannen am 1. September 1896.
Der erste Zug verkehrte am 28. Juli 1897, die allgemeine Inbetriebnahme erfolgte am 1. August 1897.
Zum Zeitpunkt des Betriebsbeginnes besaß die Kleinbahn zwei Lokomotiven der preußischen Bauart T 2. Darüber hinaus verfügte die Kleinbahn über drei zweiachsige Personenwagen, einen Postwagen, vier Güterwagen sowie zwei Spezialwagen. Durch eine dritte Lokomotive seit dem Jahr 1910 konnte man den Güterverkehr vom Personenverkehr trennen. Im Jahr 1921 elektrifizierte man die Strecke. Nur die Strecke vom Bahnhof Wallerfangen bis zur Steingutfabrik blieb weiterhin dampfbetrieben. Im Jahr 1930 stellte man den Güterverkehr vom Kleinbahnhof zur Fabrik ein. Der gesamte Bahnbetrieb wurde im Jahr 1955 aufgegeben.
Die Betriebsführung der Strecke unterstand zunächst der Berliner Eisenbahnbau- und Betriebsgesellschaft Vering & Waechter. Am 16. Februar 1899 wurde die Strecke von der Deutschen Eisenbahnbetriebsgesellschaft übernommen, die den Betrieb im Jahr 1918 an den Landkreis Saarlouis abgab.
Das Bahnhofsgebäude, das sich bis heute in der Wallerfanger Hauptstraße erhalten hat, ist ein zweigeschossiger Ziegelbau mit drei Fensterachsen. Im Untergeschoss sind die Fenster mit Sandsteingewänden rundbogig, im Obergeschoss hochrechteckig. Das Gebäude wird von einem Satteldach gedeckt, dessen ursprüngliche Ortgangverzierung nicht mehr erhalten ist. Die vorderen rundbogigen Portale sind nicht mehr zugänglich. Der seitliche Eingang zeigt noch einen kleinen, sattelgedeckten Vorbau. Die kleine Güterbahnhofshalle in Sichtfachwerk wurde entfernt.
Vor dem Bau der Eisenbahn in Wallerfangen war man hinsichtlich des Transportes auf Pferdefuhrwerke angewiesen. Eine Wechselstation für 20 Pferde befand sich in einem heute noch bestehenden Haus aus dem Jahr 1843 in der Hauptstraße (heute Hauptstraße 34). In dem Gebäude wurde auch ein Gasthaus betrieben.

#### Saarbrücke
Verzögert durch den Ersten Weltkrieg konnte die erste Saarbrücke zwischen Wallerfangen und Dillingen erst im Jahr 1929 durch Sir Ernest Wilton, den britischen Präsidenten der Regierungskommission des Saargebietes, dem Verkehr übergeben werden.

#### Öffentlicher Personennahverkehr
Das Gemeindegebiet ist durch mehrere Linien der Kreisverkehrsbetriebe vernetzt und mit dem Umland verbunden.

#### Flughäfen im näheren Umkreis

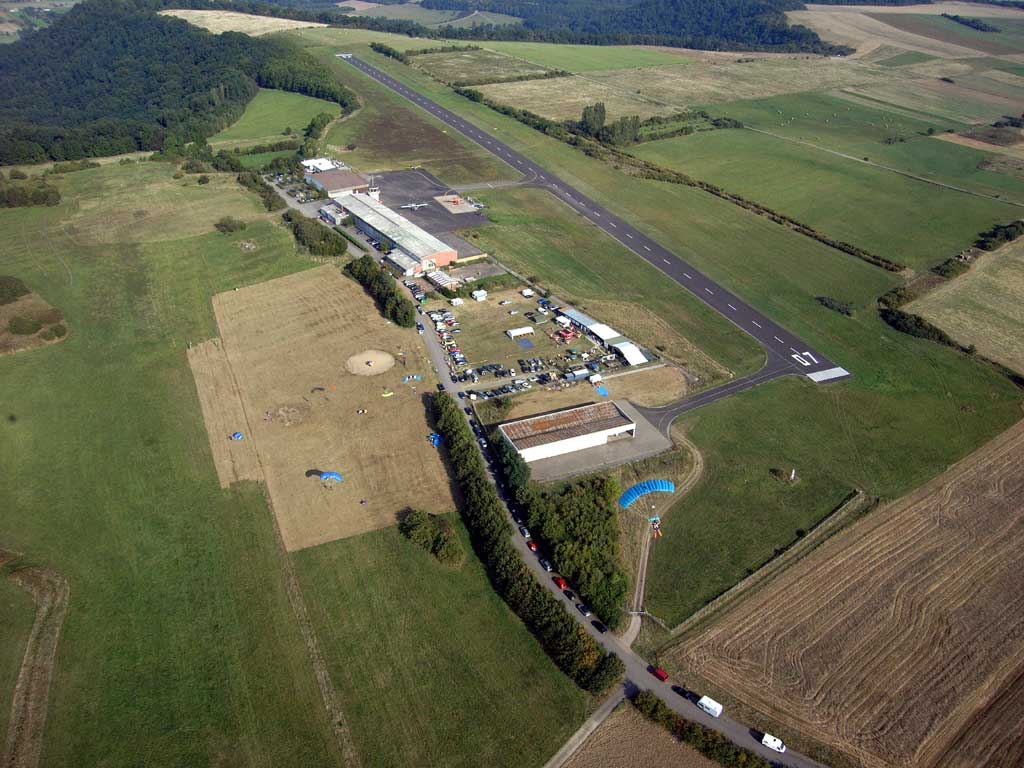
Flugplatz im Wallerfanger Ortsteil Düren

In einem Radius von 100 km finden sich mehrere Flughäfen, von denen besonders erwähnenswert sind:
- Saarbrücken-Ensheim
- Luxembourg-Findel
- Lautzenhausen-Hahn im Hunsrück
- Saarlouis-Düren als Verkehrslandeplatz für Privatmaschinen im Wallerfanger Ortsteil Düren
- Segelfluggelände Dillingen in Diefflen

#### Schiffsverkehr
Die nächstgelegene, wirtschaftlich nutzbare Schifffahrtsstraße ist die Saar. Der benachbarte Saarhafen Saarlouis/Dillingen weist einen Güterumschlag von mehr als drei Millionen Jahrestonnen auf. Er wurde im Jahr 1988 eröffnet.
Der historische Wallerfanger Saarhafen lag in der Wallerfanger Saarengt (heute Saaraltarm). Bis zum Jahr 1929 gab es in Wallerfangen keinen Brückenübergang über die Saar nach Dillingen und Pachten. Die nächste Saarbrücke befand sich in Saarlouis. So mussten bis zum Bau der Wallerfanger Saarbrücke im Jahr 1929 die Menschen per Fähre die Saar überqueren. Mit dem Bau der Saarbrücke wurde die Infrastruktur Wallerfangens wesentlich verbessert. Nun stand eine günstigere Verbindung zum Dillinger Bahnhof und zu den Produktionsanlagen der Dillinger Hütte zur Verfügung.

### Wasserversorgung

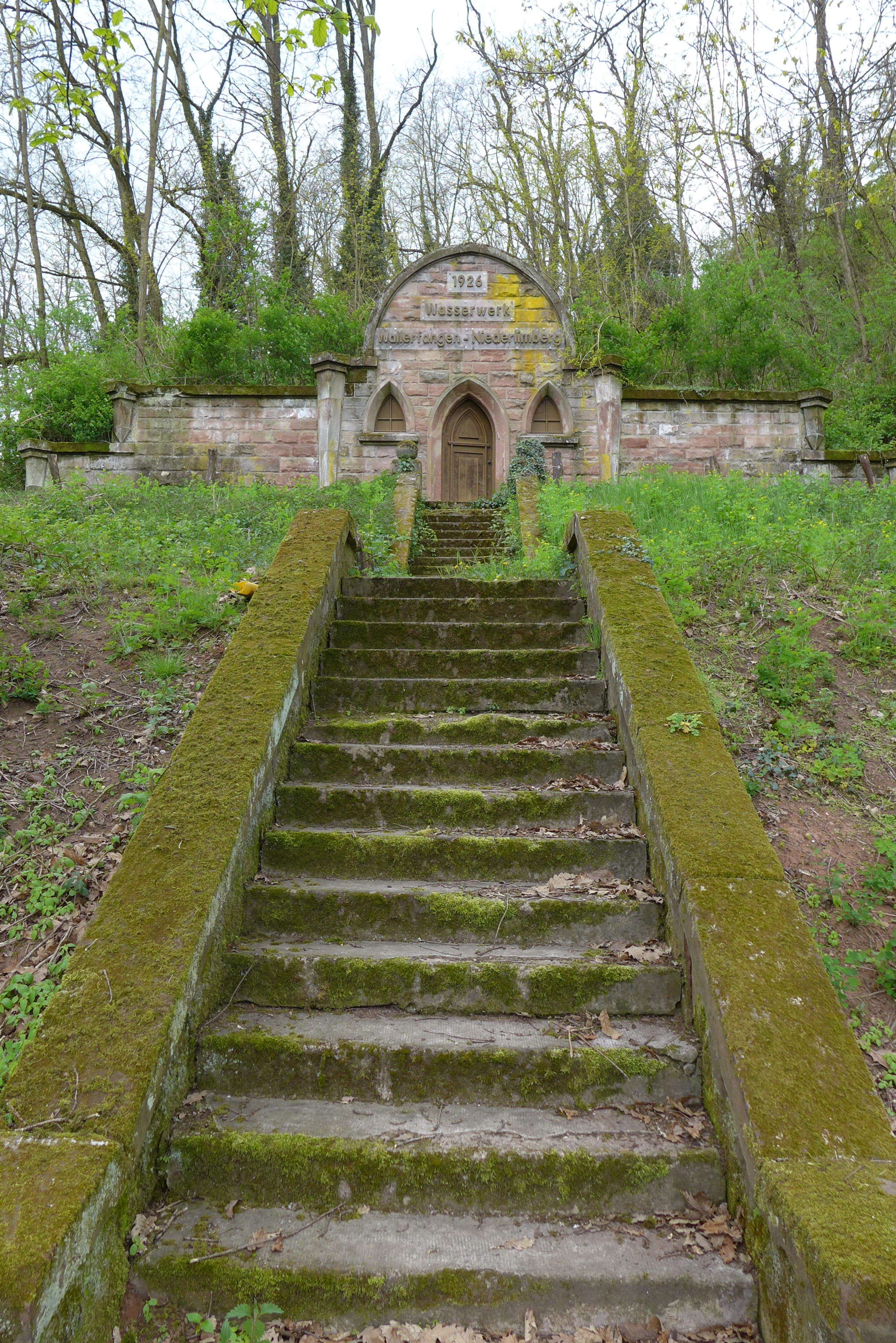
Wallerfangen, Trinkwasserhochbehälter Niederlimberg am Hansenberg

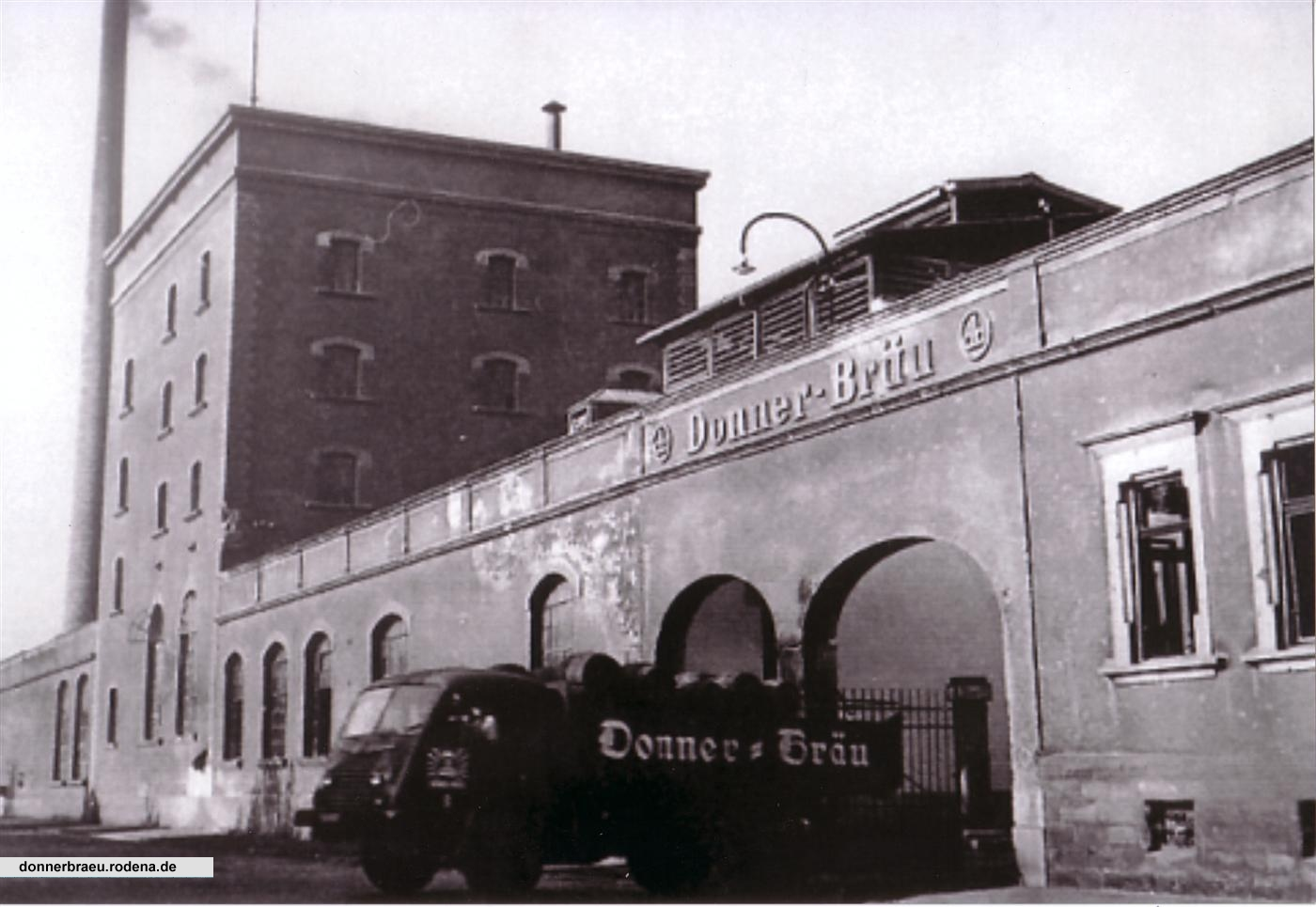
Donnerbrauerei in Saarlouis, hier wurde Bier mit Wasser aus Niederlimberg gebraut

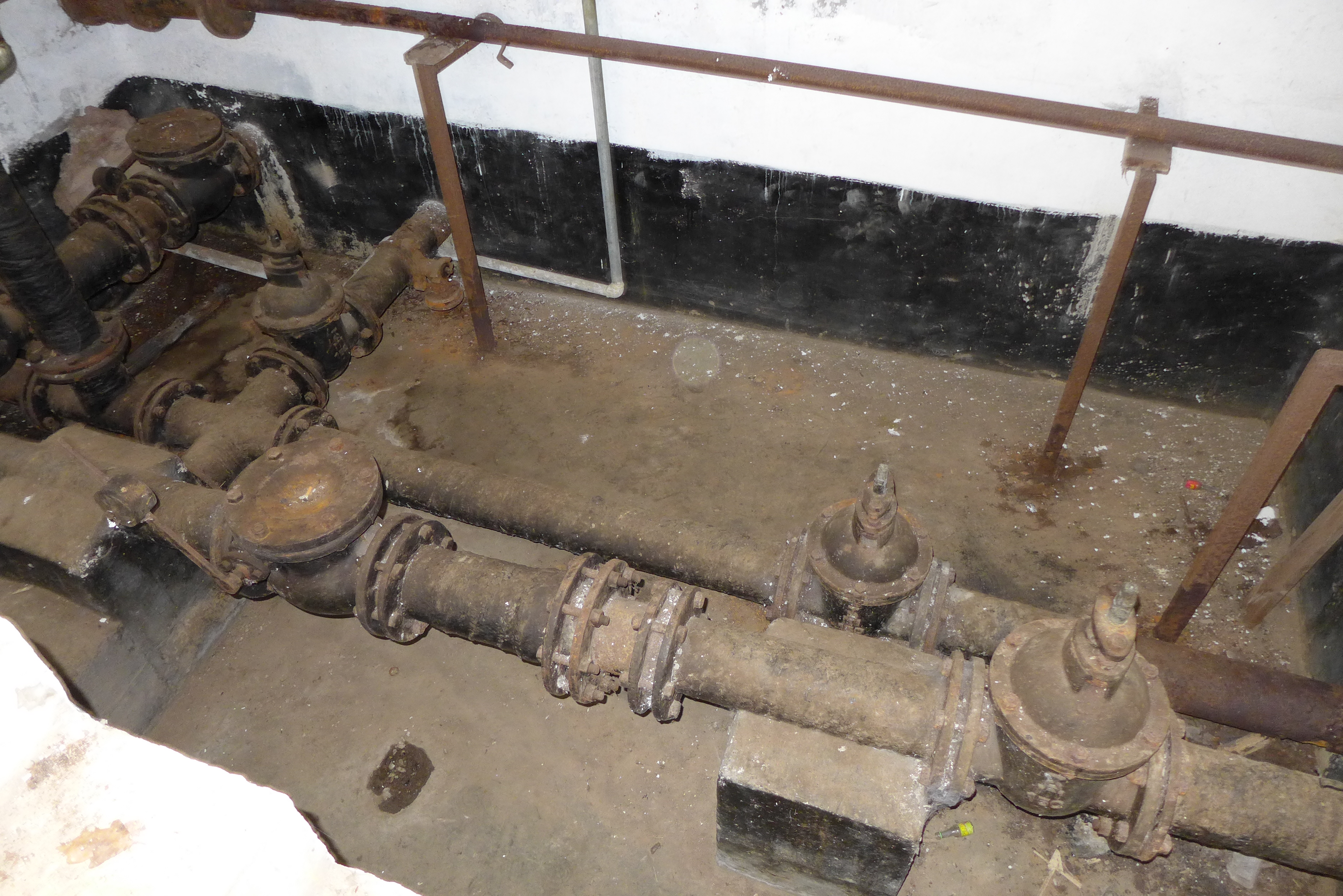
Wallerfangen, Ehemaliger Trinkwasserhochbehälter Niederlimberg

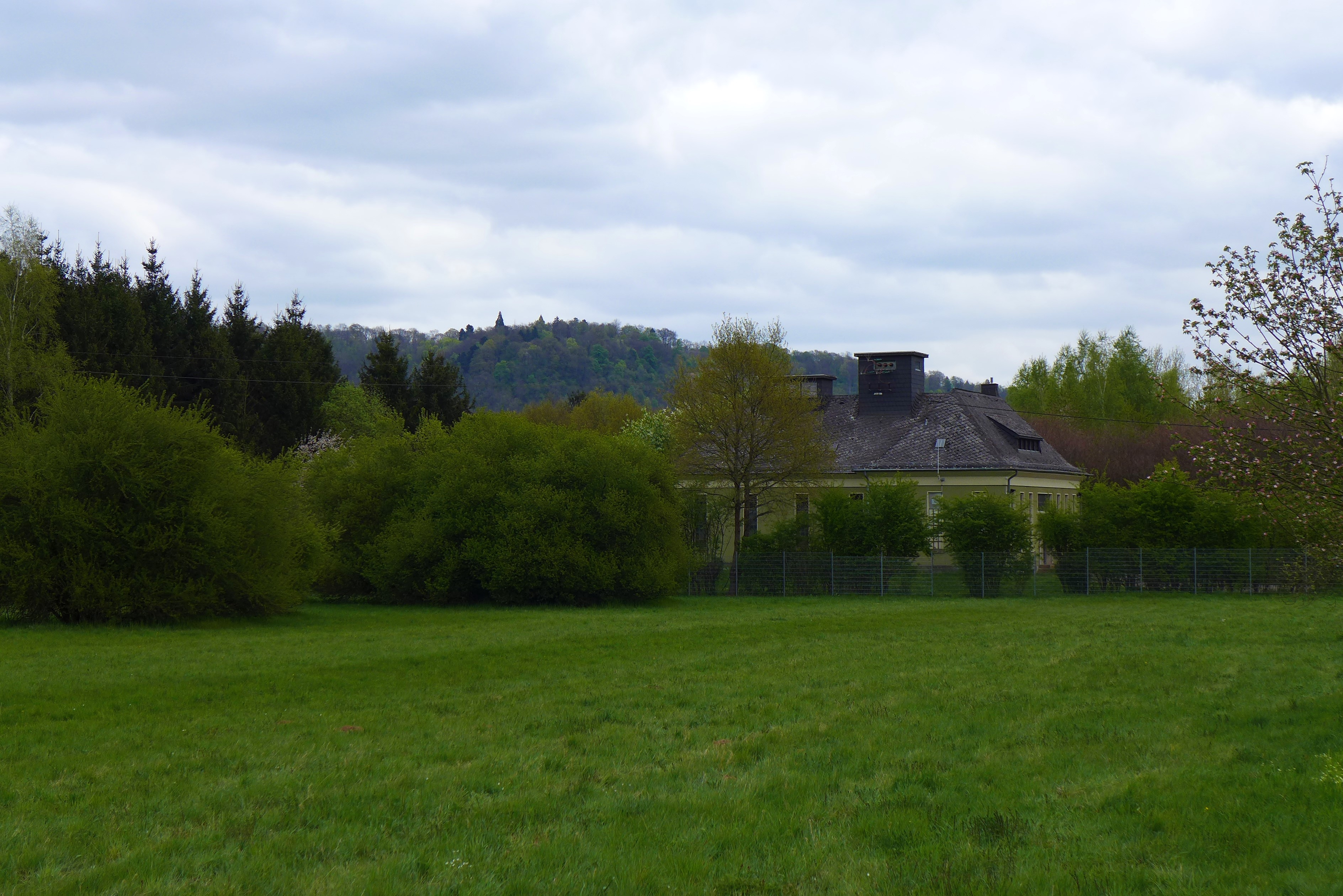
Wallerfangen, Wasserwerk „Schäferbruch“ im Blauloch

Der Trinkwasserhochbehälter „Niederlimberg“ wurde im Jahr 1928 für die Orte Wallerfangen, Niederlimberg und Beaumarais in Betrieb genommen. Die Sandsteinfassade des Gebäudes ist in einer Mischung aus Neogotik und kristallinem Expressionismus gestaltet. Der im Jahr 1706 entstandene Ort Niederlimberg wurde am 1. April 1936 nach Wallerfangen eingemeindet. Beaumarais, das mit der Zerstörung Wallerfangens und der Gründung der Stadt Saarlouis Ende des 17. Jahrhunderts entstanden war, wurde noch bis zum Jahr 1974 mit Niederlimberger Trinkwasser versorgt. Danach wurde es als Ortsteil der Stadt Saarlouis, zu der Beaumarais seit 1936 gehörte, an die dortige Trinkwasserversorgung angeschlossen. Der Trinkwasserhochbehälter Niederlimberg hat drei Wasserkammern. Insgesamt verfügt er über ein Fassungsvermögen von 350 Kubikmetern. 100 Kubikmeter Wasser waren für die Löschung von Bränden vorgesehen. Die Saarlouiser Donnerbrauerei wurde ebenfalls mit Trinkwasser aus Niederlimberg beliefert. Als mit dem Anwachsen der Einwohnerzahl von Niederlimberg, Wallerfangen und Beaumarais der Trinkwasserverbrauch stieg (Stand am 1. April 1936: Wallerfangen, 3673 Einwohner / Niederlimberg, 240 Einwohner), musste die Speicherkapazität erhöht werden. Im Jahr 1978 wurde der neue Trinkwasserhochbehälter „Lothringer Straße“ oberhalb des Trinkwasserhochbehälters „Niederlimberg“ mit einem Fassungsvermögen von 2000 Kubikmetern in Betrieb genommen und der Trinkwasserbehälter „Niederlimberg“ abgeschaltet.
Die Wasserversorgung der Gemeinde Wallerfangen erfolgt aktuell durch das Wasserwerk „Felsberger Straße“. Die Gauortsteile der Gemeinde Wallerfangen sowie der Ortsteil Niedaltdorf der Gemeinde Rehlingen-Siersburg werden über das Wasserwerk „Schäferbruch“ im Blauloch mit Wasser versorgt.

### Wirtschaft
Die wichtigsten Arbeitgeber in der unmittelbaren Umgebung Wallerfangens sind der Stahlindustrie sowie metallverarbeitenden Betrieben und dem Handwerk zuzuordnen. Beispiele dafür sind die Dillinger Hütte, die Bartz-Werke, die Dillinger Fabrik gelochter Bleche sowie die NEMAK-Alugießerei. Die Automobilbranche ist mit den Ford-Werken auf dem Saarlouiser Röderberg vertreten. In der Genussmittelindustrie sind die Werke der Firma Trumpf Schokolade in Fraulautern und Saarwellingen zu nennen. Zahlreiche Arbeitsplätze bieten auch verschiedene Einzelhandelsunternehmen. Die Arbeitslosenquote des Landkreises Saarlouis betrug im Juli 2020 6,1 %.

### Feuerwehr
Die Freiwillige Feuerwehr der Gemeinde Wallerfangen mit etwa 160 Mitgliedern setzt sich aus vier Löschbezirken zusammen:
- Löschbezirk 1: Wallerfangen
- Löschbezirk 2: Mitte
- Löschbezirk 3: Ittersdorf
- Löschbezirk 4: West

Die Feuerwehr unterhält seit 1951 einen Spielmannszug. Ab 1972 nahm man auch weibliche Mitglieder auf.
Im 17. Jahrhundert organisierte man in Wallerfangen erstmals eine Feuerlöschtruppe. Die heutige Freiwillige Feuerwehr gründete sich auf Gemeinderatsbeschluss vom 14. März 1822 am 3. Juni 1822. Die erste Uniformierung erfolgte im Mai 1851. Nach zwei großen Bränden in der Gemeinde in den Jahren 1878 und 1879 entschloss man sich am 29. Mai 1879, die kommunale Löschtruppe mit der Werkfeuerwehr der Steingutfabrik zusammenzulegen. So konnte man nach der Vereinigung drei Löschzüge aufstellen. Das Spritzenhaus befand sich nun gegenüber dem Eingang der Steingutfabrik. Zur Bereitstellung von Löschwasser wurde auf Initiative von Nicolas Adolphe de Galhau hin eine Wasserleitung mit Hydranten verlegt. Im Jahr 1981 errichtete man ein neues Feuerwehrhaus in der Sportplatzstraße.

## Medizinische Versorgung

### Krankenhäuser, Seniorenheime, Sozialdienstleister
- St. Nikolaus Hospital (Fachklinik für Geriatrie und Psychiatrie)
- Sophienstiftung Wallerfangen (St. Nikolaus-Hospital, Kinderheim, Altersheim)
- Wallerfanger Haus Christophorus der Caritas Trägergesellschaft Saarbrücken (Kinder- und Jugendhilfeeinrichtung)

Darüber hinaus befinden sich im Nachbarort Saarlouis zwei Kliniken:
- Marienhausklinikum St. Elisabeth
- Krankenhaus des DRK

Rotes Kreuz
Aus der im Jahr 1901 gegründeten Sanitätskolonne Wallerfangen entwickelte sich nach dem Ersten Weltkrieg der Ortsverein des Roten Kreuzes. Im Jahr 1937 schloss sich der im Jahr 1925 gegründete „Vaterländische Frauenverein“ unter seiner Ortsvorsitzenden Martha von Papen an. Mit dem Beginn des Zweiten Weltkrieges wurde der Verein nach Schlangenbad und Bad Schwalbach verlegt. Von dort aus wurden die männlichen Vereinsmitglieder an mehreren Frontabschnitten, die weiblichen Mitglieder in Feld- und Heimatlazaretten eingesetzt. Im Jahr 1960 wurde eine Jugendgruppe gegründet.
Apotheken
Seit dem Jahr 1912 gibt es in Wallerfangen eine Apotheke (heute Park-Apotheke, Hauptstraße 39). Die Einrichtung befindet sich seit ihrer Gründung im gleichen Gebäude, das allerdings im Laufe der Zeit mehrfach erweitert und baulich stark verändert wurde. Eine weitere Apotheke (Limberg-Apotheke) eröffnete im Jahr 1978 in der Saarstraße im Gebäude des ehemaligen Casinos der Steingutfabrik.

## Sport und Freizeit

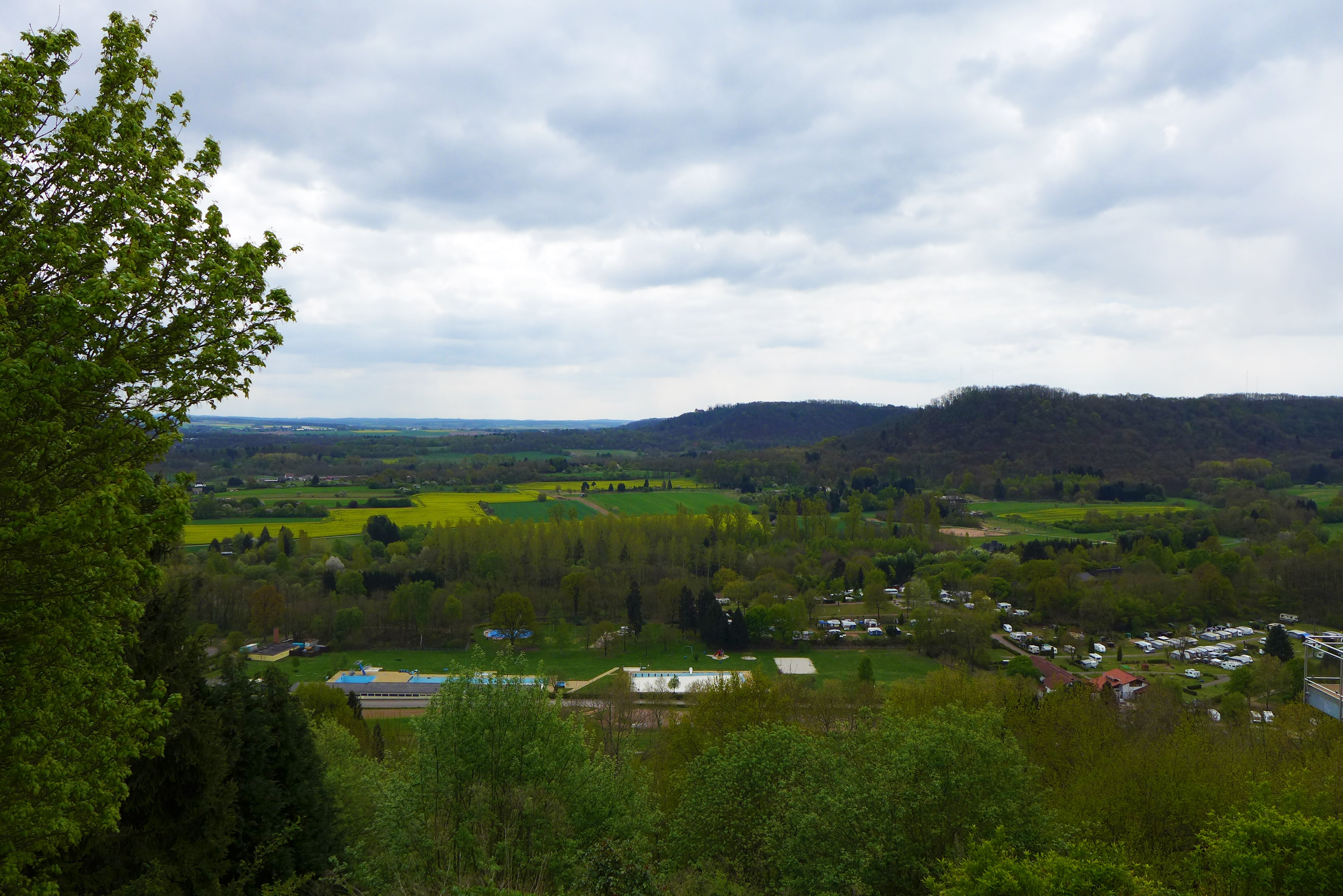
Wallerfangen, Blick vom Hansenberg auf das Areal des Freibades und des Campingplatzes im Blauloch

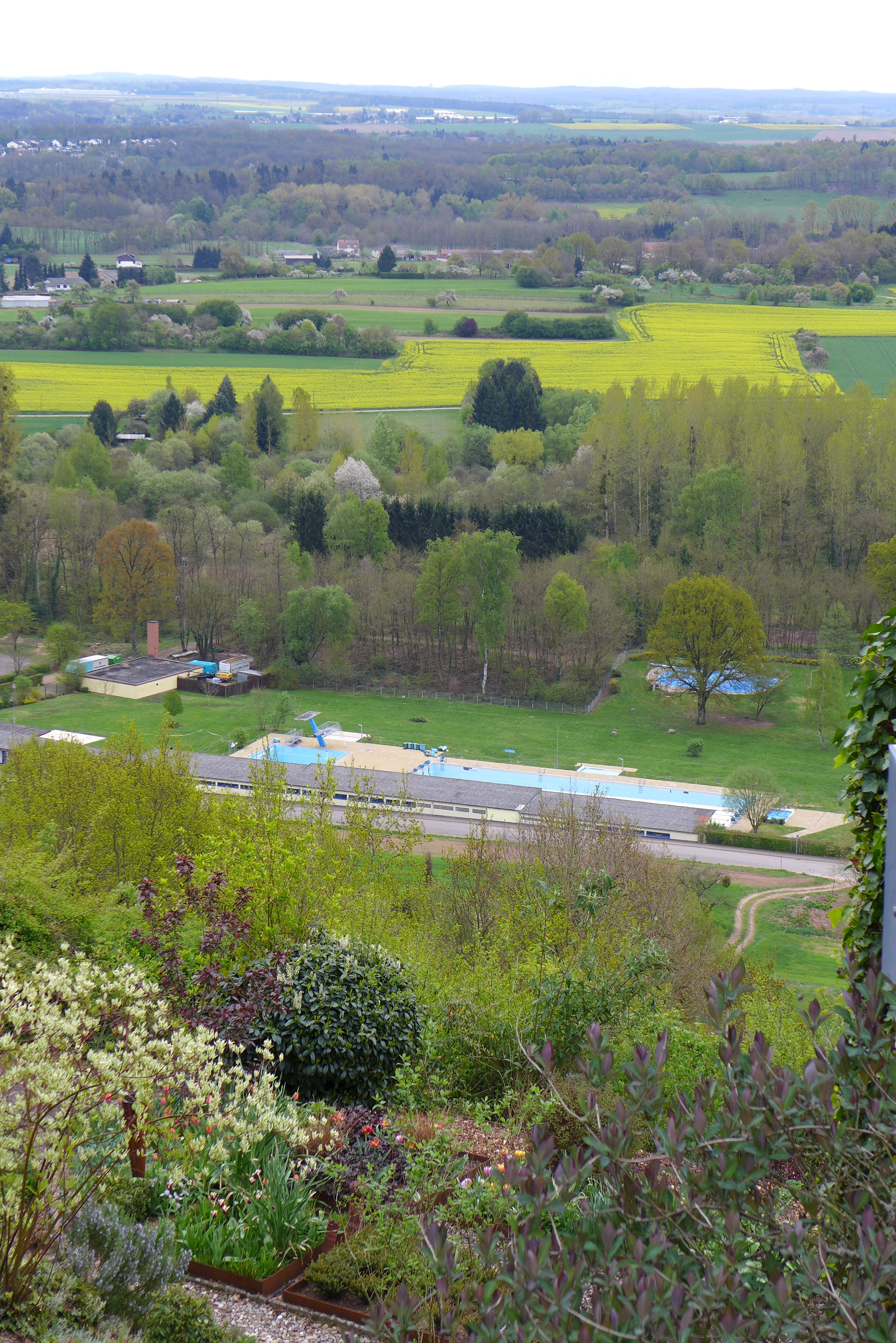
Wallerfangen, Blick vom Hansenberg auf das Areal des Freibades im Blauloch

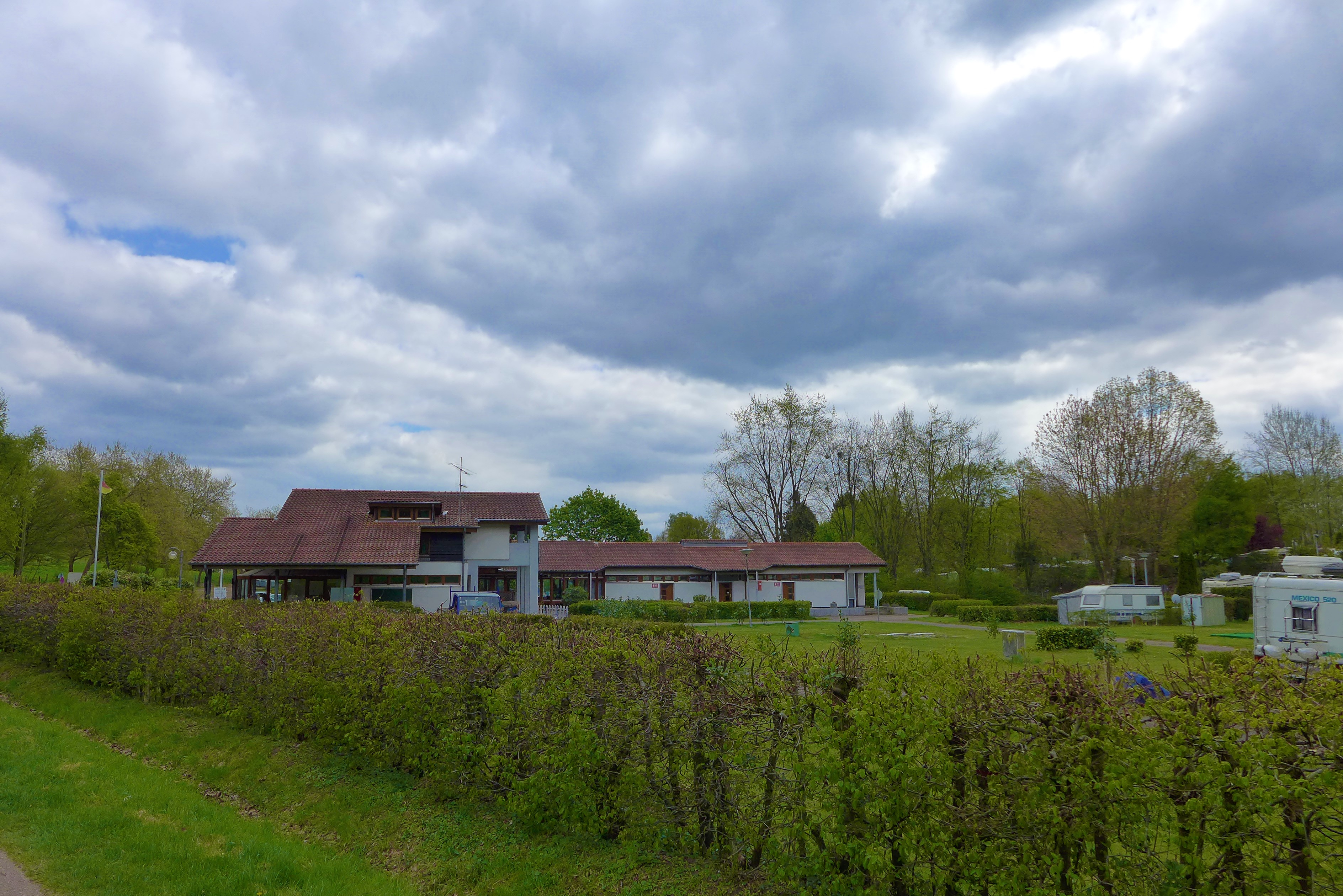
Wallerfangen, Campingplatz im Blauloch

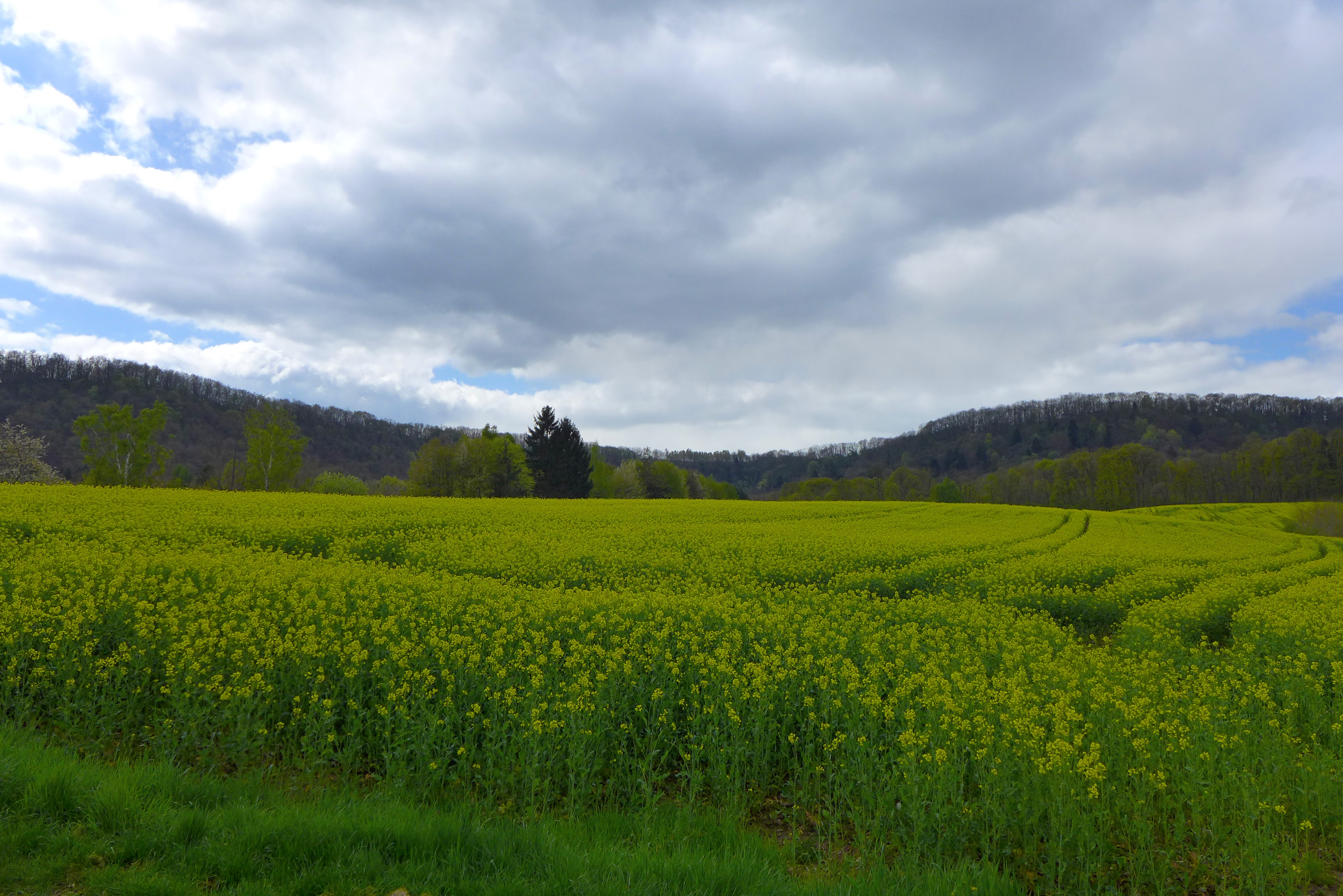
Wallerfangen, Blauloch

Die Gemeinde unterhält mehrere Sport- und Freizeitangebote:
Schwimmbad
Wallerfangen verfügt über ein in Waldnähe gelegenes, beheizte Freibad. Das Bad umfasst vier verschiedenen Becken (Sprung-, Sport-, Nichtschwimmer- und Planschbecken) und verfügt über 300 Pkw-Stellplätze. Darüber hinaus stehen weitere Sportmöglichkeit zur Verfügung: Fußballplatz, Volleyball, Basketball, Kinderspielgeräte, Matschbach. Das Bad bietet eine Dampfsauna sowie einen Gastronomiebereich. Senioren- und behindertengerechte Zugänge zu den Becken sind vorhanden. Für Rollstuhlfahrer besteht ein Dusch- und WC-Raum.
Wandern
Zwei Premiumwanderwege („Hirn-Gallenberg-Tour“ in Rammelfangen und der „Gisinger“ in Gisingen) führen durch den Saargau. Zurzeit entsteht ein weiterer Premiumwanderweg, welcher unter dem Titel „Grenzblickweg“ vom Ortsteil Leidingen aus an der deutsch-französischen Grenze entlangführen wird.
Tennis
In der Wallerfanger Blaulochstraße befindet sich eine Tennisanlage mit sechs Außen- und zwei Innenplätzen.
Golf
Die 18-Loch Meisterschaftsanlage wurde im Jahr 1961 durch den Golfplatzarchitekten Donald Leslie Harradine gestaltet und im Jahr 2001 auf den ersten 9 Bahnen überarbeitet. Auf dem ca. 50 ha großen, hügeligen Gelände liegen mittelschwere Spielbedingungen vor.
Motorflug
Der Flugplatz in Düren ist für Motorflugzeuge und Motorsegler eingerichtet. Darüber hinaus wird Fallschirmsprung angeboten.
Modellflug
Der Rammelfanger Modellflugplatz ist für Motormodelle, Segler, Elektromodelle und Turbinenjets freigegeben. Das Fluggelände hat eine Länge von 170 m und eine von Breite 75 m.
Campingplatz
Der Campingpark Wallerfangen in der Nachbarschaft zum Wallerfanger Freibad bietet 300 Stellplätze.
Vereine
In Wallerfangen widmen sich über 100 eingetragene Vereine den Bereichen Kultur und Sport.
Einer der Wallerfanger Traditionsvereine ist der im Jahr 1839 gegründete Männergesangverein „Gesellschaft der Liedertafel zu Wallerfangen“. Von Behördenseite wurde der Verein im zeitlichen Umfeld der 1848er Revolution zweimal für längere Zeit verboten, da man revolutionäre Umtriebe der Mitglieder vermutete. Der Verein setzte sich ursprünglich aus Verwaltungsbeamten der Steingutfabrik zusammen, die neue Mitglieder nach Abstimmung mit schwarzen und weißen Kugeln kooptierten. Aus Anlass des 100-jährigen Bestehens wurde dem Verein im Jahr 1939 die Zelter-Plakette in Gold verliehen. Nach dem Zweiten Weltkrieg wurde der im Jahr 1922 gegründete Männergesangverein „Männerquartett Wallerfangen“ in die Liedertafel eingegliedert. Zwischen 1921 und 1975 leitete Josef Sibille den Verein. Im Jahr 2014 feierte die Wallerfanger Liedertafel ihr 175-jähriges Bestehen.
Ein weiterer traditionsreicher Kulturverein ist der im Jahr 1851 gegründete „Musikverein Concordia Wallerfangen“. Er wurde als Werkskapelle der Steingutfabrik auf Initiative von Charles Villeroy (Enkel des Firmengründers Nicolas Villeroy) gegründet und erhielt den Namen „Concordia“ im Jahr 1919. Die 100-Jahr-Feier beging man im Jahr 1951.
Die Wallerfanger Ortsgruppe des im Jahr 1907 auf dem nahegelegenen Litermont in Leben gerufenen Saarwald-Vereins wurde im Jahr 1912 gegründet. Im Jahr 2012 feierte die Wallerfanger Ortsgruppe ihr 100-jähriges Jubiläum.
Der Sportverein Wallerfangen besteht seit dem Jahr 1920. Im Jahr 1967 fusionierte der unter dem Namen „FC Blau-Weiß Wallerfangen“ gegründete Verein mit der im Jahr 1958 gegründeten Wallerfanger Ortsgruppe des katholischen Sportverbandes Deutsche Jugendkraft. Der Verein nannte sich fortan „SV Wallerfangen 1920 e. V.“ Eine Sportanlage mit Rasenplatz, Clubheim und Umkleideräumen wurde am 15. August 1978 eingeweiht. Eine erste Frauenfußballmannschaft bildete sich im Jahr 1981.

## Persönlichkeiten

### Töchter und Söhne der Gemeinde
(in chronologischer Reihenfolge)
- Friedrich von Wallerfangen (* unbekannt; † vor 1346), Dekan von St. Arnual[111]
- Laudwein Flörchinger (* um 1600; † zwischen 1639 und 1646), Jurist und Generalleutnant, 1633 Ernennung zum Generalleutnant des Bellistums Deutsch-Lothringen[112][113]
- Ferdinand Heill (* vermutlich in Wallerfangen; † 21. Januar 1710 in Saarlouis), Maire von Saarlouis[114]
- Philipp Müller (* 13. Februar 1811; † 27. November 1893 ebenda), Kupferstecher, Illustrator und Karikaturist
- Nicolas Adolphe de Galhau (* 6. Februar 1814; † 23. November 1889), Gutsbesitzer, Unternehmer und Politiker, 1850 Ernennung zum Ehrenbürger der Gemeinde
- Ernest Villeroy (* 2. April 1843 in Wallerfangen; † 6. November 1908 in Wallerfangen), Fabrikbesitzer[115]
- Elisabeth Zillken (* 8. Juli 1888; † 28. November 1980), Politikerin (Zentrumspartei), MdR, MdL
- Nora Scheitgen (* 19. Januar 1890; † unbekannt), Schuldirektorin und Autorin
- Julius Reimsbach (* 30. August 1895 in Niederlimberg; † 12. Juli 1970 in Wallerfangen), Orgelbauer[116]
- Anna Zillken (* 17. Juli 1898; † 12. Februar 1966), Schuldirektorin und Autorin
- Carl Zenner (* 11. Juni 1899; † 16. Juni 1969), Politiker (NSDAP) und SS-Brigadeführer, MdR
- Johann Klein (* 9. Januar 1902; † 25. Mai 1976), Gewerkschafter und Politiker (CVP, CDU), MdB
- Hermann Mathias Görgen (* 23. Dezember 1908; † 3. Mai 1994), Politiker (CVP, CSU), MdB
- Eva Niestrath-Berger (* 8. März 1914; † 1. Januar 1993), Bildhauerin
- Hilde Hetzler-Wendler, geb. Wendler (* 1918; † 1969 in Wallerfangen), Malerin und Keramikerin[117][118]
- Ludwig Heck (* 28. August 1930 in Ihn; † 14. Januar 2021), Chemiker und Hochschullehrer
- Franz-Josef Reichert (* 21. Mai 1934; † 15. April 2012), Kunsthistoriker, Journalist und Programmdirektor Hörfunk des Saarländischen Rundfunks

### Mit Wallerfangen in Verbindung stehende Persönlichkeiten
(in chronologischer Reihenfolge)
- Giselbert, Graf der Grafschaft Wallerfangen, Sohn von Graf Siegfried I. von Luxemburg, älterer Bruder von Kunigunde von Luxemburg und Schwager von Kaiser Heinrich II.
- Phillip Jakob von Helmstatt, Herr zu Felsberg (* 21. Mai 1461; † 17. Dezember 1558), bestattet in der Augustinerkirche in Wallerfangen[119]
- Johann von Bockenheim (* ca. 1530; † Februar 1584), Bergrichter und herzoglich-lothringischer Rentmeister in Wallerfangen[120]
- Christoph von Kriechingen (* um 1540 in Kriechingen; † 1622), Freiherr von Kriechingen, 1604–1622 Amtmann für die Ballei Deutsch-Lothringen in Wallerfangen,[121]
- Laudwein von Bockenheim (* um 1560; † vor dem 19. Februar 1628), Bergrichter und herzoglich-lothringischer Rentmeister in Wallerfangen[122]
- Peter Ernst von Kriechingen (* um 1570 auf Schloss Kriechingen; † 1633 in Kriechingen), Graf von Kriechingen[123]
- Sébastien Le Prestre de Vauban (≈ 15. Mai 1633 in St. Léger-de-Foucheret (heute: St-Léger-Vauban); † 30. März 1707 in Paris), Festungsbaumeister, Commissaire Général des Fortification de France, Januar bis Februar 1680 Aufenthalt in Wallerfangen und dort Erarbeitung der Bauanweisungen für die Festungsstadt Saarlouis[124]
- Jean-Nicolas Dussart de Vigneulles (* vor 1643 vermutl. in Thionville; † 19. Januar 1713 in Saarlouis), Amtmann und Baumeister, Organisation der Niederlegung Wallerfangens und Tätigkeit als „Ingénieur du roy“ (Festungsbaumeister und Unternehmer) beim Festungsbau in Saarlouis[125]
- Guy Creuzet de Richerand (* 15. Juli 1652 in Chaulgnes; † 29. Oktober 1704 in Saarlouis), Offizier und Ingenieur, Erarbeitung des Abschätzungsberichtes für die Häuser und Grundstücke in Wallerfangen vor Niederlegung (gemeinsam mit François de Voigny)[126]
- Johann Huart (* unbekannt; † vor dem 6. März 1636), Jurist und Generalleutnant der Ballei Deutsch-Lothringen in Wallerfangen[127][128]
- Jacques Pierrard de Coraille (* um 1670 in Metz; † 1724/25 in Saarbrücken), Bildhauer der barocken Kreuzwegstationen am Limberg[129]
- Nicolas Villeroy (* 14. Mai 1759 in Metz; † 28. Dezember 1843 in Wallerfangen), Fabrikbesitzer, Gründer der Wallerfanger Keramikfabrik[130]
- Nicolas Theodore Antoine Adolphe de Lasalle (* 11. November 1762 in Saarlouis; † 3. März 1803 in Niederlimberg), Gutsbesitzer, Richter, Politiker, Besitzer des Schlosses in Niederlimberg-Wallerfangen mit Ländereien, 1789 Abgeordneter des 3. Standes in der Versammlung der Generalstände in Paris, 1790–1791 Präsident des Distriktes Saarlouis, Mai 1793 Wahl zum Maire durch die aktiven Bürger von Wallerfangen[131][132]
- Johann Leonhard Wenzeslaus Schily (* 28. September 1808 in Prüm; † 15. November 1869 in Trier), 1839 Notar in Wallerfangen, Mitbegründer des Armenvereins in Wallerfangen, 1848 Organisator von Volksversammlungen, 1849 Mitglied des Preußischen Abgeordnetenhauses[133][134][135]
- Peter Cornelius (* 24. Dezember 1824; † 26. Oktober 1874), Dichter-Komponist der Romantik, Neffe des Malers Peter von Cornelius, verbrachte im Jahr 1852 acht Monate in Wallerfangen bei seinem Schwager Johann Schily und komponierte dort sechs Lieder (Opus 1)[136][137][138]
- Charles-Nicolas Peaucellier (* 16. Juni 1832; † 1913), der Erfinder des Inversors wurde 1929 von der Dillinger Defrance-Gruft nach Wallerfangen umgebettet
- Franz Georg Himpler (* 14. Mai 1833 in Ottweiler; † 13. September 1916 in Hoboken, USA), Architekt der Wallerfanger Katharinenkirche und der ehemaligen Wallerfanger Josephskapelle (jetzt in Mettlach)
- Theodor Liebertz (* 20. November 1869 in Düren; † 7. Februar 1959 in Wallerfangen), Wallerfanger Konrektor und Heimatforscher[139]
- Franz von Papen (* 29. Oktober 1879; † 2. Mai 1969), Politiker (Zentrumspartei), Reichskanzler, Gutsbesitzer, 1933 Ernennung zum Ehrenbürger der Gemeinde, begraben auf dem Wallerfanger Friedhof
- Andreas Mailänder (* 26. Oktober 1888 in Gresaubach; † Oktober 1981 in Saarlouis), Lehrer und Heimatkundler, Erforscher der Stadtgeschichte Wallerfangens[140][141]
- Friedrich Franz von Papen (15. Juli 1911; † 4. Januar 1983), Jurist und Geschäftsmann, setzte sich als Vorsitzender des Kuratoriums der Sophienstiftung, für den Erhalt des St.-Nikolaus-Hospitals ein.
- Karl Hanus (18. Juli 1927 in Saarlouis; † 19. Januar 2013 in Saarlouis), Architekt des Wallerfanger Rathauses in den Jahren 1959–1961[142]
- Jo Enzweiler (* 16. April 1934 in Merzig-Büdingen), Bildender Künstler und Kunstpädagoge, Gründer des Saarlouiser Instituts für aktuelle Kunst im Saarland an der Hochschule der Bildenden Künste Saar, lebt und arbeitet in Wallerfangen
- Oswald Hiery (* 21. Mai 1937 in Ensdorf; † 6. Juli 2016), Künstler, bestattet am 13. Juli 2016 auf dem Friedhof Wallerfangen[143]
- Josef Hoff († 1972), 1941–1966 Pfarrer der Kirchengemeinde St. Katharina, Ehrenbürger der Gemeinde, sein Grab befindet sich in der Salvatorkirche im Wallerfanger Ortsteil St. Barbara
- Oskar Lafontaine (* 16. September 1943), Politiker (SPD / WASG / Die Linke), Ministerpräsident des Saarlandes, MdL, Bundesfinanzminister, MdB, wohnte bis 30. März 2012 in Wallerfangen-Oberlimberg
- Alfred Gulden (* 25. Januar 1944), Schriftsteller, lebt in Wallerfangen und München
- François Villeroy de Galhau (* 24. Februar 1959), Bankmanager und seit November 2015 Gouverneur der Banque de France, Sohn von Claude Villeroy de Galhau (1931–2017) und Odile de la Lande de Calan

## Belege
1. ↑  Saarland.de – Amtliche Einwohnerzahlen Stand 31. Dezember 2024, basierend auf dem Zensus 2022 (Hilfe dazu).
2. ↑  Helga Schneider: Die naturräumlichen Einheiten auf Blatt 159, Saarbrücken, Geographische Landesaufnahme, 1:200.000, Bonn-Bad Godesberg 1972, S. 105.
3. ↑  Herbert Liedtke, Karl-Heinz-Hepp, Christoph Jentsch: Das Saarland in Karte und Luftbild, Ein Beitrag zur Landeskunde, hrsg. vom Landesvermessungsamt des Saarlandes, Neumünster 1974, S. 13.
4. ↑  Helga Schneider: Die naturräumlichen Einheiten auf Blatt 159: Saarbrücken, Geographische Landesaufnahme 1:200000, in: Handbuch der naturräumlichen Gliederung Deutschlands, Bonn-Bad Godesberg 1972.
5. ↑  Robert Schuler: Dasl Land der Kelten um den Hunnenring von Otzenhausen, mit Beiträgen von Thomas Fritsch, Andrei Miron, Walter Reinhard und Mathias Wiegert, Hochwälder Hefte zur Heimatgeschichte, hrsg. vom Verein für Heimatkunde Nonnweiler e. V., 20. Jahrgang, Heft 40, Mai 2000, Jubiläumsausgabe, Nonnweiler, 2. Ausgabe 2003, S. 196–197.
6. ↑  Martin Born: Geographische Landeskunde des Saarlands, Saarbrücken 1980, S. 14.
7. ↑  Heinrich Schmitthenner: Die Oberflächenformen der Stufenlandschaft zwischen Maas und Mosel, Stuttgart 1923.
8. ↑  Herbert Wilhelmy: Geomorphologie in Stichworten, Band II, Exogene Morphodynamik, Verwitterung – Abtragung – Tal- und Flächenbildung, Beiträge zur allgemeinen Geographie, 3., überarbeitete Auflage, Zug 1977, S. 187–189.
9. ↑  Martin Born: Geographische Landeskunde des Saarlands, Saarbrücken 1980, S. 24–30, 38–39.
10. ↑  Friedrich Fischer: Beiträge zur Morphologie des Flußsystems der Saar, Dissertation zur Erlangung der Doktorwürde der Philosophischen Fakultät der Universität des Saarlandes (Arbeiten aus dem Geographischen Institut der Universität des Saarlandes), Saarbrücken 1957, S. 56–57.
11. ↑  Helga Schneider: Die naturräumlichen Einheiten auf Blatt 159: Saarbrücken, Geographische Landesaufnahme 1:200000, in: Handbuch der naturräumlichen Gliederung Deutschlands, Bonn-Bad Godesberg 1972, S. 37–38.
12. ↑  Heinz Quasten: Naturräumlicher Abriß (sic), in: Fred Oberhauser: Das Saarland, Kunst, Kultur und Geschichte im Dreiländereck zwischen Blies, Saar und Mosel (Dumont-Kunstreiseführer), Köln 1992, S. 340–353, hier S. 346.
13. ↑  Heinz Quasten: Naturräumlicher Abriß (sic), in: Fred Oberhauser: Das Saarland, Kunst, Kultur und Geschichte im Dreiländereck zwischen Blies, Saar und Mosel (Dumont-Kunstreiseführer), Köln 1992, S. 340–353, hier S. 345.
14. ↑  Heinz Quasten: Naturräumlicher Abriß (sic), in: Fred Oberhauser: Das Saarland, Kunst, Kultur und Geschichte im Dreiländereck zwischen Blies, Saar und Mosel (Dumont-Kunstreiseführer), Köln 1992, S. 340–353, hier S. 346–347.
15. ↑  Martin Born: Geographische Landeskunde des Saarlands, Saarbrücken 1980, S. 79–89.
16. ↑  Herbert Liedtke, Karl-Heinz-Hepp, Christoph Jentsch: Das Saarland in Karte und Luftbild, Ein Beitrag zur Landeskunde, hrsg. vom Landesvermessungsamt des Saarlandes, Neumünster 1974, S. 70–71
17. ↑  Helga Schneider: Die naturräumlichen Einheiten auf Blatt 159, Saarbrücken, Geographische Landesaufnahme, 1 : 200.000, Bonn-Bad Godesberg 1972, S. 104–106, S. 113.
18. ↑  Klima Wallerfangen: Wetter, Klimatabelle & Klimadiagramm für Wallerfangen. Abgerufen am 15. September 2022.
19. ↑  Umweltserver (Memento vom 2. Februar 2017 im Internet Archive)
20. ↑  Klima: Wallerfangen. Abgerufen im Jahr 2023. Info: Die Klima- und Wetterdaten dieser Domain stammen vom ECMWF und sind keine direkten Messwerte. Es ist nicht auszuschließen, dass die angegeben Werte von der Realität abweichen. , climate-data.org, abgerufen am 31. Januar 2017
21. ↑  Einwohnerzahlen zum Stichtag 30. Juni 2023. Abgerufen am 22. Oktober 2023.
22. ↑  Ortsteile und Ortsplan. Abgerufen am 22. Oktober 2023.
23. ↑  Oberlimberg. Abgerufen am 22. Oktober 2023.
24. ↑  wahlergebnis.saarland.de – Gemeinderatswahl 2024
25. ↑  wahlergebnis.saarland.de – Gemeinderatswahl 2019
26. ↑  Markus Battard: Wallerfangen – Eine Zeitreise in Bildern, 2. überarbeitete Auflage, Dillingen/Saar 2012, S. 130.
27. ↑  Markus Battard: Wallerfangen – Eine Zeitreise in Bildern, 2. überarbeitete Auflage, Dillingen/Saar 2012, S. 10–13, S. 142.
28. ↑  Markus Battard: Wallerfangen – Eine Zeitreise in Bildern, 2. überarbeitete Auflage, Dillingen/Saar 2012, S. 88–92.
29. ↑  Archivierte Kopie (Memento vom 7. Januar 2017 im Internet Archive), abgerufen am 7. Januar 2016.
30. ↑  Hermann Lehne; Horst Kohler: Wappen des Saarlandes (Saarbrücken 1981; ISBN 3-922807-06-2), S. 166.
31. ↑  Theodor Liebertz: Wallerfangen und seine Geschichte, Wallerfangen 1953, S. 14–15.
32. ↑  Markus Battard: Wallerfangen – Eine Zeitreise in Bildern, 2. überarbeitete Auflage, Dillingen/Saar 2012, S. 163–164.
33. ↑  Markus Battard: Wallerfangen – Eine Zeitreise in Bildern, 2. überarbeitete Auflage, Dillingen/Saar 2012, S. 108–113.
34. ↑  Historisches Museum. Abgerufen am 15. September 2022.
35. ↑  Archivierte Kopie (Memento vom 29. Dezember 2016 im Internet Archive), abgerufen am 29. Dezember 2016.
36. ↑  Marlen Dittmann: Die Baukultur im Saarland, Schriftenreihe Saarland-Hefte Nr. 4, hrsg. vom Institut für Landeskunde im Saarland, Saarbrücken 2011.
37. ↑  Rainer Darimont: Ein unbequemes Architekturdenkmal? Neues Rathaus Wallerfangen, in: Unsere Heimat, Mitteilungsblatt des Landkreises Saarlouis für Kultur und Landschaft, Nr. 2, 2013.
38. ↑  Oranna Dimmig: Kunst im öffentlichen Raum, Saarland, Band 3, Landkreis Saarlouis, 1945–2006, hrsg. von Jo Enzweiler, Saarbrücken 2009, S. 381.
39. ↑  Marlen Dittmann: Karl Hanus, Bauten und Projekte 1957–1993 (hrsg. von Hanus und Giebel), Dillingen 1994, S. 20, 109.
40. ↑  Beatrix Adler: Wallerfanger Steingut – Geschichte und Erzeugnisse der Manufaktur Villeroy Vaudrevange (1791–1836) bzw. der Steingutfabrik Villeroy & Boch Wallerfangen (1836–1931), 2 Bände, Saarbrücken 1995, Band 1, Text, S. 104–106.
41. ↑  Oranna Dimmig: Kunst im öffentlichen Raum, Saarland, Band 3, Landkreis Saarlouis, 1945–2006, hrsg. von Jo Enzweiler, Saarbrücken 2009, S. 380.
42. ↑  Oranna Dimmig: Kunst im öffentlichen Raum, Saarland, Band 3, Landkreis Saarlouis, 1945–2006, hrsg. von Jo Enzweiler, Saarbrücken 2009, S. 381.
43. ↑  Archivierte Kopie (Memento vom 7. Januar 2017 im Internet Archive), abgerufen am 7. Januar 2017.
44. ↑  Kindertagesstätten. Abgerufen am 15. September 2022.
45. ↑  Grundschulen. Abgerufen am 15. September 2022.
46. ↑  Gemeinschaftsschule. Abgerufen am 15. September 2022.
47. ↑  Archivierte Kopie (Memento vom 27. Mai 2016 im Internet Archive), abgerufen am 27. Mai 2016.
48. ↑  Volkshochschule. Abgerufen am 15. September 2022.
49. ↑  Musikschule. Abgerufen am 15. September 2022.
50. ↑  Hans Peter Buchleitner: Kultureller Wiederaufbau im Saarland, Ein Text- und Bildwerk, II. Band, Ergänzungen zum kirchlichen Aufbau in Saarbrücken wie in den Kirchengemeinden beider christlichen Konfessionen der Kreise Saarlouis und Merzig-Wadern, Saarbrücken 1959, S. 26.
51. ↑  Archiv des Hauses Sonnental
52. ↑  Wolfgang Götz: Neuer Kirchenbau im Saarland (II), in: Saarheimat, 10. Jahrgang, Heft 1, 1966, S. 10–17.
53. ↑  Bastian Müller: Architektur der Nachkriegszeit im Saarland, Saarbrücken 2011 (Denkmalpflege im Saarland 4), S. 137.
54. ↑  Wolfgang Götz: Neuer Kirchenbau im Saarland (II), Saarheimat, Zeitschrift für Kultur, Landschaft, Volkstum, 10. Jahrgang 1966, S. 10–17.
55. ↑  Institut für aktuelle Kunst im Saarland, Archiv, Bestand Wallerfangen, Jugendkirche St. Michael (Dossier K 830)
56. ↑  Tagungs- und Bildungsstätte. Abgerufen am 15. September 2022.
57. ↑  Markus Battard: Wallerfangen – Eine Zeitreise in Bildern, 2. überarbeitete Auflage, Dillingen/Saar 2012, S. 114–115.
58. ↑  Bibliothek. In: wallerfangen.de. Abgerufen am 15. September 2022.
59. ↑  Manfred Kostka: Geschichte der Pfarrei Dillingen von ihren Anfängen bis zur Teilung 1935, in: Katholisches Bildungswerk Dillingen-Nalbach e. V. (Hrsg.): 100 Jahre Saardom, Heilig Sakrament Dillingen, 1000 Jahre Pfarrei Dillingen, Festschrift zum Jubiläum der Kirchenkonsekration am 25. April 2013, Dillingen 2012. S. 17–65, hier S. 21.
60. ↑  WALLERFANGEN (ST. BARBARA, BEDERSDORF, DÜREN, GISINGEN, IHN, ITTERSDORF, KERLINGEN, LEIDINGEN, OBERLIMBERG, RAMMELFANGEN), KATHOLISCHE KIRCHEN (Memento vom 26. September 2016 im Internet Archive)
61. ↑  Pfarreiengemeinschaft Wallerfangen (Memento vom 5. Juli 2013 im Internet Archive)
62. ↑  Die Synagoge in Wallerfangen (Landkreis Saarlouis). Abgerufen am 15. September 2022.
63. ↑  Wolfgang Adler: Altes erkundet – Neues gebaut, Die Ausgrabungen beim Bau der Filiale Wallerfangen der Kreissparkasse Saarlouis 2011 und 2012, mit Beiträgen von B. Fecht, S. Klapdohr, J. Naumann und R. Schreiber (Ausstellungskatalog), Saarlouis 2013.
64. ↑  Wolfgang Adler: Ausgrabungen im Zentrum der mittelalterlichen Stadt Wallerfangen, Denkmalpflege im Saarland, Jahresbericht 2011 (2012), S. 78–80.
65. ↑  Wolfgang Adler: König lässt Stadt abreißen, Archäologie Deutschland 2012, Heft 2, S. 53f.
66. ↑  Wolfgang Adler: Zu den Wurzeln der mittelalterlichen Stadt Wallerfangen, Notgrabung Ecke Haupt- und Villeroystraße, Denkmalpflege im Saarland, Jahresbericht 2012 (2013), S. 72–74.
67. ↑  Wolfgang Adler: Ein Opfer für Saarlouis. Bei Ausgrabungen in Wallerfangen stieß man auf Reste der Pfarrkirche und des alten Friedhofs, in: Saargeschichten 4/2013, S. 25–29.
68. ↑  Wolfgang Adler: Einblicke in das Zentrum der mittelalterlichen Stadt Walderfingen, Grabungen anlässlich des Neubaus der Sparkassenfiliale Wallerfangen 2001 und 2012, in: Archäologietage Otzenhausen, Band 1, Archäologie in der Großregion, Internationales Symposium zur Archäologie in der Großregion in der Europäischen Akademie Otzenhausen, 7.-9. März 2014, hrsg. Michael Koch, Nonnweiler 2015, S. 275–278.
69. ↑  Archivierte Kopie (Memento vom 27. Januar 2016 im Internet Archive), aufgerufen am 21. Januar 2016.
70. ↑  Markus Battard: Wallerfangen – Eine Zeitreise in Bildern, 2. überarbeitete Auflage, Dillingen/Saar 2012, S. 75–87.
71. ↑  Margarethe Thinnes: Wegekreuze und Bildstöcke im Saarland, Saarbrücken 1985, S. 42.
72. ↑  Oranna Dimmig: Kunst im öffentlichen Raum, Saarland, Band 3, Landkreis Saarlouis nach 1945, Aufsätze und Bestandsaufnahme, hrsg. von Jo Enzweiler, Saarbrücken 2009, S. 382.
73. ↑  Rainer Darimont: Mittelalterliche Begräbnisplätze in Wallerfangen, Teil 1 und 2, auf der Seite: http://www.verein-fuer-heimatforschung-wallerfangen.de/#, abgerufen am 7. April 2016.
74. ↑  Verein für Heimatforschung Wallerfangen e. V. Abgerufen am 15. September 2022.
75. ↑  Johannes Werres: Artikel „Neues Kriegerdenkmal für Wallerfangen“ (Memento vom 25. April 2016 im Internet Archive), In: Saarbrücker Zeitung vom 6. Juni 2013.
76. ↑  Johannes A. Bodwing: Artikel „Erinnerung ohne Pathos“, in: Saarbrücker Zeitung, 12. April 2014, http://www.saarbruecker-zeitung.de/saarland/saarlouis/Gedenkstaette-Wallerfangen-Friedhof-Kriegsgraeber;art2807,5223632, abgerufen am 9. April 2016.
77. ↑  Hilarion Rieck: Der Oberlimberg bei Wallerfangen und seine Wallfahrt, Saarlouis 1935, S. 4.
78. ↑  Hilarion Rieck: Der Oberlimberg bei Wallerfangen und seine Wallfahrt, Saarlouis 1935, S. 6–7.
79. ↑  Saarforschungsgemeinschaft (Hrsg.): Die Kunstdenkmäler der Kreise Ottweiler und Saarlouis, bearbeitet von Walter Zimmermann, 2., unveränderte Auflage von 1934, Saarbrücken 1976, S. 243.
80. ↑  Hilarion Rieck: Der Oberlimberg bei Wallerfangen und seine Wallfahrt, Saarlouis 1935, S. 7–8.
81. ↑  Hilarion Rieck: Der Oberlimberg bei Wallerfangen und seine Wallfahrt, Saarlouis 1935, S. 10–11.
82. ↑  Hilarion Rieck: Der Oberlimberg bei Wallerfangen und seine Wallfahrt, Saarlouis 1935, S. 12.
83. ↑  Theodor Liebertz: Wallerfangen und seine Geschichte, Wallerfangen 1953, S. 289.
84. ↑  Margarethe Thinnes: Wegekreuze und Bildstöcke im Saarland, Saarbrücken 1985, S. 214–215.
85. ↑  Georg Baltzer: Historische Notizen über die Stadt Saarlouis und deren unmittelbare Umgebung, Erster Teil: Historische Notizen über die Stadt Saarlouis, Zweiter Teil: Historische Notizen über die unmittelbare Umgebung von Saarlouis, Nachdruck der Ausgabe von 1865, Dillingen/Saar 1979, Teil I, S. 98.
86. ↑  Severin Delges: Geschichte der katholischen Pfarrei St. Ludwig in Saarlouis, Saarlouis-Lisdorf 1931, Erweiterung um einen zweiten Teil durch Heinrich Unkel im Jahr 1952, Erweiterung um einen dritten Teil durch Marga Blasius im Jahr 1985, Teil I, S. 48.
87. ↑  Theodor Liebertz: Wallerfangen und seine Geschichte, Wallerfangen 1953, S. 285–292.
88. ↑  Hilarion Rieck: Der Oberlimberg bei Wallerfangen und seine Wallfahrt, Saarlouis 1935, S. 15–16.
89. ↑  Margarethe Thinnes: Wegekreuze und Bildstöcke im Saarland, Saarbrücken 1985, S. 259.
90. ↑  Margarethe Thinnes: Wegekreuze und Bildstöcke im Saarland, Saarbrücken 1985, S. 122.
91. ↑  Aloys Schulte: Geschichte des mittelalterlichen Handels und Verkehrs zwischen Westdeutschland und Italien mit Ausschluß von Venedig, 2 Bände, Duncker & Humblot, Leipzig 1900, (Neudruck: Duncker & Humblot, Berlin 1966).
92. ↑  Aloys Lehnert: Geschichte der Stadt Dillingen Saar, Dillingen 1968, S. 19–21.
93. ↑  Markus Battard: Wallerfangen – Eine Zeitreise in Bildern, 2. überarbeitete Auflage, Dillingen/Saar 2012, S. 69–74.
94. ↑  Markus Battard: Wallerfangen – Eine Zeitreise in Bildern, 2. überarbeitete Auflage, Dillingen/Saar 2012, S. 131.
95. ↑  Aloys Lehnert: Geschichte der Stadt Dillingen/Saar, Dillingen 1968, S. 544–547.
96. ↑  Freie Fahrt zu den Märkten der Welt – Häfen im Zentrum Europas (Memento vom 8. Juni 2009 im Internet Archive) Website des Saarhafens, abgerufen am 29. Juli 2010.
97. ↑  Markus Battard: Wallerfangen – Eine Zeitreise in Bildern, 2. überarbeitete Auflage, Dillingen/Saar 2012, S. 123–125.
98. ↑  Wasserleitungszweckverband. Abgerufen am 15. September 2022.
99. ↑  Startseite - Saarlouis - Statistik der Bundesagentur für Arbeit. Abgerufen am 15. September 2022.
100. ↑  Feuerwehr. Abgerufen am 15. September 2022.
101. ↑  Markus Battard: Wallerfangen – Eine Zeitreise in Bildern, 2. überarbeitete Auflage, Dillingen/Saar 2012, S. 166.
102. ↑  Markus Battard: Wallerfangen – Eine Zeitreise in Bildern, 2. überarbeitete Auflage, Dillingen/Saar 2012, S. 153–156.
103. ↑  Markus Battard: Wallerfangen – Eine Zeitreise in Bildern, 2. überarbeitete Auflage, Dillingen/Saar 2012, S. 152.
104. ↑  Markus Battard: Wallerfangen – Eine Zeitreise in Bildern, 2. überarbeitete Auflage, Dillingen/Saar 2012, S. 181–182.
105. ↑  Aktiv in Wallerfangen. Abgerufen am 15. September 2022.
106. ↑  http://wallerfangen.slc-technik.de/fileadmin/wallerfangen/medien/02_rathaus/Amtsblatt/2013/Vereinsliste_22-08-2016_01.pdf, abgerufen am 29. Dezember 2016.
107. ↑  Markus Battard: Wallerfangen – Eine Zeitreise in Bildern, 2. überarbeitete Auflage, Dillingen/Saar 2012, S. 157–160.
108. ↑  Markus Battard: Wallerfangen – Eine Zeitreise in Bildern, 2. überarbeitete Auflage, Dillingen/Saar 2012, S. 161–162.
109. ↑  Markus Battard: Wallerfangen – Eine Zeitreise in Bildern, 2. überarbeitete Auflage, Dillingen/Saar 2012, S. 165.
110. ↑  Markus Battard: Wallerfangen – Eine Zeitreise in Bildern, 2. überarbeitete Auflage, Dillingen/Saar 2012, S. 167–168.
111. ↑  Archivierte Kopie (Memento vom 10. Dezember 2016 im Internet Archive), abgerufen am 10. Dezember 2016.
112. ↑  Guido Müller: Flörchinger – Florange, eine bedeutende Wallerfanger Beamtenfamilie des 17. Jahrhunderts, in: Unsere Heimat, 9. Jg., Nr. 1 (1984), S. 26–38.
113. ↑  Archivierte Kopie (Memento vom 10. Dezember 2016 im Internet Archive), abgerufen am 10. Dezember 2016.
114. ↑  Archivierte Kopie (Memento vom 10. Dezember 2016 im Internet Archive), abgerufen am 10. Dezember 2016.
115. ↑  Archivierte Kopie (Memento vom 10. Dezember 2016 im Internet Archive), abgerufen am 10. Dezember 2016.
116. ↑  Bernhard H. Bonkhoff: Historische Orgeln im Saarland, Regensburg 2015, S. 286–287.
117. ↑  Archivierte Kopie (Memento vom 10. Dezember 2016 im Internet Archive), abgerufen am 10. Dezember 2016.
118. ↑  Jo Enzweiler (Hrsg.): Kunst im öffentlichen Raum Saarland, Band 1, Saarbrücken, Bezirk Mitte 1945 bis 1996, Aufsätze und Dokumentation, Saarlouis 1997, S. 370.
119. ↑  Helmstatt Phillip Jakob von in der Datenbank Saarland Biografien.
120. ↑  Bockenheim Johann von in der Datenbank Saarland Biografien.
121. ↑  Archivierte Kopie (Memento vom 10. Dezember 2016 im Internet Archive), abgerufen am 10. Dezember 2016.
122. ↑  Archivierte Kopie (Memento vom 10. Dezember 2016 im Internet Archive), abgerufen am 10. Dezember 2016.
123. ↑  Archivierte Kopie (Memento vom 10. Dezember 2016 im Internet Archive), abgerufen am 10. Dezember 2016.
124. ↑  Archivierte Kopie (Memento vom 10. Dezember 2016 im Internet Archive), abgerufen am 10. Dezember 2016.
125. ↑  Archivierte Kopie (Memento vom 10. Dezember 2016 im Internet Archive), abgerufen am 10. Dezember 2016.
126. ↑  Archivierte Kopie (Memento vom 10. Dezember 2016 im Internet Archive), abgerufen am 10. Dezember 2016.
127. ↑  Guido Müller: Der Generalleutnant der Deutschen Ballei Johann Huart aus Wallerfangen – ein eminenter Jurist, in: Unsere Heimat, 18. Jg., Nr. 1 (1993), S. 20–24.
128. ↑  Archivierte Kopie (Memento vom 10. Dezember 2016 im Internet Archive), abgerufen am 10. Dezember 2016.
129. ↑  Archivierte Kopie (Memento vom 10. Dezember 2016 im Internet Archive), abgerufen am 10. Dezember 2016.
130. ↑  Archivierte Kopie (Memento vom 10. Dezember 2016 im Internet Archive), abgerufen am 10. Dezember 2016.
131. ↑  Maria Moll: Die Distriktverwaltung Saarlouis, Gewaltherrschaft zur Zeit der französischen Revolution 1790/ 1795, in: Geschichte der Kreisstadt Saarlouis, Bd. 3, Saarlouis 1980, S. 32ff.
132. ↑  Archivierte Kopie (Memento vom 10. Dezember 2016 im Internet Archive), abgerufen am 10. Dezember 2016.
133. ↑  Trierer Biographisches Lexikon, S. 400.
134. ↑  Schily Johann Leonhard Wenzeslaus in der Datenbank Saarland Biografien.
135. ↑  Archivierte Kopie (Memento vom 10. Dezember 2016 im Internet Archive), abgerufen am 10. Dezember 2016.
136. ↑  Rainer Darimont: Der Dichterkomponist Peter Cornelius (1824-74) in Wallerfangen. In: verein-fuer-heimatforschung-wallerfangen.de. Abgerufen am 22. April 2025.
137. ↑  Archivierte Kopie (Memento vom 10. Dezember 2016 im Internet Archive), abgerufen am 10. Dezember 2016.
138. ↑  Hans Neis: Der Dichter-Musiker Peter Cornelius in Wallerfangen, in: Unsere Heimat, Nr. 1/2 (1986), S. 50–51.
139. ↑  Archivierte Kopie (Memento vom 7. Februar 2017 im Internet Archive), abgerufen am 10. Dezember 2016.
140. ↑  Gernot Karge: Dr. Andreas Mailänder †, in: Unsere Heimat, 6. Jg., Nr. 4 (1981), S. 165–167.
141. ↑  Archivierte Kopie (Memento vom 10. Dezember 2016 im Internet Archive), abgerufen am 10. Dezember 2016.
142. ↑  Archivierte Kopie (Memento vom 10. Dezember 2016 im Internet Archive), abgerufen am 10. Dezember 2016.
143. ↑  Archivierte Kopie (Memento vom 10. Dezember 2016 im Internet Archive), abgerufen am 10. Dezember 2016.